# ポーランド

ポーランド共和国
Rzeczpospolita Polska

国の標語：なし1
国歌：Mazurek Dąbrowskiego（ポーランド語）
ドンブロフスキのマズルカ

注1:ポーランドには公式な標語は存在しないが、過去、国家のシンボルに、Bóg, Honor, Ojczyzna（神、名誉、祖国）などの標語が書かれたことがあった。

ポーランド共和国（ポーランドきょうわこく、波: Rzeczpospolita Polska [ʐɛt͡ʂpɔˈspɔlita ˈpɔlska] ジェチュポスポリタ・ポルスカ ）、通称ポーランド（波: Polska、ポルスカ）は、中央ヨーロッパに位置する共和制国家。欧州連合（EU）、北大西洋条約機構（NATO）の加盟国。首都はワルシャワ。
北はバルト海に面し、北東はロシアの飛地カリーニングラード州とリトアニア、東はベラルーシとウクライナ、南はチェコとスロバキア、西はドイツと国境を接する。

## 概要
同国は該当地域が「分割と統合」を幾度も繰り返す形で歴史を紡いで来た。10世紀に国家として認知され、16世紀から17世紀にかけポーランド・リトアニア共和国を形成、ヨーロッパで有数の大国となった。18世紀、3度にわたって他国に分割された末に消滅（ポーランド分割）、123年間にわたり他国の支配下ないし影響下に置かれ続けた。
第一次世界大戦後、1918年に独立を回復した。しかし第二次世界大戦時、ナチス・ドイツとソビエト連邦からの事前交渉を拒否し両国に侵略され、再び国土が分割された（ポーランド侵攻）。
戦後1952年、ポーランド人民共和国として国家主権を復活させた。ただし、ポーランド統一労働者党（共産党）による一党独裁体制であり、ソ連に従属する衛星国であり、ワルシャワ条約機構の加盟国でもあった。
1989年に行われた自由選挙の結果、非共産党政権が成立。現在のポーランド共和国となった。また、アメリカ合衆国主導の北大西洋条約機構にも加盟し、事実上の西側諸国の一員である。
冷戦時代は「東欧」に分類され、現在も国連は同様の分類である。国内および東側諸国の民主化（東欧革命）とソ連の崩壊を経て、米CIAなど一部の機関は「中欧」または「中東欧」として分類している。

## 国名

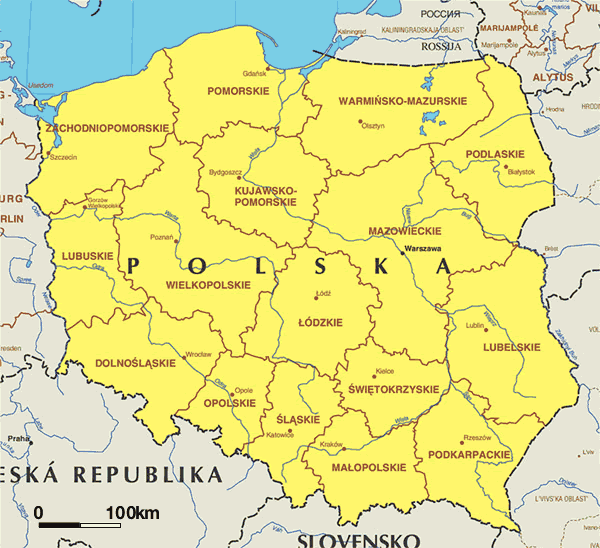
ポーランド

正式名称はポーランド語で Rzeczpospolita Polska（） 発音 [ʐɛt͡ʂpɔˈspɔʎit̪a ˈpɔlska] ( 音声ファイル)。通称  Polska。英語表記はPoland、国民はPolish、形容詞はPolish。日本語の正式表記はポーランド共和国、通称はポーランド。また、漢字表記は波蘭で、波と略記される。
ポーランドの国名の「ポルスカ」（ポーランド語: Polska）は野原を意味する「ポーレ」（ポーランド語: pole）が語源と言われている。最初にポーランドを建国した部族は「レフ族」「レック族」（ポーランド語: Lechici）といい、また同時に「ポラン族」（ポーランド語: Polanie）とも称した。「レフ」「レック」（ポーランド語: Lech）は古代ポラン族の伝説上の最初の族長の名前であるが、レックはポーレと同じく「野原」を原義とするともいわれる。日本語に直訳すれば「ポラン」族は「原」族となる。すなわち、ポルスカはこの「ポラン族の国」というのが元来の意味となる。
「共和国」に相当する「ジェチュポスポリタ」は、「公共のもの」を意味するラテン語の「レス・プブリカ」（羅: res publica）の翻訳借用である。レスには「物」や「財産」という意味があり、ポーランド語ではジェチュがこれに当たる。プブリカは「公共の」という意味で、ポーランド語ではポスポリタに当たる。

## 歴史

### ポーランド王国成立以前

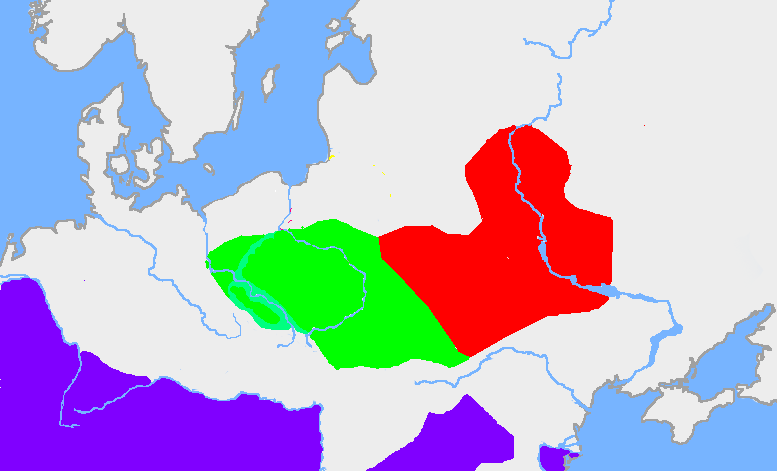
プシェヴォルスク文化（黄緑）とザルビンツィ文化（赤）

ポーランドは西（ドイツ）と東南（ウクライナ）の2つの方向が平原となっている地形のため先史時代から陸上での人の往来が多く、東西の文化が出会い融合する文化的刺激の多い土地だったようである。たとえば、7500年前の「世界最古のチーズ」製造の痕跡がポーランドで発見されていることや、インド・ヨーロッパ語族の言語やその話し手のヨーロッパにおける発展の非常に重要な段階とみられる球状アンフォラ文化やそれを継承した縄目文土器文化、ルサチア文化（ラウジッツ文化とも）の中心地がポーランドである事実などが挙げられる。
ポーランド人の基幹部族となったレフ族・ポラン族については、古代ローマ時代の歴史家タキトゥスの本『ゲルマニア』の中で現在のポーランド南西部に住んでいたと書かれている「ルギイ族」との関連が指摘されている。彼らは「プシェヴォルスク文化」と呼ばれる、周辺のゲルマン諸部族とは異なる独特の文化を持つ集団で、ルギイ族はヴァンダル族の別名か、あるいはヴァンダル族は複合部族でルギイ族はそのひとつではないかとされている。プシェヴォルスク文化は、当時ゴート族のものと推定されるヴィスワ川東岸付近一帯のヴィェルバルク文化を挟んではるか東方にあった原スラヴ人の「ザルビンツィ文化」と似通っていることが考古学調査で判明しているため、原スラヴ系の文化のひとつといえる（詳しくは、プシェヴォルスク文化、ザルビンツィ文化、ヴィェルバルク文化の記事を参照）。プシェヴォルスク文化とザルビンツィ文化は共通した文化圏で、元はひとつであり、ヴィスワ川河口付近からゴート族が入り込み間に割って入って川を遡上しながら南下していったため、この文化圏が西方のプシェヴォルスク文化と東方のザルビンツィ文化に分裂したものと考えられる。インド・ヨーロッパ語族のイラン系民族のサルマタイ人やスキタイ人が定住していた。バルト人、トルコ人もこの地域に住んでいた。

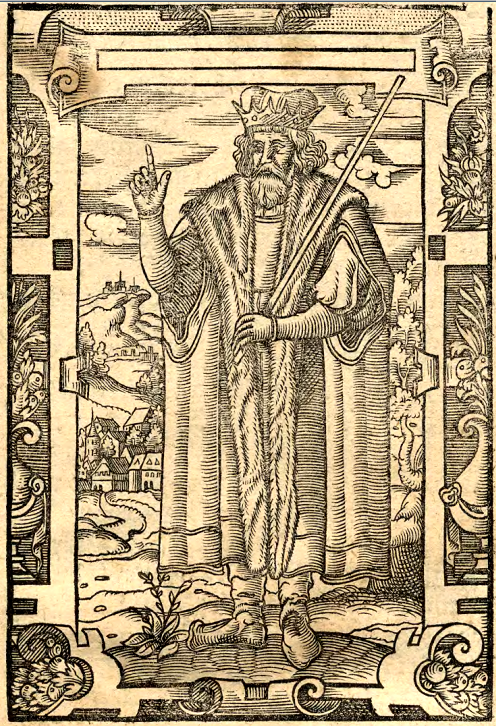
レフ族（ポラン族）の長ピャスト

4世紀、プシェヴォルスク文化の担い手は、西のオドラ川（オーデル川）と東のヴィスワ川が大きく屈曲して作った平野の、当時は深い森や入り組んだ湿原（現在はかなり縮小したとはいえいまだ広大な湿原が残っている）だった場所に住んでいた。その地理的な理由からフン族の侵入を免れ、ゲルマン民族の大移動の後に東方からやってきて中欧に定住した「プラハ・コルチャク文化（Prague-Korchak culture）」を持つほかのスラヴ諸部族と混交して拡大していったものが、中世にレフ族（Lechici）あるいはポラン族（Polanie）としてヨーロッパの歴史書に再登場したとされる。この説ではルギイはレフ、レックのラテン語における転訛となる。なお、ほかのスラヴ語、たとえばロシア語では今でも「ルーク」と「ポーレ」はどちらも「野原」を原義とする言葉である。ロシア人を含む東スラヴ人はもともとポーランド人をリャキ（Lyakhi）と呼んでいた（現在はパリャキ、Palyakhiと呼ぶ）。リトアニア人はポーランド人をレンカイ（Lenkai）、ハンガリー人はポーランド人をレンジェレク（Lengyelek）と呼ぶ。
6世紀までにはこの地に現在のスラヴ民族が定住し、一種の環濠集落を多数建設した。遅くとも8世紀までには現在のポーランド人の基となる北西スラヴ系諸部族が異教（非キリスト教）の諸国家を築いていた。
8世紀、それまでレフ族・ポラン族とゴプラン族（Goplanie）を治めていた、のちに「ポピェリド朝（Popielidzi）」と呼ばれることになった族長家の最後の当主ポピェリド（Popielid）が没し、「車大工のピャスト（Piast Kołodziej）」と呼ばれた、おそらく荷車や馬車などを製造する原初的マニュファクチュアを経営していた人物（一説にはポピェリドの宮宰だったともされる）がレフ族/レック族の族長に選出され、「ピャスト朝（Piastowie）」を創始した。

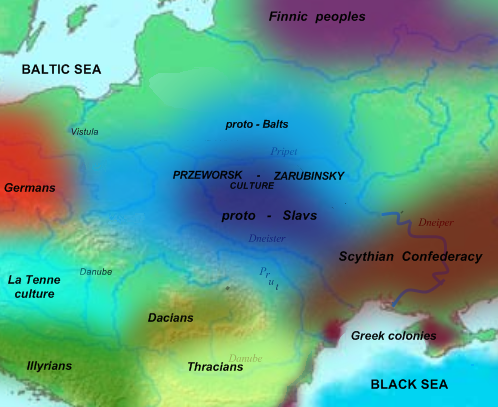
紀元前のポーランドとその周辺（Zarubinskyは正しくはZarubintsy）
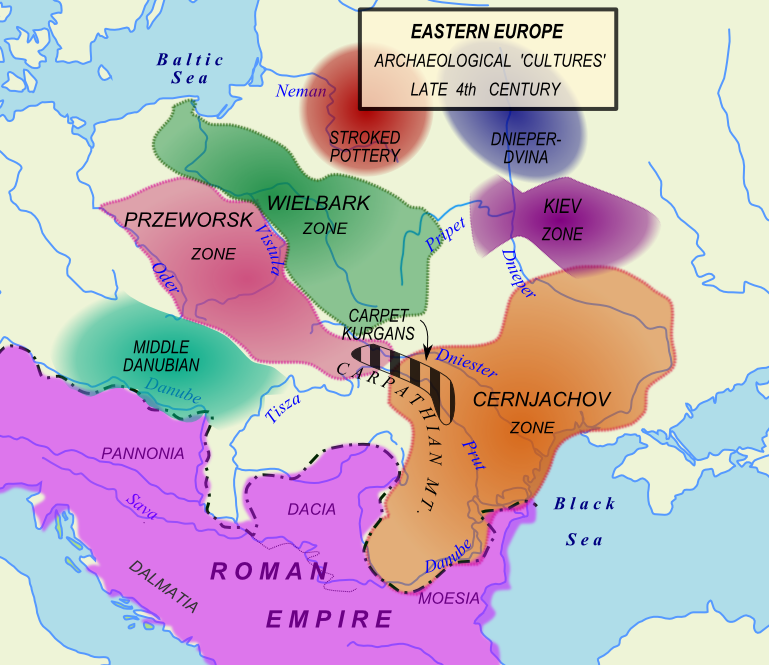
3世紀ごろのポーランドとその周辺 チェルニャコヴォ文化（Chernyakhov）は原スラヴ人とサルマタイ人の混合文化
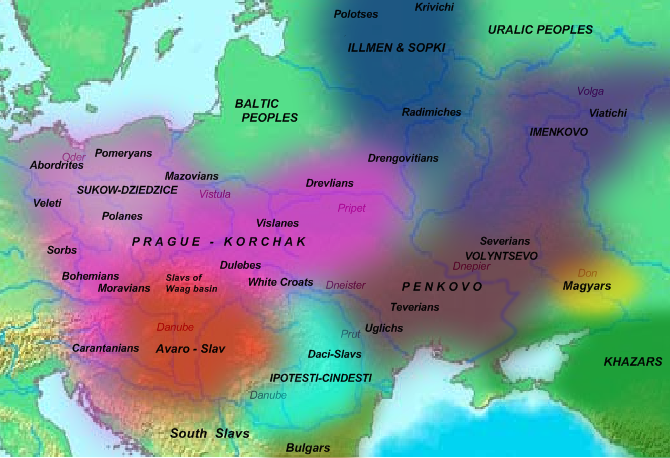
8世紀ごろのポーランドとその周辺

### 王国の黎明期

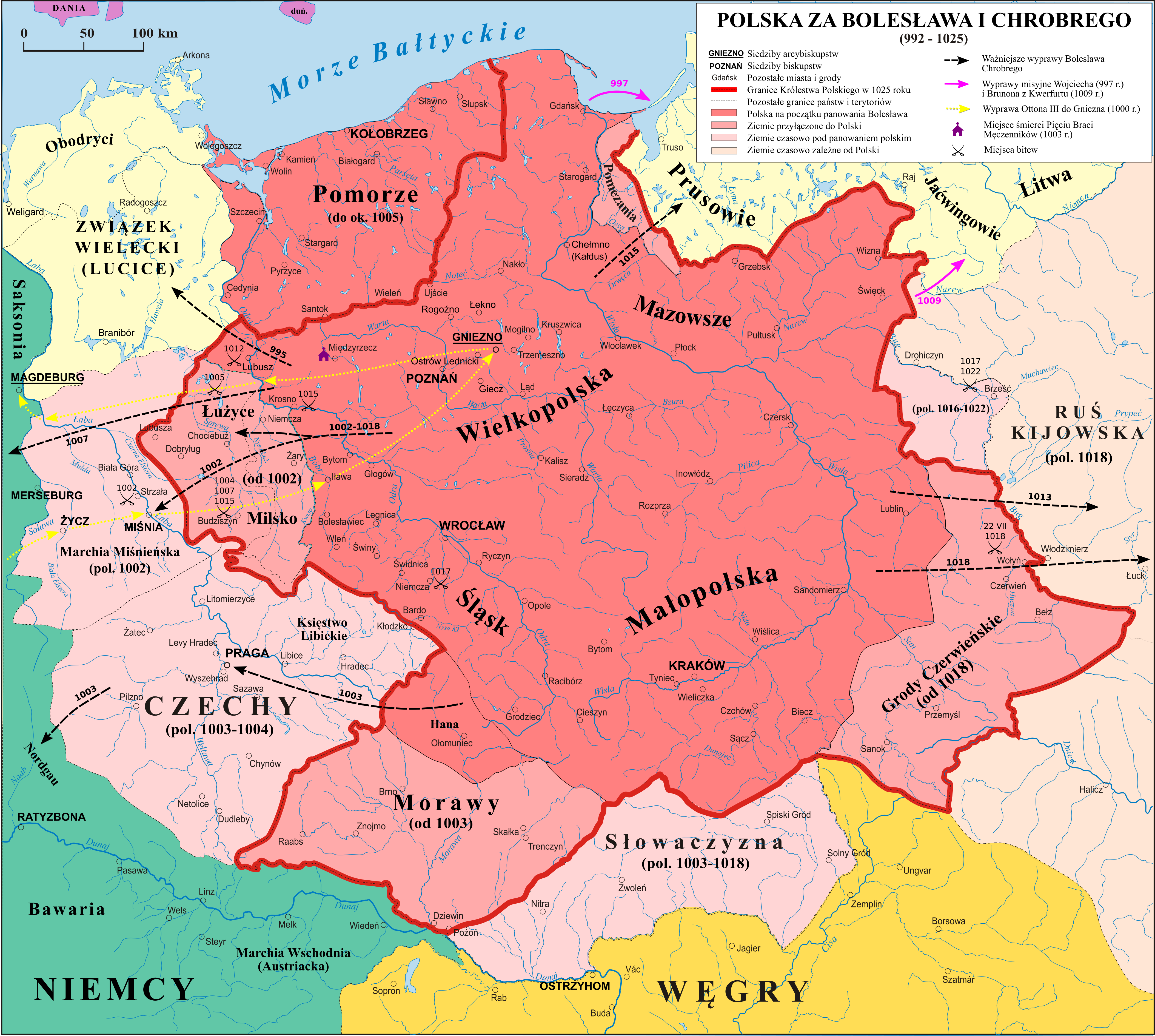
濃いピンクは992年にボレスワフ1世が確定したポーランド公国領、赤太線は1025年に確定したポーランド王国の国境線。
王国の国境線の外側にある濃いピンク、濃い黄色、青の地域はボレスワフ1世が治めていた王国外の属領

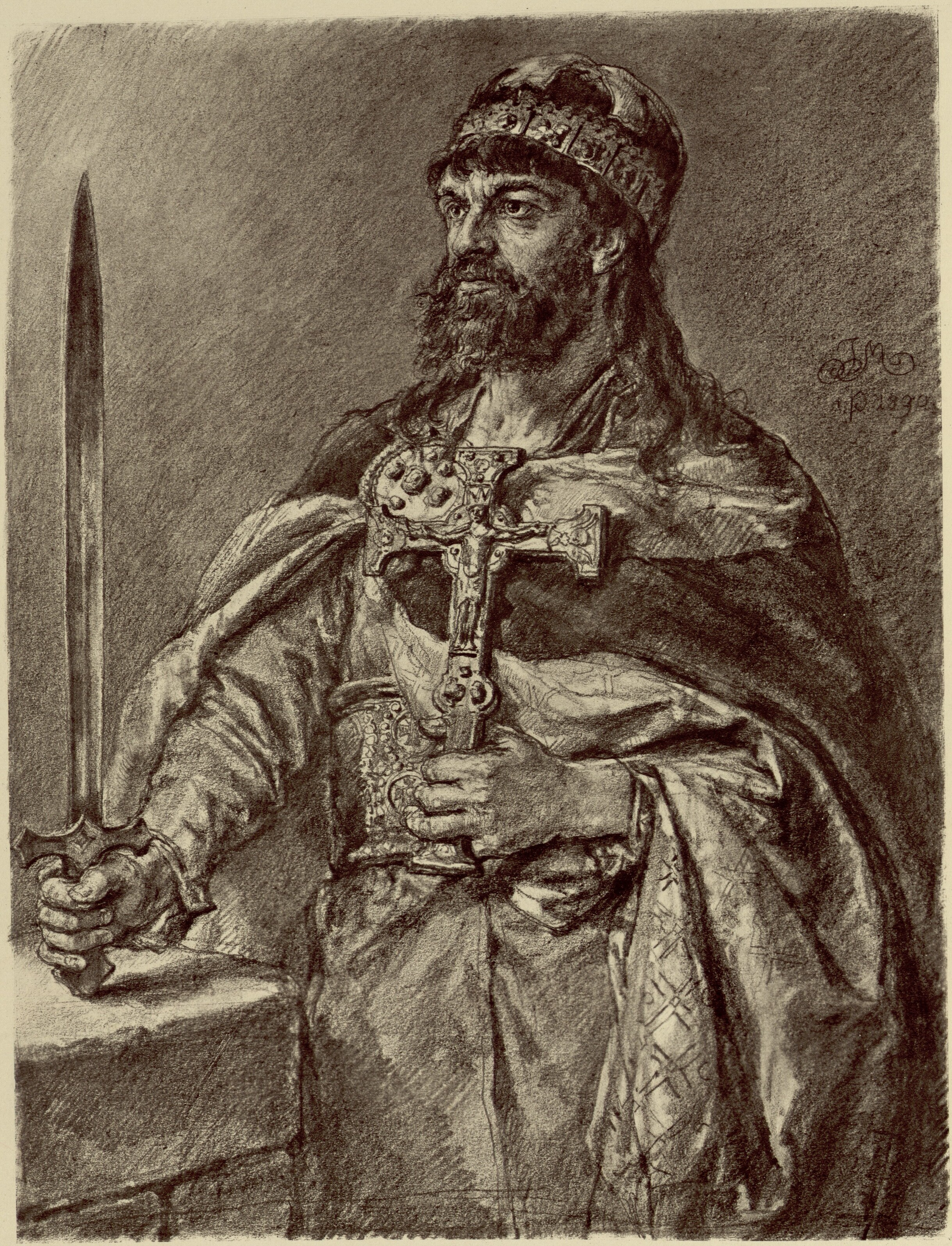
建国の父ミェシュコ1世

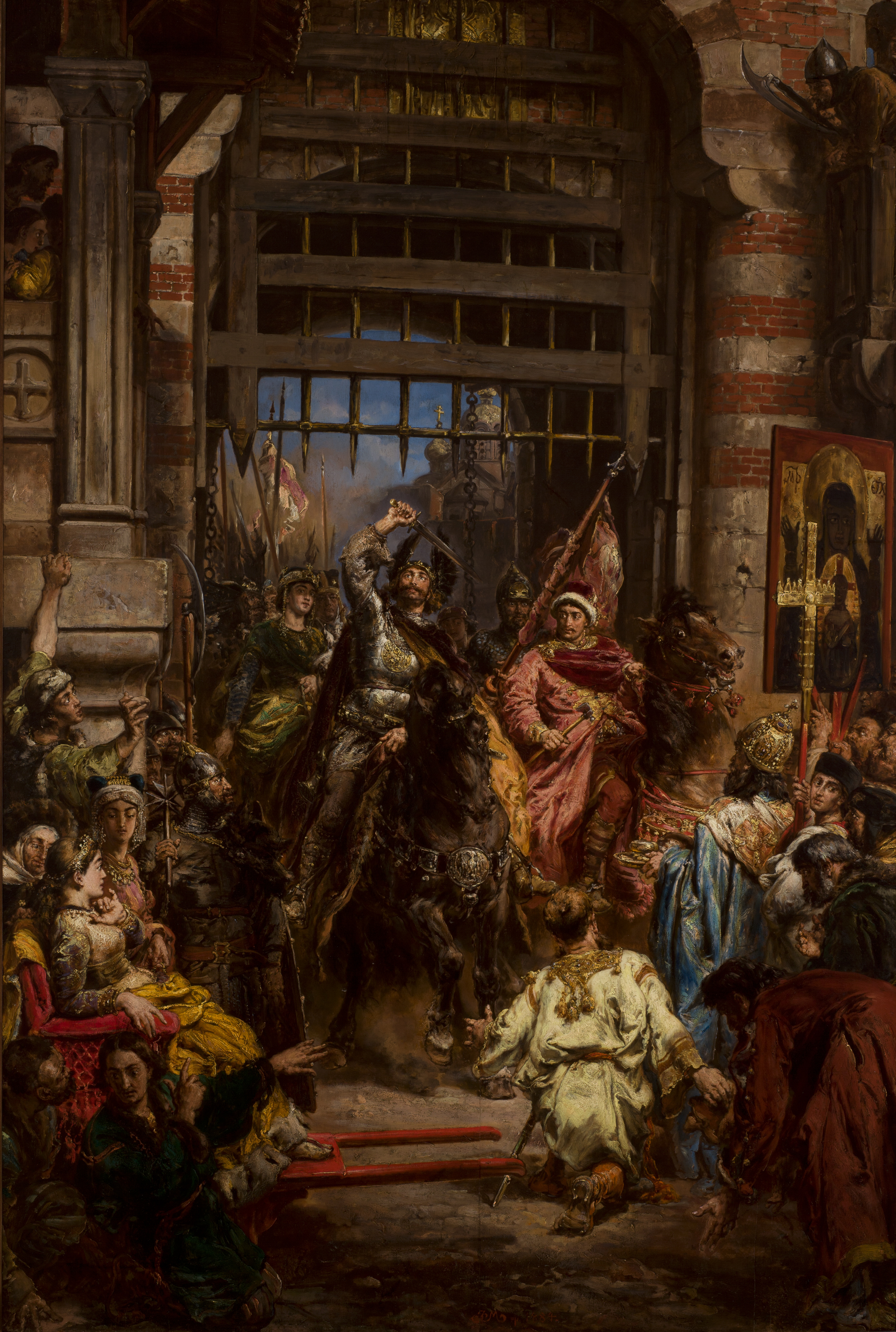
初代国王ボレスワフ1世のキエフ入城

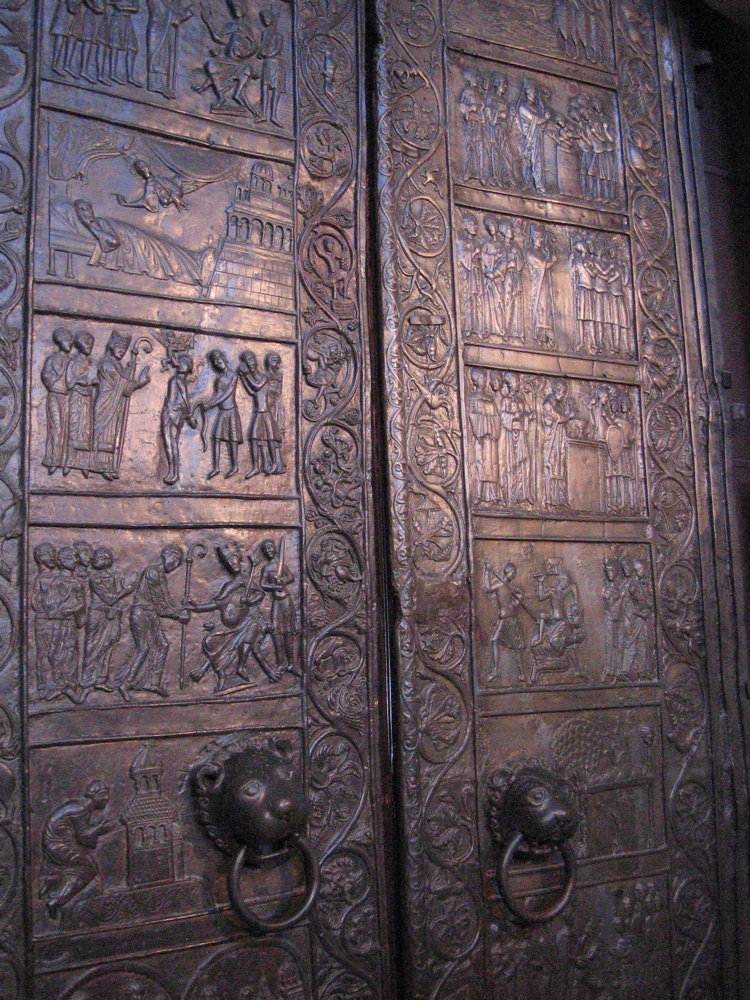
グニェズノ大聖堂の扉

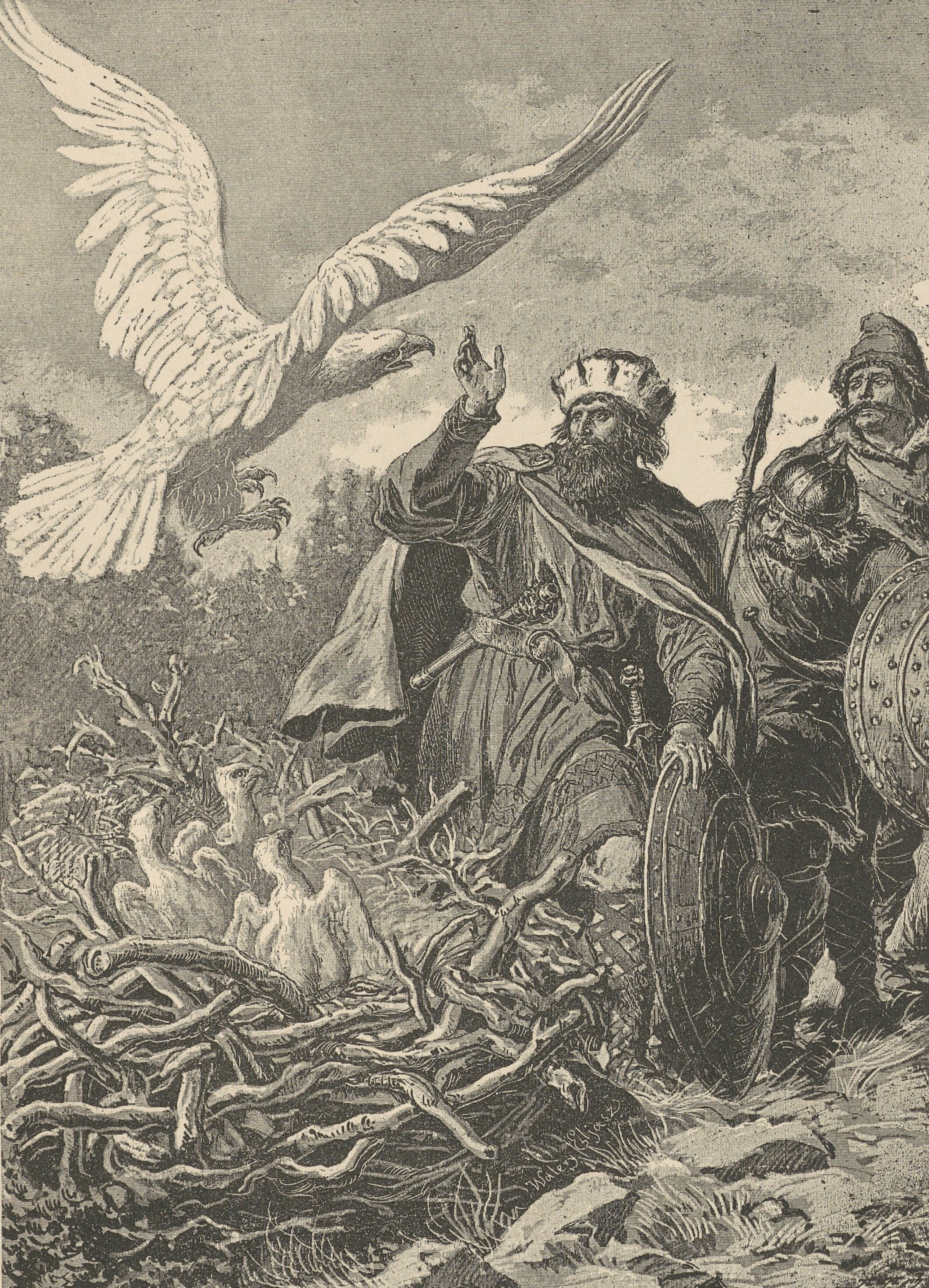
10世紀、レフ族・レヒト人・レヒ人

966年、ピャスト朝レフ族/レック族（ポラン族/ポラニェ族）の5代目の族長ミェシュコが近隣のヴィスワ諸部族（Wiślanie）、ポモージェ諸部族（Pomorzanie）、マゾフシェ諸部族（Mazowszanie）などをレフ族に統合させ、自らキリスト教に改宗してミェシュコ1世公となり、国家はポーランド公国として西欧キリスト教世界に認知された。
992年にミェシュコ1世の息子ボレスワフ1世が後を継ぐと、この新しいポーランド公は西欧キリスト教世界におけるポーランド公国の領土を画定し、中央政府の権力を強め、武力によって国家を統合した。彼が確定したポーランド公国領は現在のポーランド領とほぼ一致する。彼はオットー3世やハインリヒ2世の神聖ローマ帝国、クヌーズ2世のデンマークと積極的に外交した。1000年、オットー3世はポーランド公国の首都ポズナニ近郊のグニェズノへ自ら赴いてボレスワフ1世と会談し、そこに大司教座を置くことに合意した。ポーランド大司教座は以後現在に至るまでグニェズノにあり、グニェズノ大聖堂の扉はこの時代に製作されたものである。ボレスワフ1世は必ずしも神聖ローマ皇帝の権威を受け入れたわけではなかった。彼は神聖ローマ帝国領であった南のボヘミアへ軍を進めて1004年に自らボヘミア公となり、1018年に東へ軍を進めてキエフ・ルーシを攻略した同年、今度は西の神聖ローマ帝国領内に侵攻しバウツェン（ブジシン）の講和（en）によりマイセン（ポーランド語でミシニャ）とラウジッツ（ポーランド語でウジツェ）を獲得、その結果中欧に広大な新領土を確保した。その間、1015年には、若い友であり、また同時に妹の息子すなわち甥でもあったデンマーク王クヌーズ2世のイングランド遠征の援助をするため、自らの軍の一部を貸し出し、北海帝国の建設を援助した。1020年にはクラクフのヴァヴェル大聖堂の着工が開始されたとされる。
1025年、ボレスワフ1世の死の直前に、ローマ教皇ヨハネス19世によってポーランド公国は王国として認知されてポーランド王国となり、国境を確定した。王国領は西ポモージェ地方を除く現在のポーランド、チェコのモラヴィア地方、スロヴァキアのほぼ全域、オーストリアの一部、ハンガリーの一部、ドイツのラウジッツ地方、ウクライナの「赤ルーシ」地方となる。ボレスワフ1世が治めた属領も含めてすべてを合わせると西ポモージェ地方も含めた現在のポーランドのほぼ全域、チェコのほぼ全域、スロヴァキアのほぼ全域、オーストリアの一部、ハンガリーの一部、ウクライナ西部の赤ルーシ地方、ベラルーシ（白ルーシ）のブレスト地方、ドイツのラウジッツ地方とマイセン地方となる。
ポーランドが王国と認知されてまもなくボレスワフ1世が没したため、最初の戴冠式を受けたのは息子のミェシュコ2世である。しかし、王国内の各地の諸侯は王権のこれ以上の拡大に危惧を抱いた。1034年、ミェシュコ2世は謎の死を遂げた。その後数年間は政治的な混乱の時代が続いた。
1038年、時のポーランド公カジミェシュ1世は政治が滞っていた首都ポズナニを離れ、クラクフへと事実上の遷都をした。正式な戴冠はしていなかったがポーランド王国の事実上の君主であった公は、混乱を収拾して王国を再びまとめ上げた。また、公はヴァヴェル大聖堂を大改築し、クラクフとヴロツワフに司教座を置いた。その長男で1058年に公位を継いだボレスワフ2世は神聖ローマ皇帝とローマ教皇との間で起きていた叙任権闘争をうまく利用し、1076年にポーランド王位に就いた。

### 長い分裂時代

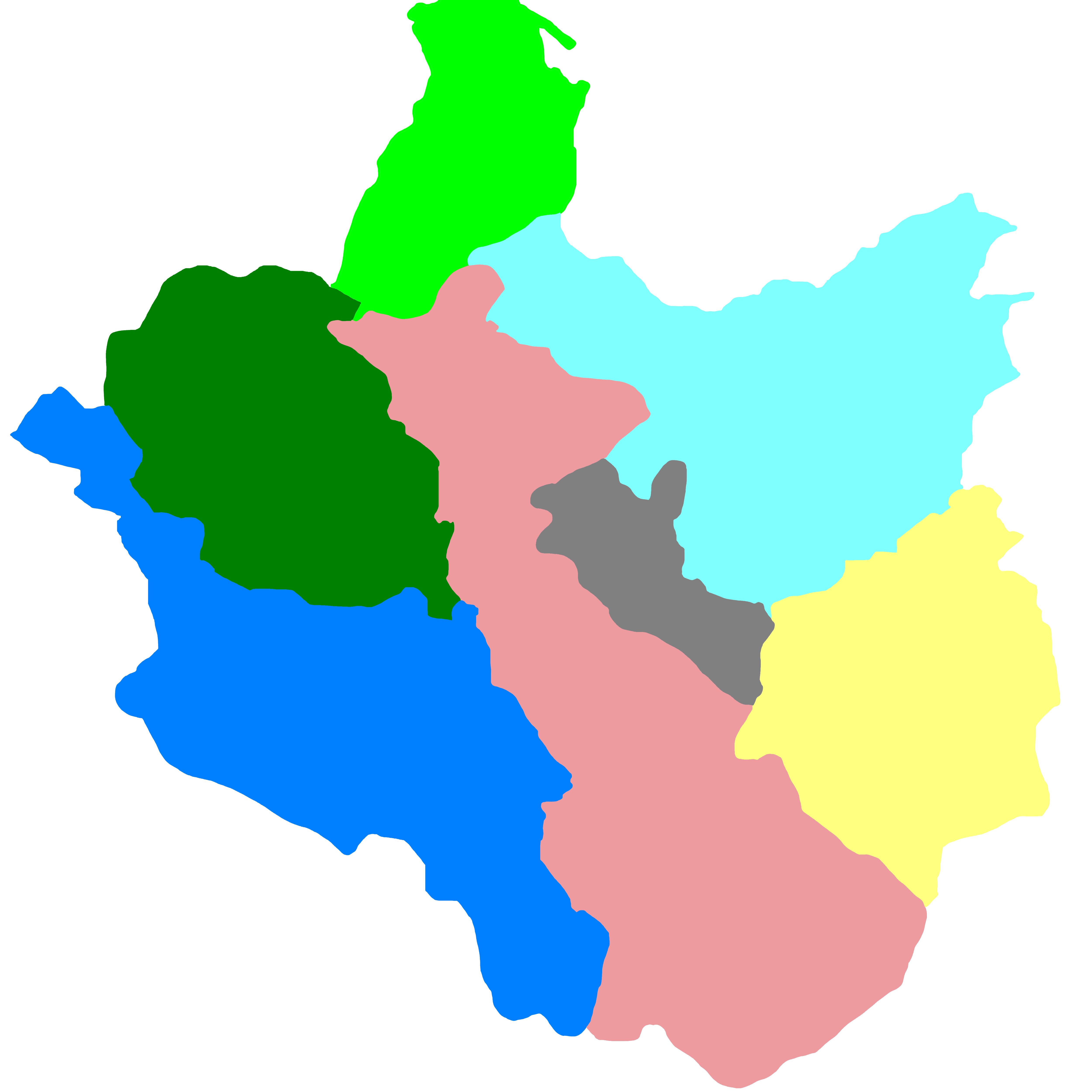
ボレスワフ3世が4人の息子と后に分割相続させたポーランド:
クラクフ大公領
シロンスク公領
マゾフシェ公領
ヴィエルコポルスカ公領
サンドミェシュ公領
后の相続領
ポモージェにおけるポーランド王国の直轄領

1138年、ボレスワフ3世は王国の領土を7つに分割し、そのうち5つを后と4人の息子たちにそれぞれ相続させた。そのうちの長男ヴワディスワフ2世にはさらにクラクフ大公領を与えてクラクフ大公とし、以後はクラクフ大公に就いた者がポーランドの王権を継ぐこととした。残りのポモージェ地方はポーランド王国の直轄領とし、現地の諸侯に実質的支配を任せた。1079年に大公位についたヴワディスワフ2世は国家の統一を画策し、大公の権力強化に反対するグニェズノの大司教と対立して大公支持派と大司教支持派の間で内戦となった。戦争は長引き、王国はどんどん小さな領邦に分裂していった。
1146年、時の大公ヴワディスワフ3世はフリードリヒ・バルバロッサ（のちの神聖ローマ皇帝フリードリヒ1世）からの援助を得る見返りに、当時の神聖ローマ皇帝ロタール3世に臣従し、これによってシロンスク公領の支配権を得た。「シロンスク・ピャスト朝」の始まりである。これによってシロンスク公領は当地のピャスト家が支配したままポーランド王国からは独立した状態となった。グニェズノ大司教をないがしろにしたうえ、シロンスク地方をポーランド王国から独立させたことがポーランド国内で大問題となり、ヴワディスワフ3世は大司教から破門され、神聖ローマ帝国へ亡命してのちにフリードリヒ1世の居城で客死した。シロンスク公国は以後もシロンスク・ピャスト家の者が後を継いでいくことになり、そのうちの一族は17世紀まで続いた（庶子の系統は地方領主として18世紀まで続いた）。以後もクラクフ大公の位は継続したが、その権威は地に墜ち、ポーランド王国は王位を継ぐものがいないまま、各地の領邦にどんどん分裂していった。
1226年、ポーランドのコンラト1世は隣国の異教徒プルーセン人に対する征討と教化に手を焼いて、クルムラント領有権と引き換えに当時ハンガリーにいたドイツ騎士団を招聘した。1228年、皇帝フリードリヒ2世のリミニの金印勅書により騎士団のプロイセン領有が認められ、1230年、クルシュヴィッツ条約に基づいてコンラート1世は騎士団にクルムラントおよびプロイセンのすべての権利を認め、騎士団はプロイセンの領有権を得た。教皇の名の下、騎士団はプロイセンを東方殖民として統治し、近代化、開拓、商業的発展、布教、教育などに従事した。

#### モンゴル帝国の侵攻、ドイツ騎士団（東方殖民）、ユダヤ人移民

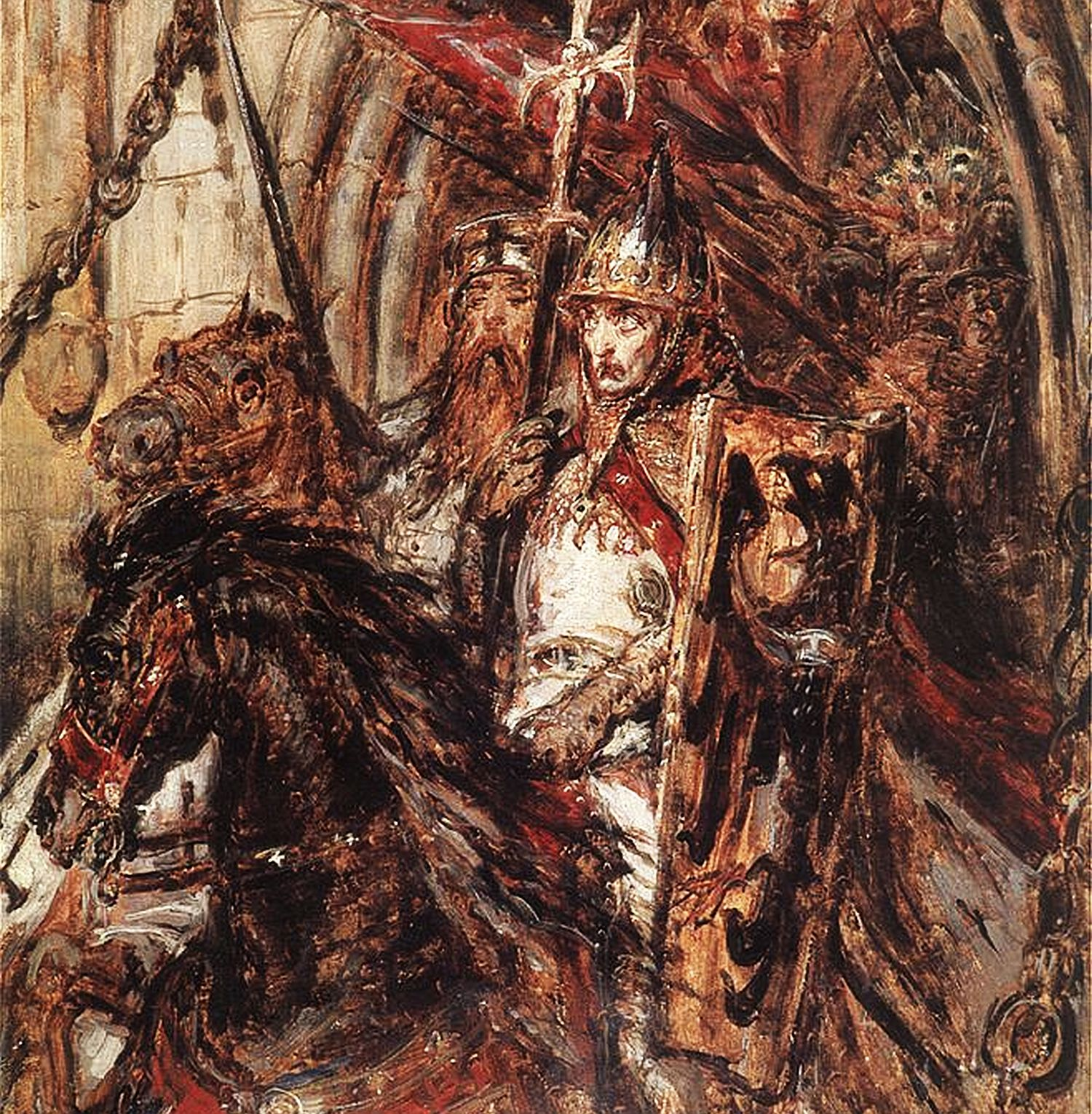
レグニツァ/ワールシュタットの戦いに臨むヘンリク2世

1241年にはモンゴルのバトゥの軍の一部がポーランド南部に来襲し、サンドミェシュやクラクフなど南部の諸都市を襲ってシロンスクに侵攻した。モンゴルのヨーロッパ侵攻は全ヨーロッパを震撼させた。グレゴリウス9世教皇は、全キリスト教徒に対し、ポーランドを救援してこの異教徒襲来と戦うべしという詔書を発している。教皇にプロイセンのドイツ騎士団は、ポーランド諸王侯と共同防衛をするよう命じられる。主力のドイツ騎士団は前衛と後詰めに配し抗戦した。時のシロンスク公でクラクフ公も兼ねていたヘンリク2世はドイツ騎士団とポーランド連合軍に参加、レグニツァでモンゴル軍を迎え撃った（レグニツァの戦い）。装備・物量で劣っていた連合軍は果敢に戦ったが敗北し、ヘンリク2世は戦死した。モンゴル軍が連合軍を破ったことは、東欧史上の大事件であった。
まもなくモンゴル軍はアジアへ引き返したが、クラクフ公領とシロンスク公領の南部はモンゴル軍に略奪され、逃げ遅れた住民は殺され、これらの地方はほぼ無人となり荒廃してしまっていた。以後、モンゴル軍に襲われた地方の復興がこの地域の諸侯の最優先課題となった。モンゴル軍のいる間は疎開していたポーランド人住民もやっと戻ってきたが、それでは人手がまったく足りなかった。国王による都市化促進政策の一環として、ユダヤ人もドイツ人と一緒に招聘された。ドイツ騎士団主導により近代化として都市建設とドイツ法のマクデブルク法、習慣、制度、文字を導入した（ポーランドのマクテブルク法を用いた法はドイツ法式とは異なり、古代ローマの法を使用し、その土地にドイツ定住者がいない場合はドイツ語記載の法を理解できなかった、ほかの事実としてユダヤ人などもポーランドでマクデブルク法により商業的に有利な優先的条件と権利を保護されていたためにユダヤ人にとって魅力があったため移民した）。彼らは都市を築き、商業や銀行業を始め、彼らのビジネスや文学や進んだ技術や高い能力を認められ大公などの側近を務めポーランド経済の柱となり、ポーランド初のヘブライ語が印刻された硬貨の発行などに携わった）。この地域における本格的なドイツの東方殖民（植民と近代化と発展）の始まりである。彼らは特にシロンスクとその周辺に定住し、多くの街を作った。これらの街では従来のポーランドの法律でなくドイツの都市法であるマクデブルク法が使用された。当時の領主たちが西方からの植民者に与えた（商業的）優先条例と権利であった。
ドイツ騎士団の支配とともにドイツ都市法の適用も盛んに行われるようになり、都市法その他の特許状は、ポーランドの伝統的な慣習法よりもとても進んでいた。新居住地にはドイツ都市法を基盤とした新しい特許状が与えられた。また、多くのポーランド人の集落もドイツ法の適用を受けるようになった。西からの移民到来のおかげでポーランドは農業生産を回復し、都市や学校も建設され、肥沃な土壌ともともと恵まれていた地理的条件の下で経済的繁栄を回復しつつあった。彼らはドイツ法に基づいて自治を行い、首長と選ばれた判事が司法を掌った。自治都市の公文書は時にラテン文字のドイツ語で記録され、ポーランドにおける法的語彙はドイツ語の影響で発達した。ドイツ人は宗教学校を建設し騎士団はそこの教授となり、ポーランド人達は聖職者になるために進学でき、古典ラテン書物を学べる機会を得、のちにそれがポーランド文学の発展に役立った。ユダヤ人は都市を築き、商業や銀行業を始め、彼らのビジネスノウハウや文学や進んだ技術や高い能力を認められ大公などの側近を務めポーランド経済の柱となり、ポーランド初のヘブライ語が印刻された硬貨の発行などに携わった。
ヘンリク4世（在位1289年 - 1290年）は、ドイツ系住民の支持を受けクラクフ公になった。東方植民でドイツ人の影響力が強まっていった。クラクフでは住民税と所得税の完全免除を求めるポーランド人住民たちによる暴動が起こることもあった。こういったドイツ人との分離主義的な運動に強く対抗する運動も起き、次の14世紀にはドイツ系と非ドイツ系の2勢力の反目が、ポーランド史の基軸となった。この当時のポーランド人による文書には、「連中（ドイツから来た人々のこと）はグダンスクを（訛って）ダンチヒと呼んでいる」などと書いてある。ドイツ人商工業者たちが統治を行うドイツ人王侯貴族（ドイツ騎士団など）による支配よりも、もともとのポーランドの王侯貴族による支配を選択したからである。のちにポーランドのバルト海側におけるドイツ騎士団の十字軍、そして南部におけるモンゴル襲来後のドイツ入植者の受け入れはこれらの地域の経済や文化の発展をもたらした反面、19世紀から20世紀にかけてのポーランド人とドイツ人との間の激しい民族紛争の遠因ともなった。

### 黄金時代

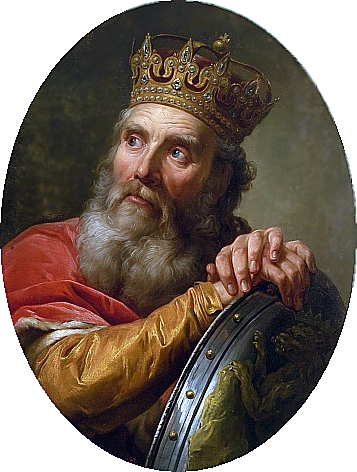
名君カジミェシュ3世「大王」

グルンヴァルトの戦い
ポーランド軍の農民兵がドイツ騎士団総長ウルリッヒ・フォン・ユンギンゲン（中央左の馬上の白黒の衣装の人物）を討つ瞬間

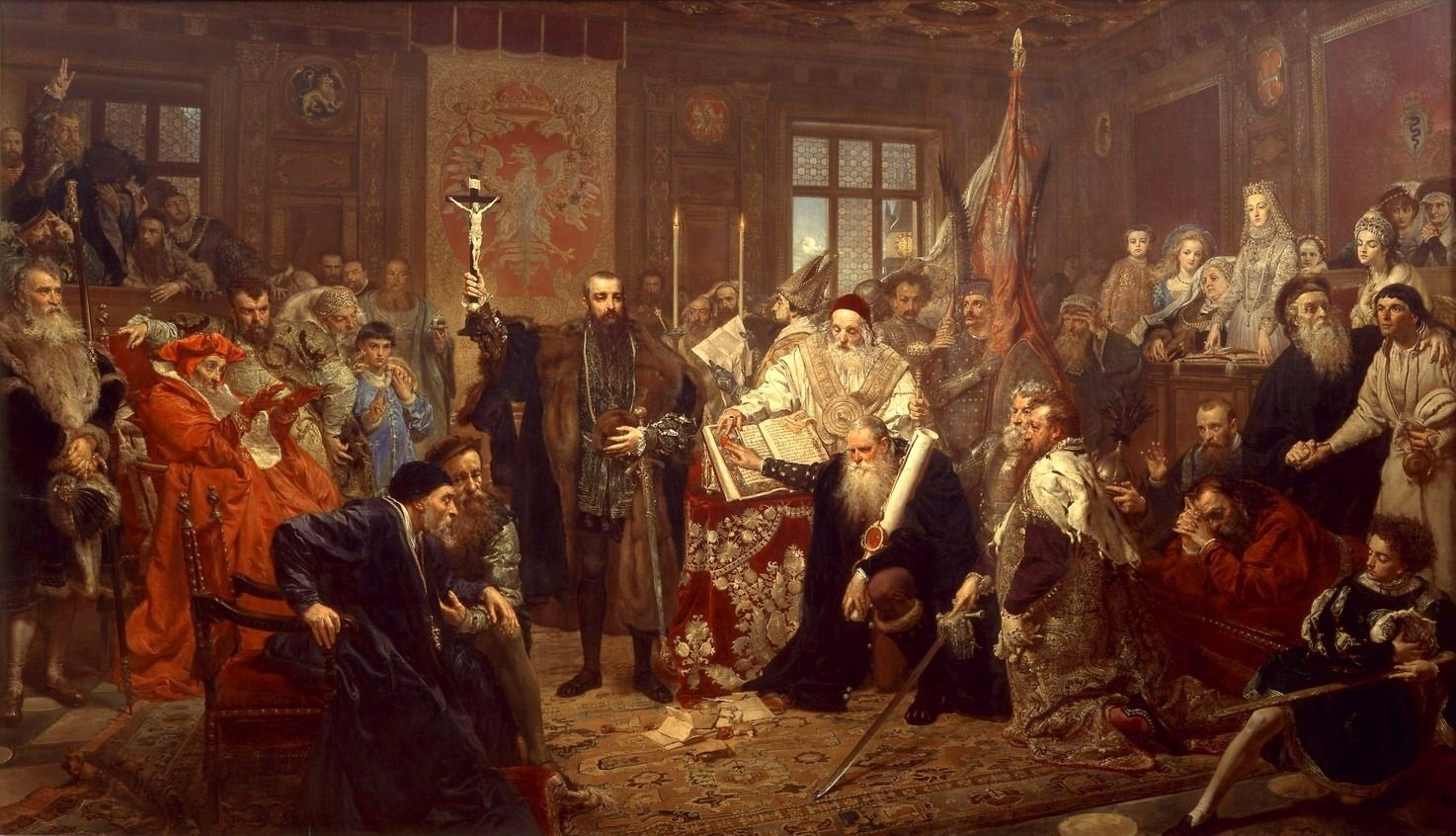
ルブリン合同
ポーランド＝リトアニア共和国の誕生

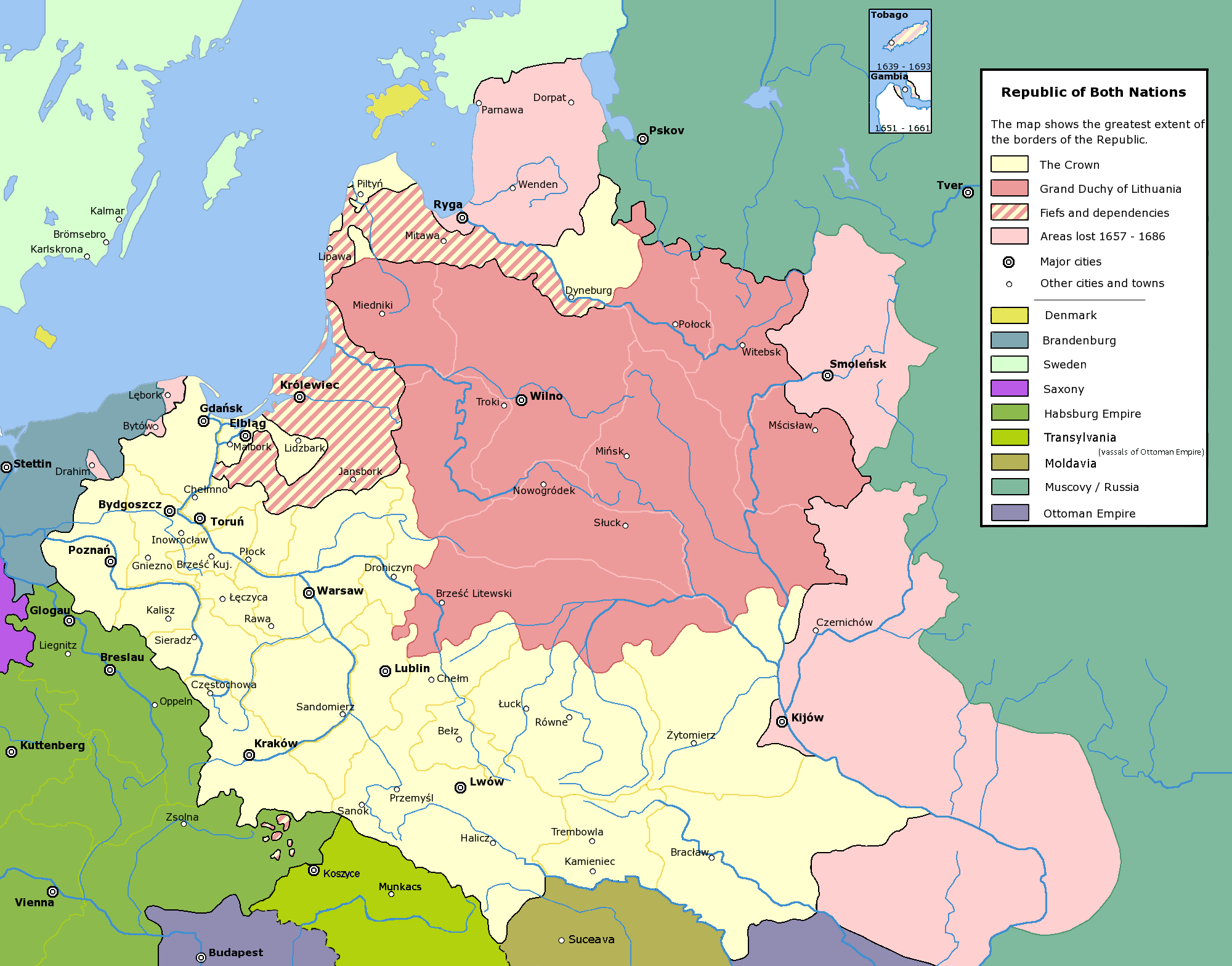
ポーランド王国の最大版図

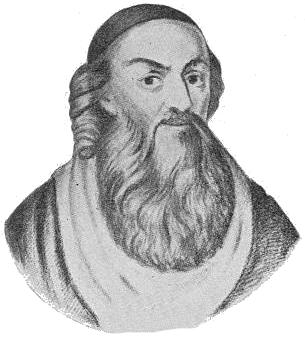
アルベルト・ブルゼフスキ教授

14世紀にはヨーロッパ大陸での反ユダヤ主義から、ポーランド国内法の宗教的・民族的寛容さから多数移住してきた。14世紀当時は、ヴワディスワフ1世の子で、軍事、外交、内政に巧みな手腕を発揮したカジミェシュ3世「大王」がポーランド王国を治めており、彼の治世にポーランドは経済的な大発展をした。1339年、ドイツ騎士団に対し、かつてポーランドの領土であったことを理由に一部の土地の返還を求め抗戦した。ルーシ族（ヴァリャーグ）のハールィチ・ヴォルィーニ大公国（西部ウクライナ）を占領し領土を広めていった。また、のちに反王権的性格を表す重要な意味合いを持つ「ポーランド王国の王冠」という言葉もこのころに土地の主権を主張する時の言葉として出始めた。1355年にはマゾフシェ公ジェモヴィトが大王に対し臣従した。1364年、大王はクラクフ大学（ヤギェウォ大学）を創立し、これ以後ポーランドの学術文化が華麗に開花していく。

#### ヤギェウォ朝
王朝が変わり、ルートヴィクの時代に入ると王の権威は衰えた。ルートヴィク死去後の二年間の空位や立場の弱い女王がこれを更に加速させる。1385年、ポーランド女王ヤドヴィガとリトアニア大公ヨガイラ（ポーランド語名ヤギェウォ）が聖職者とバロン、シュラフタなどの意志のもと結婚し、ポーランド王国とリトアニア大公国は人的同君連合をした。ポーランド＝リトアニア連合を形成した（クレヴォの合同）。1399年にヤドヴィガ女王が没するとヤギェウォがポーランド王に即位し、以後ポーランド、リトアニア、ボヘミア王国およびハンガリー王国の王朝であるヤギェウォ朝がポーランドを統治することになった。1410年、ポーランド＝リトアニア連合はグルンヴァルトの戦いでドイツ騎士団を討った。
1414年、コンスタンツ公会議ではグルンヴァルトの戦いの戦後処理について話し合われ、会議では当時異教徒の国であったリトアニアとキリスト教徒の国であるポーランド王国が同盟して、キリスト教徒のドイツ騎士団と戦争をした点が大問題となり、これについてポーランドに対してドイツ騎士団側からの激しい非難があった。ドイツ騎士団は「異教徒と同盟してキリスト教徒のドイツ騎士団を討伐したポーランドの行動は罪であり、この罪によって、ポーランド人は地上から絶滅されるべきである」と主張した。ポーランド全権でクラクフ大学校長であったパヴェウ・ヴウォトコヴィツ（ラテン語名：パウルス・ウラディミリ）は「リトアニア人のような異教徒であっても我々キリスト教徒とまったく同じ人間である。したがって彼らは自らの政府を持つ権利（国家主権）、平和に暮らす権利（生存権）、自らの財産に対する権利（財産権）を生まれながらに保有する。よってリトアニア人がこの権利を行使し、自衛するの（自衛権）はまったく正当である」と述べた。教皇マルティヌス5世は異教徒の人権についての決定はしなかった。

1430年にリトアニア大公のヴィータウタス（ポーランド語名：ヴィトルト）が没すると、ポーランド＝リトアニア連合内はよりポーランド王の権威と権限を強め、事実上ポーランド王国の支配下に入り、すべてのリトアニア貴族はポーランド語とポーランドの習慣を身につけてポーランド化していった。ただし宗教や宗派については、ある場所ではローマ・カトリック、ある場所ではプロテスタント、ある場所では正教会、ある場所（リプカ・タタール人の共同体）ではイスラム教、といった具合にそれぞれの地方共同体の伝統的な宗教や宗派を守っていることが多かったとされる。

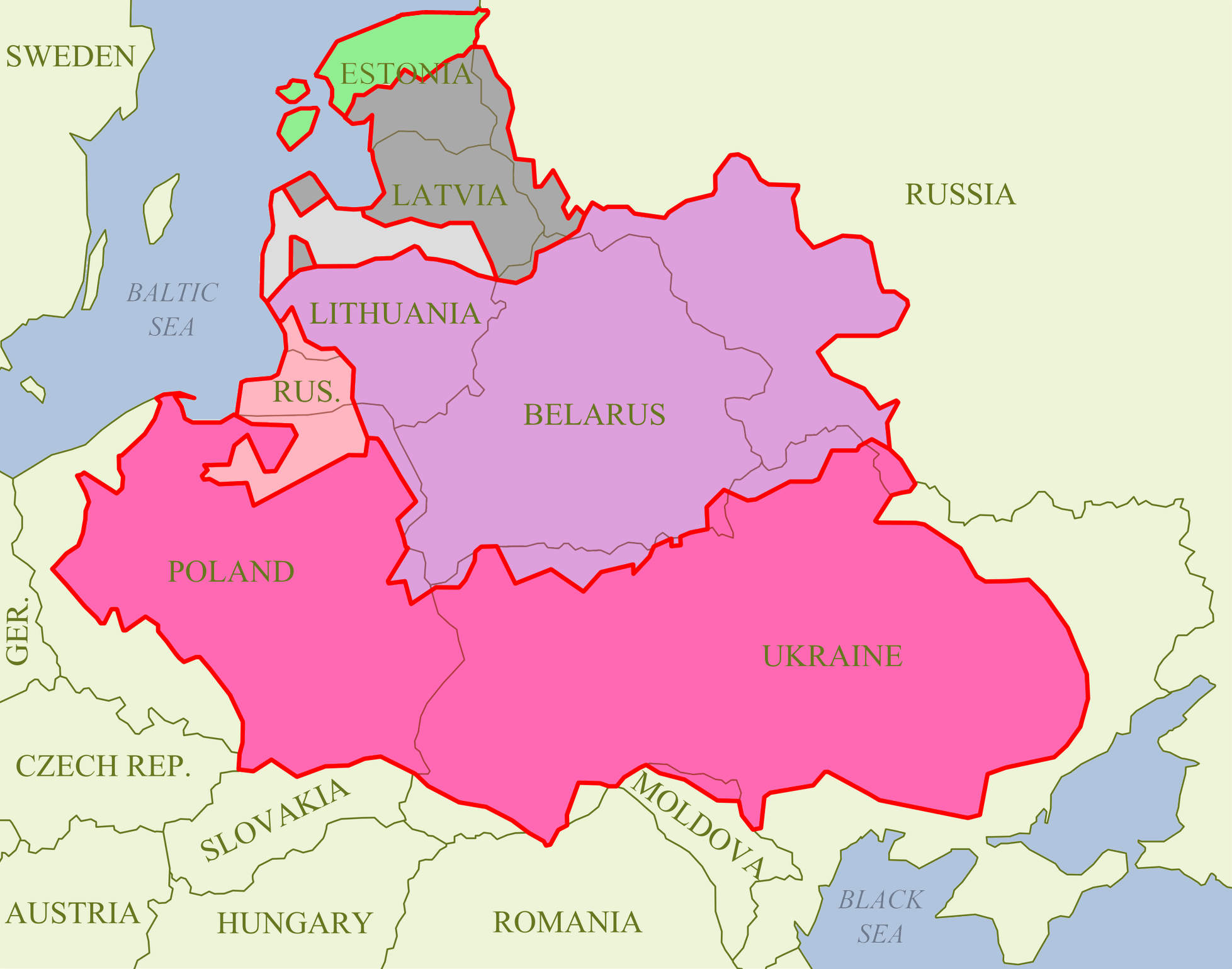
巨大化した第1共和国
ポーランド王国（濃いピンク）/リトアニア（薄紫）/プロシア公領（肌色）/リヴォニア（グレー）/クールラント（薄いグレー）/エストニア（黄緑）

1440年、ドイツ騎士団領内の諸都市で、ポーランド王とプロイセン連合を結成し、ポーランド王国とプロイセン連合はドイツ騎士団との間で再び戦争となった。1466年、第二次トルンの和約によりドイツ騎士団領は敗戦した。プロイセンはポーランド王国の封土となり、ポーランド＝リトアニア連合を宗主国とする属国となり、多くの政治的権限がポーランドに移された。ポーランドはこの第二次トルンの和約に基づき、ポーランド国会（セイム）への代議員を送ってポーランドを構成するすべての地域を扱う政治（いわゆる国政）に直接参加するようドイツ騎士団に命じたが、騎士団は拒否した。ヴァルミア司教の叙任をめぐって、これをポーランドのグニェズノの大司教が裁可するが、ドイツ騎士団は独自の候補を擁立して異議を申し立て騎士団側の候補者をヴァルミア司教とし、今後グニェズノ大司教が主権を握ることで和解した。

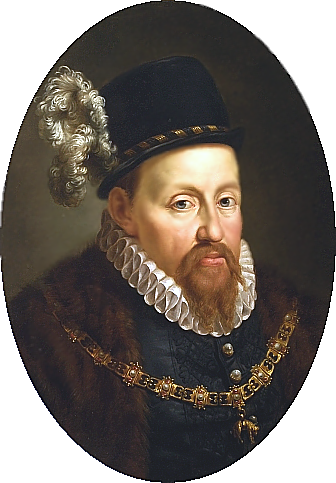
名君ジグムント2世アウグスト

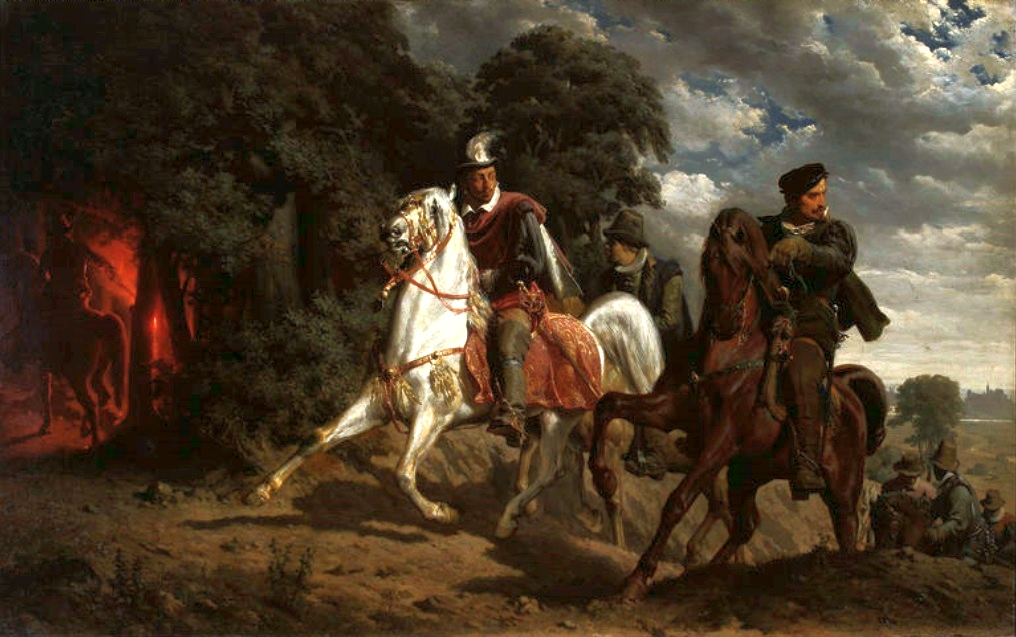
国王ヘンリク・ヴァレジの逐電（ワルシャワ国立博物館蔵）

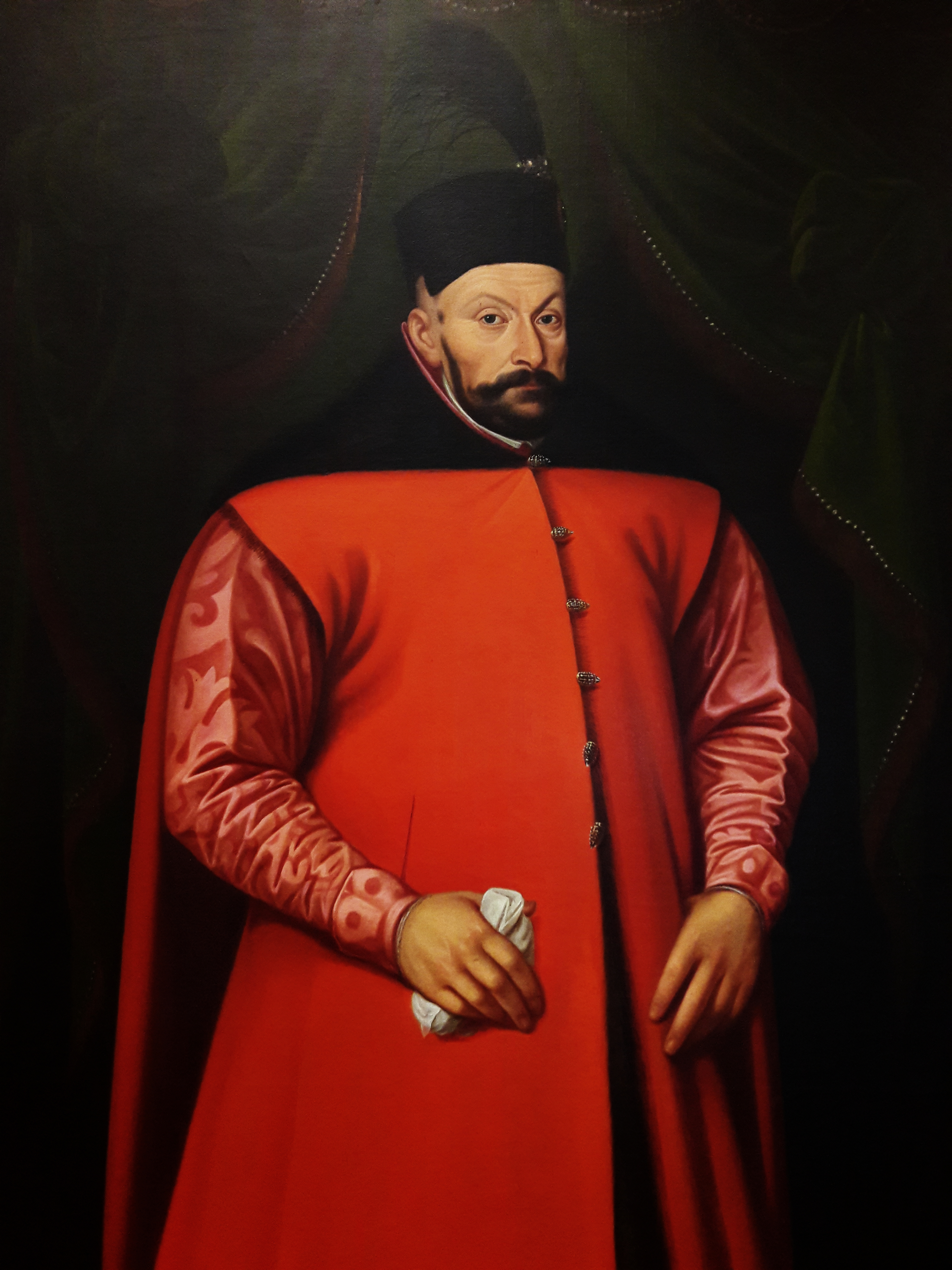
名君ステファン・バートリ

1543年、トルン出身でクラクフ大学卒業生のミコワイ・コペルニク（ラテン語名：ニコラウス・コペルニクス）は著書『天球の回転について（De revoltionibus orbium coelestium）』を出版、地動説を提唱した。彼は父親がクラクフ公国出身のポーランド人で銅の取引業を営み、母親はドイツ人であった。母の実家のあるトルンで生まれ、父母を早く亡くしたあとは母方の叔父でヴァルミア司教のルーカス・ヴァッツェンローデ（前の段落参照）に育てられた。なお、クラクフ大学におけるコペルニクスの恩師である人気教授アルベルト・ブルゼフスキは月の軌道計算で世界的に名を挙げ、月が楕円軌道を描いていること、そして常に同じ面を地球に向けていることを指摘している。

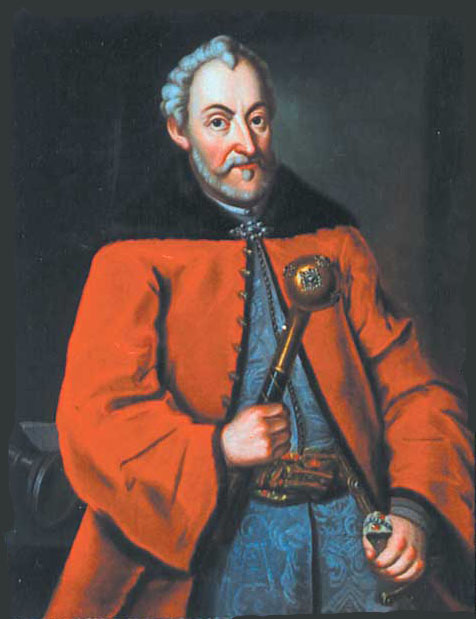
名宰相ヤン・ザモイスキ

1569年、国王ジグムント2世アウグストの幅広い尽力により、ポーランドはリトアニアを併合（ルブリン合同）してポーランド王を統一君主とする物的同君連合で制限つきながらも議会制民主主義を採る「ポーランド＝リトアニア共和国」（第1共和国）となり、欧州の広大な国のひとつとして君臨した。
ジグムント2世アウグストの死後、ポーランド＝リトアニア連合王国はすべてのシュラフタ（ポーランド貴族）が参加する選挙（国王自由選挙）によって国王を決定する「選挙王政」をとる貴族共和国になった。ポーランド貴族の人数は常に人口の1割を超えており、そのすべてに平等に選挙権が付与されていた。アメリカ合衆国が18世紀末に独立してからしばらくの間、選挙権を持つ者が合衆国全人口の1割に満たなかったことを考慮すると、当時のポーランド＝リトアニア連合王国ではのちのアメリカ合衆国に比べ選挙権を持つ国民の割合が大きかったことになる。
1573年、すべてのシュラフタが1人1票を持つというかなり民主的な原則で行われることになったポーランドの国王自由選挙で選ばれた最初のポーランド国王はフランス王アンリ2世とイタリア人の王妃カトリーヌ・ド・メディシスの息子であるフランス人ヘンリク・ヴァレジ（アンリ、のちのフランス王アンリ3世）であった。しかし国王戴冠の条件として署名を余儀なくされた「ヘンリク条項」によりポーランドで事実上の立憲君主制（シュラフタ層の大幅な権力拡大および王権の大幅な制限）が成立したため、バイセクシュアルであった自身の性指向がポーランドでは以前からずっと白い目で見られていたことや、ジグムント2世アウグストの妹ですでに年老いていたアンナを女王でなく国王とした政略結婚が求められたこともあり、ポーランドでの生活を窮屈と感じ嫌気が差したヘンリクは1574年6月18日、突然フランスへと逐電してしまう。

#### ポーランド・リトアニア共和国
ヤン・ザモイスキは1578年に大法官（内閣総理大臣）に就任し、1580年にはクラクフ城代を兼任、そして1581年にはポーランド・リトアニア共和国全軍の事実上の最高司令官（名目上の最高司令官はポーランド国王兼リトアニア大公）である王冠領大ヘトマン（大元帥）を兼任し、現在の立憲君主制の国家の首相に相当する強大な行政権を持ち、その優れた政治的見識と実務的能力で1605年6月3日に死去するまでポーランドを率いた。彼の穏健な自由主義（穏健主義）の政治はより多くの人の教育と政治参加を目指したもので、国政の場で多くの支持を集め、特にインテリ層や中小規模のシュラフタたちからは圧倒的な支持を得ていた。彼の同調者は「ザモイスキたち（ザモイチュチ）」と呼ばれ、緩やかな政治グループを形成しており、彼を先生・師匠と思い慕っていた。また、ザモイスキは自分の領地においては農奴制を禁止し、すべての住民に基礎教育を施し、それぞれの住民の立場に応じて何らかの形で地方政治に参加させた非常に開明的な領主でもあった。人間の解放を唱えるルネサンス思想にも同調し、イタリアから建築家を呼び寄せて当時の世界の最新デザインの都市「ザモシチ」を建設し、周辺の地方の経済や開明的文化の中心地としてこの都市を発展させた。ジグムント2世アウグスト王やステファン・バートリ王を支えたこの宰相ヤン・ザモイスキこそ、この時代のポーランドの政治・経済・軍事のすべての成功を実現した稀代の大政治家であると考えられている。「黄金の自由」に関するヤン・ザモイスキの開明的思想や政治態度は、その後もザモイスキ家をはじめとした多くの人々に受け継がれ、彼の時代から2世紀の後にポーランドが存亡の危機に面した際ヨーロッパ初の民主主義成文憲法（5月3日憲法）を制定した基礎となっていった。

### 対外戦争の時代

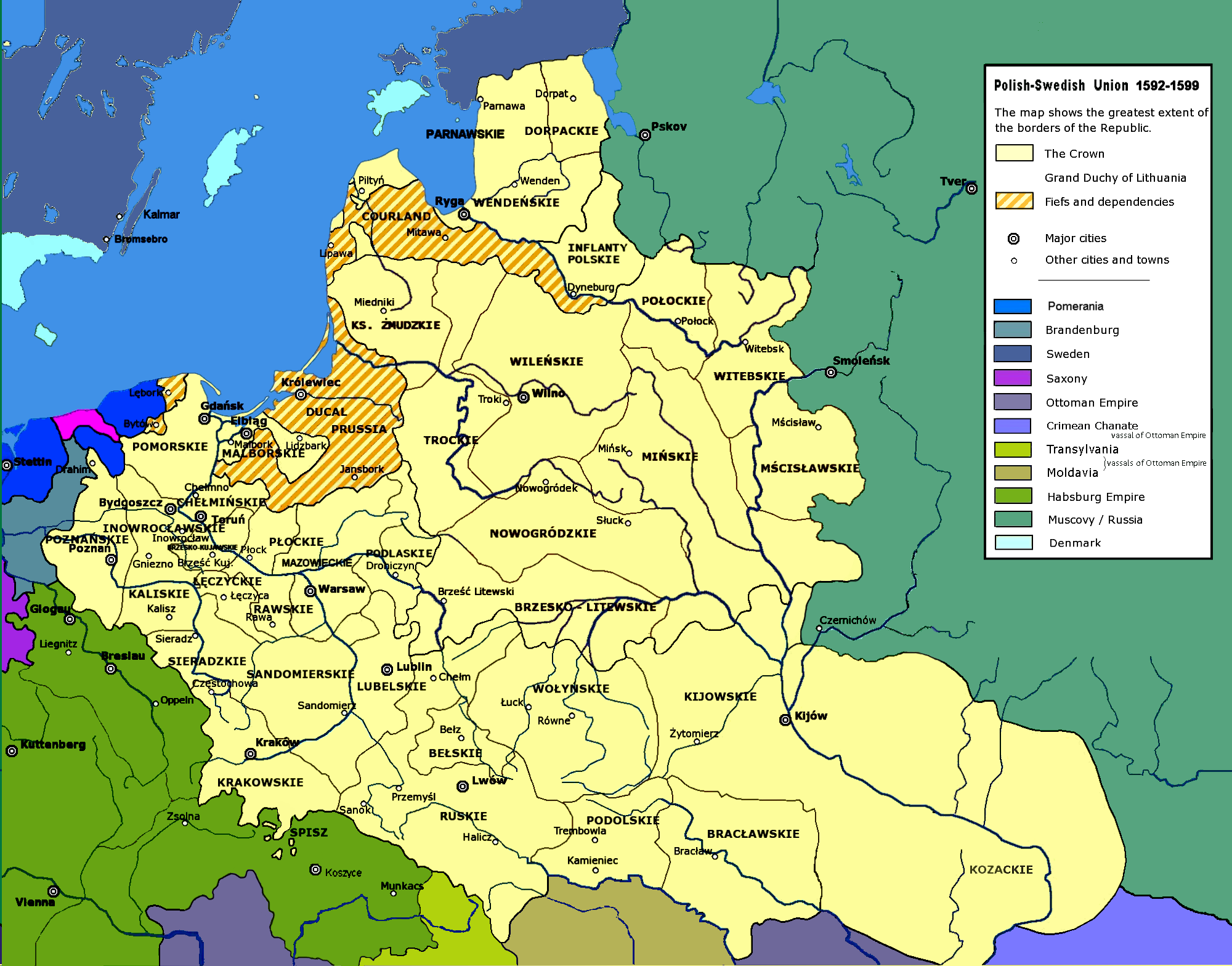
ポーランド＝リトアニア＝スウェーデン同君連合

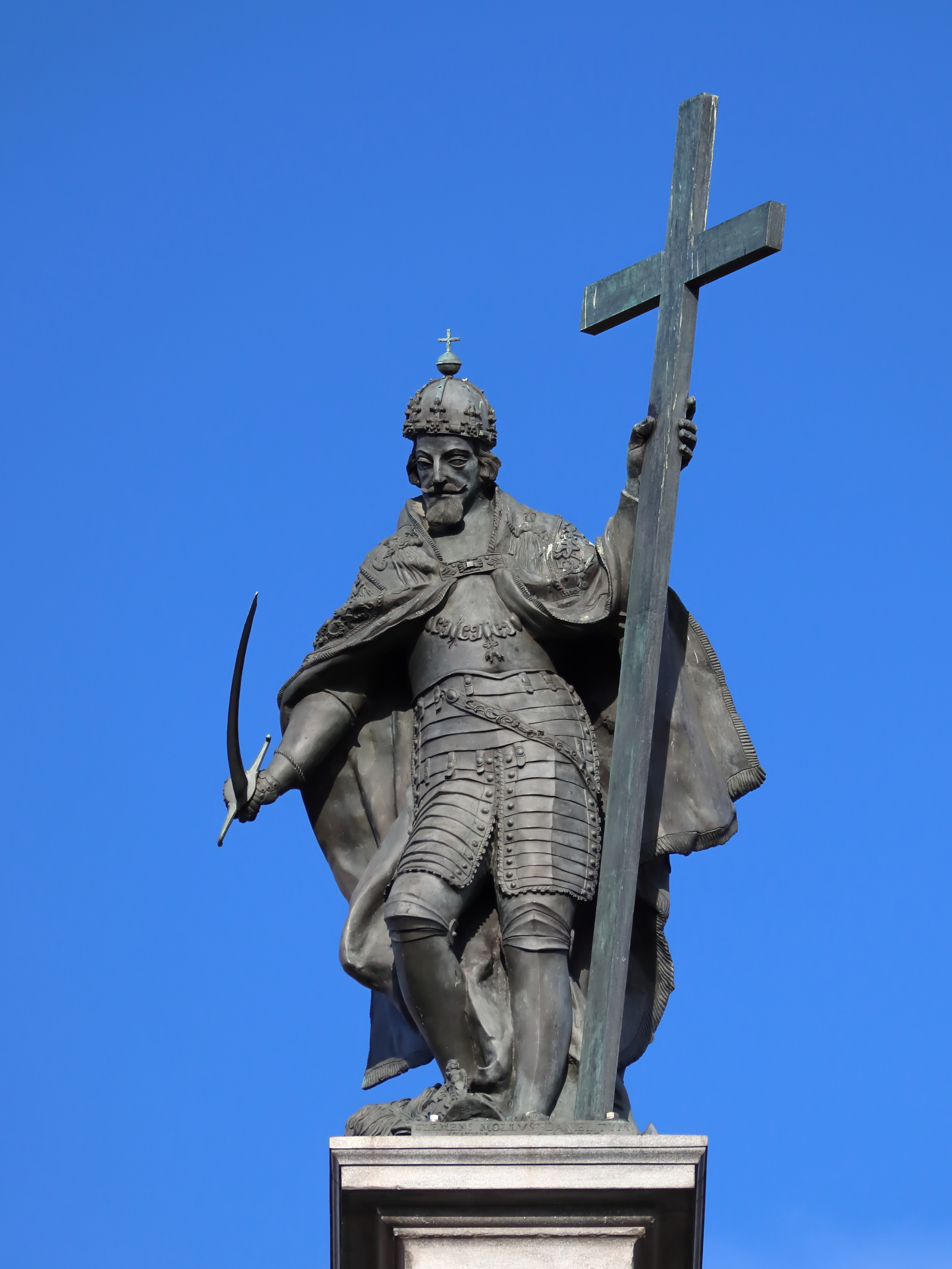
ジグムント3世
ワルシャワ王宮前の王柱頂上の立像

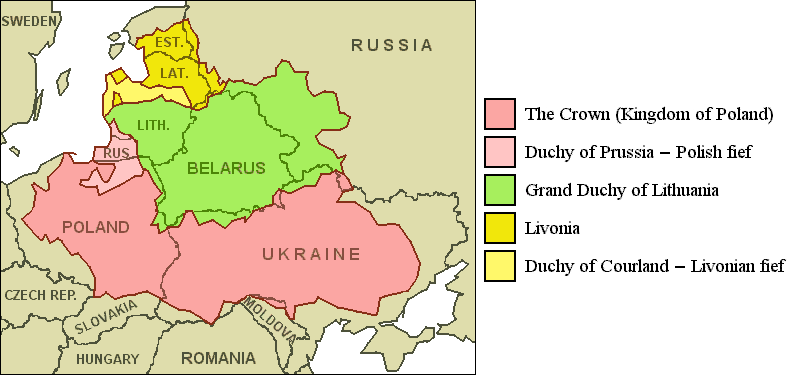
1619年のポーランド＝リトアニア共和国の版図（赤い太線内の5色の地方）と現在の国々の国境線

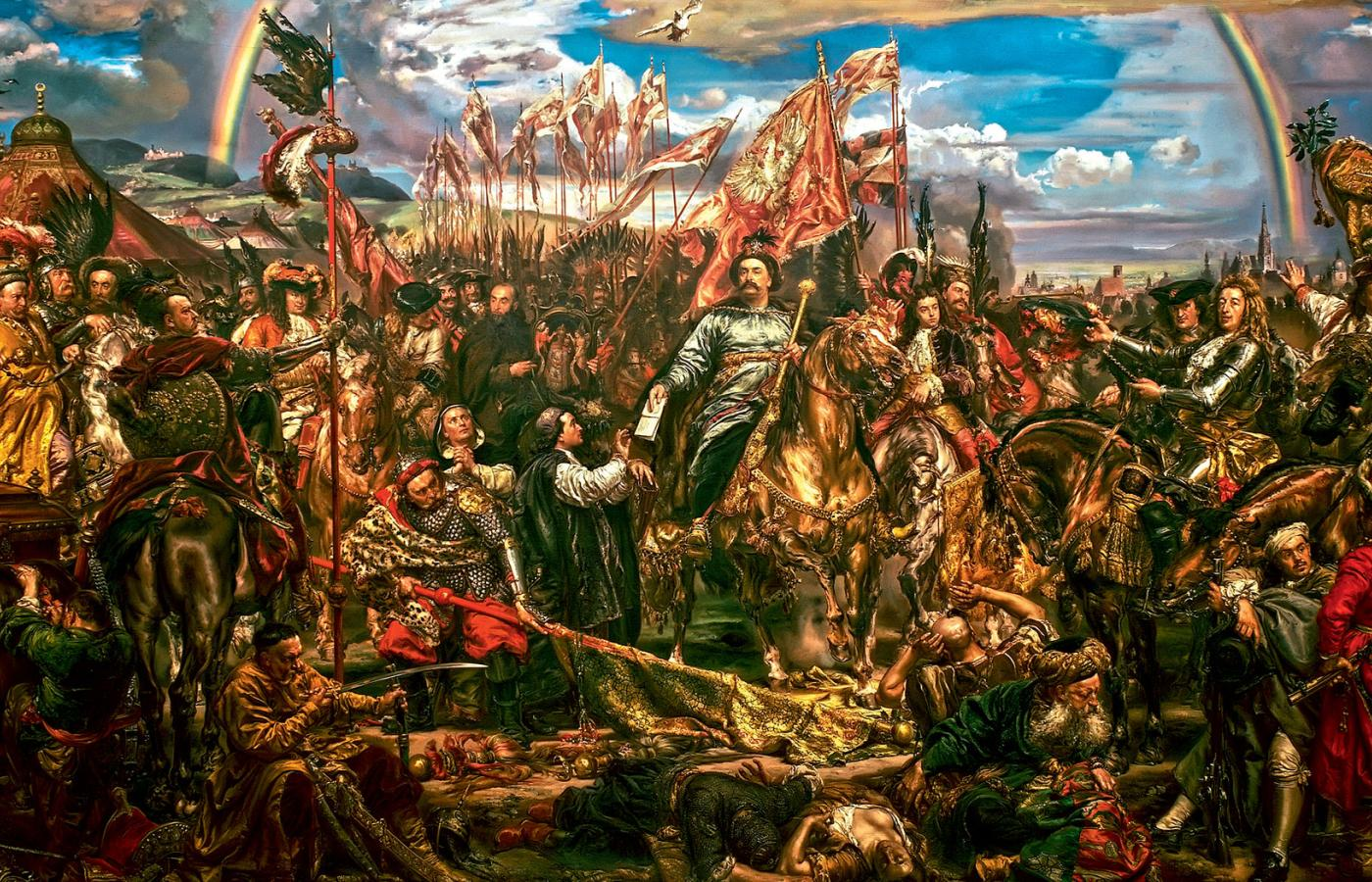
ウイーン防衛を果たしローマ教皇に使者を送り出すヤン3世

ドイツ騎士団と苦戦が続き、トルコ人のオスマン帝国とクリミア・タタール人のクリミア・ハン国と領土をめぐり何世紀にもわたり抗戦となり、そしてモスクワ大公国と何度も対戦するリトアニアを援護した。当時ヨーロッパにおいて大きな国家のひとつであったリトアニア大公国は、自国を防衛する必要に迫られた。この時期の戦争と外交政策は大規模な領土拡張を生むことはなかったが、国家を深刻な戦乱に巻き込まなかった。国は封建制となり農業国として発展した。1533年にオスマン帝国との「恒久平和」で侵略の脅威を免れることができた。この時期にシュラフタが発展した。1592年、ポーランド＝リトアニア共和国はスウェーデン王国と同君連合となった。時の国王ジグムント3世（スウェーデン国王としての名はジギスムント）はスウェーデン生まれであるが、母がヤギェウォ家のポーランド人だったこともあって若いときからポーランドに住み、ポーランドの教育を受けていた。彼は、軍隊のような高い規律意識を持つ組織行動によって全世界における対抗宗教改革の尖峰となっていたイエズス会によって教育され、歴代の王のうちでもっとも熱狂的なローマ・カトリックの闘士となった。戴冠した当初は当時の首都であったクラクフに居を構えていたが、1596年には将来のスカンジナヴィア諸国、バルト海沿岸地域、ルーシ諸国といったヨーロッパ北方全域のカトリック化を念頭に置いた最前線基地としてワルシャワに遷都した。以後、現在までワルシャワがポーランドの首都となる。彼は常にイエズス会の代表者的な立場にあった。彼が同時に王位に就いていたスウェーデンでは、彼の留守中に叔父で摂政を務めていたプロテスタント教徒のカールの反乱が起き、ジグムント3世は反乱鎮圧とスウェーデンのカトリック化を目指してスウェーデンに軍を進めたが鎮圧に失敗、1599年にスウェーデン王位をカールに簒奪され、ポーランド＝スウェーデン同君連合は解消した。
1611年、ジグムント3世はモスクワ大公国の自由主義的な大公国貴族（ボヤーレ）たちの求めに応じて東方へと侵攻し、モスクワ市を占領した（ロシア・ポーランド戦争）。ジグムント3世が占領中に「ロシア皇帝位にはカトリック教徒のポーランド国王あるいはその王太子のみが就く」という布告を出したことから、正教徒であるロシア人との間で宗教的対立を生じ、ロシア保守主義者が一般市民を巻き込んで住民蜂起を起こした。モスクワ市内の占領軍は孤立し、籠城の末に玉砕し大公国にいた残りのポーランド軍は1612年までに撤退した。度重なる戦争（ポーランド・スウェーデン戦争、大洪水時代）によりポーランド＝リトアニア連合王国の政府財政は急速に悪化していった。
1683年にオスマン帝国による第二次ウィーン包囲を撃退し、全ヨーロッパの英雄となったヤン3世ソビエスキ王は以後、行き過ぎた地方分権による無政府状態化の阻止を目指し、中央政府の権力を強めるため世襲王政の実現と、王およびセイム（国会）のそれぞれの権限の明確化による立憲君主制の確立を画策するなど王国再興を目指して奔走したが、志半ばで没した。その後、王国の中央政府の権限は急速に弱まり、国庫は逼迫し、国力は衰退していった。

### 近代民主主義成文憲法の成立とポーランド分割

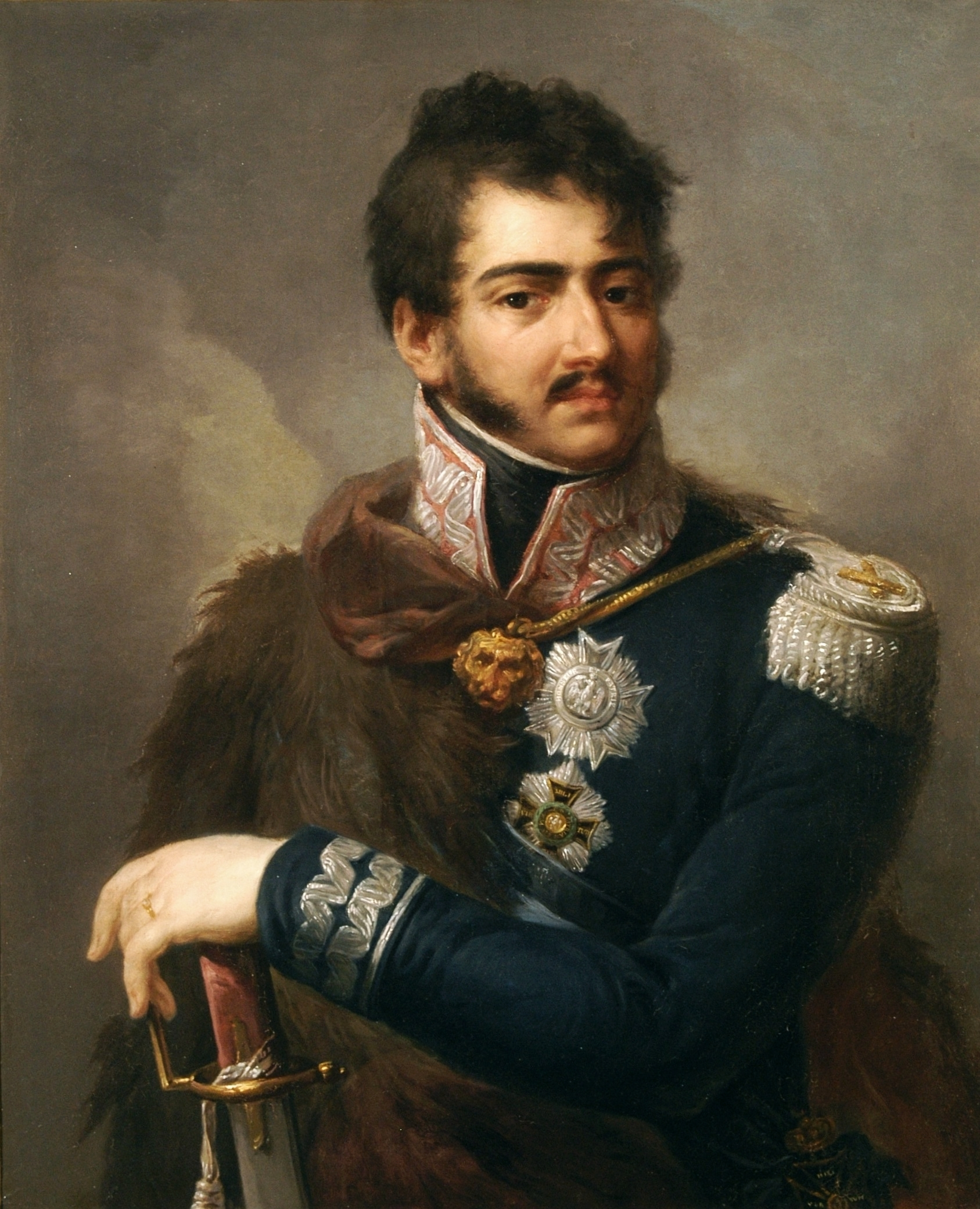
プリンス・ユゼフ・ポニャトフスキ将軍

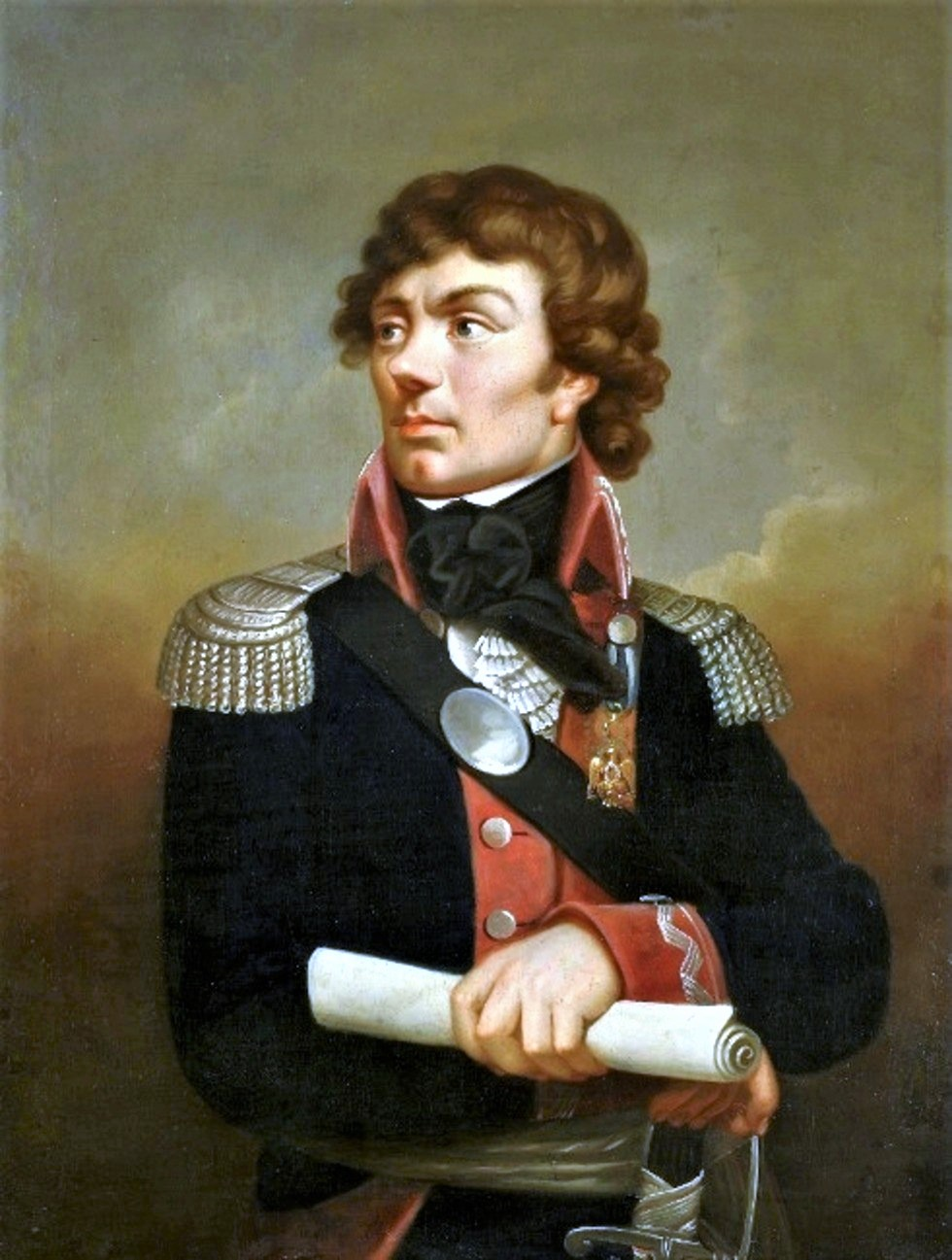
タデウシュ・コシチュシュコ将軍

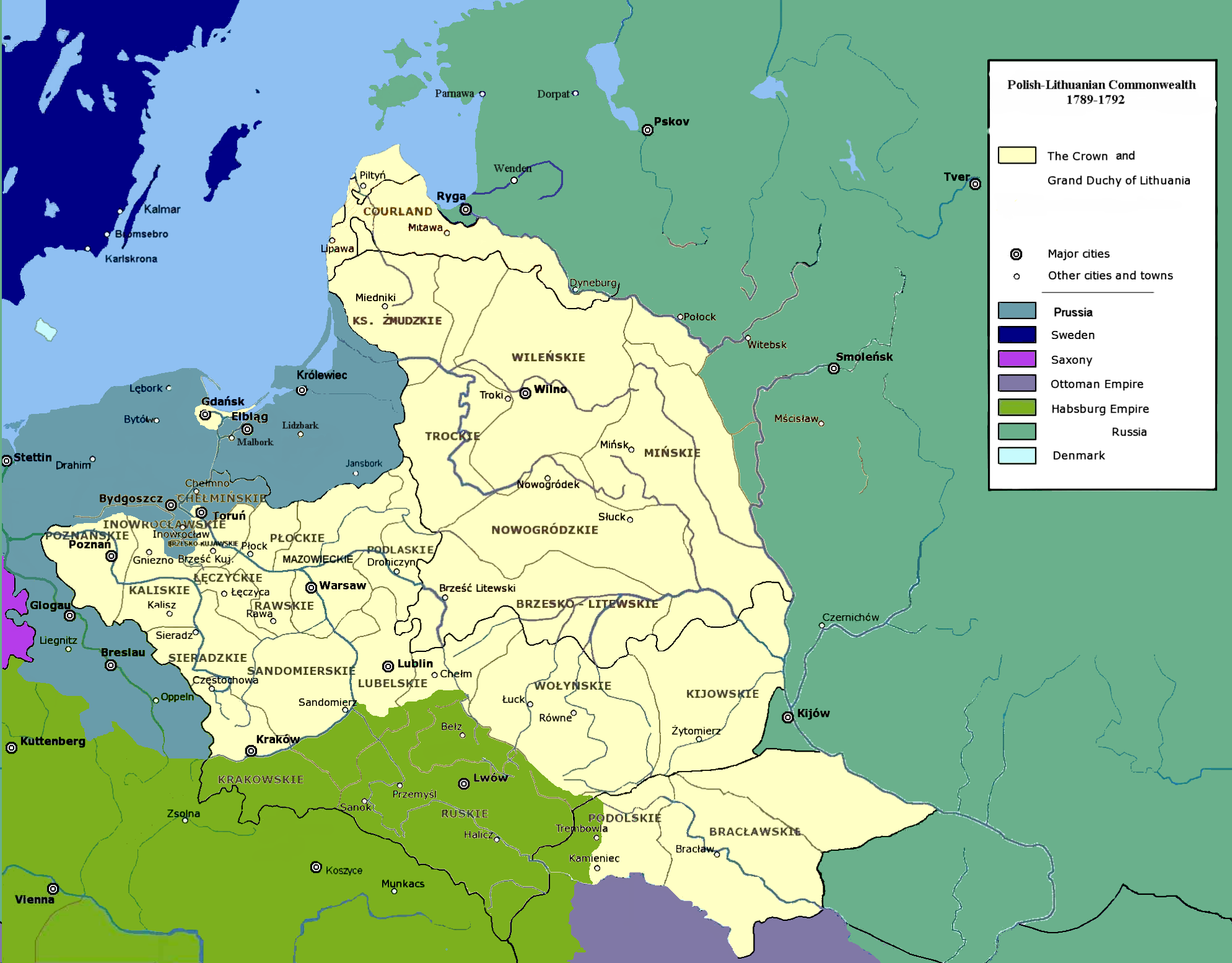
五月三日憲法時代のポーランド
グダンスク（ダンツィヒ）が飛び地になっている

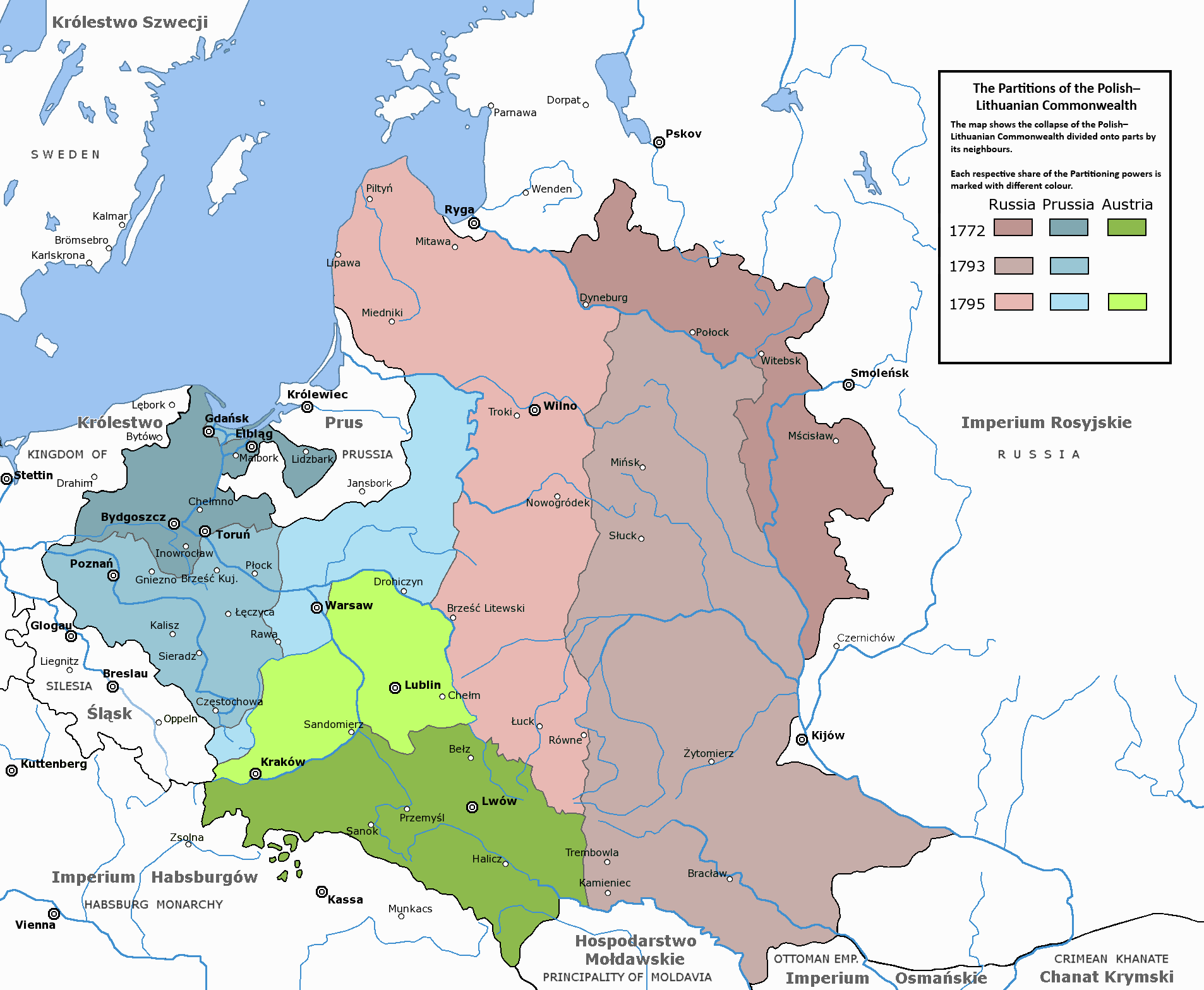
ポーランド分割

18世紀に入ると国王選挙に対する外国の干渉が深刻になり、大北方戦争やポーランド継承戦争（1733年 - 1735年）をはじめとする戦争や内戦が繰り返されるようになった。ポーランドに隣接するロシア帝国、プロイセン王国、オーストリアの三強国は、1772年、1793年、1795年、1815年の4度にわたってポーランド分割を行った。
18世紀後半にはポーランド＝リトアニア共和国の国土が他国に分割占領（ポーランド分割）された。1772年に第一次ポーランド分割が行われたあと、スタニスワフ2世王と支持者は、ポーランド＝リトアニア連合王国の衰退を止めようと国内の大改革を断行しようとした。1791年、王はヨーロッパ初の成文憲法案を提出し、議会（セイム）はこれを可決した（「5月3日憲法」）。この憲法によって王権の世襲制（選挙王政ではあるが以前のように個人選出ではなく王家の一家を選出する）とともに立憲君主制が成立し、それまで名目的には緩やかな連邦制をとっていて行政が非効率だったポーランド＝リトアニア共和国は名実ともに単一国家となった。1793年、議会によりワルシャワに国民教育委員会（Komisja Edukacji Narodowej, KEN）が設立された。
立憲君主制、民主主義の王政に反対し貴族の既得権益を維持しようとする改革抵抗勢力はロシアのエカチェリーナ2世と結託した。ロシア軍はポーランドに干渉戦争を起こした（ポーランド・ロシア戦争）。この直後の1793年、第二次ポーランド分割が行われた。1793 - 94年、コシチューシュコが蜂起を起こしたが鎮圧された（コシチュシュコの蜂起）。1795年、第三次ポーランド分割が行われ、ポーランド国家は消滅した。その広大な領地はそのほとんどがポーランド東部に集中しており、この地域はロシア帝国に組み込まれた。マグナートの領地は、各領主がロシア皇帝に臣従を誓うことを条件に守られた。その後、スタニスワフ2世はロシアの首都サンクトペテルブルクに連行され、妻子とともに半ば軟禁生活を送った。ポニャトフスキとコシチュシコはフランスへ亡命し、再起を図ることにした。
ナポレオン戦争中の1807年にはナポレオンによってワルシャワ公国が建国された。貴族共和制の復活を望む一部のポーランド人は公国を支持したが、実態はフランス帝国の衛星国に過ぎなかった。1815年、ウィーン議定書に基づきワルシャワ公国は解体され、その4分の3をロシア皇帝の領土としたうえで、ロシア皇帝が国王を兼務するポーランド立憲王国を成立させた。南部の都市クラクフとその周辺は、クラクフ共和国として一定の自治が容認された。西部はポズナン大公国としてプロイセンの支配下に置かれた。

### 束の間の再興
ポーランド王位継承権を持つポニャトフスキはナポレオン戦争にフランス軍の将軍として参加、1807年にポーランドはワルシャワ公国として再び独立した。しかし、その後ロシアに侵攻したフランス軍の戦況は悪化し、撤退するフランス軍がプロイセンのライプツィヒで敗れると、ポニャトフスキはフランス軍の殿軍の総大将として果敢に戦い、全身に5発の銃弾を受けて華々しく戦死した。ナポレオンが失脚すると、1815年のウィーン会議によって、ポーランドはロシア皇帝を元首とするポーランド立憲王国（会議王国）となった。多くのポーランド人が国外、特にフランスに亡命した。

### 独立運動の時代

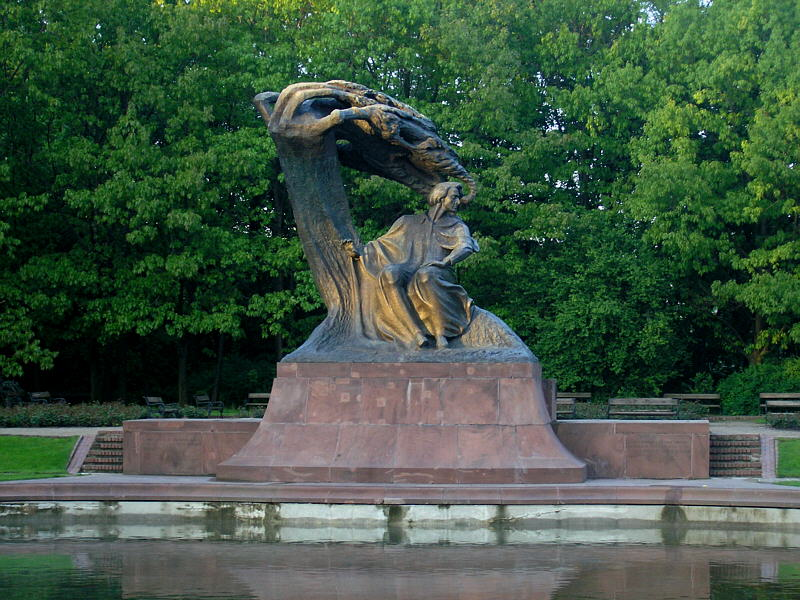
ワルシャワ、ワジェンキ水上宮殿の庭園にあるショパン像

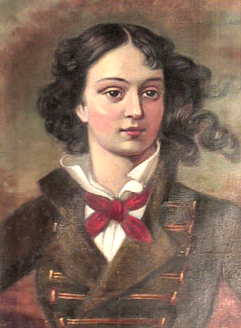
英雄エミリア・プラテル

#### 十一月蜂起
ポーランド立憲王国における憲法は、ロシアによって無視された。フランスやベルギーの革命にポーランド軍を派遣して介入しようとしたことにポーランド全土で反対運動が起こり、1830年ロシア帝国からの独立および旧ポーランド・リトアニア共和国の復活を目指して「十一月蜂起」が起こったが翌年に鎮圧され、特に貴族であり、女性革命家でもあったエミリア・プラテルはシュラフタ（士族、ポーランド貴族）の国民的英雄として後世にその名を物語っている。

#### 一月蜂起

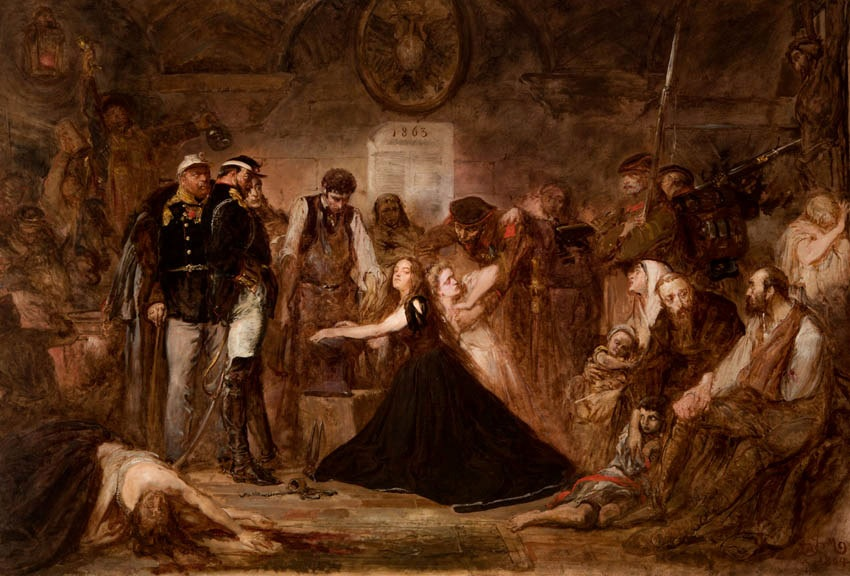
ロシアに鎮圧された一月蜂起
擬人化されたポーランド（手前の女性）とリトアニア（奥の女性）

1856年にロシア帝国がクリミア戦争に敗れて国力が弱体化すると、これを機にポーランド・リトアニア連合王国の復活を目指す人々が結集し、1863年、旧ポーランド王国領と、旧リトアニア大公国領で同時に「一月蜂起」を起こしたが、これもロシア帝国によって鎮圧された。数百人のポーランド貴族が絞首刑にされ、十数万人がシベリアのイルクーツクなどに流刑となった。

#### ビスマルクによるポーランド人抑圧政策と幻のポーランド王国
プロイセン王国内の旧ポーランド王国領であるポーゼン州（旧ポズナン大公国）では、1871年からはビスマルクの文化闘争により、ポーランド人に対する抑圧政策が行われた。文化闘争はドイツ人も含めプロイセン王国内のすべてのカトリック教徒を対象とし、ポーランド人は圧倒的多数がカトリック教徒であったため、特に抑圧の対象になった。カトリック教徒に対する文化闘争は1878年に頓挫したが、ビスマルクはその後もポーランド人抑圧政策を続けた。
ポーランド人は抑圧に対してポーランド文化をもって徹底抵抗した。抑圧政策によってかえってポーランド人の「連帯」とカトリック信仰は確固たるものになった。ポーランド人抑圧政策はヴィルヘルム2世がビスマルクを解任したあとも続けられ、ドイツ帝国が第一次世界大戦で敗北した1918年に終了した。

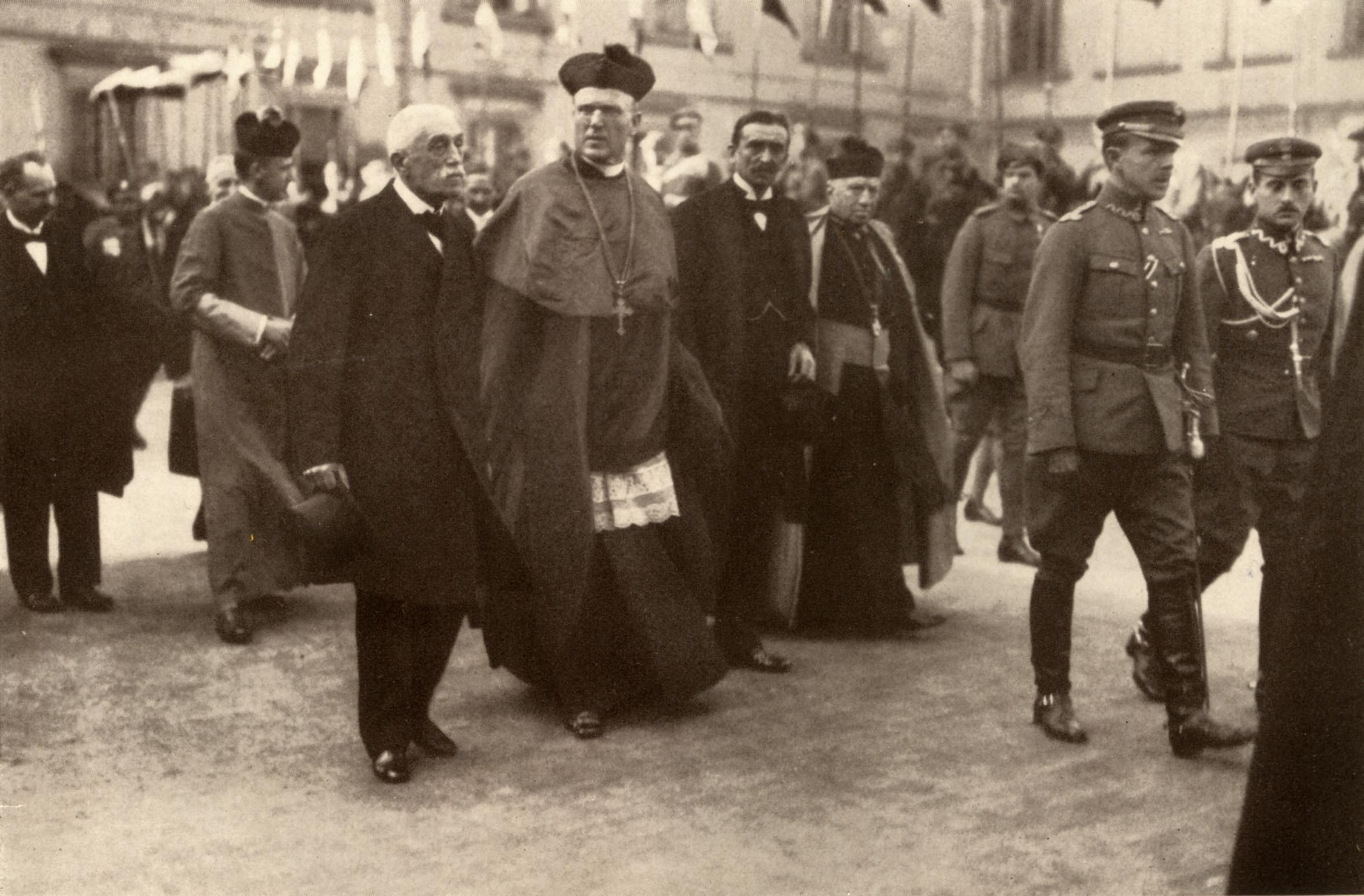
ポーランド王国の3人の摂政と衛兵

1916年、第一次世界大戦の最中にドイツ帝国によってその衛星国としてのポーランド王国が建国された。国王が決まるまでの間としてハンス・ハルトヴィヒ・フォン・ベセラーが総督となり、3人のポーランド人が摂政を務め、6人のポーランド人政治家が歴代首相となった。
2人の娘がいずれもポーランドの名門大貴族に嫁いでおり、自らもポーランドのジヴィエツに住み流暢なポーランド語を話したオーストリア＝ハンガリー帝国の皇族カール・シュテファン大公（ポーランド名：カロル・ステファン・ハプスブルク）がポーランド国王の最有力候補で、カール本人も積極的であった。しかしこの案にはオーストリア皇帝カール1世が乗り気でなく、結局最後までポーランド王国の国王となる人物はついに決まらなかった。カール・シュテファンは1918年にポーランドが独立したあともポーランドに帰化してジヴィエツに住み続け、1933年に当地で死去した。子孫はポーランド人として今もガリツィア地方に住んでいる。

### 独立と第二共和国
1918年11月11日に第一次世界大戦が終結すると、ヴェルサイユ条約の民族自決の原則により、旧ドイツ帝国とソビエト連邦から領土が割譲され、ユゼフ・ピウスツキを国家元首として共和制のポーランド国家が再生した。

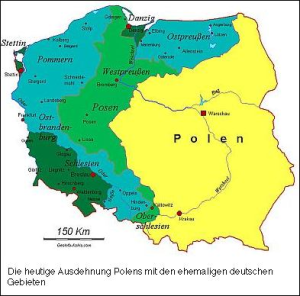
現ポーランド領におけるドイツ帝国領だった地域

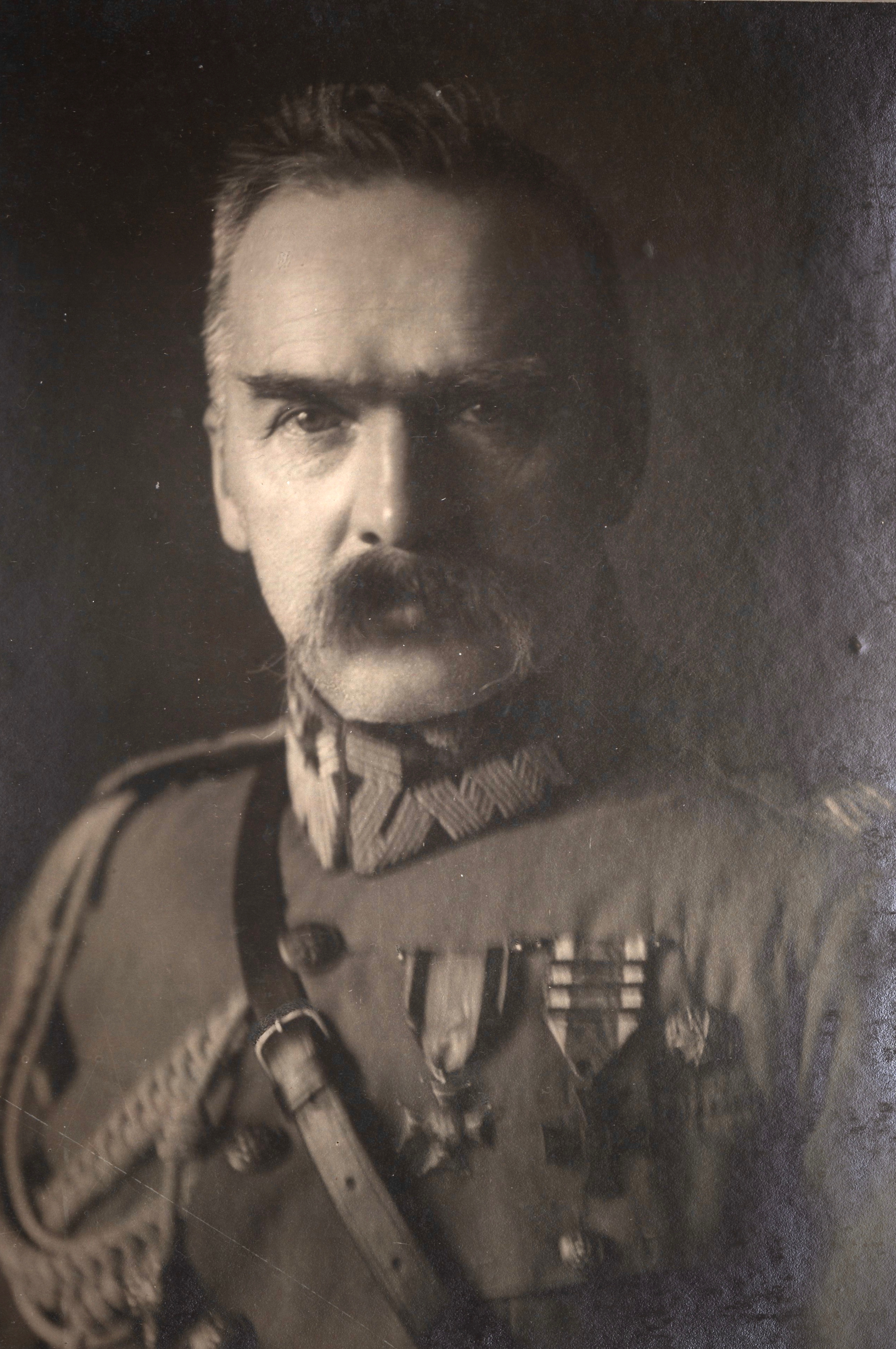
ユゼフ・ピウスツキ

1920年にはソビエト連邦に対する干渉戦争の一環としてソビエトへ侵攻し、ポーランド・ソビエト戦争が発生した。緒戦には欧米、とりわけフランスからの援助を受け、ウクライナのキエフ近郊まで迫ったが、トゥハチェフスキー率いる赤軍が猛反撃を開始し、逆にワルシャワ近郊まで攻め込まれた。しかし、ピウスツキ将軍のとった思い切った機動作戦が成功してポーランド軍が赤軍の背後に回ると、ワルシャワ近郊のソ連の大軍は逆にポーランド軍に包囲殲滅されかねない状態となった。これにたじろいだトゥハチェフスキーは全軍に撤退を指示。結果的にポーランド軍は赤軍を押し返すことに成功し、「ヴィスワ川の奇跡」と呼ばれた。この戦争は翌年に停戦した。
この戦いでソ連各地にいたポーランド人が迫害の危機に陥り、子どもたちだけは母国へ戻したいとウラジオストクのポーランド人により「ポーランド救済委員会」が設立された。1919年にポーランドと国交を結んだばかりだった日本は、人道的な見地から救済に乗り出した。同時期に、シベリアやソ連にいたユダヤ系ポーランド人により「ユダヤ人児童・孤児の救済」は全世界に向けて救援援護を発信していた。ソ連の占領下では、100万人以上がシベリアや中央アジアに強制移住させられた。
1922年に国家元首職を引退したピウスツキは、その後の政界の腐敗を憂い、1926年にクーデターを起こして政権を奪取した。ピウスツキはポーランド国民の圧倒的支持のもと、開発独裁を主導した。この時期にポーランドの経済は急速に発展し、国力が強化された。国民のカリスマであったピウスツキが1935年に死亡すると、ユゼフ・ベックを中心としたピウスツキの部下たちが集団指導体制で政権を運営したが、内政・外交で失敗を繰り返し、その点をナチス・ドイツとソビエト連邦につけ込まれるようになった。

### 第二次世界大戦

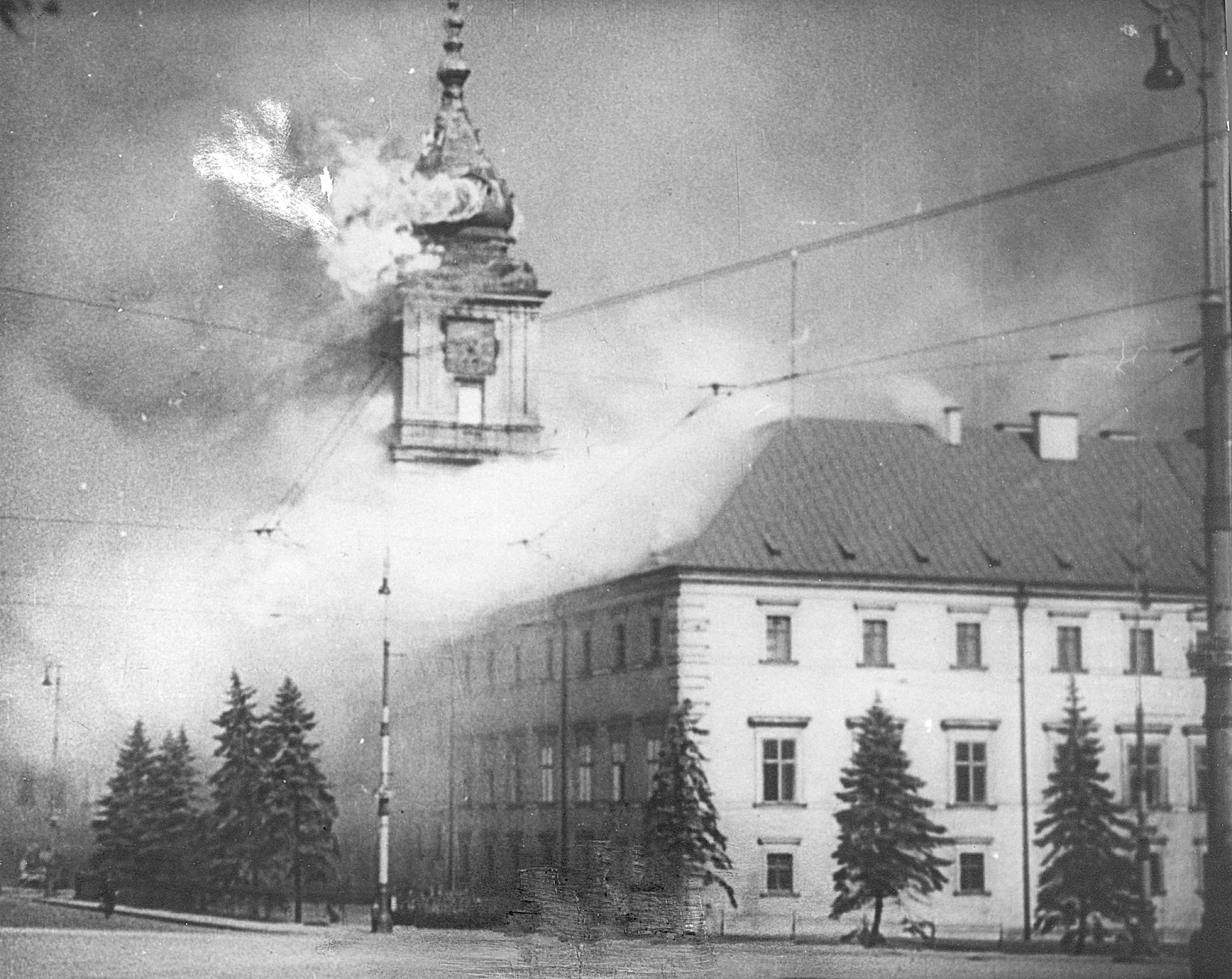
ドイツ軍に攻撃されるワルシャワ王宮

1939年8月、ナチス・ドイツとソビエト連邦が締結した独ソ不可侵条約の秘密条項によって、ポーランドの国土はドイツとソ連の2か国に東西分割され、ポーランドは消滅することになる。1939年9月1日、グダニスク近郊のヴェステルプラッテのポーランド軍陣地への砲撃を手始めにドイツ軍とスロヴァキア軍が、9月17日には赤軍が東部国境を越えてポーランド侵攻を開始してポーランド軍を撃破し、ポーランド領土はナチスドイツ、スロヴァキア、ソビエト連邦、そしてソビエト占領域内からヴィリニュス地域を譲られたリトアニアの4か国で分割占領された。ポーランド亡命政府は当初パリ、次いでロンドンに拠点を移し、戦中のポーランド人は国内外でさまざまな反独闘争を展開した。
独ソ戦でソ連が反撃に転ずると、ドイツ占領地域はソ連軍によって解放されていった。1944年8月、ソ連側の呼びかけによりレジスタンスポーランド国内軍やワルシャワ市民が蜂起するワルシャワ蜂起が起こったが、亡命政府系の武装蜂起であったために赤軍は故意に救援を行わず、約20万人が死亡して蜂起は失敗に終わった。
1945年にポーランドはソ連の占領下に置かれた。ポツダム会談の決定によりポーランド人民共和国に定められた領土は、東部のウクライナ・ベラルーシ西部をソ連に割譲し、代わりにオドラ川以西のドイツ領であるシロンスクなどを与えられるというものであった。

### ポーランド人民共和国

旧国境と新国境

1945年5月8日から1989年9月7日までの44年間は、マルクス・レーニン主義のポーランド統一労働者党（PZPR)が寡頭政治を敷くポーランド人民共和国の社会主義体制時代であった。1945年5月8日、ドイツ降伏によりポーランドは復活、その国の形はアメリカ・イギリス・ソ連のヤルタ会談によって定められた。カティンの森事件でポーランド亡命政府は、ソ連の発表の受け入れを拒否。スターリンは亡命政府と関係を断絶した。ソ連主導のルブリン政権が新たなポーランド国家となった。
また領土が戦前と比べて大きく西方向に平行移動した。ソ連はポーランド侵攻以来占拠していたポーランド東部を正式に自国へ併合した代わりに、ドイツ東部をポーランドに与えた。これはスターリンが、992年にボレスワフ1世が確定したポーランド公国国境の回復に固執した結果で、新しい国境線はボレスワフ1世時代の国境線の位置に非常に近いものとなった。軍事的理由から、ドイツとの国境線はほぼ最短となるように調整された。これにより、敗戦国ドイツは戦前の領土の25%を失った。現在の領土の西側3分の1近くが戦前のドイツ領である。一方、ソ連に併合された旧ポーランド東部地域では、国境変更にともないポーランド系住民120万人が退去してポーランドに移住してきた（ポーランド人人口の移動 (1944-1946)）。
1952年、ポーランド人民共和国はPZPRの一党独裁制の政党となり、ソ連の最大でもっとも重要な衛星国となった。冷戦中、ワルシャワ条約機構や、1949年1月、西側のマーシャル＝プランに対抗するものとして設立されたコメコン（経済協力機構）に参加した。社会主義体制への移行に伴い、密告、監視、言論統制を伴ったポーランドのソ連化が執行され、政治、教育、文化、一般市民の生活などソ連をモデルに構造改革された（ポーランド人民共和国の共産主義プロパガンダ）。社会主義政権により、民族を問わずポーランドに居住する住民すべてを対象に財産の国有化が行われ、これらドイツ人が残した不動産も国有化された。ソ連、チェコスロバキア、東ドイツ、ハンガリーなどの同じ東側諸国のように集団農場と個人農地は国有化された。

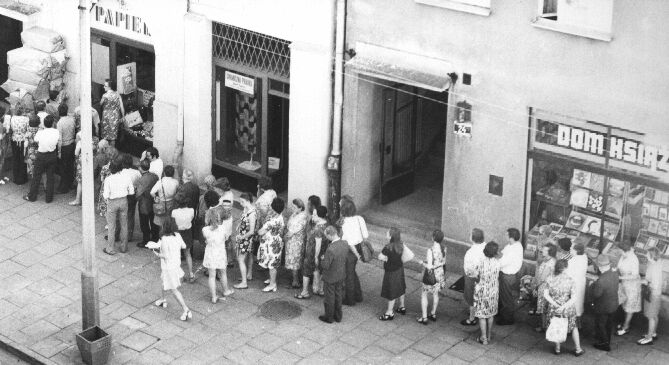
1950年代から1980年代の典型的なポーランドの様子、国営商店に並ぶ市民

ポーランド政府はおもに西側諸国からの借入れを繰り返し、無計画な経済政策と国家の物財バランスに基づいた計画によって配分される体制の計画経済により急激なインフレ急騰を招き、食料・物資不足が長く続いた。1973 - 74年のオイルショックも重なり、借入れによる市場拡大や経済成長は短期間で終わる。その国内経済を補うため、さらなる借金をして、政府は1980年までに230億ドルの膨大な負債を抱える。このような状況により、闇市が盛んになり欠乏経済を発達させ、市民によるデモ、ストライキ、暴動などが頻繁に起こった。社会退廃は、生物学的環境と心身の健康上でひどい悪化を伴い死亡率は上昇した。PZPRは、高インフレや貧困な生活水準、市民の怒りと不満により再び社会的爆発の勃発を恐れた政権は、自ら統制できないシステムで困惑し、力のなさを感じた。1979年6月にポーランド人ローマ教皇ヨハネ・パウロ2世が故国ポーランドを訪れ、マルクス・レーニン主義無神論の政府に宗教を弾圧されていた国民は熱狂的に迎えた。1980年9月17日には独立自主管理労働組合「連帯」が結成された。

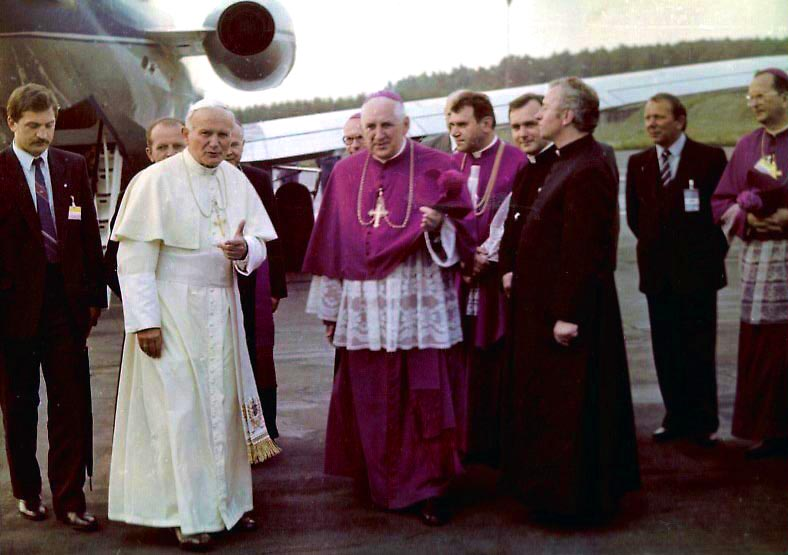
ポーランドを訪問する教皇ヨハネ・パウロ2世

1981年 - 1983年、ポーランドの戒厳令の期間に政府は反政府を潰すために戒厳を導入、市民の通常の生活は劇的に制限され、数千人のジャーナリストや反対勢力活動家は投獄、ほか100人ほどが抹殺された。夜間外出禁止令、国境封鎖、空港閉鎖、電話回線の遮断、政府による郵便物内容検査などが執行された。軍裁判所は、偽造情報発信者達を逮捕した。戒厳令後も、市民の自由権はひどく制限された。

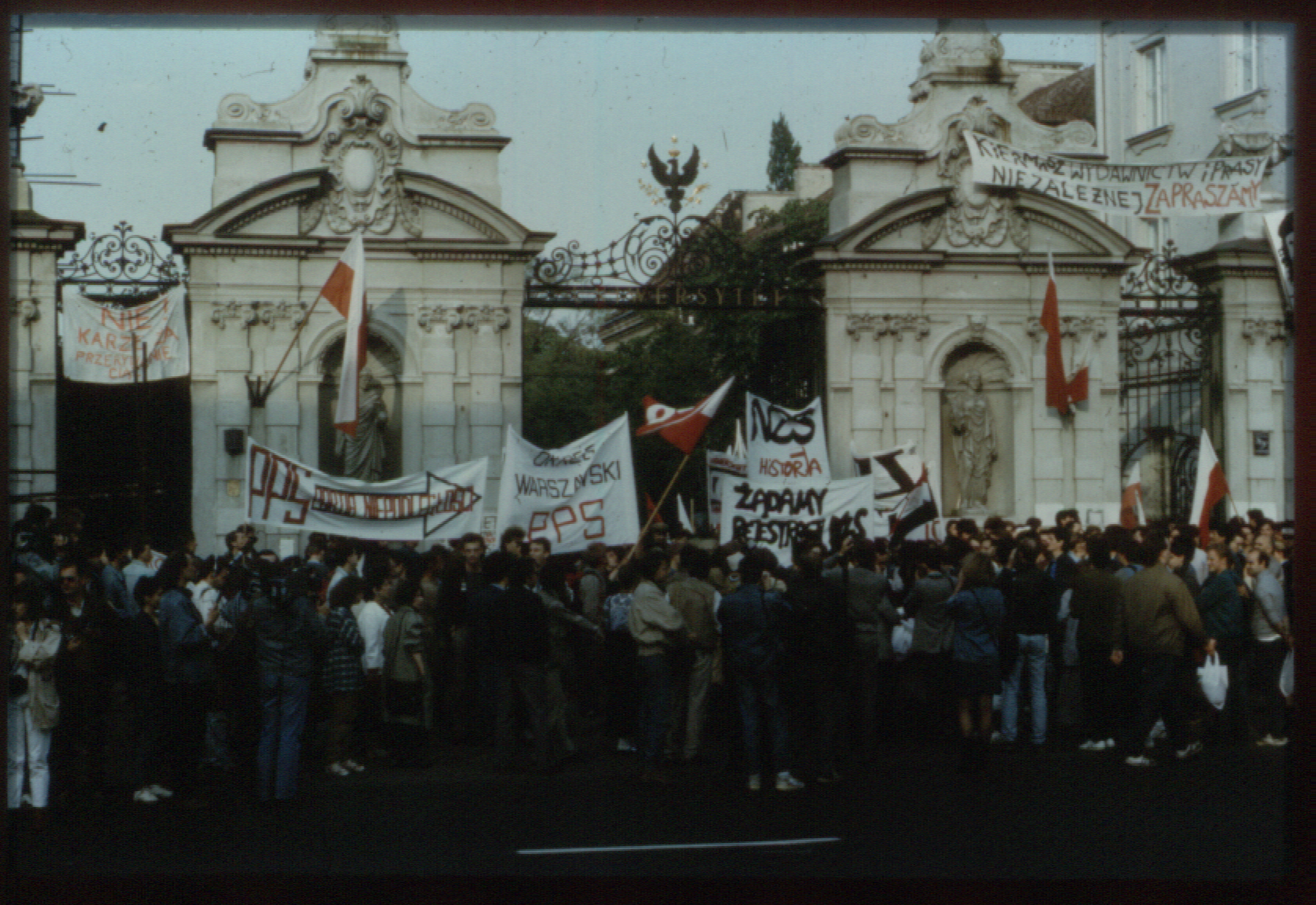
ワルシャワ大学前での「連帯」運動

軍事政権により価格は引き上げられ、深刻な経済危機となる。経済危機は、おもな食料・日用品・生活必需品・物資の配給制となり平均所得は40%下落した。西洋の娯楽品の入手は非常に厳しかったが、それも一層困難化した。ヤルゼルスキのもと、借金は1980年までの230億ドルが400億ドルになった。行政マネージメントの欠如、生産構造の悪さ、物資の欠乏は労働者のモラルを低下させ、働き盛り年代である64万人が1981年 - 1989年の間に難民となり他国へ移民した。ソ連の支配する体制による抑圧に抵抗する市民による民主化運動はこの時期に拡大していった。

### 第三共和国

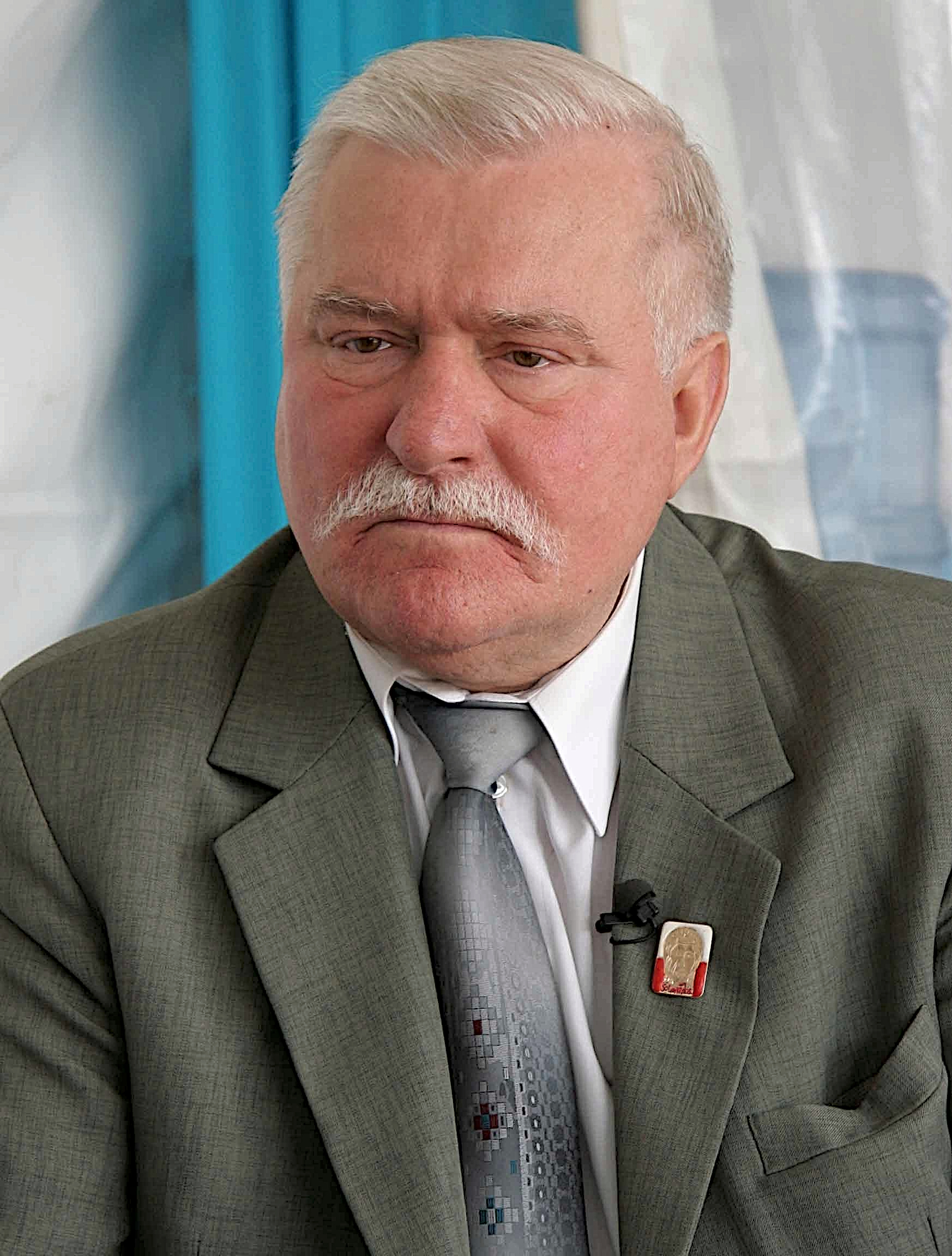
レフ・ヴァウェンサ（ワレサ）第三共和制初代大統領

1989年6月18日、円卓会議を経て実施された総選挙（下院の35%と上院で自由選挙実施）により、ポーランド統一労働者党はほぼ潰滅状態に陥り、1989年9月7日には非共産党政府の成立によって民主化が実現し、ポーランド人民共和国と統一労働者党は潰滅した。この1989年9月7日から現在までは「第三共和国」と呼ばれる国家であり、民主共和政体を敷く民主国家時代である。
共産主義政権からの膨大な借金と経済危機がますます深刻化し、政治を不安定化させた。西側諸国の機関は、すでに破産しているポーランド政府には貸付を延長しなかった。ポーランド政府は西側諸国や日本などの先進国に食糧や経済・技術支援を強く要請し国民の飢餓を逃れた。
1990年11月14日には統一ドイツとの間で国境線を最終確認する条約が交わされ（旧西ドイツは、旧東ドイツとポーランド人民共和国が1950年7月6日に交わした国境線画定条約の効力を認めていなかった）、ドイツとの領土問題は終了した。1993年、第二次世界大戦からポーランドに駐留していたロシア連邦軍（旧ソビエト連邦軍）が、ポーランドから全面撤退した。1997年には憲法の大幅な改正が行われ、行政権が大統領から首相へ大幅に委譲され、首相が政治の実権を握ることとなった。1999年、北大西洋条約機構（NATO）に加盟した。
2004年5月1日、ポーランドは欧州連合（EU）に加盟した。2007年12月21日には国境審査が完全に撤廃されるシェンゲン協定に加盟し、他のシェンゲン協定加盟諸国とポーランドの間での陸路での国境審査が撤廃された。2008年3月30日には空路での国境審査が撤廃され、これでほかのシェンゲン協定加盟諸国とポーランドの間でのすべての国境審査が撤廃されたことになる。現在では、ポーランド人ならばパスポートなしでシェンゲン協定加盟国同士の往来が可能であり、シェンゲン協定加盟国に一度入国した旅行客はどのシェンゲン協定加盟国からでも国境審査なしでポーランドに自由に出入国をすることができる。

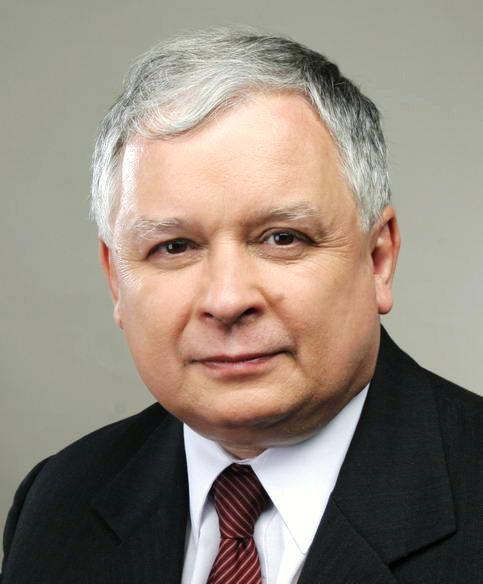
レフ・カチンスキ第三共和制第4代大統領

ここまで自由民主主義国家として進んできたが、2005年、欧州連合（EU）の権限拡大に懐疑的で、経済における自国民の利益擁護と、共産主義時代から引き継がれたシステムや人事の完全撤廃を掲げた、高齢者、低学歴層、小規模農家、国営大企業の経営者や従業員からの支持の強いキリスト教民主主義のカトリック系保守主義政党「法と正義（PiS）」が総選挙で勝利し、農村型の大衆主義政党「自衛」、カトリックのレデンプトール会系の国民保守主義の小政党「ポーランド家族同盟」とともに保守・大衆主義連立政権を発足させた。同時に行われた大統領選挙では最大のライバルであるドナルド・トゥスク（「市民プラットフォーム」）との間で決選投票を行った、レフ・カチンスキ（「法と正義」）が当選した。
ヤロスワフ・カチンスキ率いる連立政権は政治路線をめぐってなかなか足並みがそろわず、政権運営が難航するとともに、国際社会においても欧州連合やロシアと軋轢を起こした。その後、連立政党「自衛」の党首アンジェイ・レッペルの収賄疑惑がカチンスキ首相に伝えられると、首相は政権維持を惜しまず2007年9月7日に議会を解散する。
この解散を受けて2007年10月21日に行われた総選挙では、欧州連合（EU）との関係強化、ユーロ導入に積極的で若者、高学歴層、商工民、新興企業の経営者や従業員からの支持が強い都市型中道右派政党「市民プラットフォーム」が勝利を収める。一方で、大きく議席数が変化することが少ないといわれるドント方式の比例代表制の選挙にもかかわらず、それまでの政権運営に失望した有権者によって「法と正義」は大幅に議席を失う。また、連立政権に参加すると急速に有権者の支持を失っていった「自衛」と「ポーランド家族同盟」といった国民保守主義・大衆主義的な小政党は、この2007年選挙で議会におけるすべての議席を喪失した。
最大政党の「市民プラットフォーム」の議席は過半数（231議席）に満たなかったため、中規模専業農家の支持する農村型中道右派政党「ポーランド農民党」と連立政権を発足。首相に「市民プラットフォーム」の若い党首ドナルド・トゥスクが就任した。トゥスクは中道右派として中小企業保護政策などを打ち出す一方、対外的には宥和政策を採り、長年遺恨のあるドイツやロシアとも一定の歩み寄りも見せた。
2009年11月27日、「鎌と槌」や「赤い星」など共産主義のマークを禁止する法律が可決。しかしこれは公的機関における使用禁止措置であり民間では自由に使用できるため観光都市クラクフでは共産主義的な雰囲気が残っており、共産主義のマークを問題なく使用している。
12月1日に、民主化以来初の首相再選も果たしたトゥスクがEU大統領に就任し、首相としては辞任することとなった。
2014年3月にロシアによるクリミアの併合が起きると民族主義が高まり、ロシアだけでなく、ロシアにエネルギー資源を依存するドイツも批判した（ただし、ポーランドもロシアに依存している）。
2015年の選挙では「法と正義（PiS）」が勝利、、憲法違反の疑いのある法律を次々に制定し、違憲審査権を行使する憲法法廷（憲法裁判所）の掌握を進め、EUとの対立が深まった。
2022年11月16日、ロシアによるウクライナ侵攻中、ポーランドにロシア製のミサイルが着弾し、市民二人が死亡した。ミサイルによる被害はNATOの歴史、加盟国にとって初の事例となった（詳細は2022年ポーランドでのミサイル爆発）。

## 政治

### 基本制度

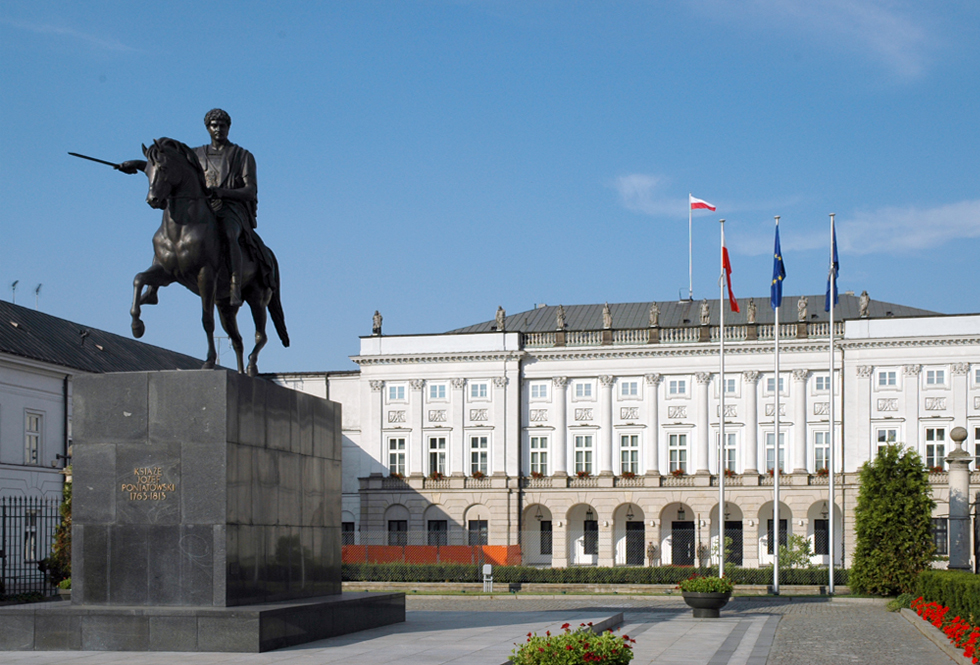
大統領宮殿（ルボミルスキ・ラジヴィウ家旧邸）

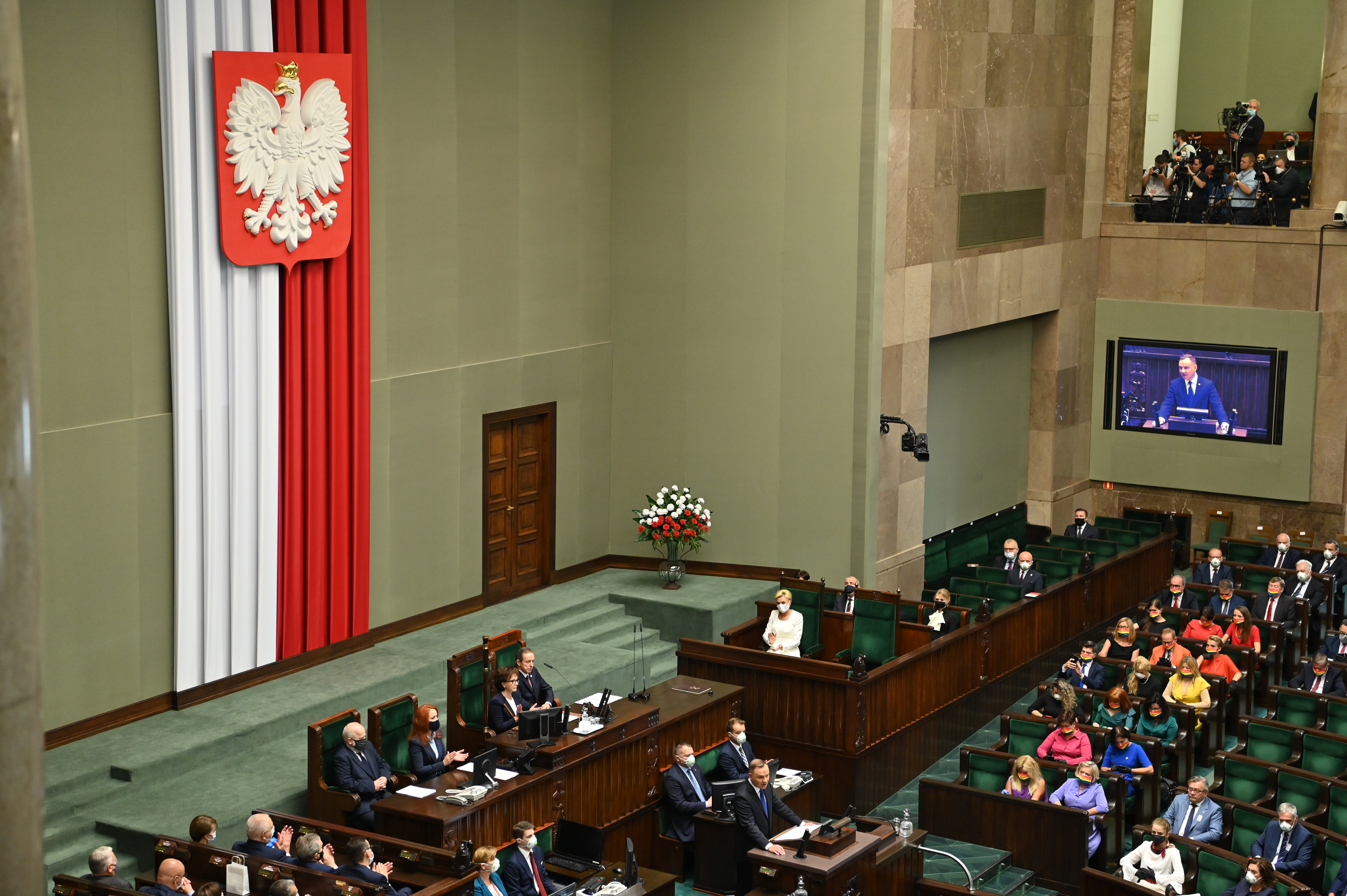
ポーランド下院（セイム）

政治体制は共和制。国家元首は大統領（任期5年）である。かつては大きな政治権力を託されていたが、1997年の憲法改正により政治の実権は首相に移り、現在は儀礼的な権限しか持たない。下院で可決した法案の拒否権があるが、下院が再度可決した場合にはその法案は成立する。軍の最高司令官でもあるが、これも象徴的なものであり、実際の指揮権は首相が持つ。

### 行政
行政は、1997年制定の憲法では閣僚評議会（内閣）が「ポーランド共和国の内政及び外交政策を実施する」（第146条1項）、「政府行政を指揮する」（第146条3項）となっているため、閣僚評議会議長（首相の正式名称）が強大な政治的権力を有して実際の国政を行う議院内閣制になっている。首相は大統領が任命するが、14日以内に議会の下院に当たるセイム（sejm）の信任を受ける必要があるため（憲法第154条2項）、実際には議会の多数派から選ばれる。閣僚は議会の多数派から、首相の提案に基づき大統領が指名する。現在の首相はドナルド・トゥスク。

### 議会
立法はセイム（議会）とセナト（元老院）の二院制議会（Zgromadzenie Narodowe）によって行われる。
下院（セイム、Sejm）「議会」の意。定数460名。下院は立法の役割が主体であり、政党の資質や能力が大事であるとの考えからドント方式の非拘束名簿式比例代表制。議席獲得には全国投票の合計で政党が5%以上、選挙委員会（政党連合）は8%以上の得票が必要。シングルイシュー政党（全体の政策や理念でなく特定の政策のみで集まった人々の政党）の出現や少数政党の乱立といった事態を未然に防止するためである。少数民族の大半を占めるドイツ系住民の民族優先枠として、ドイツ民族政党は最高2議席まではこの最低得票率ルールから除外される（ドイツ民族政党は前回の総選挙で獲得票数が少なかったため、現在は1議席のみ確保している）。立法府として、セイムは日本の衆議院に相当し、上院より優先される。
各党の議席数（定数460）
- 法と正義（Prawo i Sprawiedliwość, PiS 大衆主義）- 235
- 市民連合（Koalicja Obywatelska, KO 保守主義）- 市民プラットフォーム（Platforma Obywatelska, PO）と小政党の連合- 134
- 統一左派(Lewica , SLD 社会民主主義) - 民主左翼連合とラゼム党および春によって結成された左派政党の連合。-49
- ポーランド農民党（Polskie Stronnictwo Ludowe, PSL 保守主義・農民主義）-クキズ'15（Kukiz'15 大衆主義）とUEDとも連合- 30
- 自由と独立（Konfederacja Wolność i Niepodległość,KWN）- 共和国を新たにするための連合-自由と希望（KORWiN）と国民運動党の右翼政党の連合 - 11
- 無所属 - 1(ドイツ少数民族)

上院（セナト、Senat）「元老院」の意。定数100名。上院は立法や行政の監査の役割が主体であり、政党よりも議員個人の資質や能力が重要であるとの考えから、完全小選挙区制。
各党の議席数（定数100）
- 法と正義（Prawo i Sprawiedliwość, PiS） - 48
- 市民連立（Koalicja Obywatelska, KO 保守主義） - 43
- ポーランド農民党（Polskie Stronnictwo Ludowe, PSL 保守主義・農民主義）- 3
- 統一左派(Lewica , SLD 社会民主主義) - 2
- 無所属 - 4

### 司法
ポーランドの法制度は、1,000年以上前の同国地域における歴史の最初の数世紀から発展して来た。ポーランドの公法および私法は成文化されている。傍ら、ポーランドにおける最高法はポーランド憲法に基づいたものとなっている。
なお、ポーランドは民法の法的管轄権を有しており、ポーランド民法典という民法典が定められている。

## 国際関係
国際連合（UN）、欧州連合（EU）、シェンゲン協定、シェンゲン情報システム（SIS）、北大西洋条約機構（NATO）、経済協力開発機構（OECD）、世界貿易機関（WTO）、欧州安全保障協力機構（OSCE）、欧州電気標準化委員会（CENELEC）に加盟している。
中欧の大国であり、ヨーロッパの東西・南北双方の中央に位置し、バルト海の南岸という要衝にあることから、ヴァイマール三角連合（Weimar Triangle）、ヴィシェグラード・グループ（V4）、環バルト海諸国評議会（CBSS）、中欧イニシアティヴ（CEI）といった地域国際機関にも加盟し、国連では東ヨーロッパグループ(EEG)に属している。

### ロシアとの関係
古くから争乱を繰り返す関係で、幾度もポーランド・ロシア戦争が起こった。そのため、現在でもポーランド人は強い反露感情を抱いているとされる。
第二次世界大戦中には、ソ連はドイツと共に分割占領し、カティンの森事件などの虐殺事件をおこした。戦後はポーランド人民共和国として衛星国となっていたが、民主化後、特に2014年のウクライナ危機以降、ロシアの軍事力に対する警戒感が高まっている。2017年1月には、アメリカ軍がポーランドへの駐屯を開始し、西部ジャガンで歓迎式典が開かれた。在ポーランドアメリカ軍は最終的に兵員約3,500人、戦車87両の規模になる見通しである。
ロシアの大統領報道官は「私達の安全に対する脅威」と反対の表明をした。
2021年11月、ベラルーシとの国境付近に西アジアからの移民数千人が集結、ポーランドは軍を動員して移動を阻止した。同月9日、モラウィエツキ首相は国会で、ロシアが後ろ盾となっているとしてプーチン大統領を批判した。2022年2月に、ロシアによるウクライナ侵攻が起きると、国をあげてウォロディミル・ゼレンスキー政権支援に回り、最も多くの避難民受け入れや武器支援などを行った。ただし直接加勢はせず、武器も売却分もある。また、ロシアとのガス供給契約も打ち切ったが、実際はロシア産ガスをドイツを介して輸入することになる。
2022年11月、前年に発生した不法移民の流入がロシアの飛び地であるカリーニングラード州から生じる恐れがあるとして、ポーランド国防相は新たにカリーニングラード州との国境沿いにフェンスを構築することを発表した

### ドイツとの関係
1953年、ポーランドと東ドイツとの間で大戦中の補償請求権の放棄が行われたが、これはソ連の意向が強く働いたものと言われる。1990年、ドイツの再統一に向けてポーランドとドイツは国境条約に調印。1991年には善隣友好条約が結ばれた。2015年に右派政党「法と正義」が与党になると、1953年の請求権放棄はソ連の圧力下でなされたものとして、ドイツに対して戦後補償を求める議論が惹起し始めている。

### ウクライナとの関係
民族、言語、歴史に共通項を抱え、ウクライナを兄弟国と見做すポーランド人も多く、2022年にロシアからの侵略を受け、ポーランド政府は100万人以上のウクライナ難民を受け入れ、軍事支援の主要後方拠点として役割を果たしている。
一方で、第2次世界大戦中、ウクライナの国家主義的パルチザン（非正規軍）が民族浄化を狙い、今のウクライナ西部からポーランド東部で約10万人のポーランド人を殺害したとされる。この「ヴォルィーニの悲劇」を巡り、両国は長年、論争を続けている。ポーランドの歴史研究者らは、ウクライナで犠牲者の遺体を掘り起こす許可を求めている一方、ウクライナ政府はパルチザンを英雄視しており、政府の高官らも虐殺を過小評価するため、ポーランド人の怒りを買っている。

### 近現代史における日本との関係
日本学
1919年にワルシャワ大学に日本語講座が開かれた。以来、同大学東洋学部の「日本韓国学科」は、中国研究と中国語学科の一分野として、韓国語学科とともに学科は維持され、日本語が教えられている。
1922年に日本国波蘭国間通商航海条約が締結され、日波協会も組織されていた。
2002年には、同学科は天皇皇后の行幸啓を受けたほか、2008年には日本テレビ放送網の「1億人の大質問!?笑ってコラえて!」の「世界日本語学校の旅」でポズナン大学日本語学科とともに、日本語を学ぶ大学生たちが紹介された。
さらに、ポーランド人による浮世絵のコレクションは質と量ともに世界屈指のもので、クラクフの日本美術技術博物館“マンガ”館には浮世絵を含む日本の文化財のコレクションが広く公開されている。
ポーランド第二共和国初代国家元首ユゼフ・ピウツスキの兄ブロニスワフ・ピウスツキは、樺太に流刑になったことを契機に、樺太から北海道へ渡り、多くの日本の文化人、政治家と交流しつつ、アイヌの研究に業績を残した。
日本による戦間期のポーランド人孤児救出
日本は戦間期、765人のポーランド人の孤児をシベリアから助けたことがある。当時、多くのユダヤ系ポーランド人孤児らもシベリアに搬送されていた。
ポーランド人聖職者の訪日
カトリック教会聖職者で、後にホロコーストの犠牲となったマキシミリアノ・コルベは戦前に日本で布教活動を行い、「けがれなき聖母の騎士会」を日本に導入した。同会の出版社「聖母の騎士社」や、コルベに続いて布教に訪日したポーランド人宣教師によって創設された仁川学院、聖母の騎士高等学校は21世紀を迎えた現在も存続している。
コルベとともに布教のために訪日したゼノ・ゼブロフスキー修道士は、長崎で原爆に被爆したのちも日本に留まり、戦災孤児など貧民救済に尽力した。
同じポーランド人の教皇ヨハネ・パウロ2世は1981年に訪日した際、病床のゼノに面会し、功績を称賛した。初めて訪日したローマ教皇ヨハネ・パウロ2世は、東京では「世界最初の原子爆弾の傷跡がいまだにはっきり残るこの国で、『あなたがたに平和』というキリストの言葉は、特別に力強く響きます。この言葉に私たちは答えなければなりません」と日本語で挨拶し、広島市と長崎市を訪問。広島においては「戦争は死です。生命の破壊です」と世界に平和の構築を訴えた。

## 軍事
ポーランド軍は

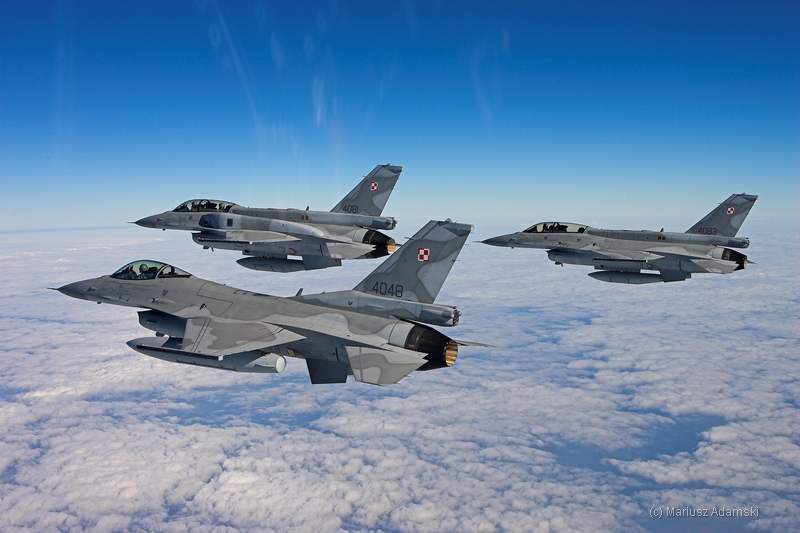
ポーランド空軍主力制空戦闘機
F-16「ヤシュチュションプ」（鷹）

- ポーランド陸軍（Wojska Lądowe）
- ポーランド海軍（Marynarka Wojenna）
- ポーランド空軍（Siły Powietrzne）
- ポーランド特別軍（Wojska Specjalne）
- ポーランド領土防衛軍（ポーランド語版、英語版）（Wojska Obrony Terytorialnej）
- ポーランド憲兵隊（ポーランド語版、英語版）（Żandarmeria Wojskowa）

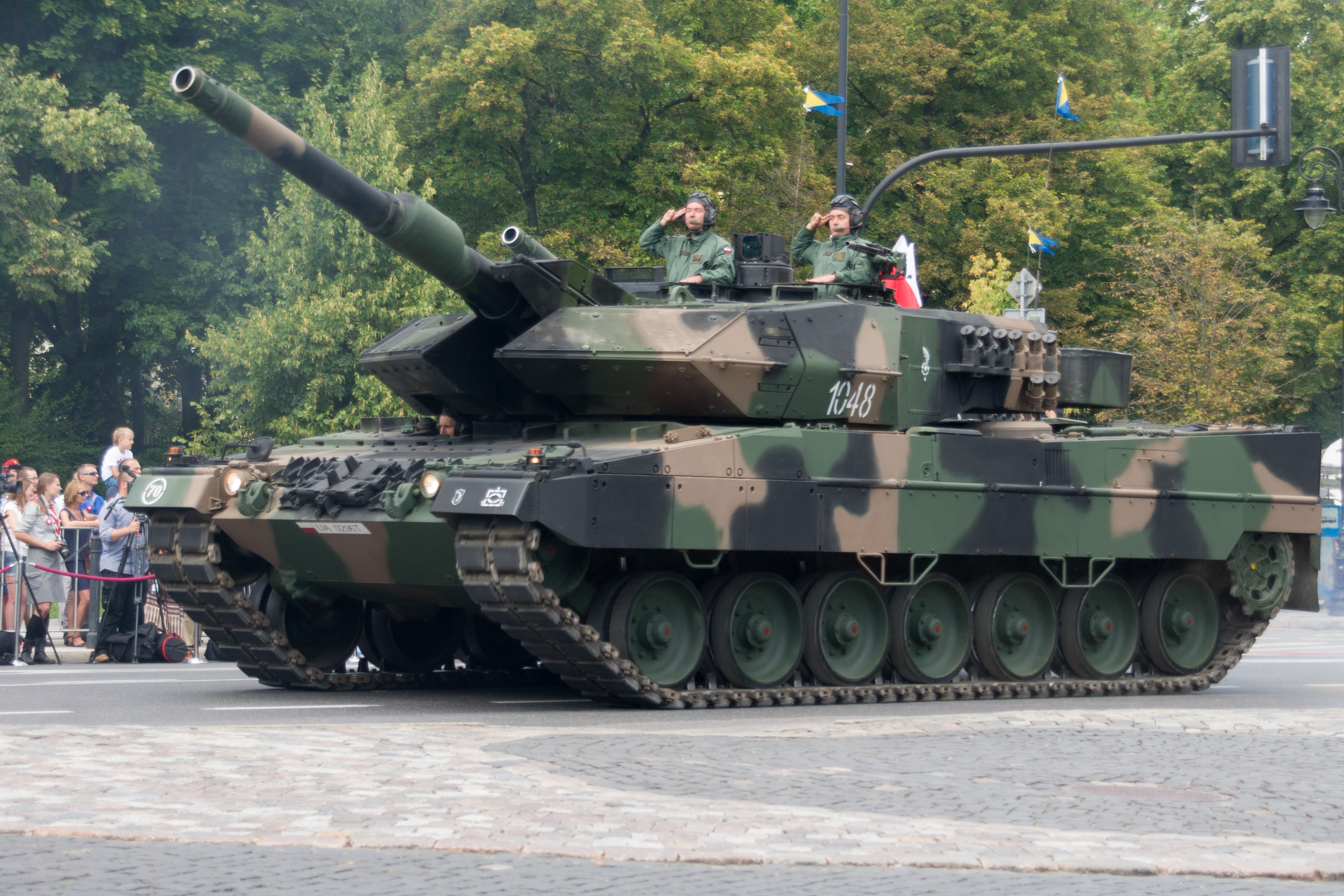
ポーランド陸軍主力戦車
レオパルト2A5

の五軍種と憲兵隊の合計6グループから構成され、5軍種では常時約14万人が活動し、予備役は約24万人。国防省が統括し、憲法で規定された最高司令官はポーランド大統領である。
このうちポーランド特別軍は機動的活動を主要任務とする軍で、作戦機動部隊（GROM）、第1奇襲部隊（1 PSK）、海兵隊（Formoza）、特別兵站部隊の4つから構成される。
徴兵制は廃止され、志願制が導入されている。これによってコンパクトながら高度な専門知識と技術を持つ国軍を作り上げることを目指している。
1989年の民主化後もソ連から購入していた装備を引き継いだが、自国を含む北大西洋条約機構（NATO）同盟国で製造される最新装備への完全転換を急いでいる。
2023年、マテウシュ・モラヴィエツキ首相はロシアによるウクライナ侵攻を受け、軍備拡大をさらに加速させてGDPの4％をポーランド軍に充てると表明した。
2024年時点で、NATO内のポーランド軍の規模は米国、トルコに次ぐ3位。国防予算は10年で3倍の350億ドル（約5兆4000億円）に増え、欧州では英国、フランス、ドイツに次ぐ規模。国防費の国内総生産（GDP）比では、ポーランドは他国を大きく引き離し、NATOで1位である。国防費のGDP比が24年は4.1%で、25年は4.7%に達する見込み。
ポーランドは米国や欧州諸国のみならず、韓国からも数百両の新型戦車、りゅう弾砲、多連装ロケットシステムを購入している。

## 地理

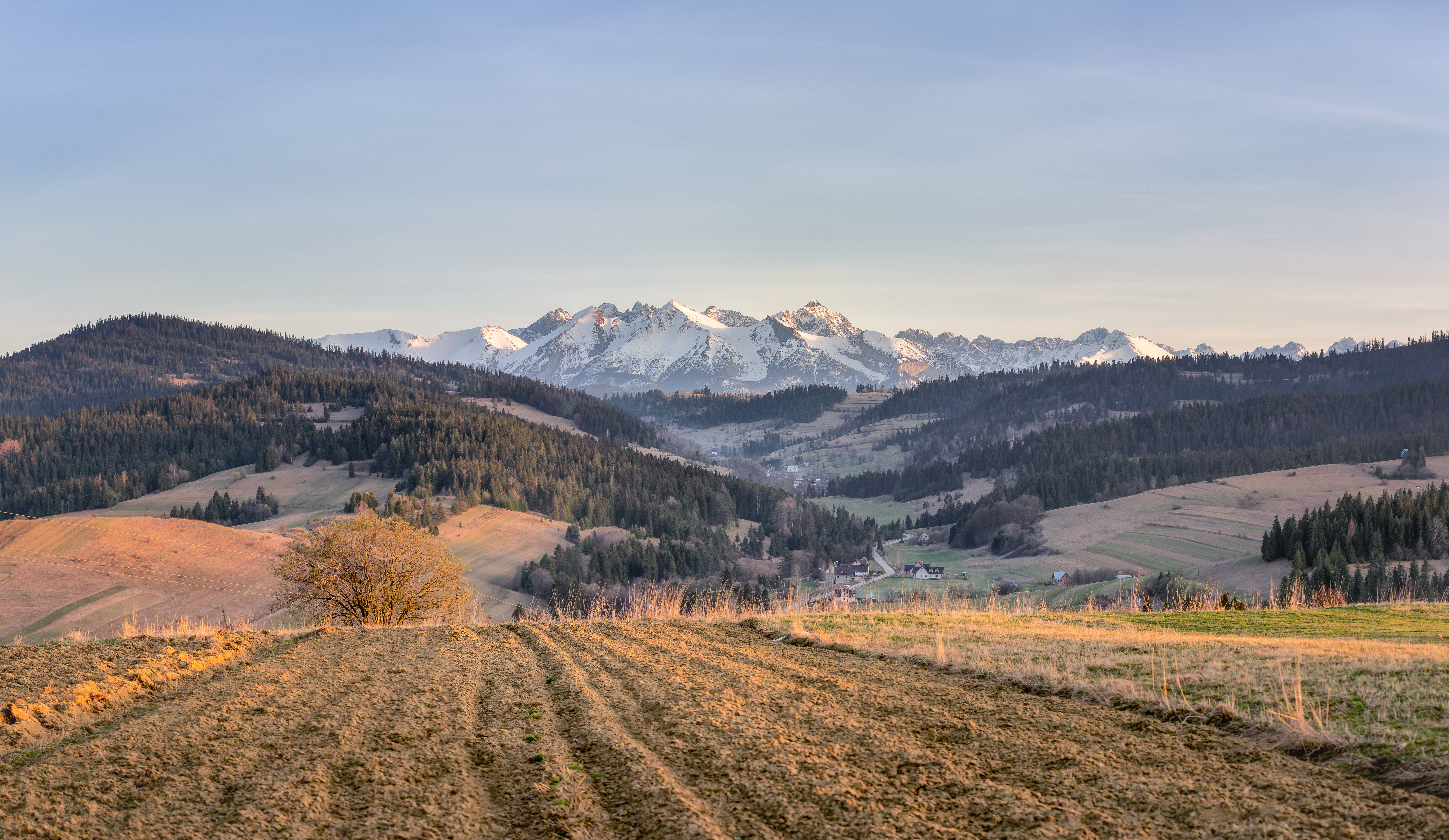
タトラ山脈

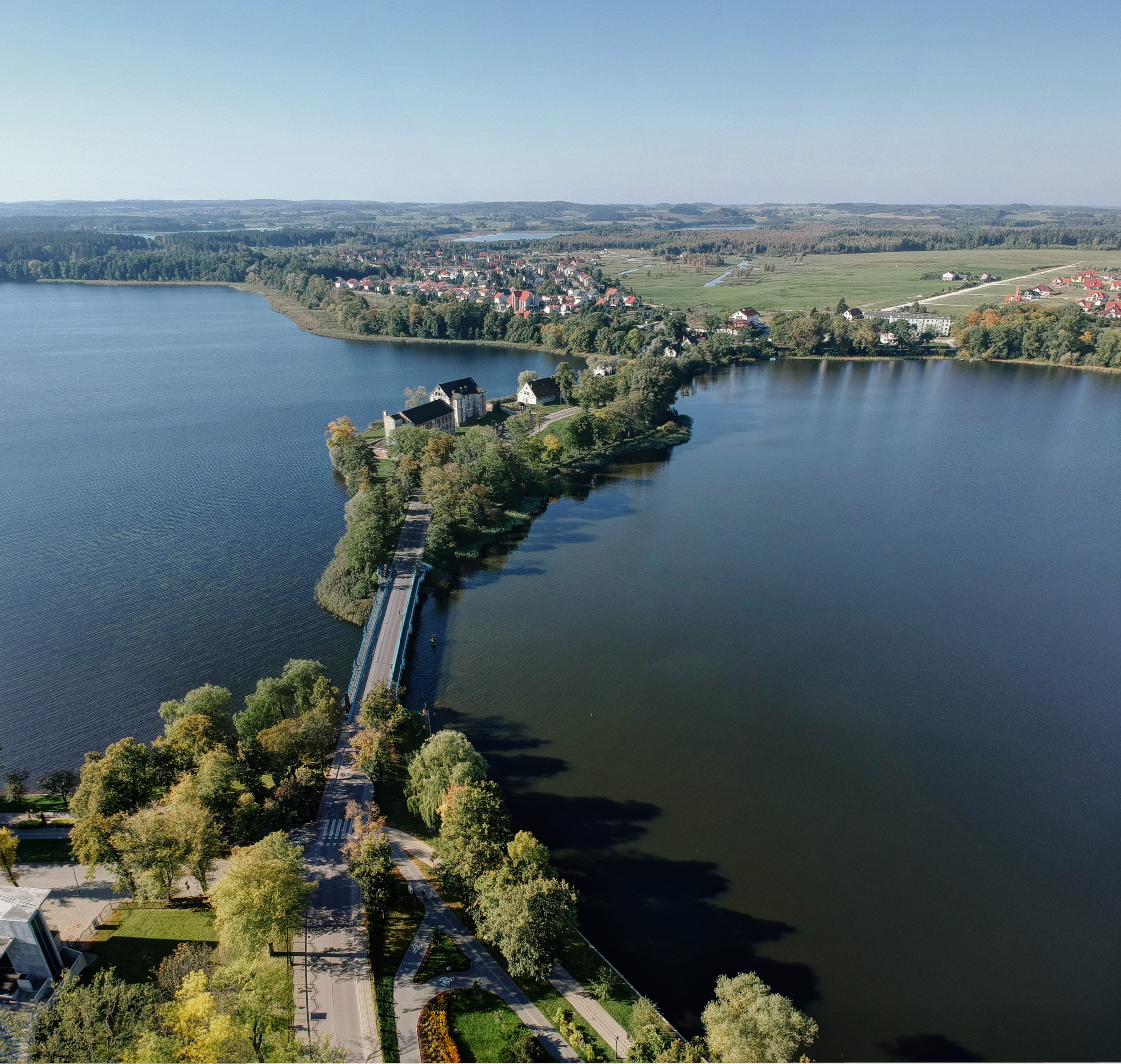
マズールィ湖水地方

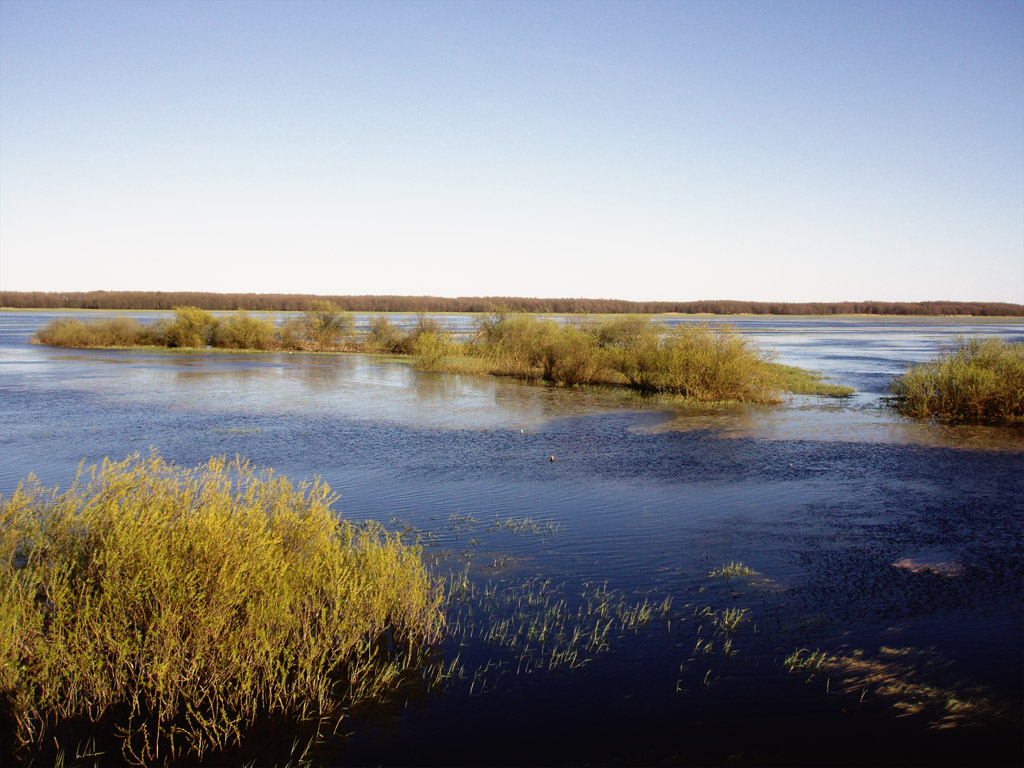
ヴィエブジャ大湿地帯の風景

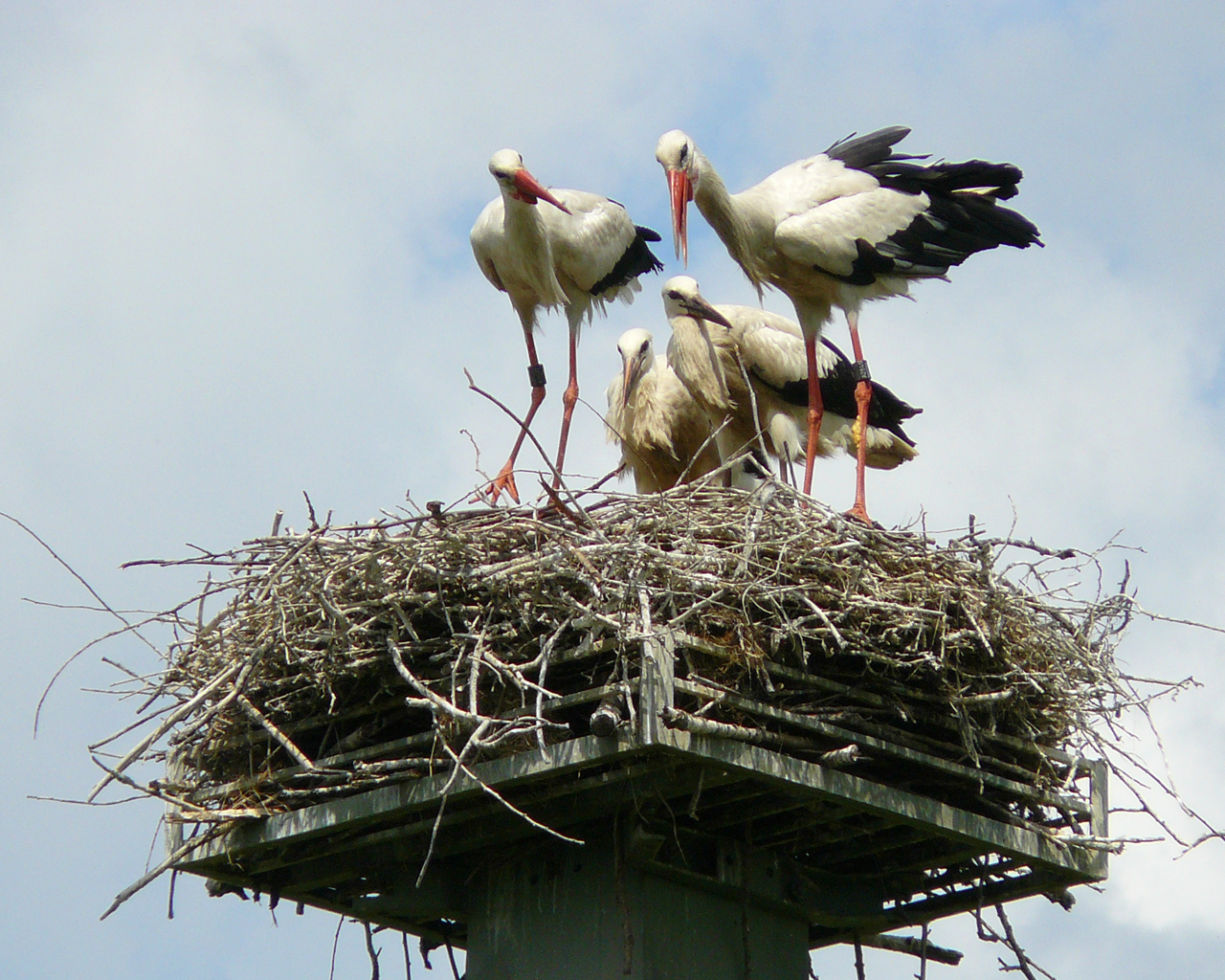
ポーランドはコウノトリの国
全世界のコウノトリの4分の1がポーランド国内で繁殖する

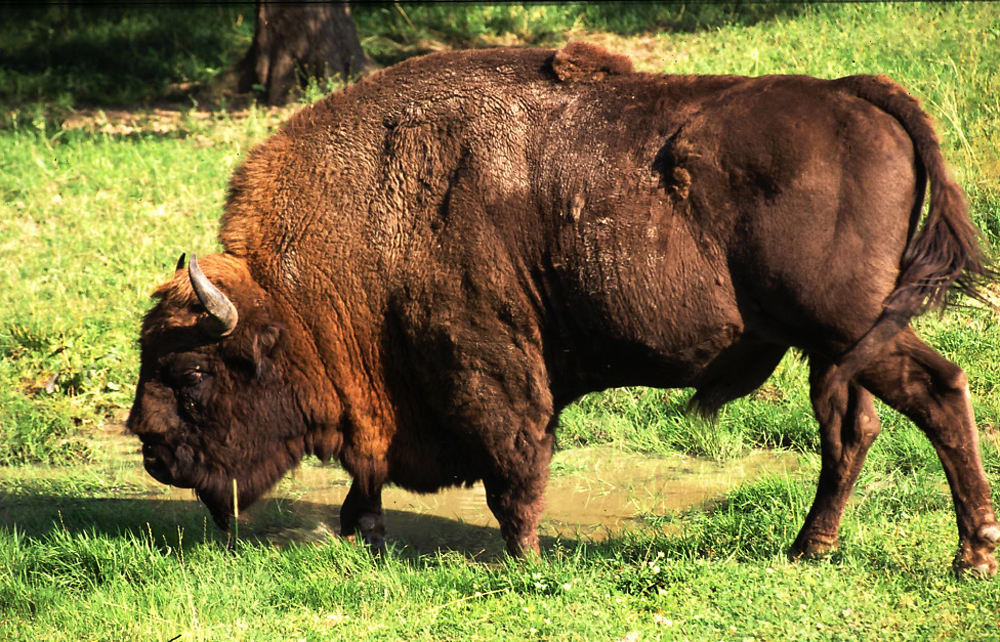
世界でもビャウォヴィエジャの森にのみ生息する野生のヨーロッパバイソン

西でドイツ、南でチェコとスロバキア、東でウクライナ、ベラルーシ、リトアニアと接しており、北東ではロシア（カリーニングラード）とも国境を接している。北はバルト海（Morze Bałtyckie）に面している。
南部を除き国土のほとんどが北ヨーロッパ平野であり、全体が非常に緩やかな丘陵地帯となっていて独特の景観を有する。平均高度は173メートルである。南部は山岳地帯で、タトラ山脈にはポーランドでもっとも高いリシ山（標高2,499メートル）がある。南部の国境近くにはカルパティア山脈（タトラ山脈、ベスキディ山脈を含む）やスデート山地（ポーランド語およびチェコ語でスデーティ（Sudety）がある。深い森が多く、国立公園や県立公園として維持管理されている。東北部からベラルーシにかけて広がる「ビャウォヴィエジャの森」は「ヨーロッパ最後の原生林」とされる、北部ヨーロッパには珍しく全体に広葉樹が生い繁る巨大な森で、ヨーロッパバイソン（ポーランド語で「ジュブル」）やヘラジカ（ポーランド語で「ウォシ」）をはじめとした多数の大型野生動物が生息する。ポーランドにある9,300もの湖のうち、大きなもののほとんどは北部と中西部に集中している。北東部、北西部、中東部、中西部、南西部には特に湖が集中する湖水地方があり、美しい景観を有する。また湿原が特に多く、そのうち最大のものは「ヴィェブジャ大湿原」で、釧路湿原の10倍以上の面積がある。これらの湿原は国立公園や県立公園として維持管理されている。多くの水鳥が生息する。
西南部にはヨーロッパ最大の砂漠がある。
河川は以下の通り。
- ヴィスワ川（Wisła）
- オドラ川（Odra）（オーデル川）
- ヴァルタ川（Warta）
- ブク川（Bug）
- ナレフ川（Narew）
- サン川（San）
- ノテチ川（Noteć）
- ピリツァ川（Pilica）
- ヴィェプシュ川（Wieprz）
- ブブル川（Bóbr）
- ウィナ川（Łyna）
- ヌィサ・ウジツカ川/ナイセ川（Nysa Łużycka）
- フクラ川（Wkra）
- ドゥナイェツ川（Dunajec）
- ブルダ川（Brda）
- プロスナ川（Prosna）
- ドゥルフェンツァ川（Drwęca）
- ヴィスウォク川（Wisłok）
- フタ/チャルナ・フタ川（Wda/Czarna Wda）
- ドラヴァ川（Drawa）
- ヌィサ・クウォヅカ川（Nysa Kłodzka）
- ポプラト川（Poprad）
- パスウェンカ川（Pasłęka）
- レガ川（Rega）
- ブズラ川（Bzura）
- ヴィスウォカ川（Wisłoka）
- ビェブジャ川（Biebrza）
- ニーダ川（Nida）

### 地質

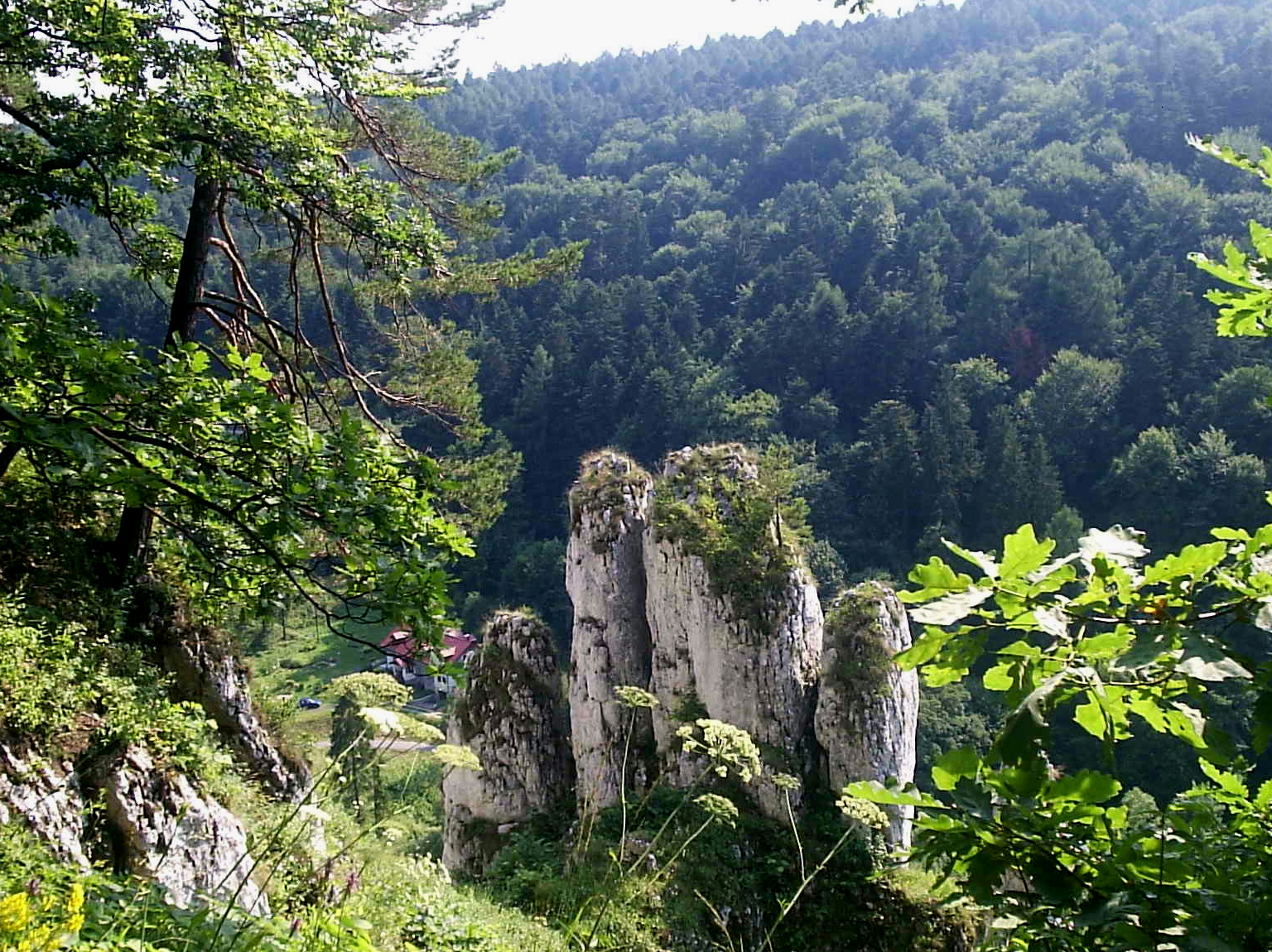
クラクフ＝チェンストホヴァ高原のオイツフ国立公園

ポーランドの地質構造は、6000万年前に起きたヨーロッパ大陸とアフリカ大陸の衝突と、北ヨーロッパの第四氷期によって形成された。このときスデート山地とカルパティア山脈が形作られている。北部ポーランドのモレーンの景観は主に砂とロームからなる土壌によるものである。氷期に形成された南部の河川の谷は黄土を含んでいる。クラクフ＝チェンストホヴァ高原、ピェニヌィ山地、西タトラ山地は石灰岩で構成される。高タトラ山地、ベスキド山地、カルコノシェ山地は花崗岩と玄武岩で構成される。南部のクラクフ＝チェンストホヴァ高原はジュラ紀の石灰岩からなる。

### 気候
バルト海に面した北西部は温帯気候であるが、東部や南部の山岳地帯では、冬季の間は河川が凍結する亜寒帯気候となる。降水量は平均しており、季節による変動が少ない。

## 地方行政区分
著名な経済学者イェジ・レグルスキの構想のもと、1999年にイェジ・ブゼク政権が行った地方自治の大改革において県（województwo）が整理され、ポーランドではそれまであった49県が16県にまで一気にまとめられて穏健な地方分権が成立した。県の下位自治体として郡（powiat）が合計373、グミナと呼ばれる地方自治体基礎組織（gmina）が合計2,489ある。

ポーランドの県区分図

（アルファベット順）
- ドルヌィ・シロンスク県
- クヤヴィ・ポモージェ県
- ルブリン県
- ルブシュ県
- ウッチ県
- マウォポルスカ県
- マゾフシェ県
- オポーレ県
- ポトカルパチェ県
- ポドラシェ県
- ポモージェ県
- シロンスク県
- シフィェンティクシシュ県
- ヴァルミア・マズールィ県
- ヴィエルコポルスカ県
- 西ポモージェ県

### 主要都市

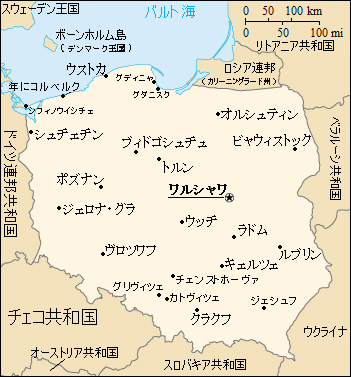

| 人口順 | 都市       | 県                     | 人口      |
| ------ | ---------- | ---------------------- | --------- |
| 1      | ワルシャワ | マゾフシェ県           | 1,710,055 |
| 2      | クラクフ   | マウォポルスカ県       | 754,624   |
| 3      | ウッチ     | ウッチ県               | 747,152   |
| 4      | ヴロツワフ | ドルヌィ・シロンスク県 | 633,000   |
| 5      | ポズナン   | ヴィエルコポルスカ県   | 556,022   |

- グダニスク
- シュチェチン
- ブィドゴシュチュ
- ルブリン
- ビャウィストック
- カトヴィツェ
- ジェシュフ
- キェルツェ
- オルシュティン
- オポーレ
- ジェロナ・グラ

## 経済

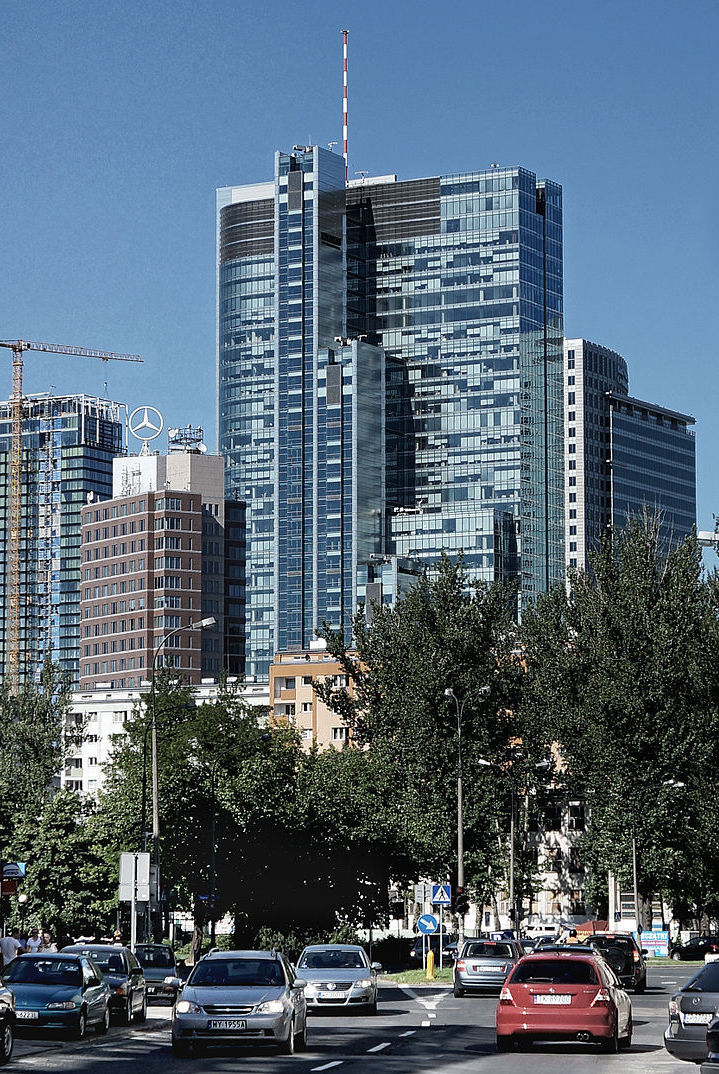
古い街並みの向こうに高層ビルが並ぶ首都ワルシャワ

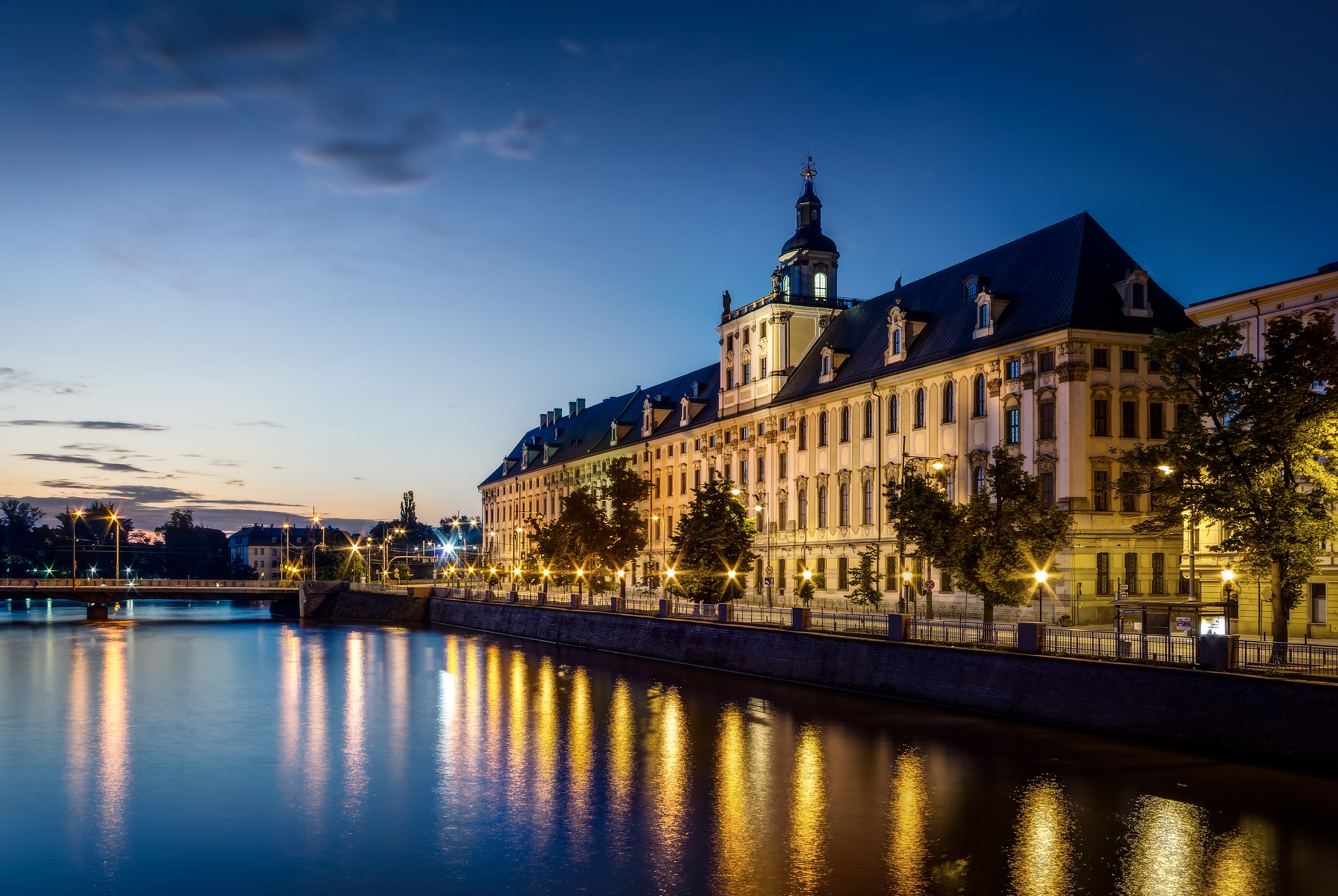
ヴロツワフ

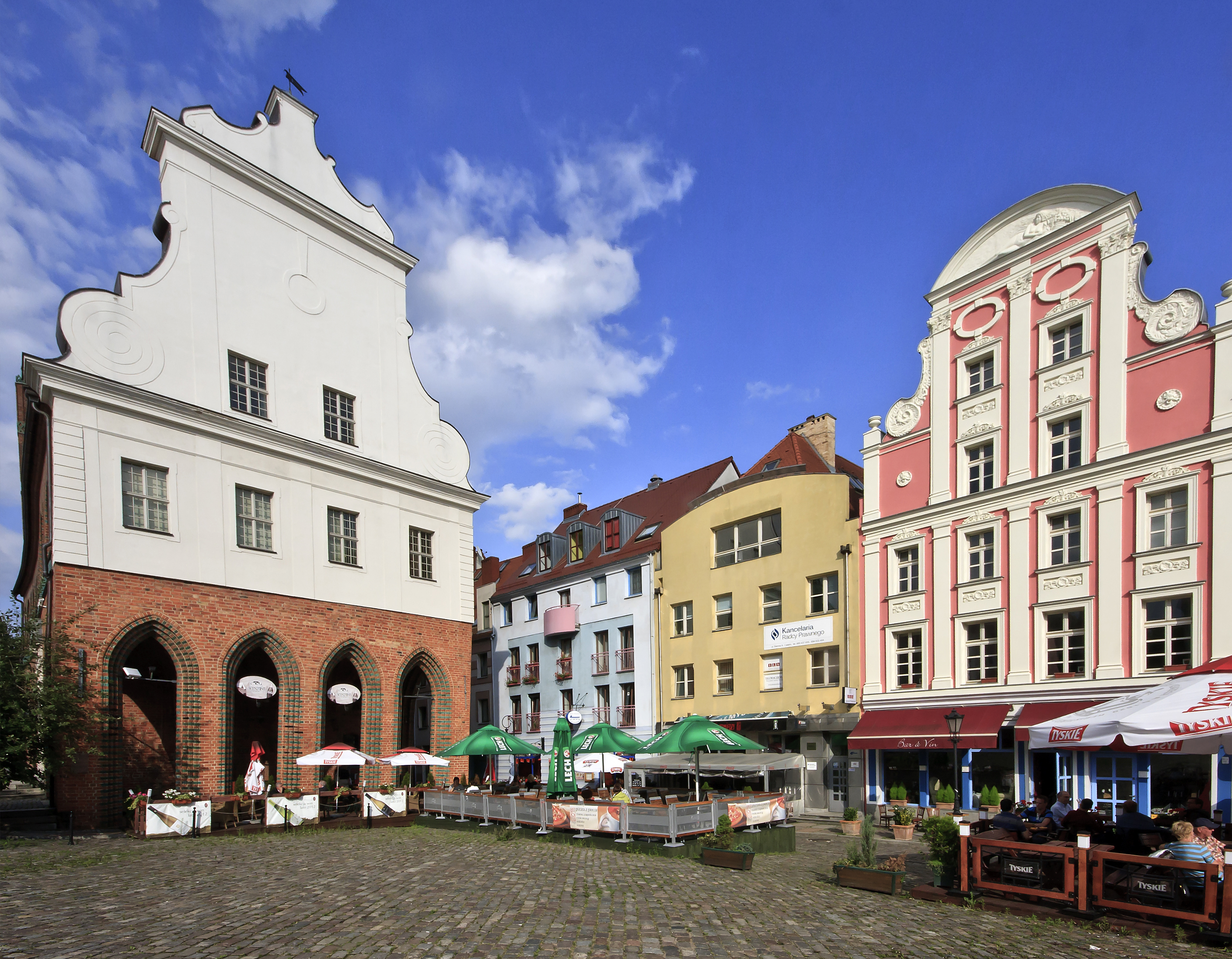
シュチェチン

ポーランド経済は、2004年EU加盟後、EU内の先進地域と貧しい地域の格差を縮める目的であるEU構造ファンド（EU Structural Funds）の融資獲得により経済成長を遂げている。失業率はEU平均を超えながら、経済の豊かさを比較する指標とされる1人あたりの国内総生産額のGDPは、著しくEU平均以下のままとなっている。

### 世界金融危機の余波
若年人口の多さに支えられて、近年は毎年4 - 6%前後の高成長を見せていたが、世界的な金融危機の余波を受けたため、2009年の成長率は、欧州委員会（EC）の予測では-1.4%、国際通貨基金（IMF）の予測では-0.7%、欧州復興開発銀行（EBRD）の予測では0%、ロイター通信調査のポーランド国内外の民間金融機関の平均的な予測では+0.8%、ポーランド財務省の予測では+1%前後とされていた。
ヨーロッパ域内各国については軒並み大幅なマイナス成長が見込まれているが、GDPに対する対外債務残高や短期対外債務残高、金融機関の不良債権、個人の外貨建てローン残高が少なく（家計向けローンに占める外貨建のシェアは約40%、家計向け外貨建てローンは名目GDPの15%未満）、国内人口が大きいため輸出依存度が比較的低く国内需要が大きいという特徴があるポーランドは、通貨ズウォティの急落によって輸出競争力も回復してこの景気後退をうまく切り抜けると予想されており、ヨーロッパの国々のうちではもっとも高い数値の成長率予測をあらゆる調査で得ている国のひとつであった。

### 2009年の結果
その後、ポーランドの2009年成長率については、経済協力開発機構（OECD）の発表によると、大方の予想をはるかに上回る1.7%と判明（のちに1.8%へ上方修正）し、この年の欧州連合（EU）加盟国でプラス成長率を達成した唯一の国であることが明らかになった。OECD加盟34か国においても、ポーランドのほかにプラス成長率を達成したのは韓国（0.2%）とオーストラリア（1.3%）の2か国のみであり、2009年のポーランドはOECD加盟国最高の成長率を叩き出したことになる。中央銀行であるポーランド国立銀行が世界金融危機の前の世界金融バブルの時代の非常に早い時期（2001年ごろ）にはすでにバブルの到来を察知し、それ以来市中銀行に対してさまざまな貸し出し規制策を導入していた。
2009年、ポーランド政府は大きく被害を受けた国内経済のために、IMFから205億ドルを借り入れた。ポーランド・ウクライナ開催のUEFAユーロカップ2012では、関連施設・インフラ建設準備や住宅バブルに向け、西欧や諸外国から大きな投資を受けた、このインフラ投資事業により世界金融危機の大きな被害を免れた。しかし世界的な金融危機も反映し、住宅投資バブルは不発となり投資家の予測に反する結果に終わった。
2010年は世界中で行われている景気対策を目的とした大規模な金融緩和のため、ポーランドの第二四半期成長率は+3.5%を記録した。ポーランド政府とポーランド国立銀行は景気の過熱と資産価格上昇の可能性やそれに伴う高いインフレの可能性を懸念し始め、公的部門の財政再建路線の強化、金融引き締め政策、貸出規制の強化といった対応策を考慮している。2014年、GDP成長は1.3%。

### 展望
2004年のEU加盟後、ポーランド国民はEU内でも西欧諸国より低い賃金水準を持つために、支持政党も急激に右寄りになった。
EU加盟後、さらにポーランドから多くの労働者がおもにEUの先進諸国に出稼ぎに行っている。ほかのEUの中東欧国同様、おもに単純労働者としての雇用が先行している。一部ではホワイトカラーとしての雇用もみられ、財を成すものも現れた。これまで本国経済の堅調に支えられてポーランドへ帰国する者が徐々に増加していたが、昨今の世界的な金融危機の余波で国内外の経済情勢が激変しているため、ポーランド本国でも就職の機会が少ないのではないか、職を得ても収入が低いのではないか、あるいはポーランド国内であっても自分の出身地とは離れた地方でないと求人していないのではないかと考え、帰国をためらう動きも出てきた。しかし、ポーランド政府は国内産業の長期的な発展を確実にするため道路や通信などといったインフラの整備を急ピッチで進めているため、外国へ出ている出稼ぎのうち未熟練労働者の祖国へのUターンを積極的に奨励している。ポーランドにおけるインフラ整備や教育など経済発展の基礎作り事業は、規模が巨大であるにもかかわらず資金リスクがないのが特徴である。これは政府や民間からの資金調達に加えて、EUからインフラ整備や教育などポーランド事業を支援するために膨大な補助金（EU構造ファンド、英：EU structural funds）が下りているためである。政府は2010年度より緊縮財政を行っているが、これはおもに国営企業の民営化による新規株式公開（IPO）で多くを賄うことになっており、歳出規模を削減するというわけではない。また、インフラ整備プロジェクトはおもにEUなどから資金が確定して拠出されている。これまで国内で9万のプロジェクトに86億ユーロの支援が行われ、1万3,000もの一般企業、数千キロの道路建設、鉄道路線や各地の主要駅の改修や建て替え、無数の歴史的建造物や遺跡の整備といった事業がEUから潤沢な資金援助を受けている。また、61万人のポーランド人学生、260万人の一般のポーランド人がEU資金の恩恵を受けている。2007年から2013年にかけての間でポーランドがEUから補助金を受け取る事業の総数は、ドイツに次いでヨーロッパ第2位である。このほかにEUからは農業補助金や行政補助金などがポーランドへ渡されている。ポーランド政府が、「ポーランドへ帰ろう!」キャンペーンを張って国外にいるポーランド人の帰国を熱心に促しているのは、これらの大事業のために膨大な人手がいるためである。

### 評価順位
2010年、ECER-Banque Populaireが18か国37都市の4,500人のCEOを含む17万人の企業家を対象に行った調査では、欧州でもっともビジネスに適した都市の第3位にワルシャワがランクインした（1位はフランクフルト、2位はマルメ、4位はロンドン、5位はブリュッセル）。この調査では各都市の企業家精神育成、起業支援、経営支援、私的な金融体制、公的な金融体制、助成金、不動産、生活の質、道路、通信インフラなどの項目で調査された。ワルシャワは全般的に高得点を挙げたが、特に起業家への支援体制が優れていると評価され、企業家精神育成部門（経営相談、経営者組織、ウェブ、メディア）で6位、起業した経営者に対する支援部門（法律相談、税務相談、業務支援）で4位となった。評価がもっとも低かったのは環境部門で、評価の対象となった全37都市のうち16位であった。ポーランドでは現在のドナルド・トゥスク政権と与党「市民プラットフォーム」の方針として、国を挙げて特に起業支援と中小企業の育成に力を注いでおり、その数は国内全企業の半分で、全就労者の3分の2を雇用し、GDPの80%を占めている。
2015年版、フォーブスの「ビジネスに理想的な国ランキング」、世界146の国と地域を対象に、財産権の保証、イノベーションの多寡、税率、テクノロジーの発展具合、汚職の有無、個人的自由、通商の自由、通貨の自由、官僚主義の度合い、投資家の保護、株価実績からなる全11の分野で評価した結果、ポーランドは40位となった。
2018年、国際連合は、平均余命、識字率、就学率、国内総生産により評価する人間開発指数 (HDI)、加盟193か国のうちで0.87につけた。

### 税制
法人税は19%である。所得税は非常に簡単な2段階の累進課税方式で、課税所得に応じて18%あるいは32%となっている。国内経済悪化のため税率改正され、付加価値税は2011年1月1日より23%を基本税率とした複数税率で、ほかに食品、農産物、医薬品、建築資材、観光サービス、書籍などにかかる8%、7%、5%の3つの税率があり、対象の品目によって税率が異なる。

### 工業

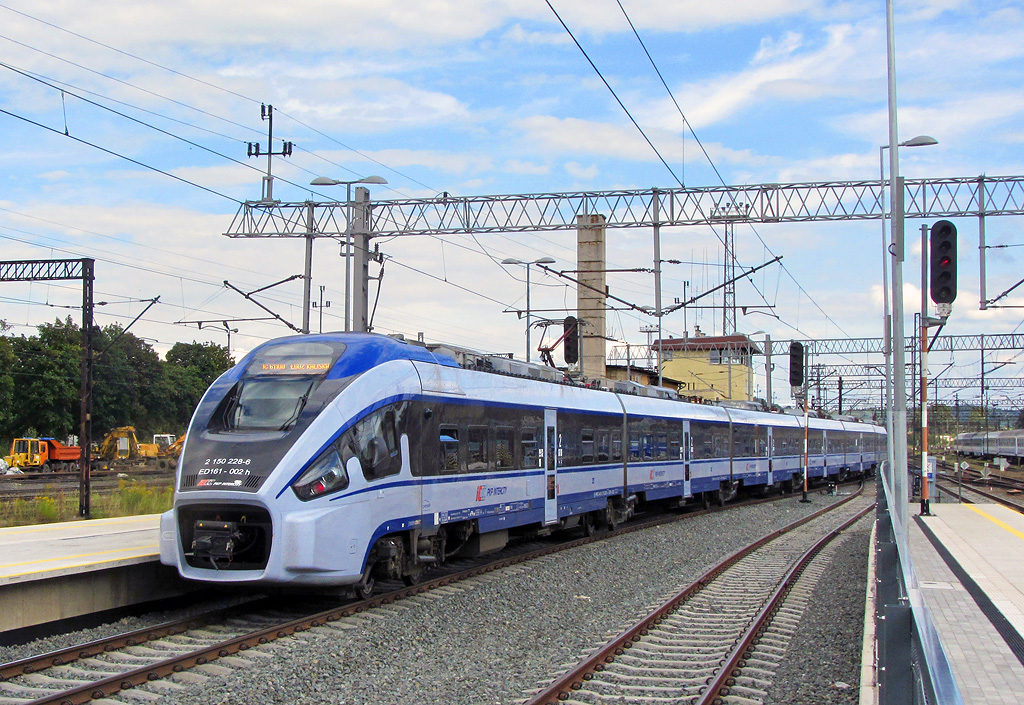
PESA（ペサ）社製ED-161型
インターシティー用の大型旅客電車

EU内の「工場」として、非常に多岐にわたる第二次産業が行われている。特にパーソナルコンピュータやテレビなどの情報家電の生産は盛んで、ヨーロッパのテレビ生産の3割をポーランドが占めている。乗用車、トラック、バス、路面電車、鉄道車両などの生産も盛んで、ソラリス、PESA、Newagなどといったポーランド地場企業が積極的に外国へ進出している。
小規模の手工業においては、琥珀製品やクリスマスツリーのガラスの装飾品の生産は世界一で、日本もこれらの製品を多量に輸入している。

### 農業

#### 付加価値の高い品目の生産
国土面積のうち、農地の占める面積は42.1%である。ポーランドの農業は伝統的に大規模化されておらず、約90%が個人農家である。共産主義時代には集団農場化と農地の国有化が行われた。

#### 特筆すべき農産品目
ヨーロッパの実に90%を占めるヤマドリタケ（本ポルチーニ茸）、327万トン（2010年）で世界第1位の生産量を誇るライ麦、それぞれ高いシェアを持つフランス向けエスカルゴや日本向け馬肉および羽毛、ポーランドが世界の収穫高の半分を占め同時に世界最大の輸出国となっているカシス（ブラックカラント、クロスグリ）や世界最大の輸出高を挙げるイチゴといったベリー類（ほかにラズベリーは世界4位、ビルベリーは欧州2位、その他セイヨウスグリ、クランベリー、ブラックベリー、ブルーベリーなどで世界トップクラスの生産高）などがある。

### 鉱業
ポーランドは鉱物資源が豊富であり、19世紀の初めにすでに高等鉱山学校が開校しており、1970年代には鉱員を養成する職能学校が全国に122校、その上の中等鉱山学校は58校であった。上級技術者はクラクフ鉱山冶金大学および3つの工科大学鉱山学科で養成されている。
石炭を中心として多種多様の非鉄金属に恵まれている。石炭の生産量は世界第8位である。ポーランドのバルト海沿岸は琥珀の世界最大の産地で、グダンスクには世界の琥珀製品製造業の85%が集中している。
ヨーロッパではロシアに次いで豊富な石炭や、自国の消費量の3分の2をまかなう天然ガスなどを有する。ほかにも重要な鉱物資源において世界シェアを有している。また、国内に豊富に存在する石炭のガス化技術（石炭ガス）の研究開発にも熱心に取り組んでいる。
西南部ドルヌィ・シロンスク県のクレトノ鉱山などではウランを豊富に埋蔵しており国内の原子力利用を長期的に賄える。ポーランド国内ではこれまで原子力発電は行われていなかったが、近年は原子力発電計画が具体化しつつあり、2020年までに最初の原子力発電所が稼働する見込みとなっている。
近年ポーランドで巨大なシェールガス埋蔵量が確認されている。その量は少なく見積もってポーランドにおける天然ガス消費量の300年分に相当する5.3兆m3に上ると見られている。現在、国内外の複数のエネルギー企業が試掘を申請している。ポーランドのシェールガスは経済だけでなく国際政治における勢力地図を根底から塗り替える可能性がある。

### 日系企業の現地進出状況
1972年に石川島播磨重工業が工場を建設したという説がある。
1997年にいすゞ自動車が進出。
2014年、ポーランドに進出している日系企業はトヨタ、ブリヂストン、味の素、シャープ、東芝など約261社。そのほかのEU中東欧国への進出は、チェコ約186社、ハンガリー約140社、ルーマニア約100社。

### ポーランドへの移民労働者

#### ウクライナ人
公式な統計では、2009年には12万人のウクライナ人がポーランドで就業登録している。しかしこれは氷山の一角に過ぎず、後述のように正規であっても未登録だという場合もあるため正確な規模は分からない。ワルシャワ大学の調査によるとポーランド国内最大の移民グループはウクライナ人女性で、彼女たちに家計のすべてを頼る家庭がウクライナには多いという。彼女たちのほとんどは家政婦や清掃婦、農産物の収穫などの単純労働に就いている。2007年にはポーランドの家庭の15%がウクライナ女性を正規のメイドとして雇ったという。ウクライナ、ロシア、ベラルーシ、モルドバの4か国の国民は6か月を上限として、ポーランド政府からの労働許可がなくてもポーランド国内において無条件・無登録で就業することが許されている。2013年には、17万人のウクライナ人が就労目的で1年未満滞在し、永住は633人。
ポーランドが近々ロシアのカリーニングラード州から、ロシア人の入国に対しビザなし渡航を許可することをEUが懸念している。イギリスのテレグラフ新聞によると、EU条例に反し、ロシア人をビザなしで入国許可することで、国境検査が撤廃されたシェンゲン協定他国地域へもロシア人の不法入国や不法移民、不法就労が増加し、そしてロシアなどからの格安タバコの密輸により、EUは税金約85億ポンドを損失する。一方ポーランドは、以前からウクライナに対し全面的なビザなし渡航許可をしている。ポーランド政府は「これによってウクライナからの密輸やウクライナ人による犯罪行為や違法就労がポーランド国内で増加したのは小規模でローカルだ。ビザなし渡航を許可しただけで犯罪が増えることはない。彼らが行う犯罪はせいぜいズボンにロシアのウォッカを隠し持って密輸するぐらいのことであり、ましてやこのビザなし渡航実施によるロンドンやパリへの悪影響など微々たるものだ」と主張した。

## 国民

ポーランドの人口ピラミッド

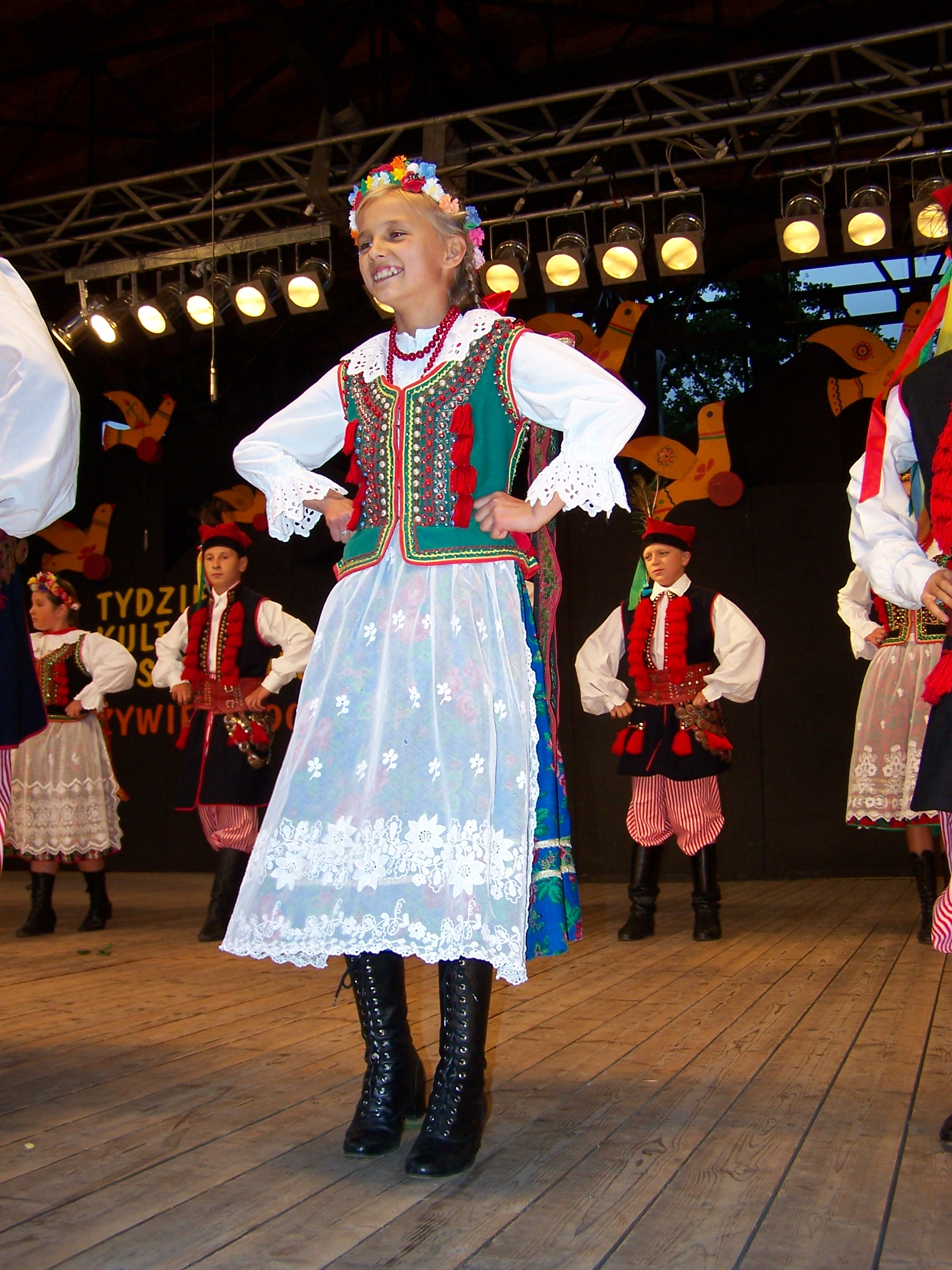
ポルカを踊る女性

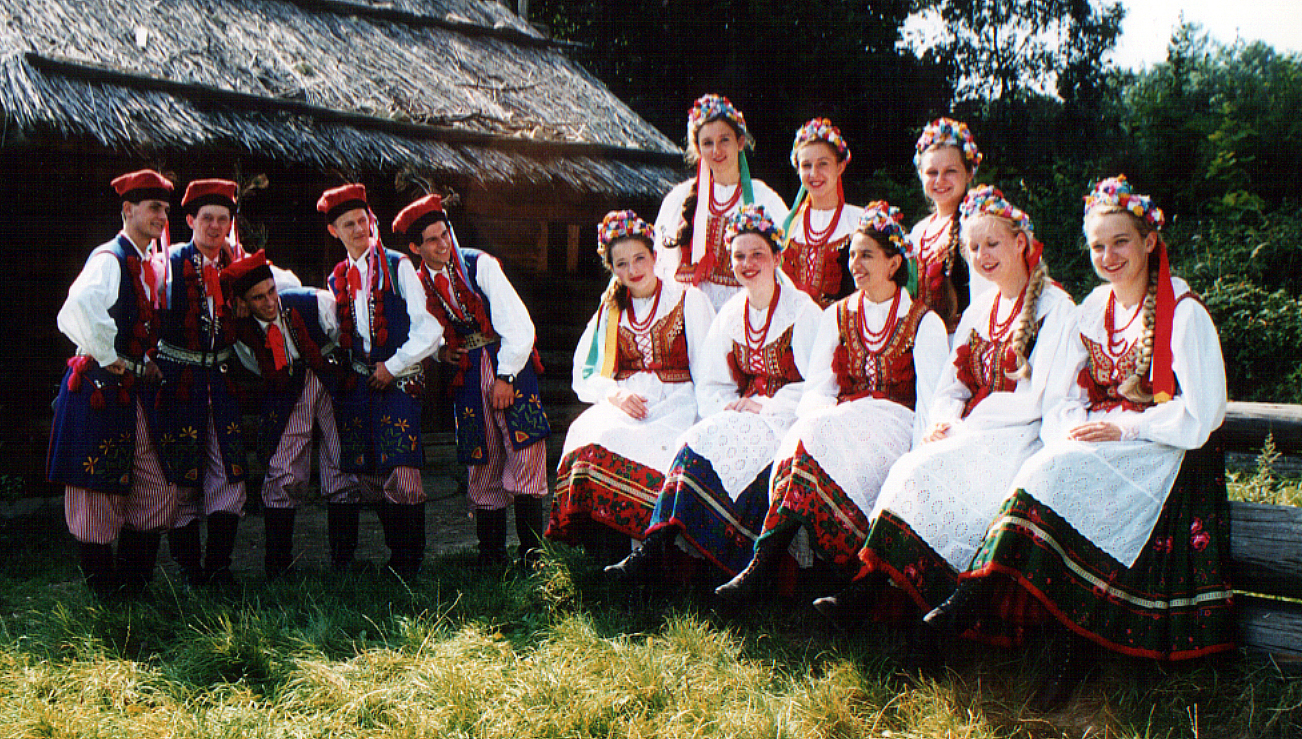
伝統衣装を纏った人々

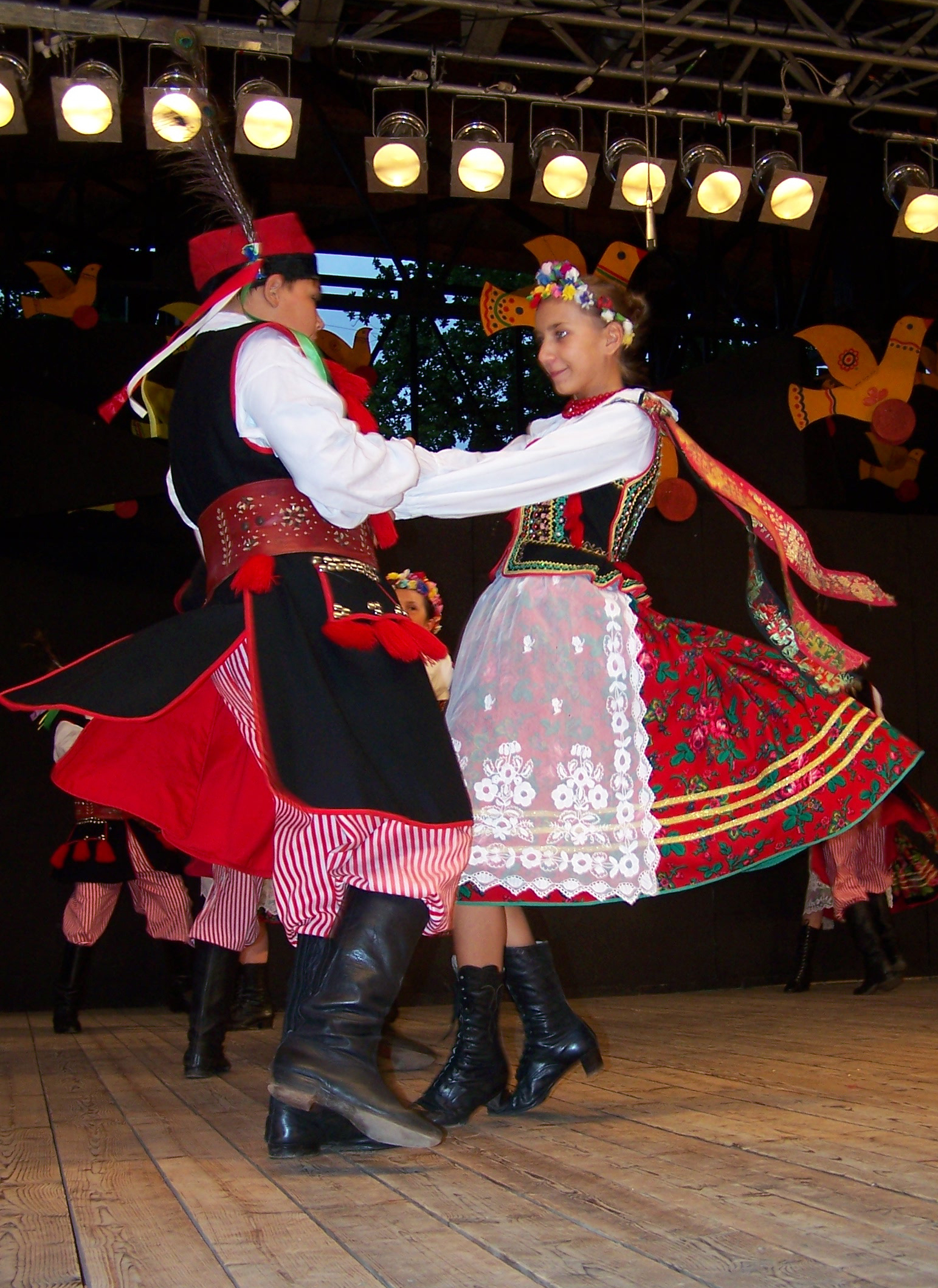
マズル（Mazur）を踊る男女

| 民族構成（ポーランド） | 民族構成（ポーランド） | 民族構成（ポーランド） | 民族構成（ポーランド） | 民族構成（ポーランド） |
| ---------------------- | ---------------------- | ---------------------- | ---------------------- | ---------------------- |
|                        |                        |                        |                        |                        |
| ポーランド人           | ポーランド人           |                        | 94%                    | 94%                    |
| シレジア人他           | シレジア人他           |                        | 6%                     | 6%                     |

### 民族
2022年時点で人口約3,801万人、97%がポーランド人（カシュープ人やグラル人を含む）。少数民族は、1番人口の多いシレジア人、おもに東部に在住するルーシ人（ウクライナ人、ベラルーシ人、ルシン人）、リトアニア人、リプカ・タタール人などがいる。
中世、ヤギェウォ朝やポーランド・リトアニア共和国などの東欧諸国の連合国時代には多民族国家であった。
ユダヤ人の本格的なポーランド移住は第1回十字軍の行われた11世紀初頭に始まった。都市化促進政策の一環として、ユダヤ人もドイツ人と一緒に招聘された。
ヨーロッパ各国や中東で非キリスト教徒であるために激しく迫害され、13世紀に布告された「カリシュの法令」と、東方植民によるドイツ都市法のマクデブルク法によりユダヤ人の権利と安全が保障されていたため移住した。
ホロコーストまでは、ポーランドには世界の70%のユダヤ人がポーランドに住みポーランド文化に影響を与えたが、20世紀に入ってもユダヤ教の古来の教えを実践しながら生活していた伝統的なユダヤ人たちの多くはホロコーストにより虐殺された。
多くはホロコーストや共産主義、反ユダヤ主義を避けてアメリカ大陸やイスラエルなどに移住した。2010年の国内ユダヤ人在住者数は3,200人となる。ポーランド人の多くは先祖にサルマタイ人がいる。
国民のほぼすべてが母語をポーランド語としている（ポーランド化）、併合した国の国民や多くの移民や政治難民を受け入れた過去のポーランド王国の政策を反映して、彼らの先祖は西スラブ人系原ポーランド人（レフ人）、シレジア人、リトアニア人、ロシア人、ルーシ人（ウクライナ人、ベラルーシ人、ルシン人）、ルーシ族（ヴァリャーグ）、ユダヤ人、サルマタイ人、タタール人、ラトビア人、バルト人、スウェーデン人、チェコ人、スロバキア人、ドイツ人、ハンガリー人、ロマ人、アルメニア人、モンゴル系民族やトルコ系民族など。家系的にもそれら多民族が通婚し、国の歴史・地理・文化的にも多民族の伝統が融合していたり、互いに同化し他国にはない独特の「ポーランド文化」とその国民心理を形成している。
約40万種類あるといわれるポーランド人の姓は、その語源に先祖となったこれら各民族の出自の名残りが見られる。
そのため単一民族、実際は東・中欧では民族のるつぼでポーランド人の多くはスラヴ系であると同時に、多民族と混血している。

### 言語

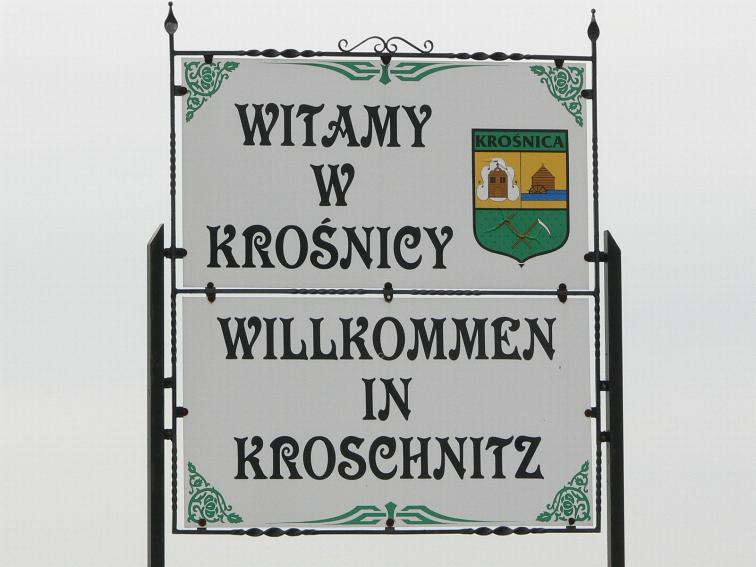
「クロシニツァ町/クロシュニッツ町へようこそ！」の看板
ポーランド語とドイツ語の併記、オポーレ市近郊

ポーランド語は印欧語のスラヴ語派西スラヴ語群に属する言語で、チェコ語、スロヴァキア語、上ソルブ語、下ソルブ語などと共通のグループに属し、そのうち、カシューブ語などとともにレヒト諸語（レフ諸語）を構成する。
表記はロシア語などで用いられるギリシャ語から作られたキリル文字ではなく、12世紀に導入したラテン文字のアルファベットである。
少数民族の語源には、イディッシュ語、ヘブライ語やシレジア語、カライム語、ルシン語、ロマ語、タタール語がある。
かつてのポーランドで広く話されていたルーシ人・ルーシ族（ヴァリャーグ）のルーシ語は第二次世界大戦やホロコーストとヴィスワ作戦を経て国内ではほぼ消滅したとみられている。
外国語は、英語は小学校1年からの履修科目となっていて、第二外国語としてドイツ語やフランス語、ロシア語などがある。
歴史的にドイツ語圏との貿易その他の経済関係があるため、標準ドイツ語の履修者は安定して多い。
旧ドイツ領土など南部オポーレ地方ではドイツ語が地方公用語として認められ、交通標識などはポーランド語と両語表記されているが、住民のドイツ語はドイツ本土の標準ドイツ語とはかなり異なる方言で、普段の社会生活でポーランド語を使う。
冷戦時代、ロシアの支配下でのソ連化の義務教育により、1960年代中期以前に生まれた世代のポーランド人はロシア語を解する人が多い。
1989年に東欧革命で共産主義が破壊し、その後1990年代にロシア語の習得者数は激減した。
ロシア語（東スラヴ語群）はポーランド語（西スラヴ語群）と同じくスラヴ語に属し、ポーランド語話者がロシア語を修得するのは比較的容易とされる。
リプカ・タタール人は、ポーランド化しタタール語を話さなくなっている。タタール人の家系でノーベル文学賞を受賞した小説家・叙事詩人のヘンリク・シェンキェヴィチはポーランド語の小説を書いた。
人工言語のエスペラント語はワルシャワで発祥した。

### 婚姻
一般的には結婚申請の後、宣誓式を行ない、挙式日の決定後に挙式となる。
国際結婚の場合は民事婚と宗教婚の2種類があり、民事婚は戸籍局で行うが、宗教婚は教会での挙式後に戸籍局で登録を行なっている。ポーランドでは、同性カップルは結婚できない。

### ポーランド人の苗字
ポーランド人の苗字は非常に多く、総数40万以上に上る。ポーランドの人口は3,800万人程度であることから、同じ苗字を持つ人の数は平均すると100人を下回ることになる。NowakやKowalski（女性はKowalska）といった苗字を持つ人がもっとも多いとされるが、それでも絶対数は非常に少なく、これらの苗字を持つ人に出会うことは稀である。
同じ姓でも男性形と女性形で活用語尾が異なることがある。婚姻の際、男性は自己の姓を用い続けることが多いが、法律では男性女性どちらでも姓を変えることができる。婚姻後の姓はどちらかの姓に統一してもよいし（夫婦同姓）、変えなくてもよい（夫婦別姓）し、婚姻前の自分の姓の後に結婚相手の姓を繋げてもよい（別姓、複合姓）。ただし複合姓にする場合、3つ以上の姓をつなげてはいけない（1964年）。
ポーランド語の姓には-ski（/〜スキ、女性は-ska/〜スカ）という語尾が多い。この-skiというのは名詞を形容詞のように「〜の」という意味で使う場合に付く接尾辞である。英語の-ish（Polandに対するPolish）やドイツ語の-isch（Japanに対するJapanisch）などと同様、インド・ヨーロッパ語族の言語がもともと共有する用法である。
たとえばWiśnia（意味は「桜」）からWiśniowoあるいはWiśniow（意味は「桜村」）という村名が派生し、そこからWiśniewski（意味は「桜村の〜」）という意味の姓が生まれる。Jan Wiśniewskiならば、意味は「桜村のジョンさん（Janは英語のJohn）」となる。-skiの使い方はドイツ語のvon-やフランス語のde-などの使い方と同じであるため、中世には外国人向けの人名紹介では、たとえばWiśniewskiの場合von Wiśniowoやde Wiśniowoなどのような表記も見られた（アルベルト・ブルゼフスキの記事を参照）。
また、アメリカ合衆国など英語圏の国家に移住すると、しばしば苗字をそのまま英語に翻訳したものを登録して使うようになる（NowakをNewman、KrawczykをTaylorに改名など）。その結果、現地の社会に同化していく。
ポーランド国内の苗字人口上位25（2018年）は以下の通り（男女別）。
| 順位 | 女性          | 人数  |
| ---- | ------------- | ----- |
| 1    | Nowak         | 90488 |
| 2    | Kowalska      | 63003 |
| 3    | Wiśniewska    | 49968 |
| 4    | Wójcik        | 45041 |
| 5    | Kowalczyk     | 44756 |
| 6    | Kamińska      | 43032 |
| 7    | Lewandowska   | 42678 |
| 8    | Zielińska     | 41143 |
| 9    | Szymańska     | 40438 |
| 10   | Woźniak       | 40269 |
| 11   | Dąbrowska     | 39357 |
| 12   | Kozłowska     | 34082 |
| 13   | Jankowska     | 31234 |
| 14   | Wojciechowska | 30420 |
| 15   | Kwiatkowska   | 30382 |
| 16   | Mazur         | 30179 |
| 17   | Krawczyk      | 28818 |
| 18   | Kaczmarek     | 28205 |
| 19   | Piotrowska    | 27894 |
| 20   | Grabowska     | 26305 |
| 21   | Pawłowska     | 25009 |
| 22   | Michalska     | 24891 |
| 23   | Zając         | 24731 |
| 24   | Król          | 24540 |
| 25   | Jabłońska     | 22997 |

| 順位 | 男性          | 人数  |
| ---- | ------------- | ----- |
| 1    | Nowak         | 92867 |
| 2    | Kowalski      | 63635 |
| 3    | Wiśniewski    | 50346 |
| 4    | Wójcik        | 46052 |
| 5    | Kowalczyk     | 45503 |
| 6    | Kamiński      | 43473 |
| 7    | Lewandowski   | 42170 |
| 8    | Zieliński     | 41504 |
| 9    | Woźniak       | 41101 |
| 10   | Szymański     | 40648 |
| 11   | Dąbrowski     | 39352 |
| 12   | Kozłowski     | 34520 |
| 13   | Jankowski     | 31405 |
| 14   | Mazur         | 31271 |
| 15   | Wojciechowski | 30188 |
| 16   | Kwiatkowski   | 30120 |
| 17   | Krawczyk      | 29109 |
| 18   | Kaczmarek     | 28620 |
| 19   | Piotrowski    | 28035 |
| 20   | Grabowski     | 26695 |
| 21   | Zając         | 25955 |
| 22   | Król          | 25395 |
| 23   | Pawłowski     | 25315 |
| 24   | Michalski     | 24790 |
| 25   | Wróbel        | 23527 |

### 宗教

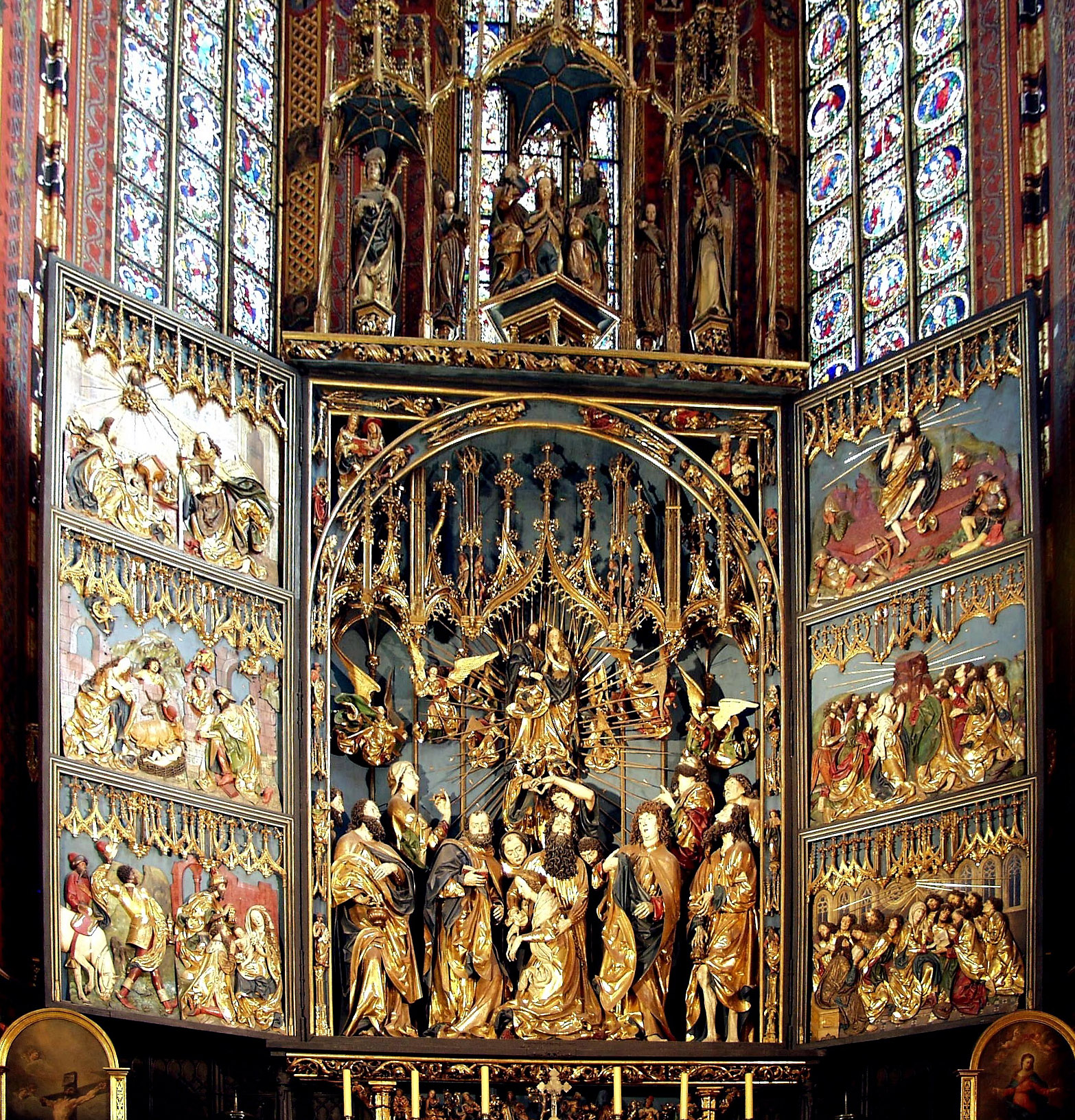
聖マリア教会主祭壇（クラクフ）、1489年完成

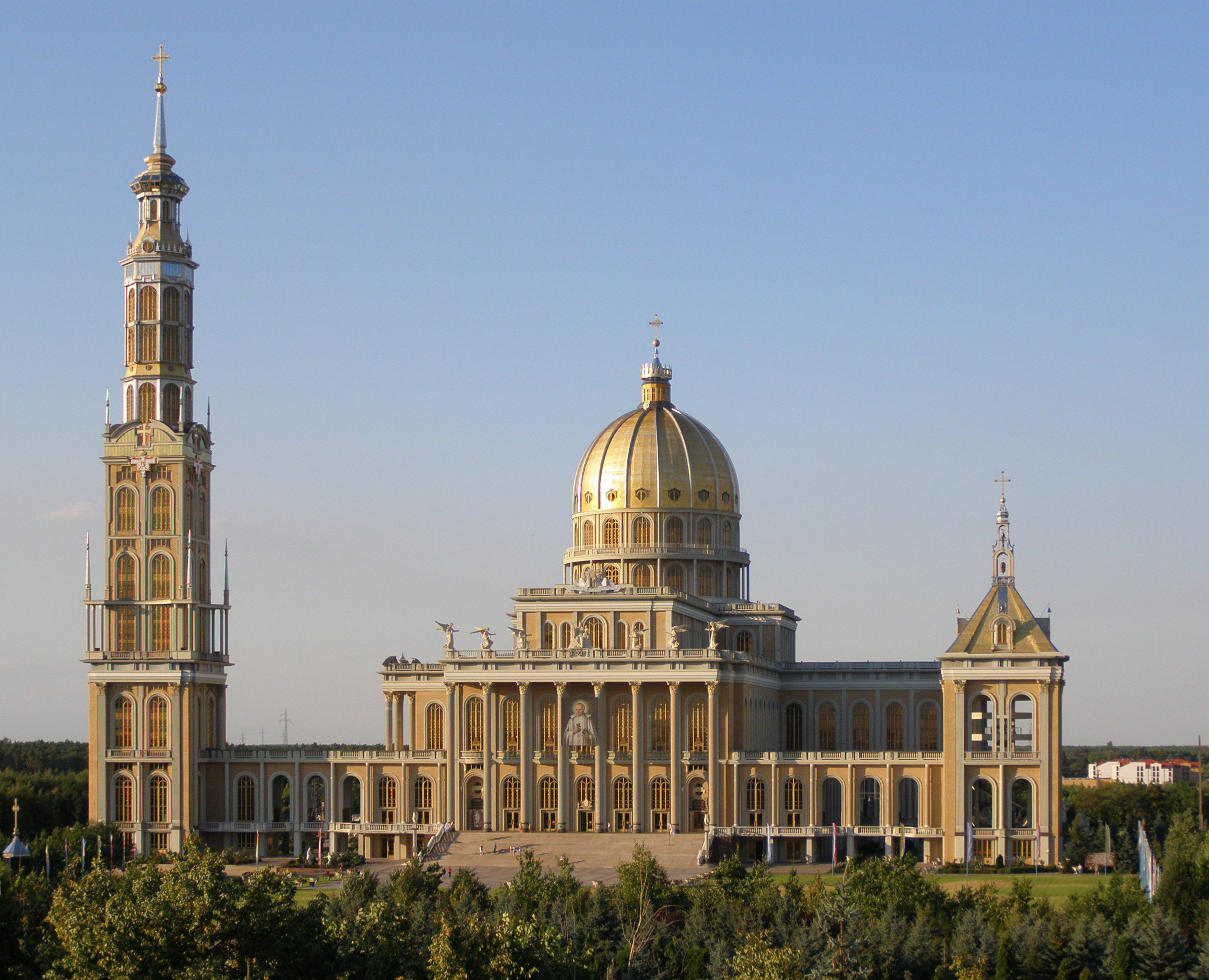
リーヘン大聖堂（2004年完成）、世界最大級の教会建築となっている

2020年の推計によるとカトリック85%、正教会1.3%、プロテスタント0.4%、その他の宗教0.3%、不明12.9%となっている。

### 教育

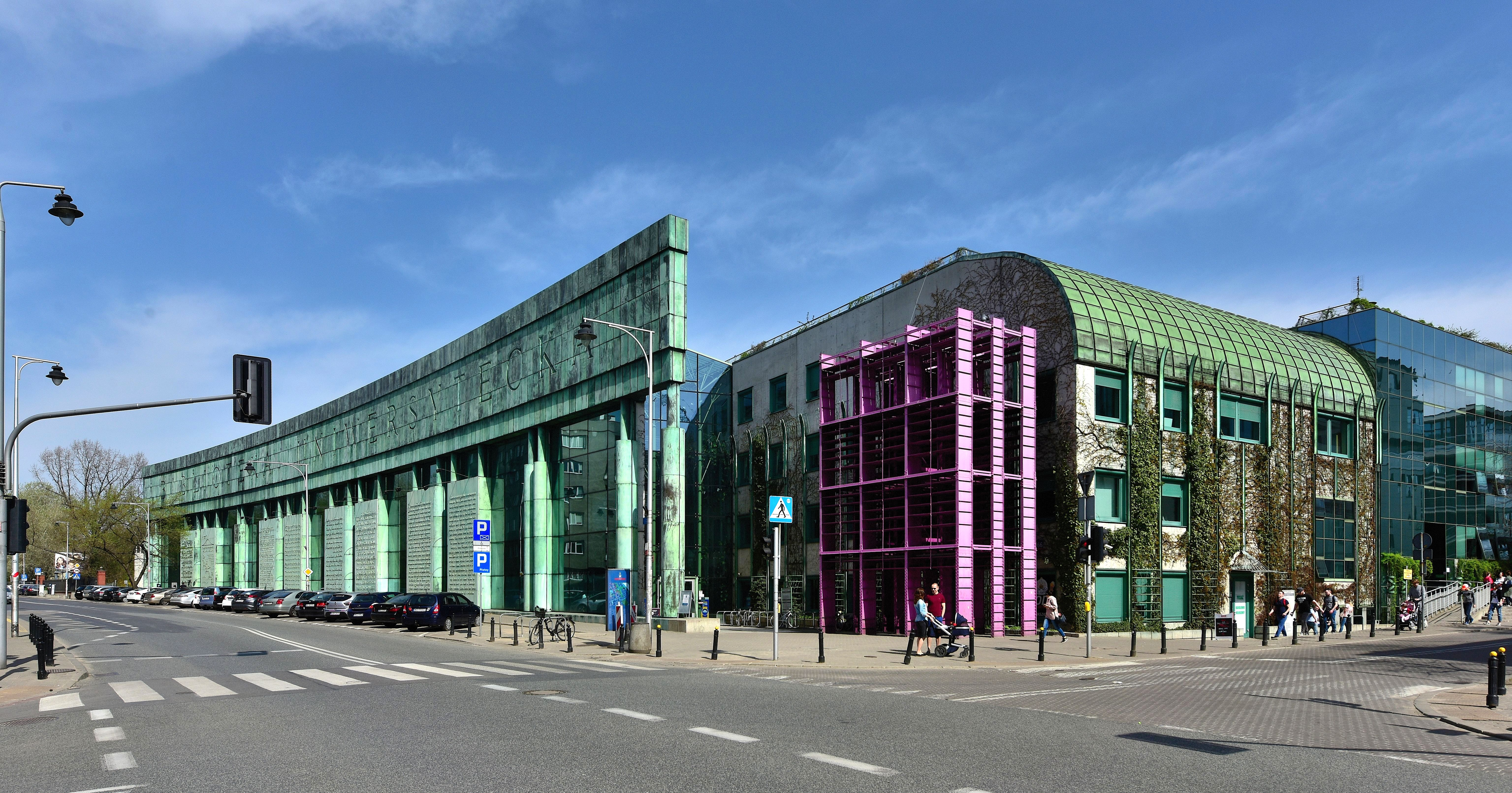
ワルシャワ大学新図書館

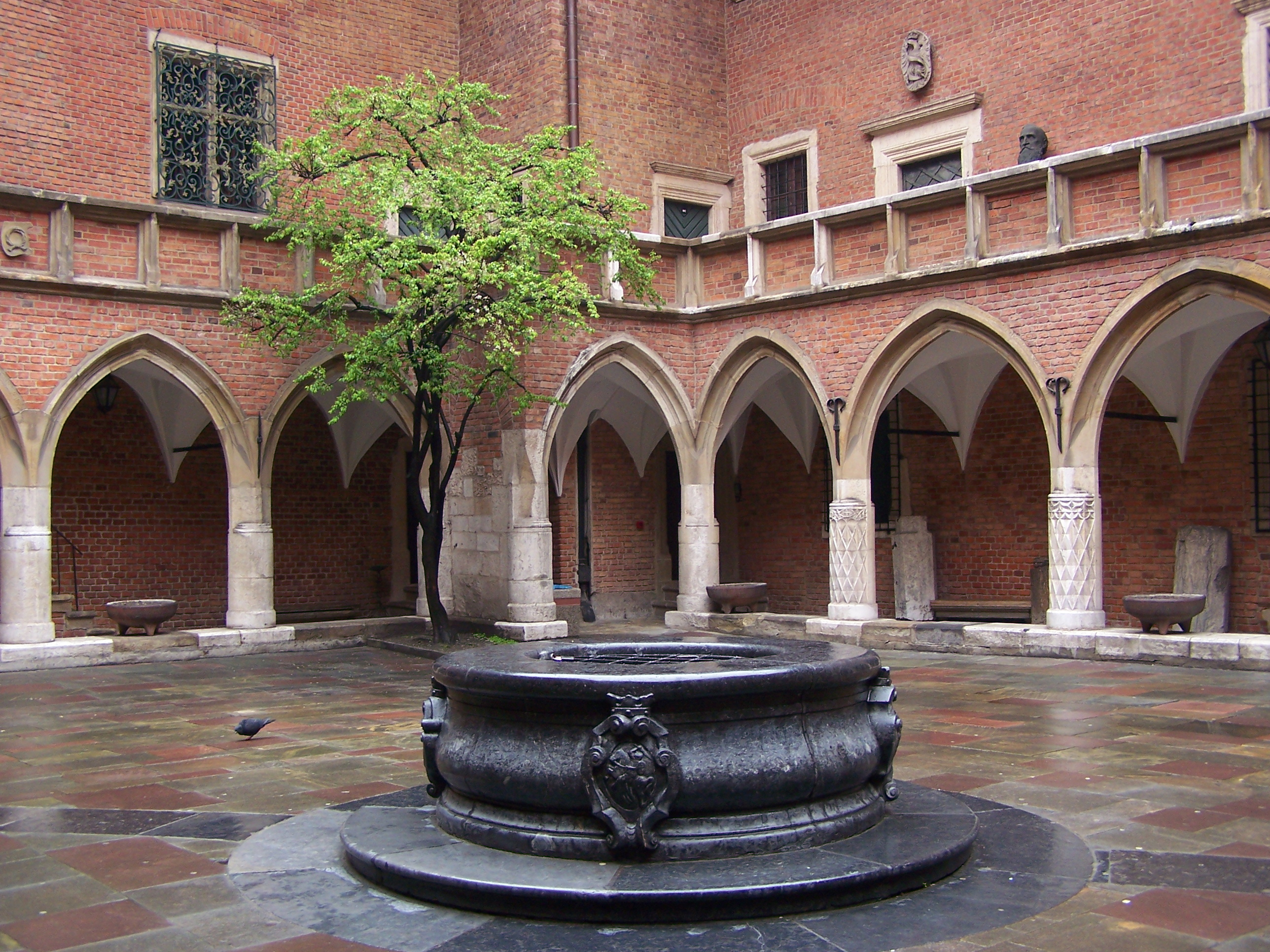
クラクフ大学コレギウム・マイウス（ラテン語：「大カレッジ」）、現在も使用されている15世紀の建築物である

1999年9月1日より、従来のソ連方式の8・4制を改め、6・3・3制に移行した。

#### 教育水準
ポーランドの特徴のひとつはその教育水準にある。先進国ほどの所得水準でないにもかかわらず、2012年の経済協力開発機構OECD生徒の学習到達度調査（PISA）の成績は総じて高い。また国際数学コンペティションで総合優勝を果たしたこともあった。

#### 大学進学率
2017年には、就職難のために若者の68%が四年制大学へ進学していた（当時の日本は49%）。この数字はOECD加盟国では8位（日本は23位）である。近年では、若者の95%が高校を卒業した後にも、短大を含めた大学型高等教育を受けることを望む希望者が多いという調査結果もあり、教育熱が日本や韓国の受験戦争時代以前から伝統的に非常に高い。ポーランドの階級社会では、高卒は原則ホワイトカラー職に就けない。これは、大学の入試倍率が極めて高いからである。しかし、2020年代のポーランドは大学を卒業したところで多くは就職先がなく、西欧先進国などへ労働移民者とし移住しているのが現状である。国立大学の授業料は無料でも、少子化は進行中である。
IT教育に熱心な国のひとつで、2014年に開催された第1回コーディング世界大会ではポーランドのチームが優勝した。

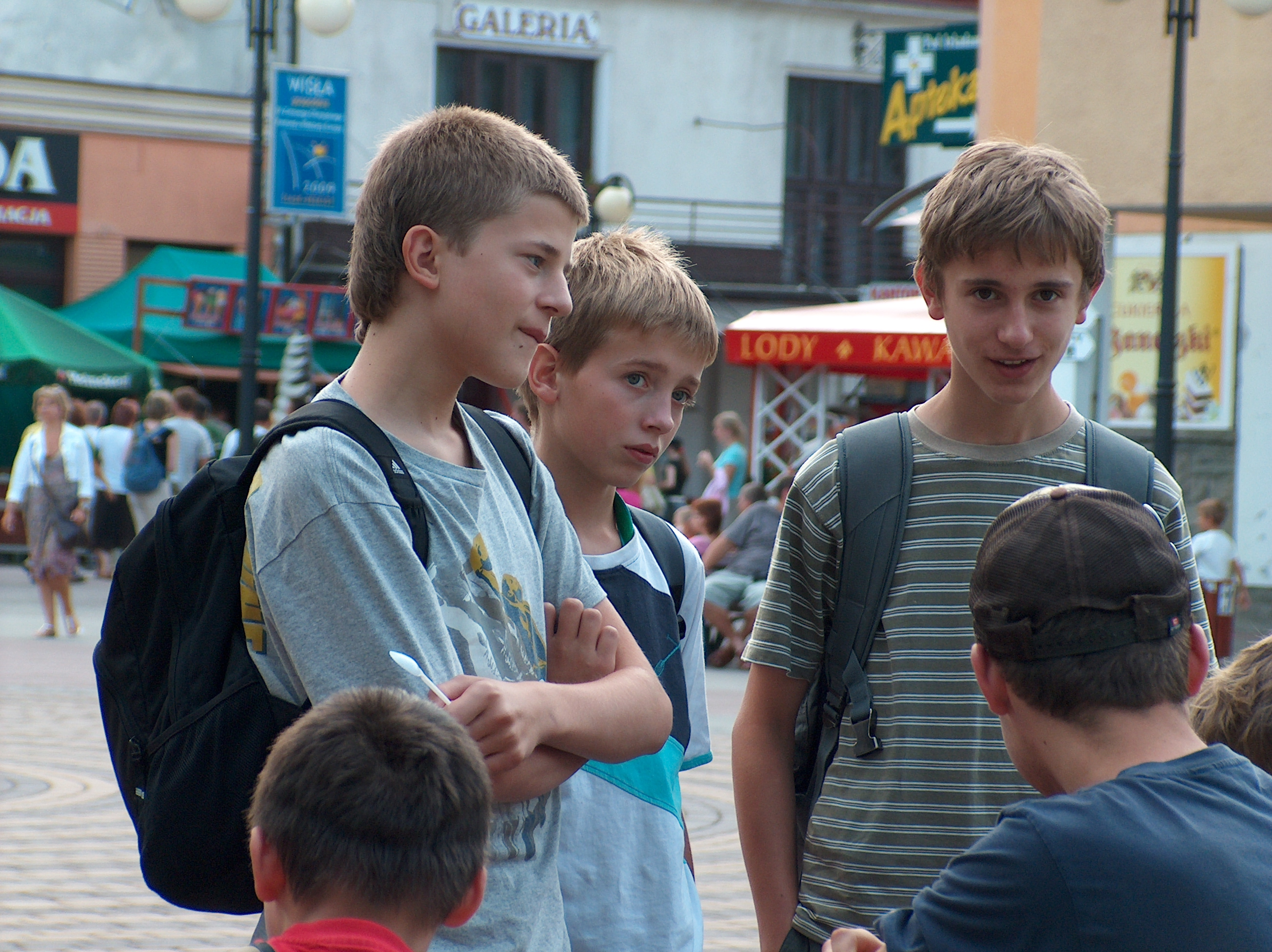
ポーランドの街と子ども

### 保健
平均寿命は77.1歳。かつてはユニバーサルヘルスケアが実現されていたが、法改正により保険料不払い者が資格を喪失するようになり、2013年には加入率91.6%に転落した。

## 社会

### 隣国に対する感情
世論調査会社Homo Hominiが2010年12月に行った調査によると、ポーランドと陸続きで国境を接する7か国（ドイツ、チェコ、スロバキア、ウクライナ、ベラルーシ、リトアニア、ロシア）すべての人々のうち、ポーランド人がもっとも親近感を持つのは、順に以下のようであることが分かった（複数回答）。
1. チェコ人（39%）
2. スロバキア人（32%）
3. ドイツ人（23%）
4. リトアニア人（21%）
5. ロシア人（15%）
6. ウクライナ人（14%）
7. ベラルーシ人（10%）

## 治安
2013年における経済協力開発機構（OECD）加盟国の治安ランキングによると、ポーランドの治安の安全性は、36か国中日本に次いで2位、3位はイギリス。
OECD加盟国内、人口10万人あたりの殺人発生率の比較は、ポーランド（2010年）17位、1.3件（日本、0.5件）。
国連、UNODCによる人口10万人あたりの発生率では、強盗率（2012年）70か国中37位、43.67件（日本は64位、2.87件）。
暴力行為の発生率も低く、OECD加盟国中でもっとも少ないほうから3位。
観光ガイドブックや外務省の海外渡航情報のウェブサイトではポーランドの治安が悪いような印象を読者に与えるような記述がされていることが多いが、実際のところは上記のようにポーランドの犯罪被害は稀で、アイルランド、イギリス、アイスランド、エストニア、オランダ、デンマーク、スイス、ベルギー、スウェーデン、ノルウェーといった、一般に「治安がいい」と考えられている国々よりも犯罪被害率が低いことは2000年代前半からの事実である。
このすでに低い犯罪被害率でさえも年々さらに急速に低下しており（2004年から2010年にかけての7年間で25%の減少）、ポーランドの警察への国民の信頼度は非常に高い。犯罪被害率は2013年から2014年にかけての1年間でもマイナス14%と劇的な低下が見られ、特に暴行、器物損壊、強盗はいずれも1年間でマイナス約20%の大幅な低下を続けている。
ポーランド人にはヨーロッパ人のうち犯罪被害に遭うのをもっとも恐れる用心深い気質があるとされており、刑法では、他人を大声で罵ったり侮蔑的な言葉を投げかけただけでも暴行罪が成立する。
ヨーロッパ人の間に定着した偏見やデマの類として、「ポーランドでは自動車の盗難が多い」と言われるが、実際のところポーランドの自動車の盗難率はイギリス、デンマーク、アイルランド、スペイン、ポルトガル、オランダ、アイスランド、イタリア、ノルウェーなどといった国々より低い。

### 人権
カトリックの影響もあり、ヨーロッパで最も厳しい中絶制限を行っておりレイプ、近親姦、母体の生命危機を除いて禁止されている。
国内24の地方紙の内20が与党系の企業の支配下にあり、国会での取材制限、反政府的なメディアへの攻撃、販売店の資本制限などを通じた外国メディアへの圧力などが起こっている。報道の自由は2013年の22位から2020年には62位と低下した。

## マスコミ
ポーランドのメディアは、テレビ、ラジオ、映画、新聞、雑誌、インターネットなど、様々なタイプの通信メディアで構成されている。

### インターネット
ポーランドはSNSの利用が全世代にわたって定着している。世界的に比較して見ても、18 - 49歳にまでわたる世代でポーランドよりもSNS利用が定着している国はイギリスしかなく、ポーランドは世界第2位で、もちろんアメリカよりも高い。ポーランドのSNS利用率は全世代にわたって高く、世界的に見て高齢層の利用率が世界4位と高いが、若年層の利用率がそれ以上に高いため統計上は世代間の差が大きい結果になるという特異な現象が起きている。

#### ネット上のメディア
既存の新聞のインターネット版も充実している。特に新聞は投稿を歓迎しており、ほとんどの記事には投稿欄がついている。投稿欄の文字数の制限はないか、あるいは許容文字数が非常に多いため、読者による討論、あるいは記者を交えた討論が盛んに、かつかなり真剣に行われている。ポーランド語を除いては英語による記事や討論が多い。この読者たちが記者を巻き込んで、真剣かつ誠実に討論をする傾向はポーランドでは特に顕著に見られる。
インターネット上のメディアで英語版がもっとも充実しているのはポーランド国営ラジオ局のニュースサイト「Thenews.pl」である。

## 文化

### 食文化
ポーランド料理は、基本的には家庭料理が主で、宴会料理や狩猟料理（ビゴスなど）などがある。歴史的に多くの民族からの影響があり、類似する料理はおもに東欧、そのほかドイツ、オーストリアとユダヤ料理となる。周辺のさまざまな民族の食習慣がポーランド文化に交わる。一般的には、味付けは質素でも料理の量が多く、ほぼすべてが農耕国であった東ヨーロッパの伝統を逸脱していない。ローストした大量の肉塊ばかりではなく、キャベツや根野菜、主食のイモを多く使う。基本の4種類のハーブやスパイスを使った料理もよくあるが、おもにクリーム状の濃厚なソースを頻繁に使う。寒冷地方特有の高塩分食で、脂身、ラードやバターを多く使用する料理である。

### 文学
「ポーランド文学」といえば一般にポーランド語文学を指すが、ポーランドの文学の伝統はかつてのポーランド＝リトアニア共和国における多民族社会を反映し、ポーランド語だけでなく、ラテン語、イディッシュ語、リトアニア語、ウクライナ語、ベラルーシ語、ドイツ語、エスペラント語といった、多くの言語による多様性を特徴としている。ここでは主にポーランド語の文学について述べる。
中世ポーランドにおいては当初ラテン語による記述が主流であった。ポーランド人によってラテン語で書かれた本で、現存するもののうちもっとも古いものは、13世紀の歴史家でクラクフ司教でもあったヴィンツェンティ・カドゥウベックによる年代記である。ポーランド語による記述で現存するもののうちもっとも古いものは、13世紀半ばにドイツ人修道院長によって書かれたラテン語の年代記に現れる、12世紀のヴロツワフ公ボレスワフ1世が后にかけたという「ぼくが粉を引くから、きみは休みなさい（"Day ut ia pobrusa, a ti poziwai"）」という労わりの言葉である。このころから古いポーランド語による記述が多く現れるようになった。
15世紀に入ると、カトリック司祭で年代記作者でもあるヤン・ドゥウゴシュの文筆活動がポーランドにおける文学の発展に大きく寄与した。1470年ごろにはポーランドでもっとも初期の複数の印刷工場が業務を始めている。これに続いてルネサンス時代がポーランドでも始まり、以後は書き言葉としてもポーランド語がポーランドにおける主流となった。この時代にポーランド語文学の発展にもっとも貢献したのは詩人のヤン・コハノフスキで、彼の作った多くの詩がポーランド語の標準的な語法と認識されるようになった。コハノフスキは19世紀以前のスラヴ人世界におけるもっとも偉大なる詩人であると評価されている。
続くバロック時代や啓蒙時代を通じてポーランド語文学は発展したが、ポーランド分割によってポーランド＝リトアニア共和国が消滅したあとは、他国支配に対するポーランド独立運動の意識と結びついて非常に独特なロマン派文学の発展を見ることになる。この「ポーランド・ロマン派」の代表とされるのがアダム・ミツキェヴィチである。ポーランドの国民的叙事詩『パン・タデウシュ』は近現代ポーランドの苦難の時代にも常に愛読され、1999年にアンジェイ・ワイダによって『パン・タデウシュ物語』（日本語題）として映画化された。ポーランド立憲王国と旧リトアニア大公国の各地域で行われた、旧ポーランド＝リトアニア共和国復活運動である対ロシア帝国1月蜂起が1864年にロシア軍によって残酷に鎮圧されるとポーランドにおけるロマン派の流れは衰退し、実証主義の時代となる。ポーランド実証主義文学者のうちもっとも広く知られているのは『クオ・ヴァディス』（のちにマーヴィン・ルロイ監督によってアメリカ合衆国のハリウッドで同名映画化）の作者ヘンリク・シェンキェヴィチと、『農民』の作者ヴワディスワフ・レイモントという、2人のノーベル文学賞受賞者である。またこの時代は、当時のポーランド社会に多く存在したユダヤ人コミュニティーを中心にイディッシュ語文学も多く発表されるようになり、ブルーノ・シュルツやイツホク・レイブシュ・ペレツなどは多くの人気作品を残した。
一方、このポーランドの苦難の時代に多くのポーランド人が海外で生活するようになったが、没落シュラフタ（ポーランド貴族）のテオドル・ユゼフ＝コンラート・コジェニョフスキは船乗りとしての生活のあとイギリスに定住して英語で小説を書いて次々と発表し、現代英国文学の代表的文豪の1人として、ジョセフ・コンラッドの筆名によって世界中で愛されている。コンラッドの作品の多くはアメリカ合衆国やイギリスで映画化されているが、たとえば『闇の奥』と『決闘者たち』は、それぞれフランシス・コッポラ監督の映画『地獄の黙示録』、リドリー・スコット監督の『デュエリスト/決闘者』の原作である。
第二次世界大戦を経て、共産主義時代から民主化までの抑圧の時代は文学が反体制運動の主流となる。体制側の体裁をとった「若きポーランド」と呼ばれる文学運動も巧妙な反体制活動の側面があった。この時代の代表に詩人のチェスワフ・ミウォシュと、同じく詩人で日本の歌川広重の浮世絵に触発された詩作で世界的に有名となったヴィスワヴァ・シンボルスカという2人のノーベル文学賞受賞者、さらに小説『灰とダイヤモンド』（アンジェイ・ワイダによって同名で映画化）の作者として有名なイェジ・アンジェイェフスキ、『尼僧ヨアンナ』 （イェジー・カヴァレロヴィチ監督によって同名映画化）の作者として知られるヤロスワフ・イヴァシュキェヴィッチなどがいる。また空想科学文学（サイエンス・フィクション）の分野ではスタニスワフ・レムが新地平を開き、代表作『ソラリスの陽のもとに』は『惑星ソラリス』としてソ連でアンドレイ・タルコフスキーよって、さらに『ソラリス』としてアメリカ合衆国でスティーヴン・ソダーバーグによってそれぞれ映画化されたことで世界的に知られている。
この時代は共産主義体制を嫌い外国へ亡命する人が続出したが、こういった人々の中には、アメリカ合衆国に移住しそこで英語で小説を多く書いて現代アメリカ文学の前衛的存在となり、『異境（原題：Steps）』や『庭師 ただそこにいるだけの人（原題：Being There）』（ハル・アシュビー監督、ピーター・セラーズ主演で『チャンス』として映画化）など、現在でもその作品が若者を中心にカルト的人気を獲得している、ユダヤ系ポーランド人のジャージ・コジンスキーとして知られるイェジ・コシンスキなどがいる。
またこの時代よりポーランド現代文学の特色であるノンフィクション文学が勃興した。その代表としては、日本でも『サッカー戦争』や『帝国』などの著作で知られ、世界中で「20世紀のもっとも偉大なジャーナリスト」（英ガーディアン紙）、「世界でもっとも偉大な報道記者」（独シュピーゲル紙）、「現代のヘロドトス」（独フランクフルター・アルゲマイネ・ツァイトゥング紙）などと評価される、リシャルト・カプシチンスキがいる。

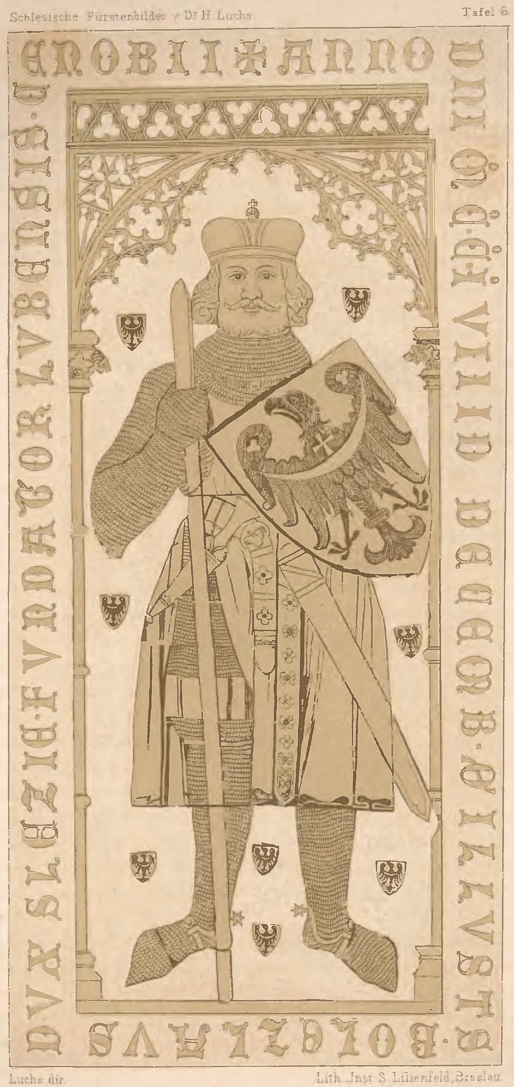
ヴロツワフ公ボレスワフ1世
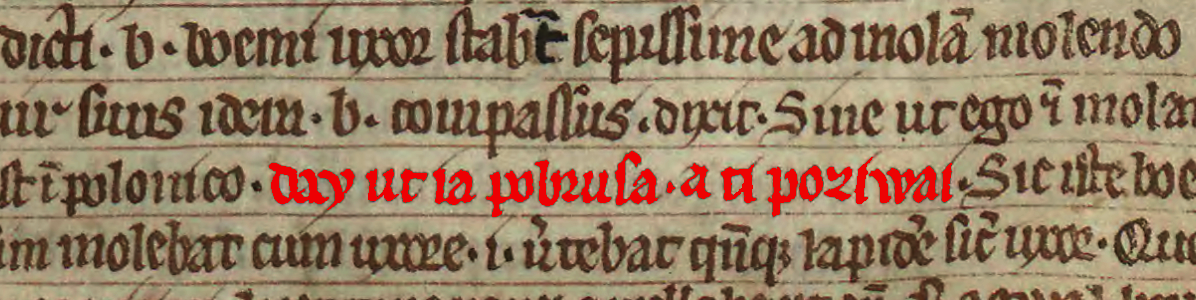
ヴロツワフ公ボレスワフ1世が后にかけた言葉「ぼくが粉を引くから、きみは休みなさい（"Day ut ia pobrusa, a ti poziwai."）」
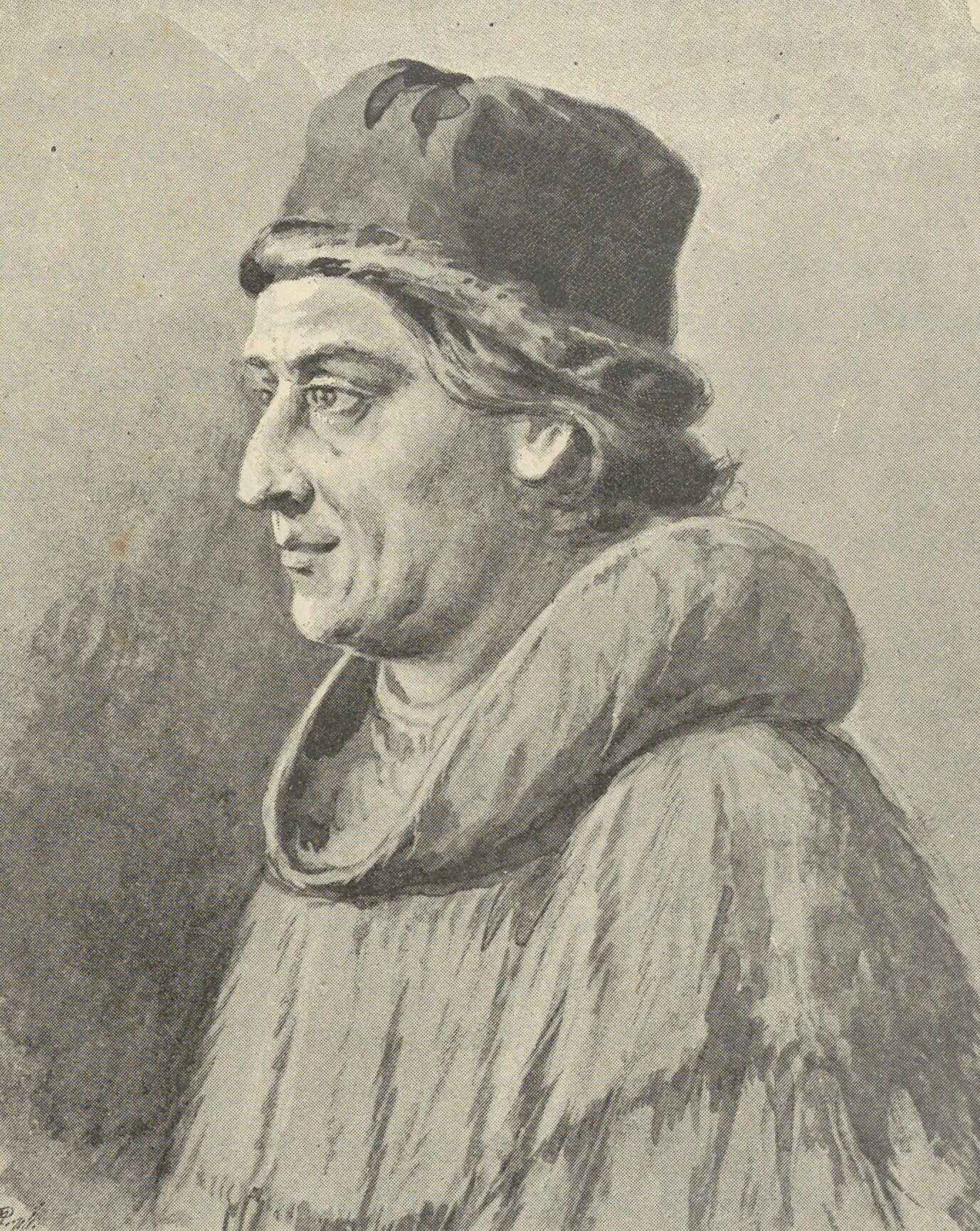
ヤン・ドゥウゴシュ
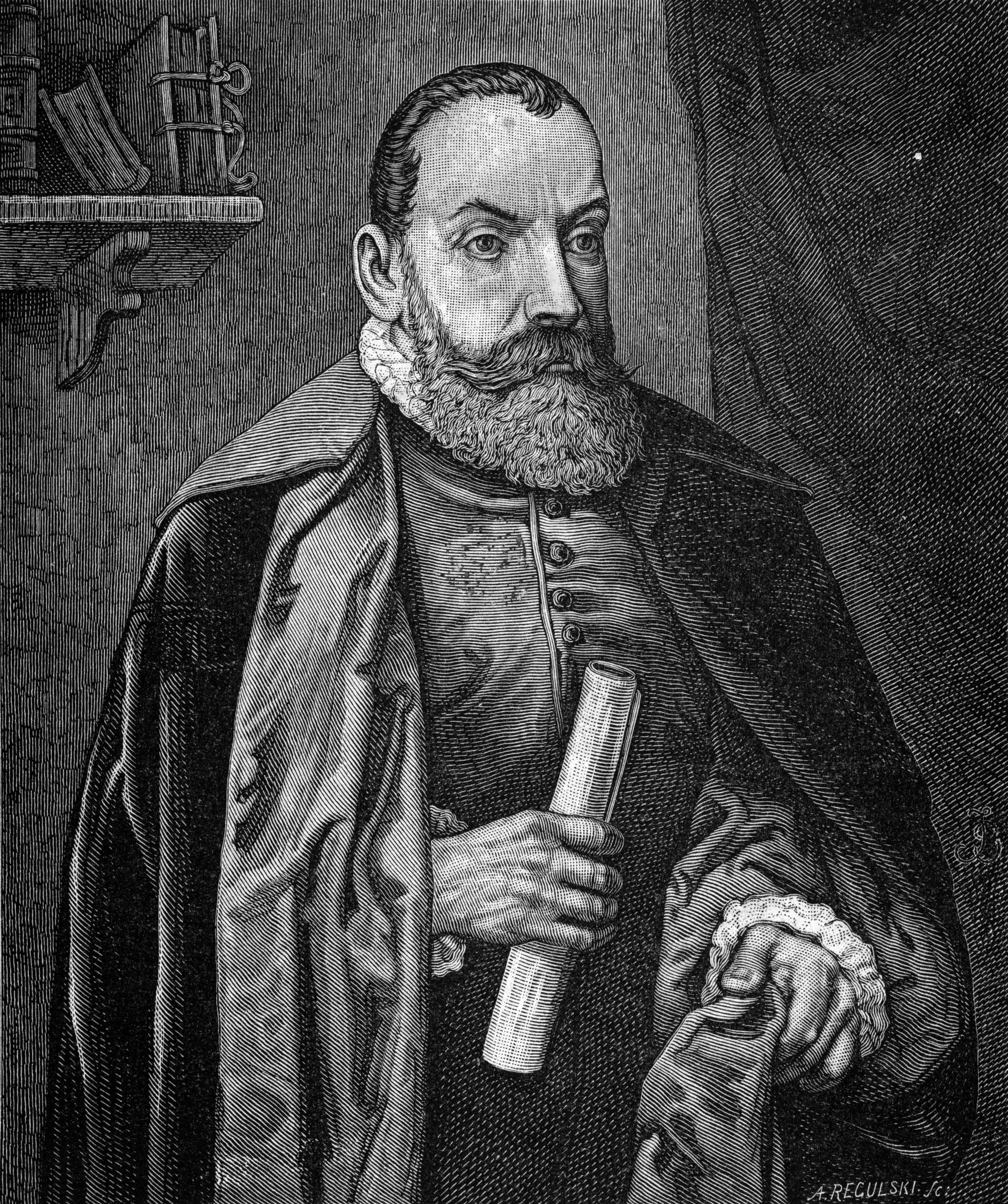
ヤン・コハノフスキ
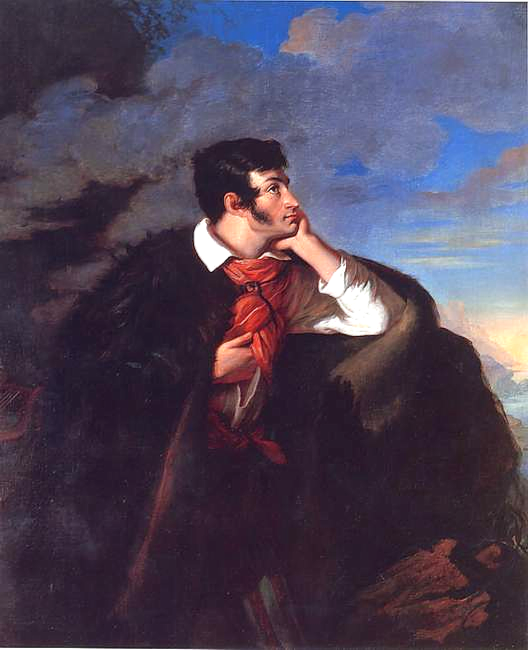
アダム・ミツキェヴィチ
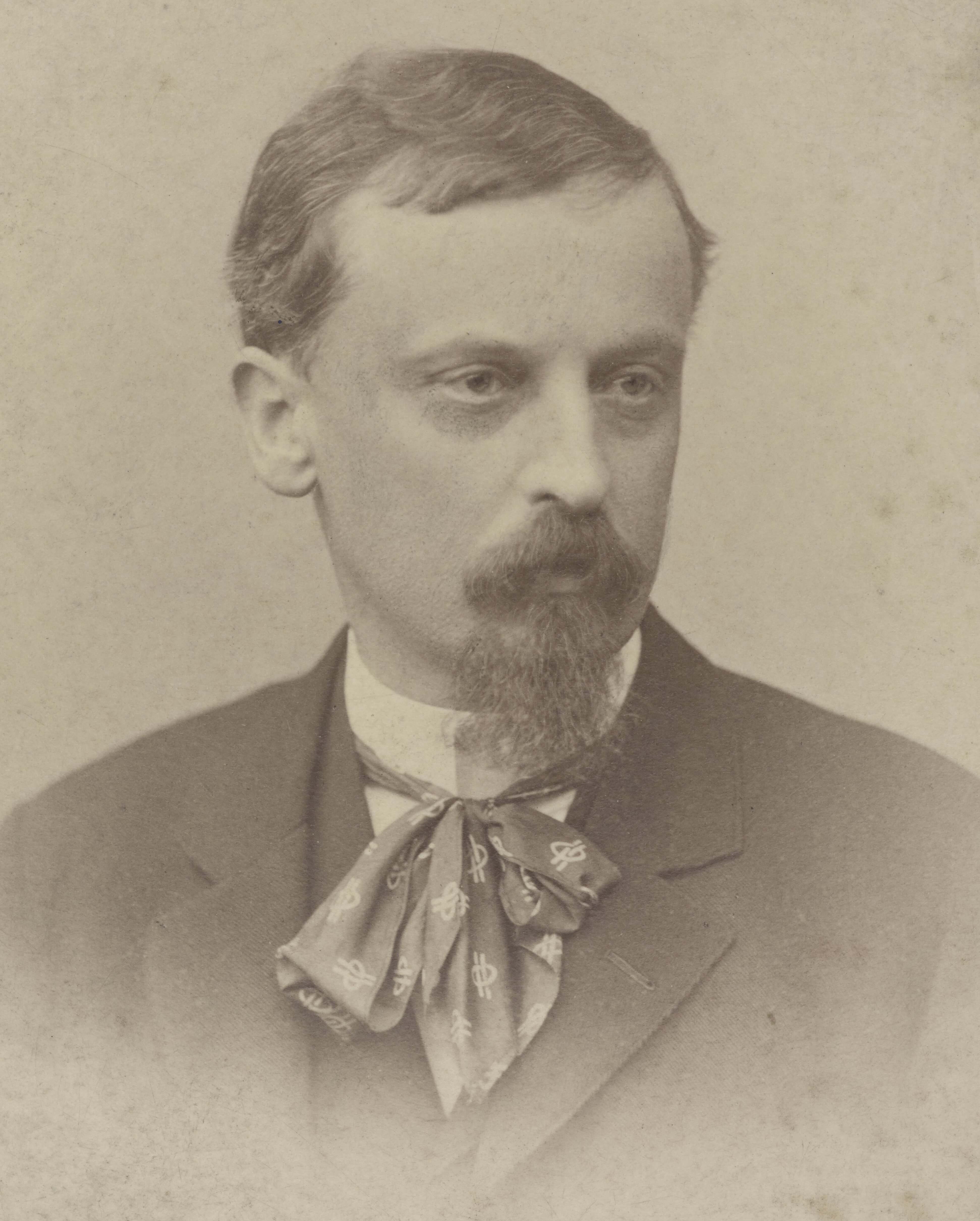
ヘンリク・シェンキェヴィチ
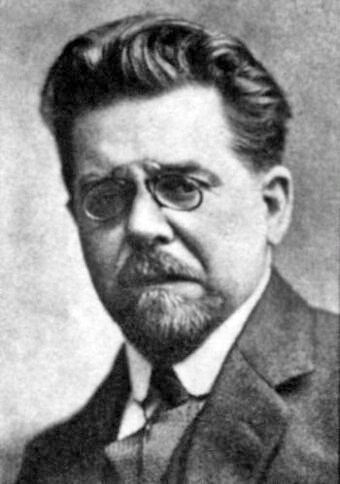
ヴワディスワフ・レイモント
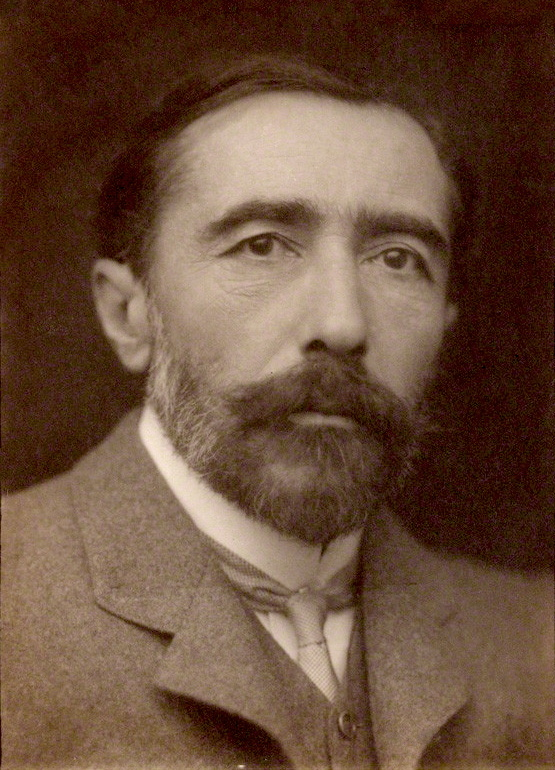
ジョセフ・コンラッド
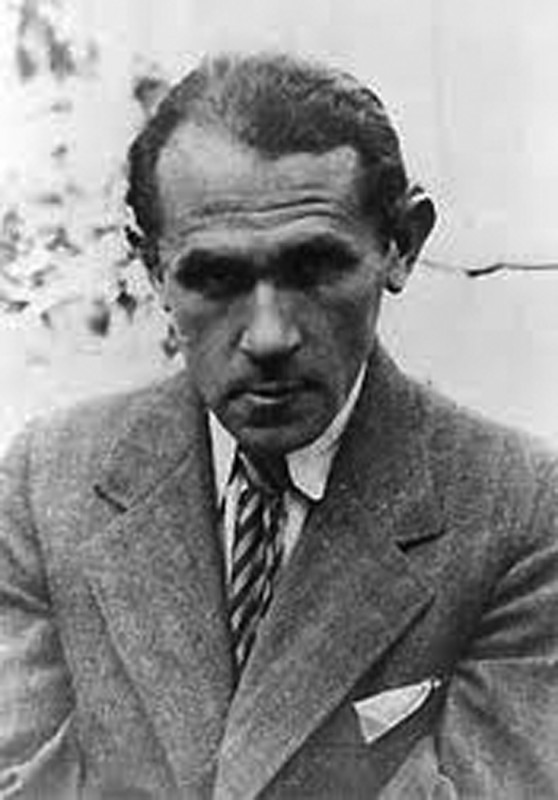
ブルーノ・シュルツ
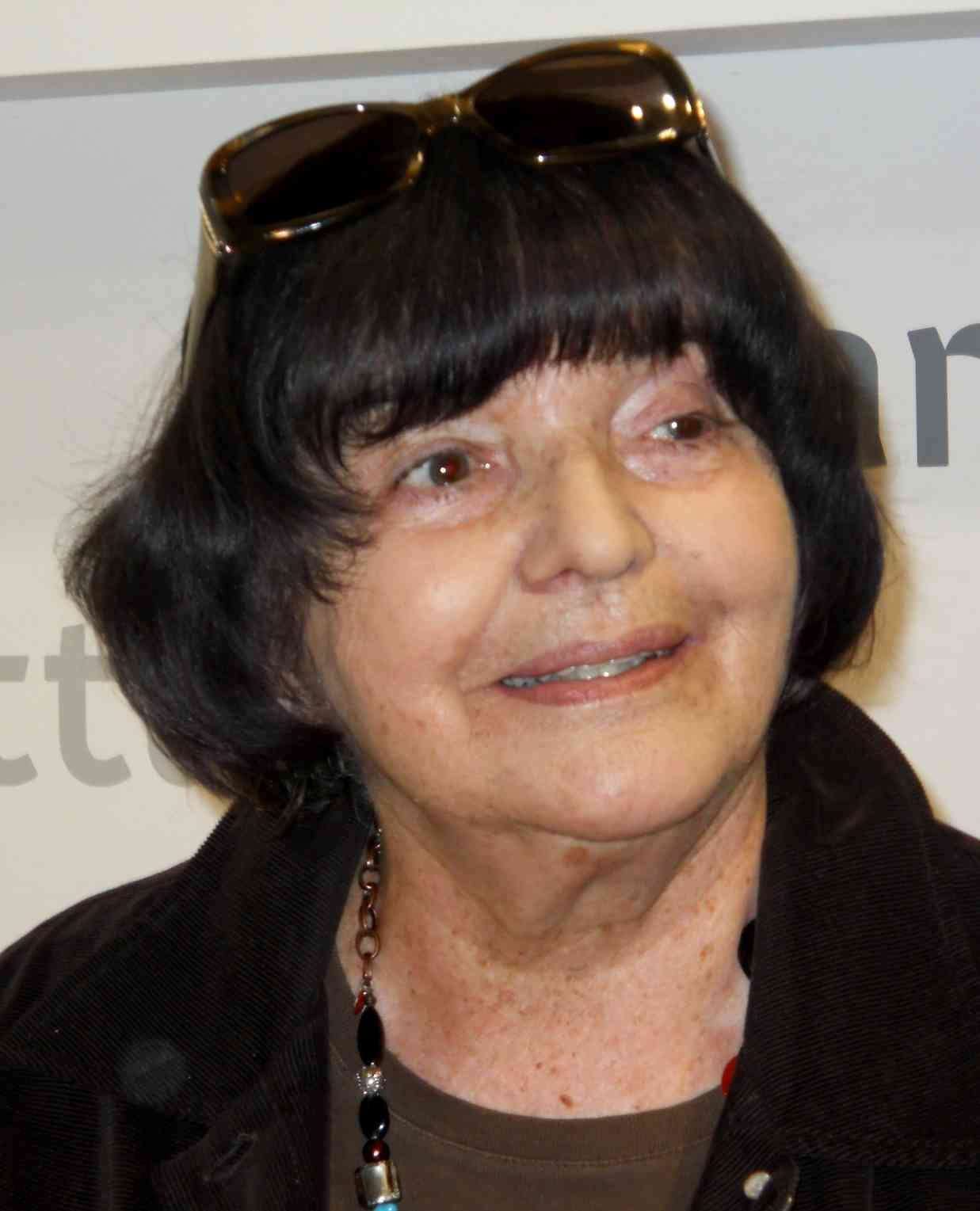
ハンナ・クラール
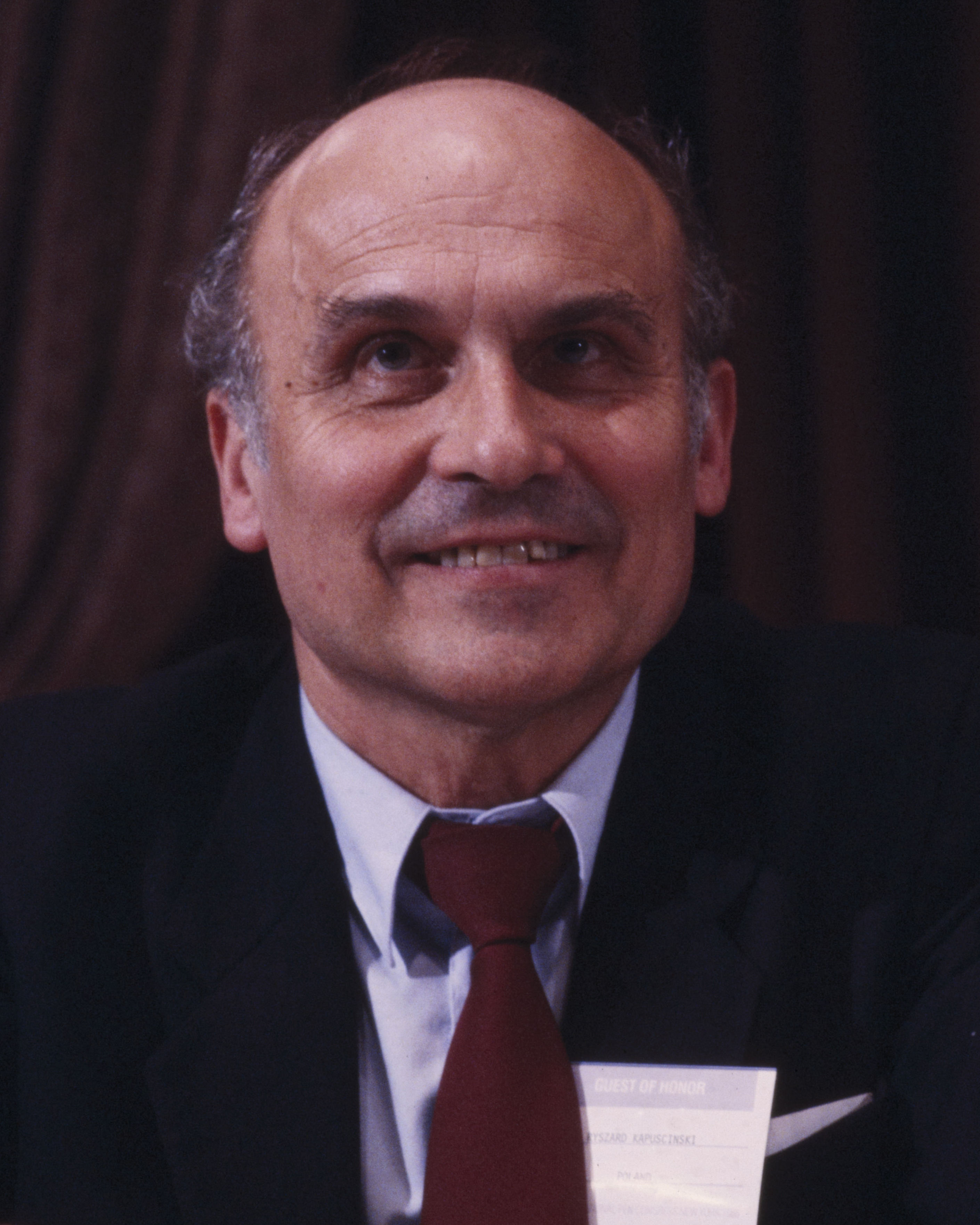
リチャード・カプシンスキ
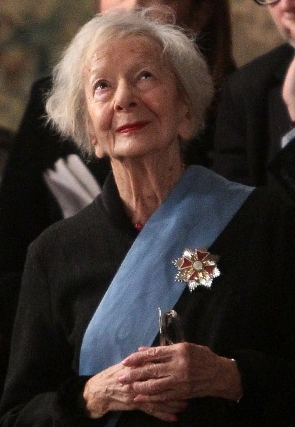
ヴィスラワ・シンボルスカ
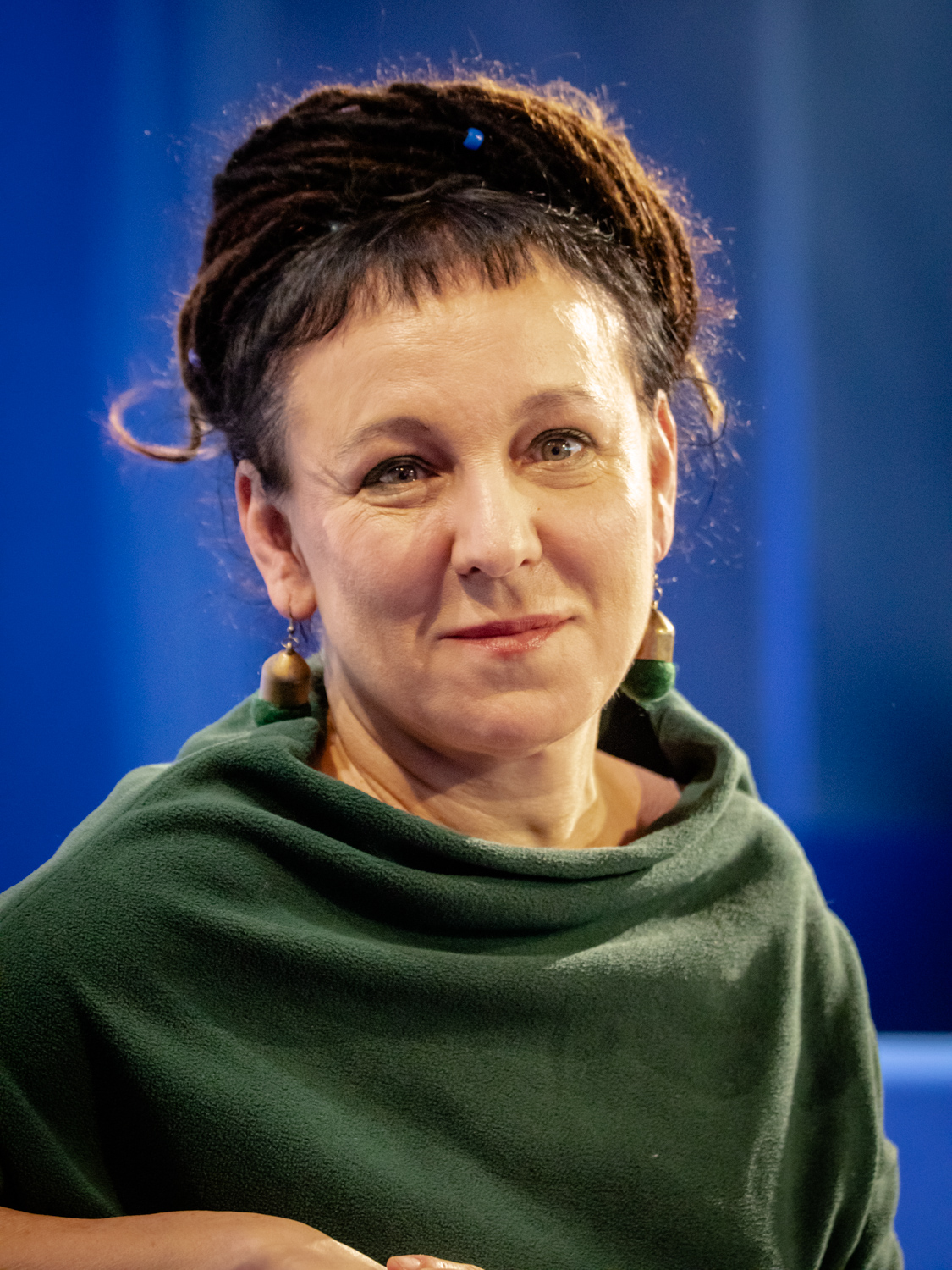
オルガ・トカルチュク
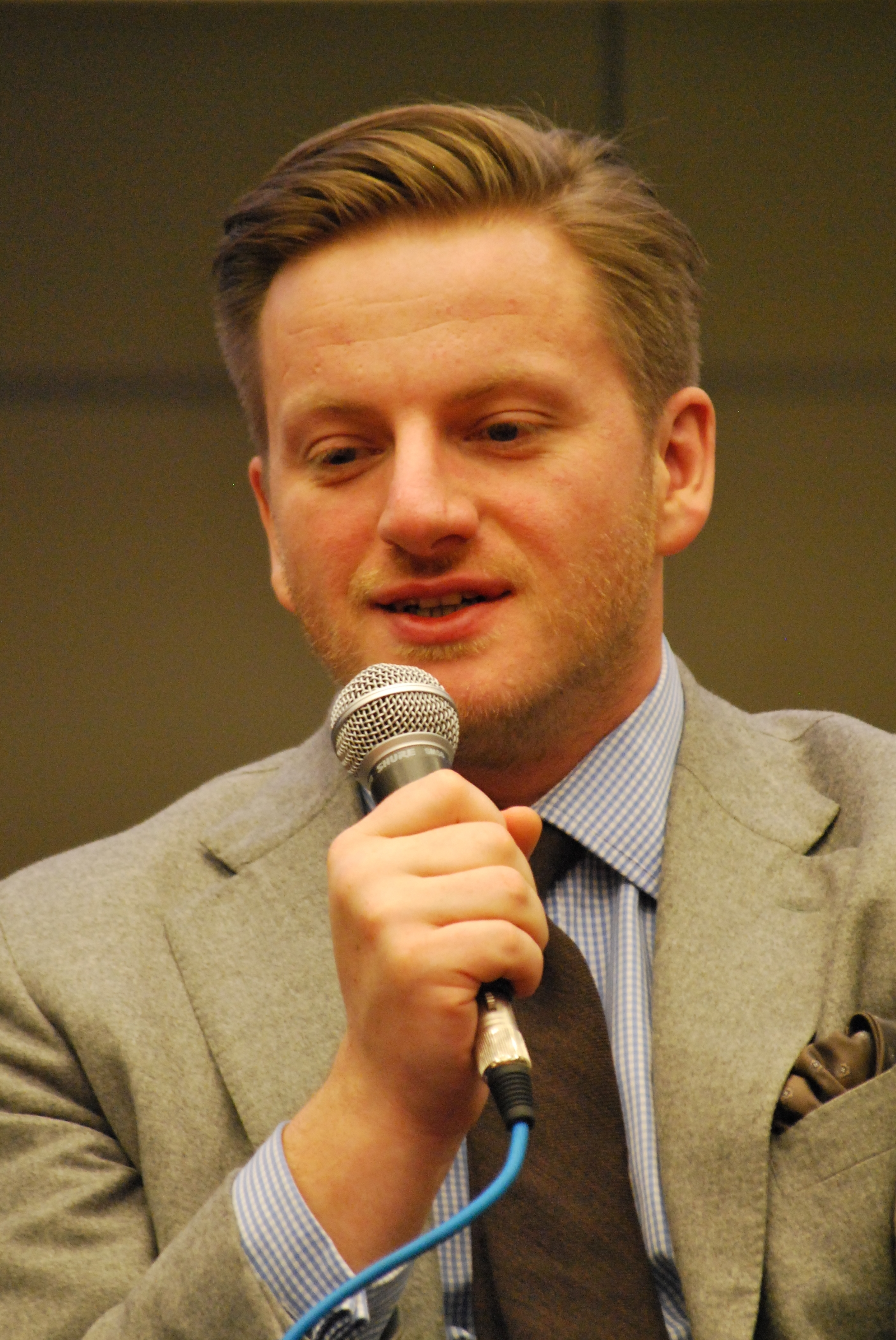
シュチェパン・トワードク

### 音楽
ポーランド音楽の理論的発展のもっとも初期は13世紀でノートルダム楽派の影響を受け、この時代の楽譜がポーランド南部の街で発見される。宗教音楽は『ボグロジツァ（神の母）』の歌曲がこの時代に作られたものと推定されている。この曲はポーランド王国がリトアニア大公国やプロイセン連合と同盟してドイツ騎士団を討った1410年のグルンヴァルトの戦いでも合戦の際に歌われたと伝えられる。『ブーク・シェン・ロージ（神が生まれる）』は歴代のポーランド王が戴冠する時に演奏されたポロネーズの曲で、1792年にはフランチシェク・カルピンスキによってポーランドのクリスマス・キャロルとしての歌詞が作られた。
16世紀になるとポーランド音楽は急速に発展した。クラクフの王宮であるヴァヴェル城の宮廷音楽家たちが活躍した。5歳で家族とともにイタリアからポーランド王国に移住してポーランドに帰化したディオメデス・カトーは、親戚を通してイタリアの最新の音楽情報を得、これをポーランド音楽に応用していった。王国の首都がワルシャワに移された16世紀の終わりごろより多数のイタリア人音楽家がポーランドに来て長期滞在する間社交の場に参加し、演奏会や講義をした。ポーランドの音楽家たちはバロック音楽のスタイル、最新の楽器、通奏低音といった技法などの情報に触れ大いに刺激された。17世紀初頭からはイタリアの影響を受けてオペラが盛んに製作されるようになり、ワルシャワは音楽文化や舞台文化の一大中心地として発展していった。しかし、ポーランド王国の国力が急速に衰退していった17世紀の終わりごろよりポーランド音楽の多くの部分が停滞した。
ポーランドの民俗音楽については19世紀より曲の収集と整理が行われた。オスカル・コルベルクはポーランド文化の復興を目指して熱心に各地を周って曲を収集、20世紀半ばにポーランドが共産主義体制となると民俗音楽に関しても国営の音楽・舞踊団が数多く結成された。マゾフシェ音楽・舞踊団とシロンスク音楽・舞踊団は共産主義が過去のものとなった現在においても活動している。これらの団体は各地方の民俗音楽をまとめて扱うため、地方性が薄い側面があるといわれるが、外国人にとってはコンサートホールでポーランドの伝統音楽に触れる機会を提供している。現在のポーランド各地には各コミュニティーの自発的な音楽・舞踊団が存在しており、国営音楽・舞踊団ほど大規模な演奏ではないものの、地方色豊かな音楽文化を見せてくれる。ポーランド国内の各地で民俗音楽祭が頻繁に開催され、そのような場で彼ら小規模の音楽・舞踊団が活躍している。
フレデリック・ショパンは、マズルカやポロネーズを在住国フランスで作曲した。3拍子のダンスはおもに北東部で、2拍子のダンスは南部でよく見られる。ポロネーズはもともとポーランド貴族の舞踏会で演奏されるもので、フランス語で「ポーランド風（のダンス音楽）」で、ポーランドでは「ホゾーニ（Chodzony）」と呼ばれるゆったりとしたリズムの絢爛なダンス音楽である。ポーランド貴族たちの舞踏会や宴会で参加者が入場する際に演奏され、このリズムに乗って貴族たちがそれぞれ男女ペアとなり腕を組んで、控え室から会場へとゆったり踊りながら入場し着席するのである。その後、ポロネーズはポーランドにおいても国中に広まった。
ポーランド南部の街ザコパネを中心とする山岳地方の一帯は「ポトハレ地方」と呼ばれ、ここでは19世紀よりポーランドの芸術の中心地のひとつとなった。民俗芸術だけでなく、現代音楽の作曲家のカロル・シマノフスキはこの地方の住民である「グラル人（「山の人」という意味）」の民俗音楽の収集や、それをモチーフとした作曲も行っている。彼らは弦楽器やバグパイプを用いて盛んに音楽を演奏する習慣があり、現代ではヴァイオリンやチェロを多用する。また彼らはリディアンモードの音階を用い、歌うときにはこれによく合う独特の歌唱法であるリディゾヴァニェを使う。ダンス音楽のクシェサニィ（krzesany）は早い動きを必要とするもので、また「山賊踊り」という意味のズブイニツキ（zbójnicki）はこの地方独特のダンスである。
19世紀初頭になるとポーランドのクラシック音楽のスタイルが確立された。ユゼフ・エルスネルはフレデリック・ショパンとイグナツィ・ドブジンスキを育てた。カロル・クルピンスキとスタニスワフ・モニューシュコはポーランドのオペラ音楽を発展させた。また、1833年2月には当時世界最大の音楽施設であるワルシャワ大劇場が完成し、こけら落としとしてジョアキーノ・ロッシーニのオペラ『セビリアの理髪師』が演じられた。ヘンリク・ヴィエニャフスキやユリウシュ・ザレンプスキがおもな作曲家に挙げられ、テクラ・バダジェフスカはアマチュアで17歳で『乙女の祈り』がフランスで知られたとされる。
| "乙女の祈り", MIDI, 3:05 minutes, 13 KB |

19世紀末から20世紀初頭にはヴワディスワフ・ジェレンスキ、ミェチスワフ・カルウォーヴィチ、カロル・シマノフスキ、伝説のピアニストイグナツィ・パデレフスキは第一次大戦後に独立を回復したポーランド共和国の首相となった。ヨーゼフ・コフラーは十二音技法を開拓した。
第一次大戦後の時代は若い音楽家たちが芸術運動を開始し、グラジナ・バツェヴィチ、ジグムント・ミチェルスキ、ミハウ・スピサック、タデウシュ・シェリゴフスキなどが活躍した。イグナツィ・パデレフスキは政治家としての活動に身を投じた。映画『戦場のピアニスト』の主人公として有名なウワディスワフ・シュピルマンは大衆音楽の作曲家、ジャズ調の歌謡曲『ワルシャワの赤いバス（Czerwony Autobus）』がある。
第二次大戦後の社会主義時代はタデウシュ・バイルト、ボグスワフ・シェッフェル、ヴウォジミェシュ・コトンスキ、ヴィトルト・シャロネック、クシシュトフ・ペンデレツキ、ヴィトルト・ルトスワフスキ、ヴォイチェフ・キラール、カジミェシュ・セロツキ、ヘンリク＝ミコワイ・グレツキ、クシシュトフ・メイエル、パヴェウ・シマンスキ、クシェシミール・デンプスキ、ハンナ・クルエンティ、エウゲニウシュ・クナピック、パヴェウ・ミキェティンなどが活躍した。ジャズではクシシュトフ・コメダは同国出身のユダヤ系のロマン・ポランスキー監督の映画『ローズマリーの赤ちゃん』の映画音楽を担当した。
5年に一度開かれるワルシャワのショパンコンクール、ソポト国際音楽祭はもっともよく知られたポーランド音楽の例である。
また、プシスタネック・ウッドストック（Przystanek Woodstock -「ウッドストック・バスストップ」の意）はヨーロッパの屋外音楽イベントである。2010年8月1日にはポーランドを含むヨーロッパやアメリカなどから集まった615人のミュージシャンたちがリサイクル品で作った楽器で同時に演奏し、これが記録としてギネスブックに載ることになった。ヴロツワフのジミ・フェスティバル（Jimi Festival）では毎年世界中から数千人のジミー・ヘンドリックスのファンが集まり、ヴロツワフの旧市街広場で「Hey Joe」を演奏する。2009年には6300人が参加し世界でもっとも多い人数によるギターの合奏としてギネスブックに登録されたジミ・フェスティバルが、その後も毎年この祭りはギネス記録を更新し続け、2014年5月の大会では7,344人が「Hey Joe」を演奏し、自分たちが昨年打ち立てたギネス記録（7,273人）を塗り替えている。オポーレ国民音楽祭はおもにポーランド国内各地から数多くの民俗音楽団がオポーレに集まる、まだ共産主義体制であった1980年代のうちにすでに民俗音楽部門のほかにロック部門とヒップホップ部門がある。
現在も、ポーランドの若い作曲家の創作力は衰えておらず、アガタ・ズベル、マーチン・スタンチック、ドミニク・カルスキ、アルトゥール・ザガイェフスキらは国際的な認知がある。

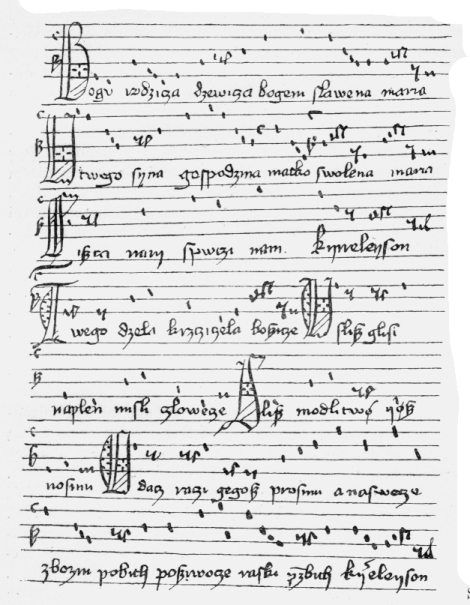
『ボグロジツァ』の楽譜（1407年）
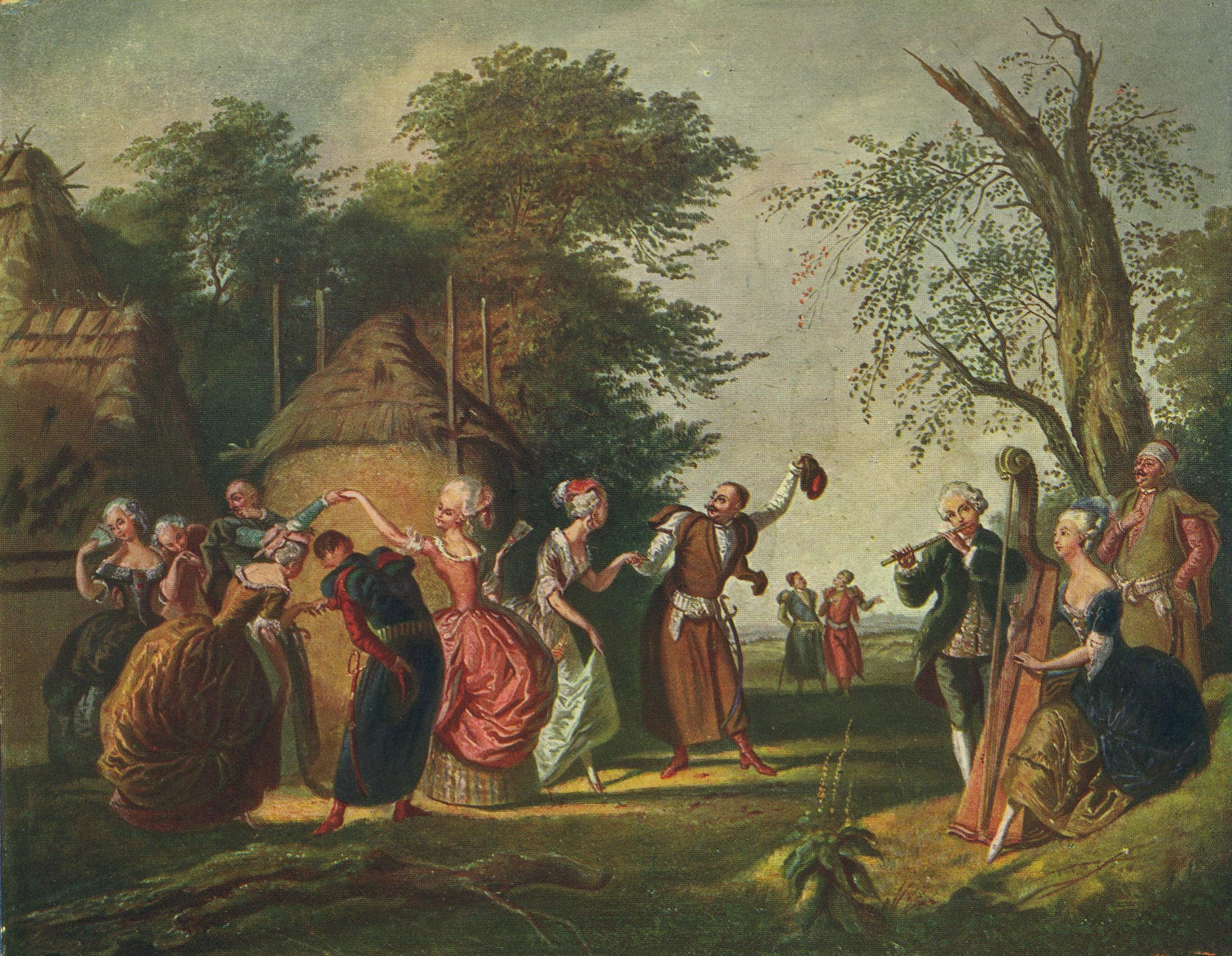
ピクニックで踊るポーランド貴族たち
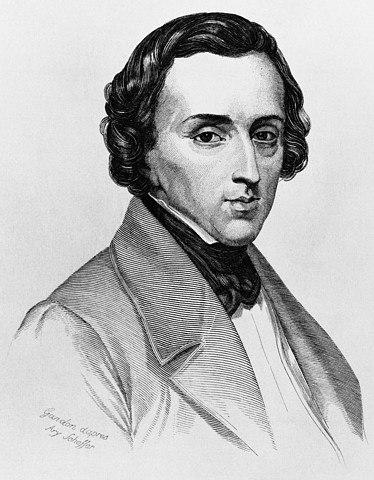
ショパン
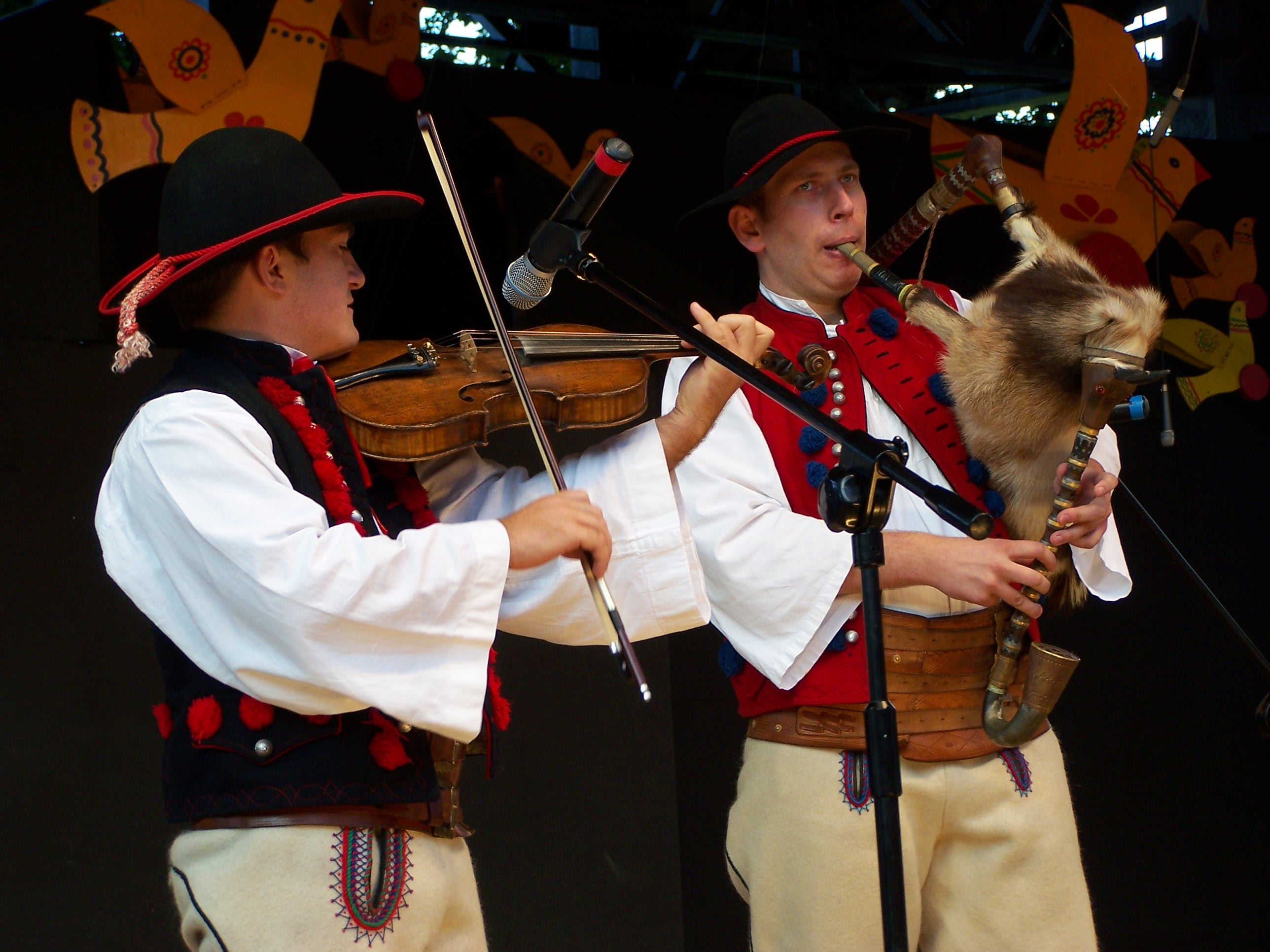
バグパイプを演奏するグラル人の男性（右）
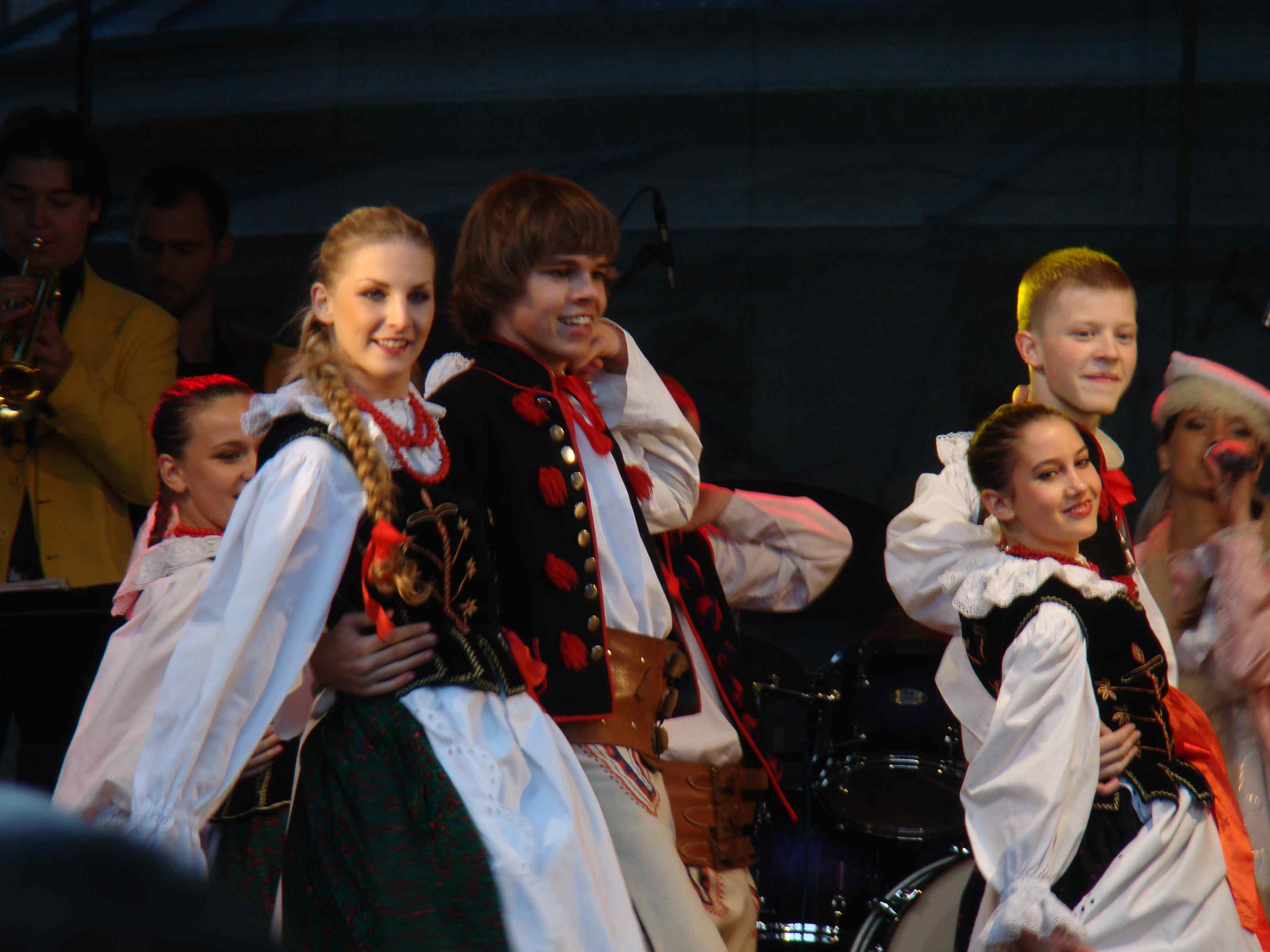
踊るグラル人
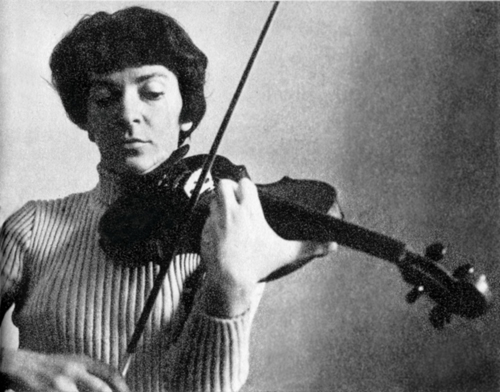
ワンダ・ウィウコミルスカ
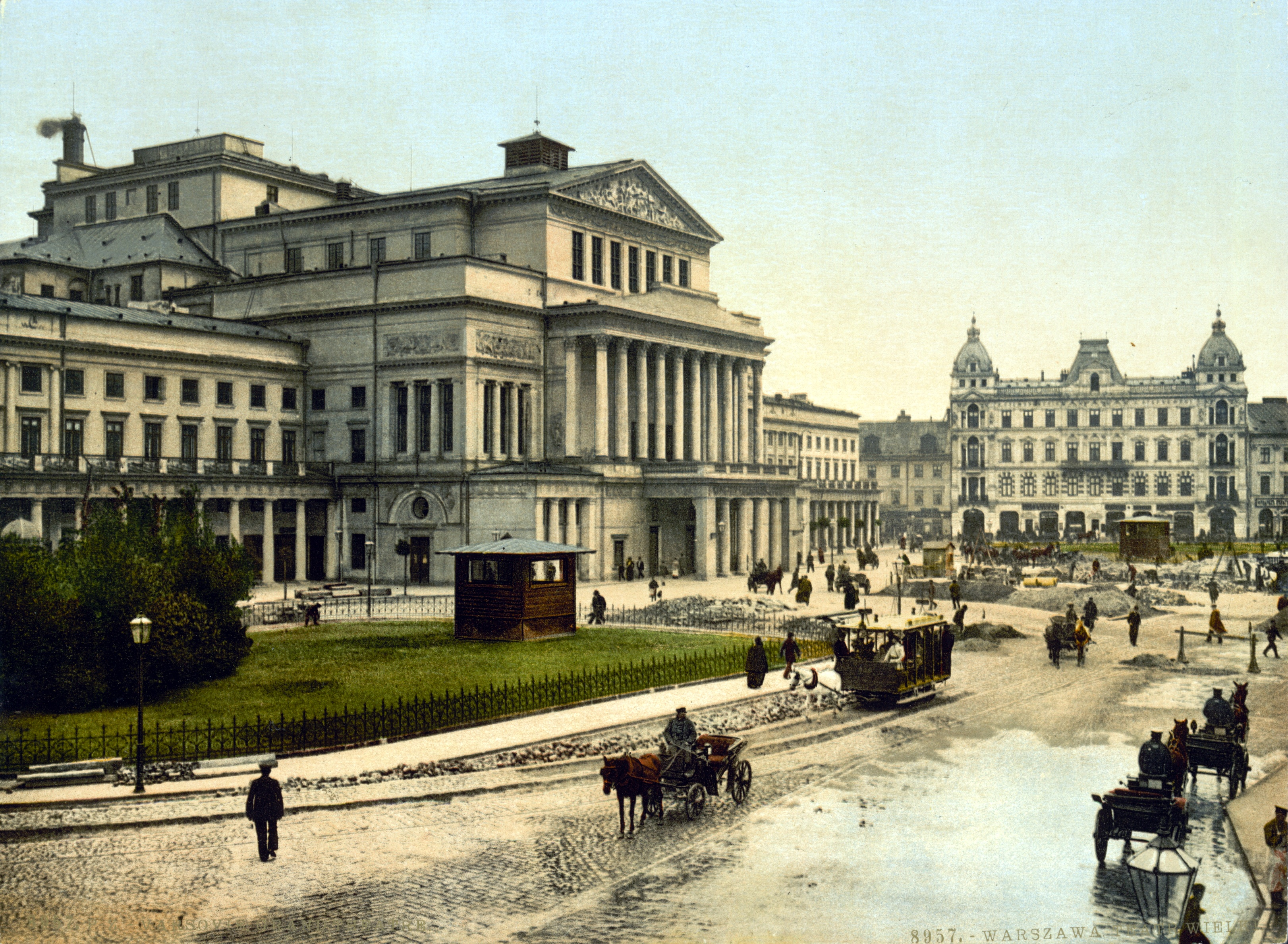
ワルシャワ大劇場
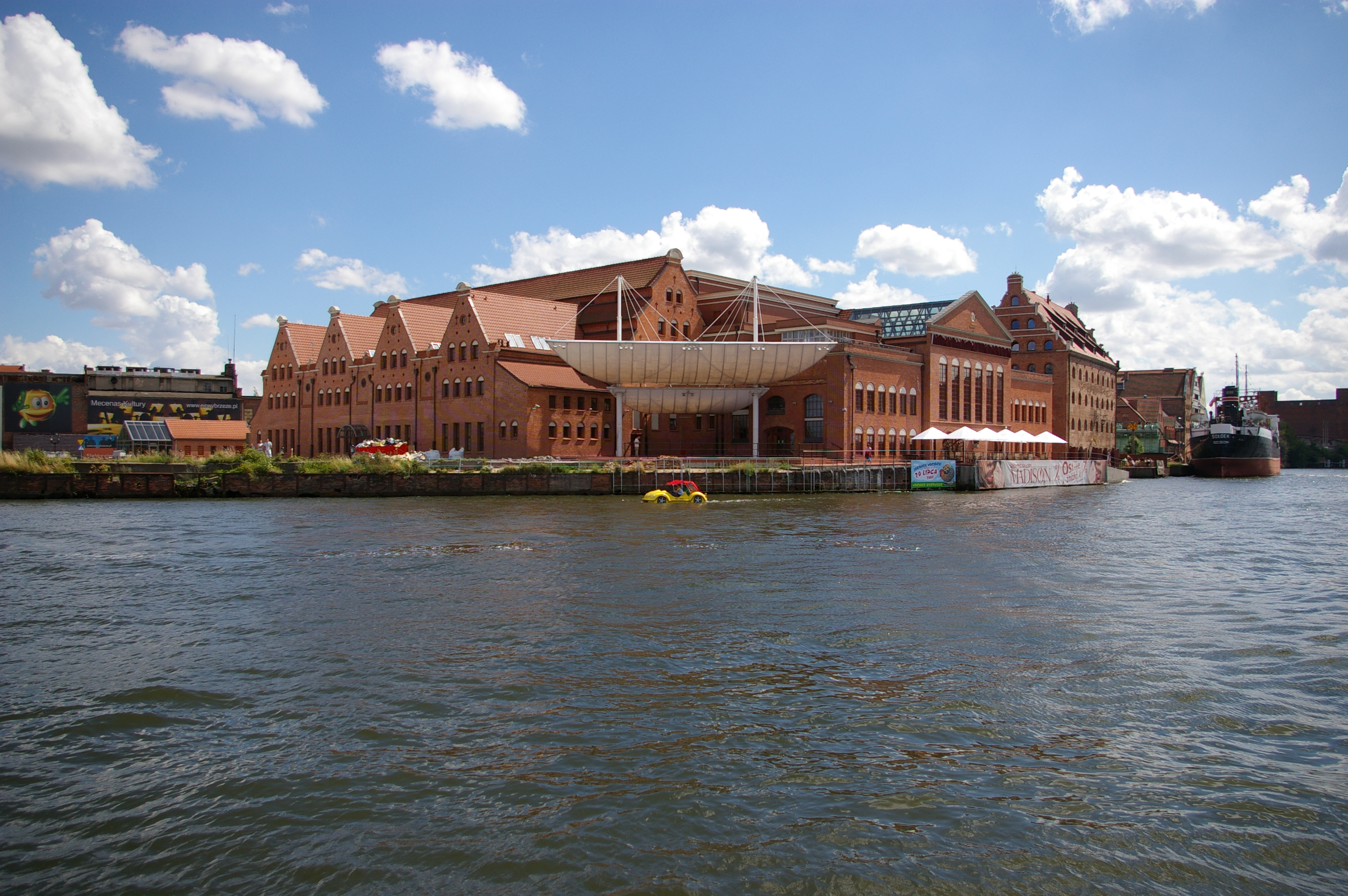
バルチック・フィルハーモニック（グダンスク、ポモージェ県）
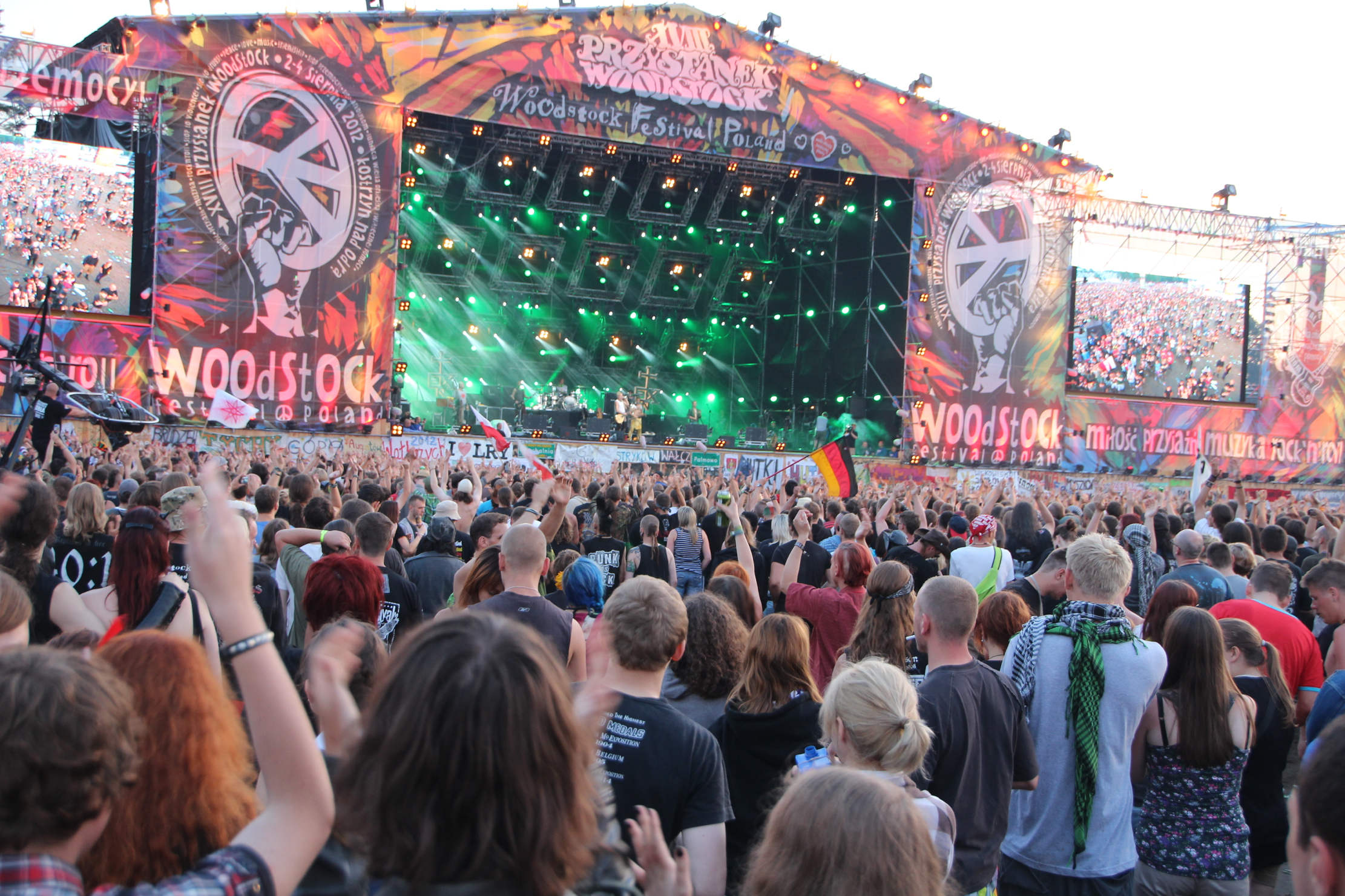
プシスタネック・ウッドストック2012

### 美術
ポーランドの芸術は、その独自の特徴を保持しながら、屡々ヨーロッパの傾向を反映して来た歴史を持つ。ヤン・マテイコによって生み出されたクラクフ学派の歴史絵画は、ポーランドの歴史全体に亘る重要な出来事や当時の習慣などの記述的描写を編み出している。

### 建築・住居
ポーランド国内の都市の中心部は中世の街並みが保存維持されているが、外縁部の風景に共通するのは旧共産圏によく見られる四角い灰色のアパート群が多い。これは旧体制時代に建設されたもので、戦後、人口増加の対策として間に合わせに作られたものである。こじんまりして、各戸の多くが前面と後面の両方に窓がある、欧州の寒い地方によくある防寒のため二重窓であったり、セントラルヒーティングシステムがついている。物資不足の共産主義を反映し、壁が薄い建物もあり、近代的ではなく、使い勝手はあまり機能的ではない。近くには何軒かの店か酒屋・大衆食堂、バスやトラムの停留所・公園・カトリック教会があるように設計されている。しかし一方、そういった近代アパートの存在がポーランドのよき文化的伝統に対する脅威となっているとの社会学的非難がある。地区のカトリック教会がある程度人々を結びつけている。
首都ワルシャワに関しては、今も共産圏時代の灰色のビルが中心街に数多く残っている。高度成長を背景に、一部では複数の不動産開発業者がビジネス街に富裕層向けマンション・オフィス・ホテル複合施設を建設することになっており、今後数年の間に多数の高層ビルが新たに出現することになっている。

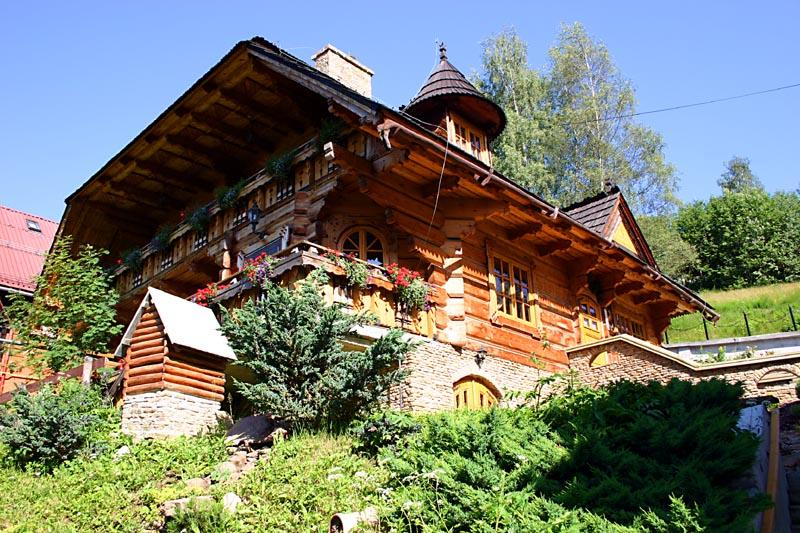
田舎の木造住宅（ヴィスワ町）
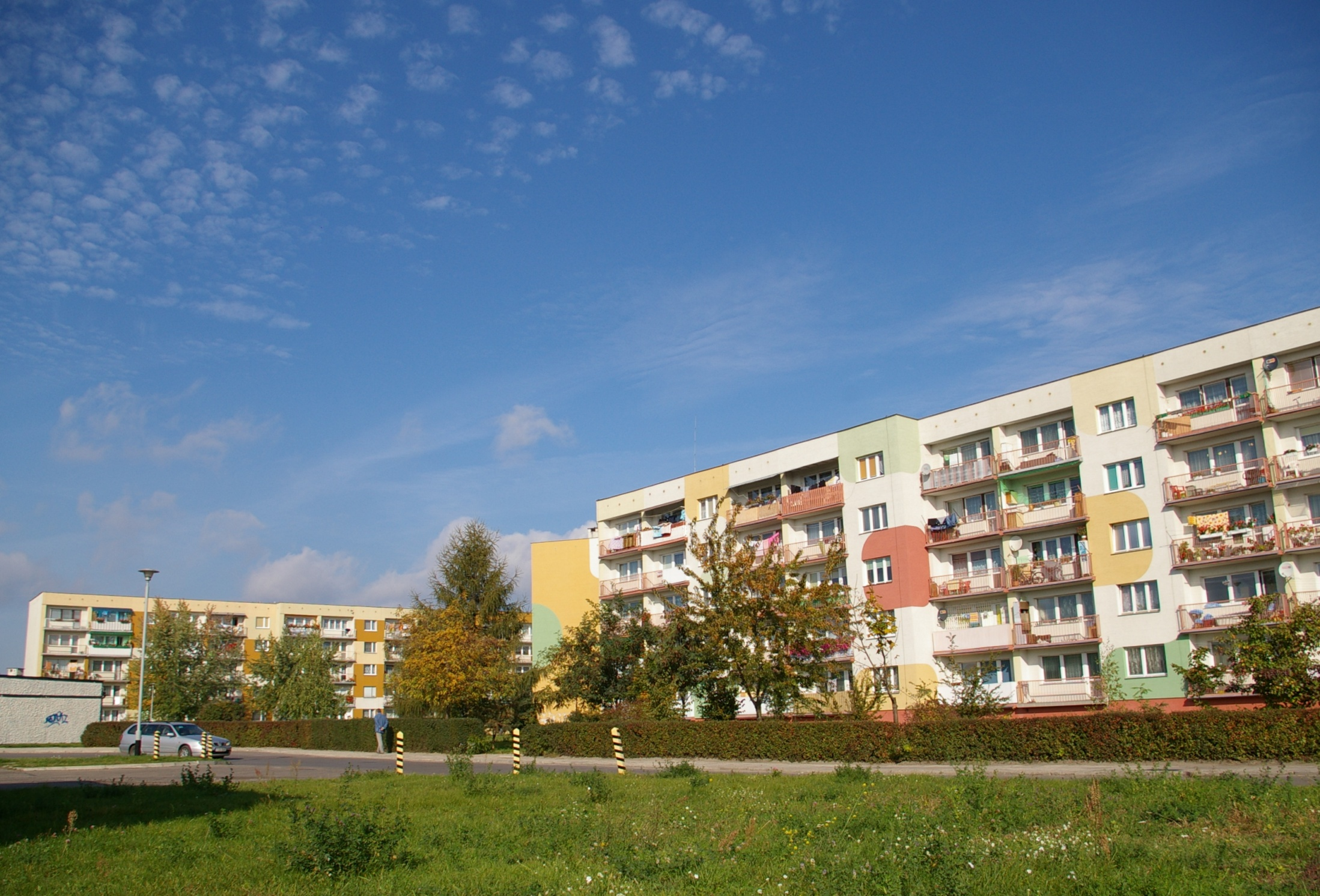
ポーランドのアパート
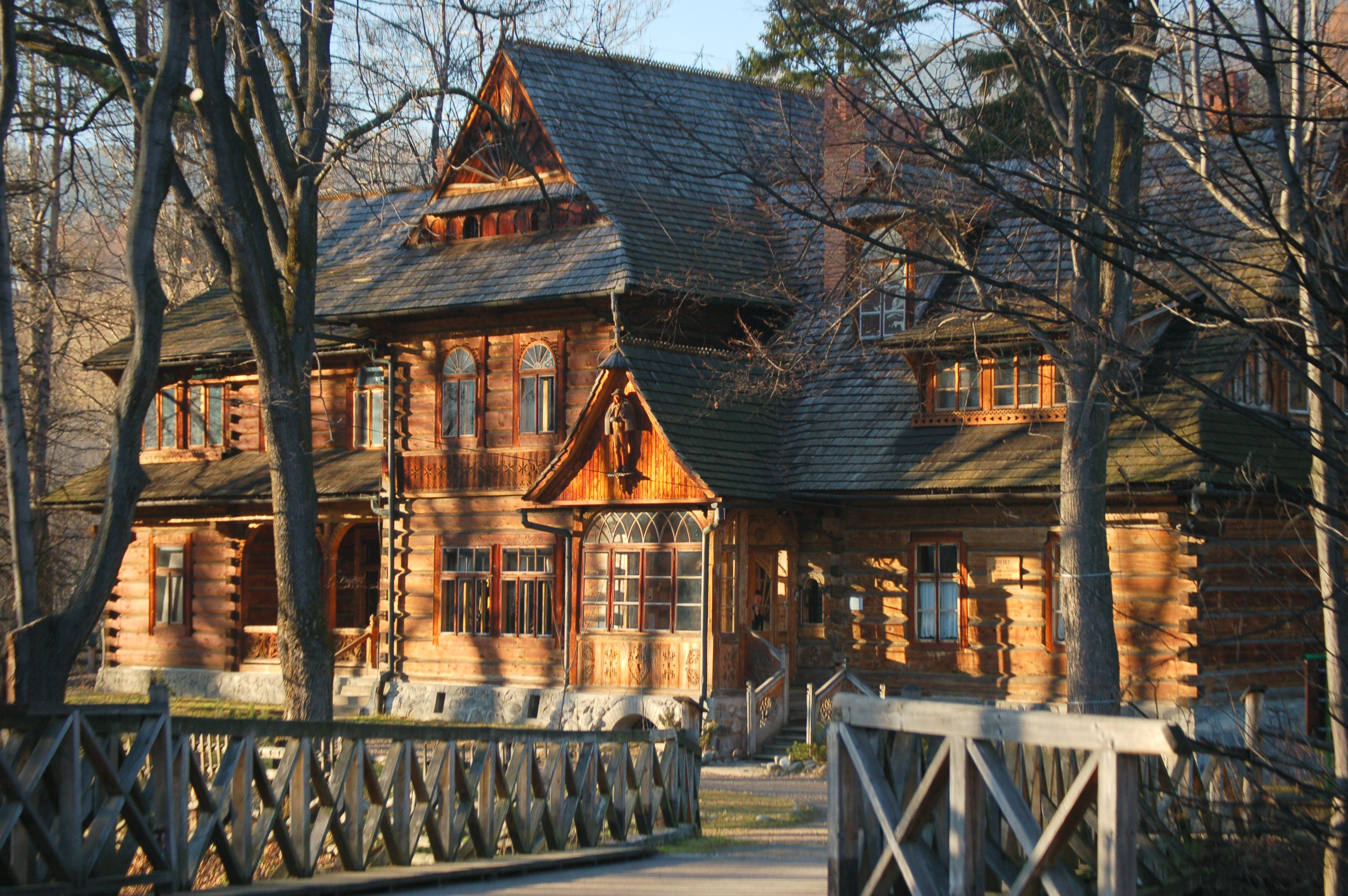
ザコパネの木造住宅
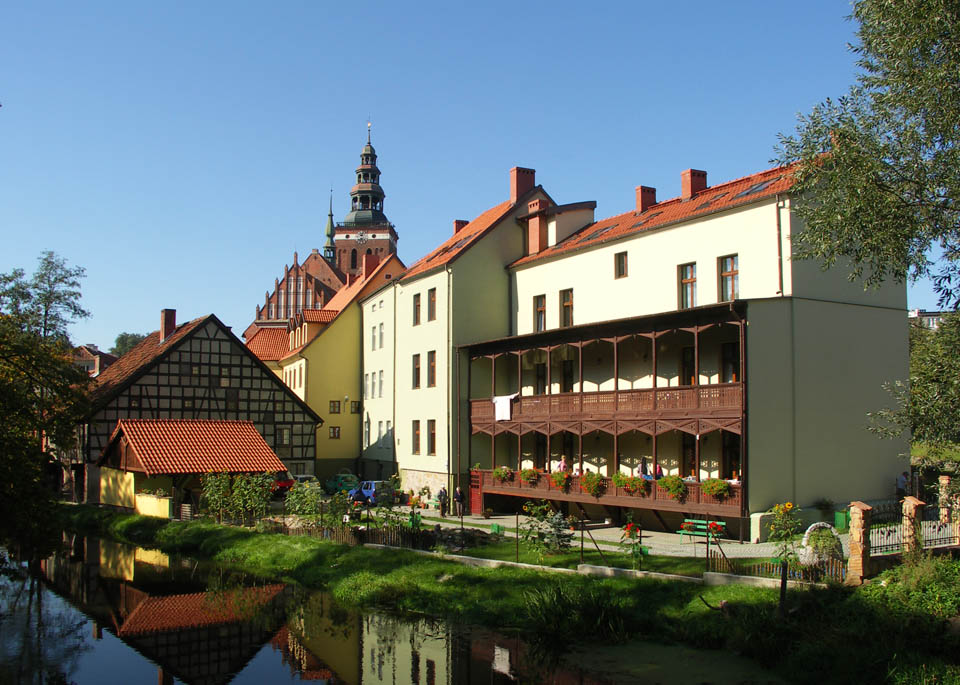
地方の街の住居（ヴァルミア地方）

### 世界遺産
ポーランド国内には、ユネスコの世界遺産リストに登録された文化遺産が12件ある（そのうちドイツとに跨っているものが1件）。ベラルーシとに跨って1件の自然遺産が登録されている。
史上第1号の世界文化遺産リスト登録全8件のうち2件（クラクフ歴史地区とヴィエリチカ岩塩坑）がポーランドにある。
現在、世界遺産の暫定リストに4件が登録されている（そのうち1件は現在登録されている自然遺産の拡張である）。

### 祝祭日・年間行事
| 日付               | 日本語表記                             | 現地語表記                             | 備考 |
| ------------------ | -------------------------------------- | -------------------------------------- | --- |
| 1月1日             | 元日                                   | Nowy Rok                               | 新年。ニューイヤーパーティーなどが盛大に行われる。（休） |
| 1月6日             | 3人の博士の日                          | Trzech Króli                           | 三人の博士がイエス・キリストに会いに来たのを記念する日。 |
| 1月21日・1月22日   | おばあちゃんの日・おじいちゃんの日     | Dzień Babci・Dzień Dziadka             | 21日がおばあちゃんの日で22日がおじいちゃんの日 |
| 移動祝祭日         | 脂の木曜日                             | Tłusty Czwartek                        | 脂っこいものを食べる日。2月中旬、謝肉祭直前の木曜。 |
| 移動祝祭日         | 復活祭                                 | Wielkanoc                              | 春の満月後の最初の日曜日と翌日の月曜日。キリストの復活を祝う日。クリスマスと並ぶ大きな祭日。2007年は4月8日と9日。（休）                                                  |
| 5月1日             | メーデー                               | Święto Pracy                           | （休） |
| 5月3日             | 「5月3日憲法」記念日                   | Rocznica Konstytucji 3 maja            | 1791年に制定された憲法を記念する日。※ヨーロッパで初めての憲法 （休） |
| 5月26日            | 母の日                                 | Dzień Matki                            | |
| 移動祝祭日         | 聖霊降臨の祝日                         | Zielone Świątki                        | 復活祭後の7回目の日曜日。聖霊が使徒たちの上に下ったことを記念。2007年は5月27日 （休）                                                                                    |
| 6月1日             | 子供の日                               | Dzień Dziecka                          | |
| 移動祝祭日         | 聖体の祝日                             | Boże Ciało                             | 聖霊降臨節の10日後の木曜日。最後の晩餐を記念する。2009年は6月11日（休）                                                                                                  |
| 6月23日            | 父の日                                 | Dzień Ojca                             | |
| 8月15日            | 聖母被昇天の祝日                       | Wniebowzięcie Najświętszej Marii Panny | チェンストホーヴァ (Częstochowa) にあるヤスナ・グラ寺院 (Jasna Góra) へ、ポーランド各地から大規模な巡礼が行われる。（休）                                                |
| 11月1日            | 諸聖人の日                             | Wszystkich Świętych                    | 諸聖人を祭る日。墓地で家族や親類の墓にろうそくを置く（日本で言うお盆）。 （休）                                                                                          |
| 11月2日            | 死者の日                               | Zaduszki                               | 祖先の霊を供養する日 |
| 11月11日           | 独立記念日                             | Narodowe Święto Niepodległości         | ロシアとドイツ、オーストリアからの独立を記念する日。（休） |
| 12月6日            | サンタクロースの日                     | Mikołajki                              | Mikołaj（Nicolaus＝サンタクロース）の日とされ、子供たちにプレゼントが与えられる。                                                                                        |
| 12月24日           | キリスト降誕祭前夜（クリスマス・イヴ） | Wigilia Bożego Narodzenia              | 教会でミサを行う。基本的に日本のクリスマス・イヴとは違い家族で過ごす（日本のお正月のような雰囲気）。この日は肉を食べてはいけないという慣わしがあり、伝統的に鯉を食べる。 |
| 12月25日〜12月26日 | キリスト降誕祭（クリスマス）           | Boże Narodzenie                        | クリスマスの日。親戚や家族で集まる。（休） |
| 12月31日           | シルヴェスターの夜                     | Sylwester                              | 大晦日に当たるが、日本のものとは異なる。家族や親戚、友人でパーティーを催したり、夜中の12時に花火を飛ばしたりする。                                                       |

※（休）は休日

### スポーツ

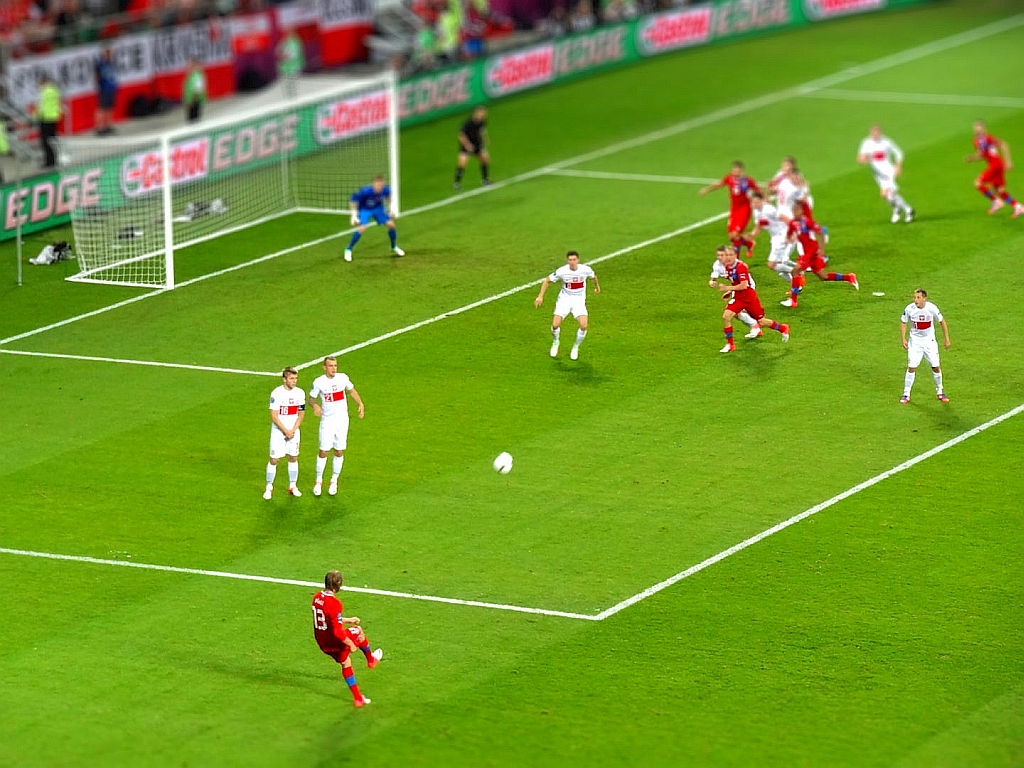
UEFA EURO 2012のポーランド対チェコ

ポーランドでも他のヨーロッパ諸国同様にサッカーが最も人気のスポーツとなっており、2012年にはウクライナとの共催によってUEFA EURO 2012が開催された。
さらに近年では自国の総合格闘技団体KSWの影響でMMAの人気が高まっており、UFCでは元ライトヘビー級王者であるヤン・ブラホヴィッチや元ストロー級王者のヨアナ・イェンジェイチックなどを輩出している。
他方でアダム・マリシュやカミル・ストッフなどの活躍により、スキージャンプも盛り上がりをみせている。
サッカー

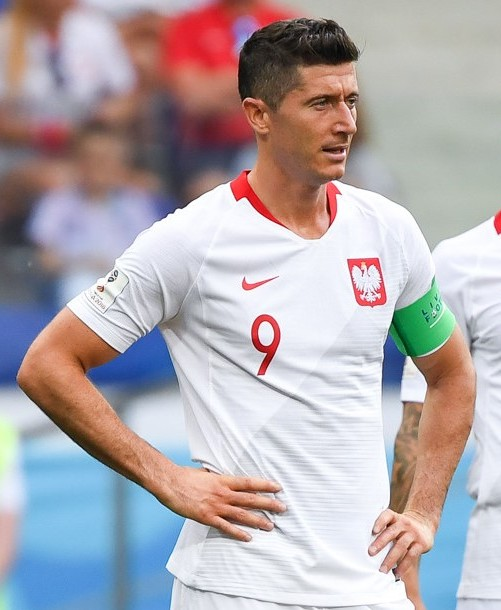
ロベルト・レヴァンドフスキ (2018年)

ポーランドでは、1926年にプロサッカーリーグのエクストラクラサが創設された。ポーランドサッカー協会（PZPN）によって構成されるサッカーポーランド代表は、FIFAワールドカップには9度の出場歴があり、1974年大会と1982年大会では3位に輝いている。UEFA欧州選手権には4度の出場歴があり、2016年大会ではベスト8の成績を収めた。
ポーランドにおける最も著名なスポーツ選手として、ロベルト・レヴァンドフスキが挙げられる。レヴァンドフスキは、これまでドイツ・ブンデスリーガの得点王を7度獲得しゲルト・ミュラーを超え、同リーグにおける1シーズンでの最多得点記録（41点）保持者である。UEFAチャンピオンズリーグにおいても、2019-20シーズンに自身初の得点王に輝いている。
バレーボール
ポーランドではサッカーの他、バレーボールも人気のあるスポーツとなっており、中でも男子代表は東欧の古豪として知られ、1976年モントリオールオリンピックで金メダル、世界選手権では3回優勝、欧州選手権では1回の優勝を誇り、強豪国の一角をなしている。また男子だけではなく、女子代表も近年では世界ランク上位の強豪国となっている。

## 著名な出身者
- アグニエシュカ・ラドワンスカ【女子テニス選手、WTAツアー通算20勝、元世界ランキング2位】
- ミコワイ・コペルニク（ラテン語名ニコラウス・コペルニクス）【天文学者】
- ヤン・ヘヴェリウシュ（ラテン語名ヨハネス・ヘヴェリウス）【天文学者】
- ステファン・バナッハ【数学者】
- アルフレッド・タルスキ【数学者】
- マリア・スクウォドフスカ＝キュリー（マリ・キュリー・通称キュリー夫人）【物理学者・化学者】
- カジミェシュ・フンク（英語名カシミール・フンク）【生化学者・ビタミンの発見者】
- ヤン・マテイコ【画家】
- ズジスワフ・ベクシンスキー【画家】
- タデウシュ・コシチュシュコ（コシューシコ）【軍人】
- アダム・ミツキィェヴィッチ【詩人】
- フレデリック＝フランソワ・ショパン【作曲家・ピアニスト】
- テクラ・バダジェフスカ【作曲家・ピアニスト】
- イグナツィ・パデレフスキ【ピアニスト・政治家】
- アルトゥール・ルービンシュタイン【ピアニスト】
- カロル・シマノフスキ【作曲家】
- ルドヴィコ・ザメンホフ【眼科医・言語学者-エスペラント創案者】
- ルジャ・ルクセンブルク（ローザ・ルクセンブルク）【社会主義者】
- イレーナ・センドラー(カトリック教徒の慈善活動家)
- ヤヌシュ・コルチャック（通称コルチャック先生）【小児科医、孤児院院長、児童文学作家】
- マキシミリアノ・コルベ（コルベ神父）【カトリック聖職者・アウシュビッツの聖者】
- ゼノン・ジェブロフスキ（日本語名ゼノ・ゼブロフスキー、通称「ゼノ修道士」または「ゼノ神父」）【修道士・慈善活動家】
- ヨハネ・パウロ2世（ポーランド名カロル・ユゼフ・ヴォイティワ）【カトリック聖職者・第264代ローマ教皇】
- クシシュトフ・キェシロフスキ【映画監督】
- ロマン・ポランスキ（ロマン・ポランスキー）【映画監督】
- アンジェイ・ヴァイダ（アンジェイ・ワイダ）【映画監督】
- ジョセフ・コンラッド（ポーランド名テオドル・ユゼフ・コンラト・コジェニョフスキ）【作家（英国文学）】
- ヘンリク・シェンキェヴィチ【小説家】
- スタニスワフ・レム【SF小説家】
- ユゼフ・ピウスツキ【政治家・初代元首・建国の父】
- ヴワディスワフ・ゴムウカ 【政治家・統一労働者党元第一書記】
- レフ・ヴァウェンサ（レフ・ワレサ）【政治家・元大統領】
- ヴォイチェフ・ヤルゼルスキ【軍人・共産党元第一書記・元大統領】
- バーシャ・チェチェレフスカ【シンガー】
- パウエル・ナツラ【柔道家、総合格闘家。アトランタオリンピック男子柔道95kg級金メダリスト】
- ロベルト・レヴァンドフスキ【サッカー選手】
- ヤクブ・ブワシュチコフスキ【サッカー選手】
- ウカシュ・ピシュチェク【サッカー選手】
- ヴォイチェフ・シュチェスニー【サッカー選手】
- ロバート・クビサ【F1ドライバー】
- アダム・マリシュ【スキージャンプ選手】
- カミル・ストッフ【スキージャンプ選手】

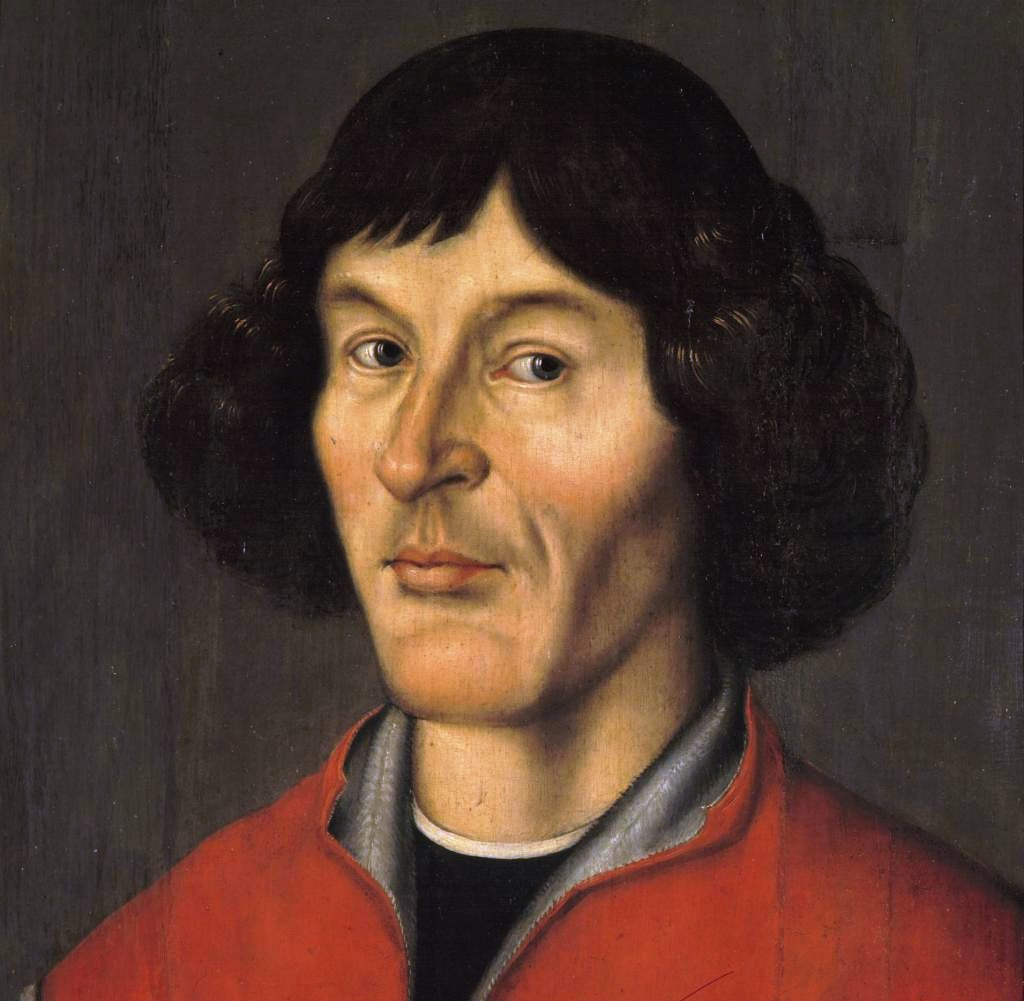
コペルニクス
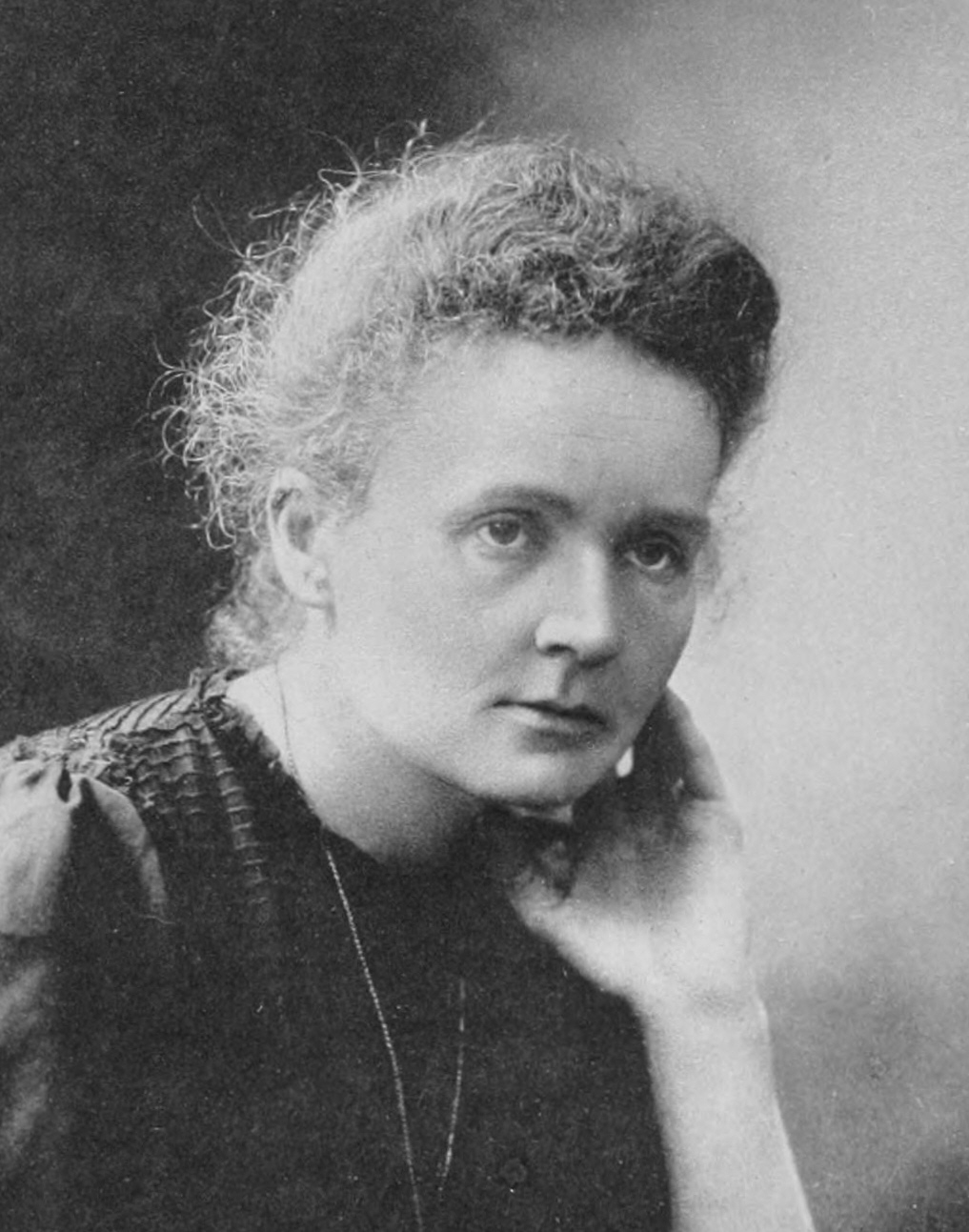
マリア・スクワォドフスカ（キュリー夫人）
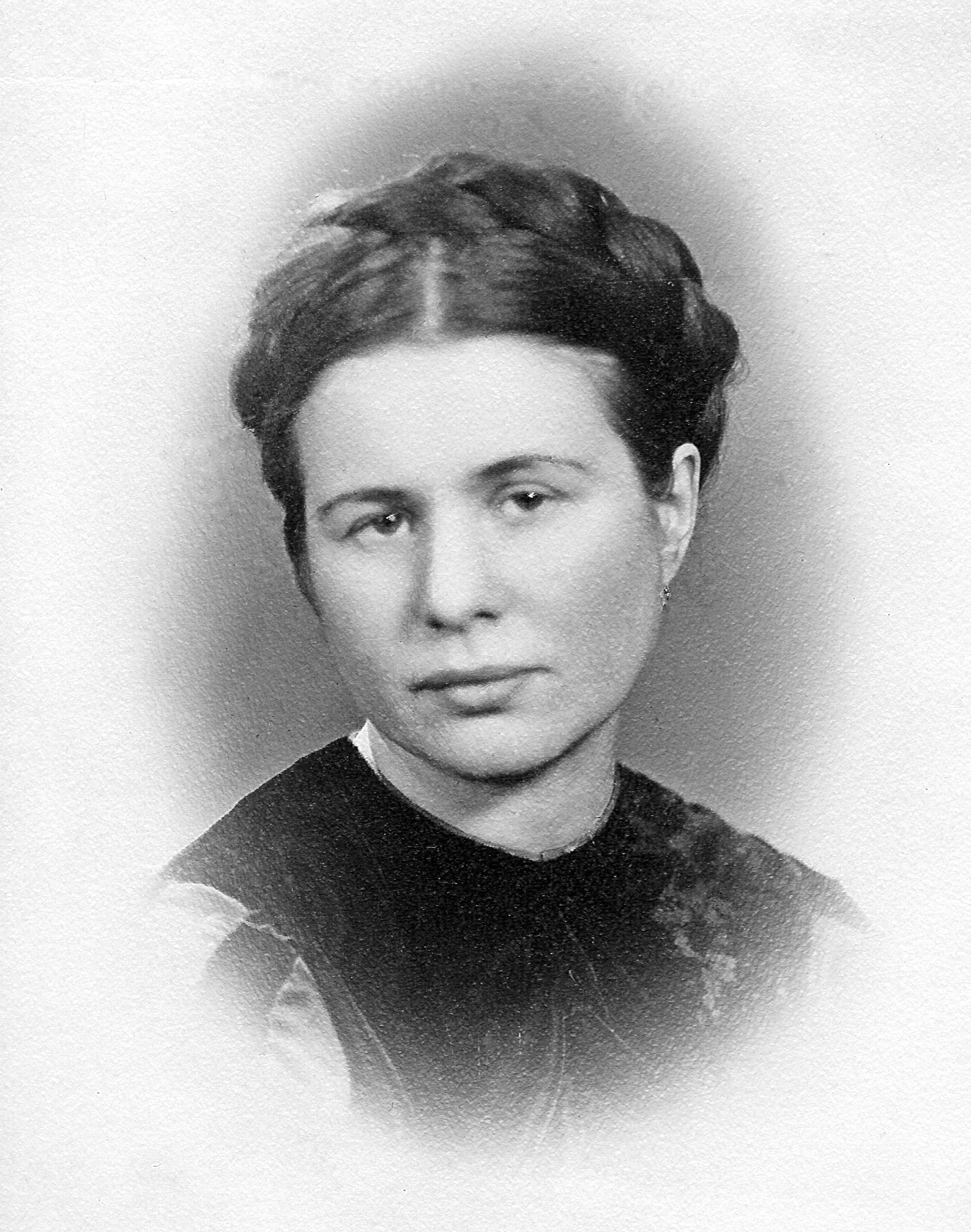
イレーナ・センドラー
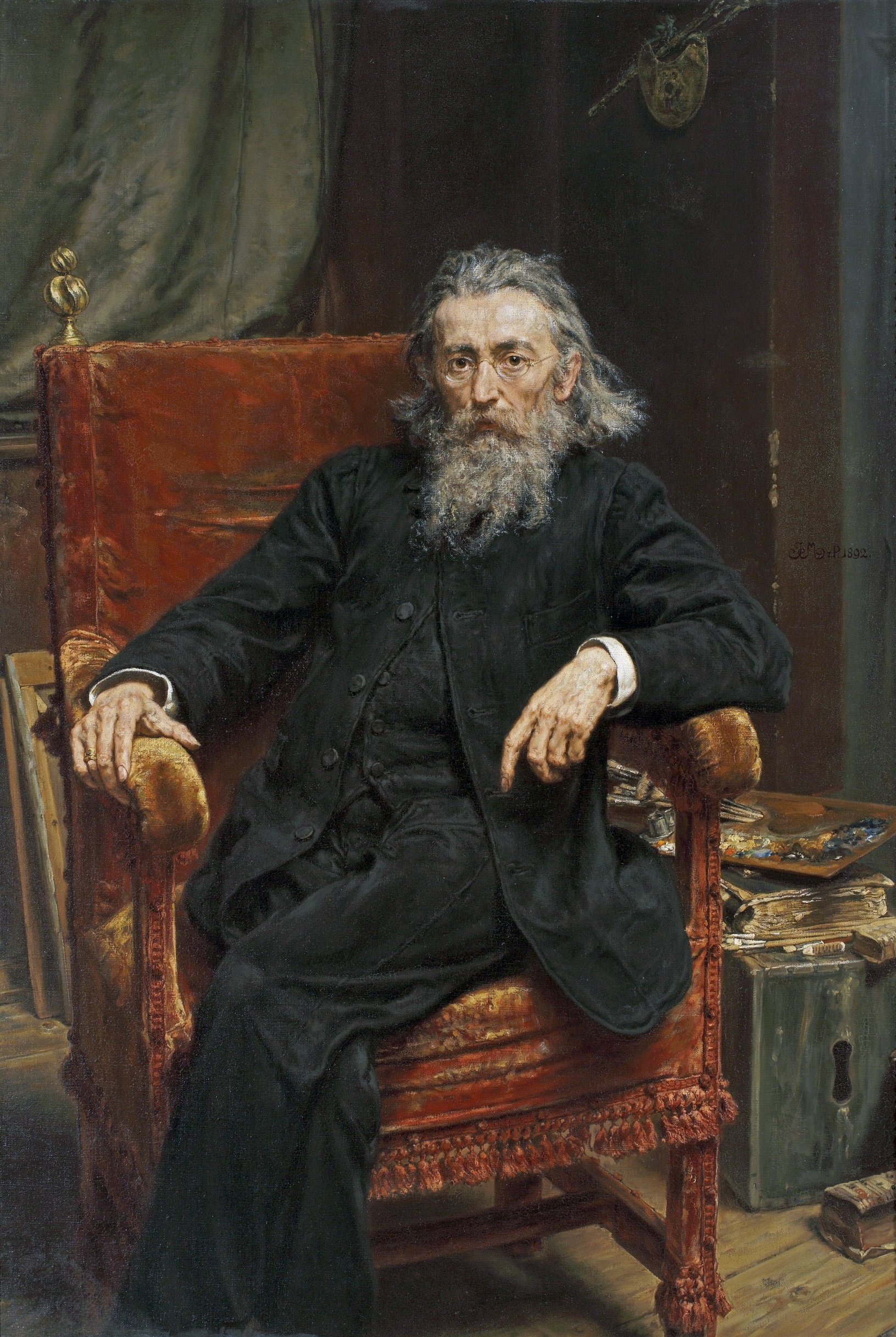
ヤン・マテイコ
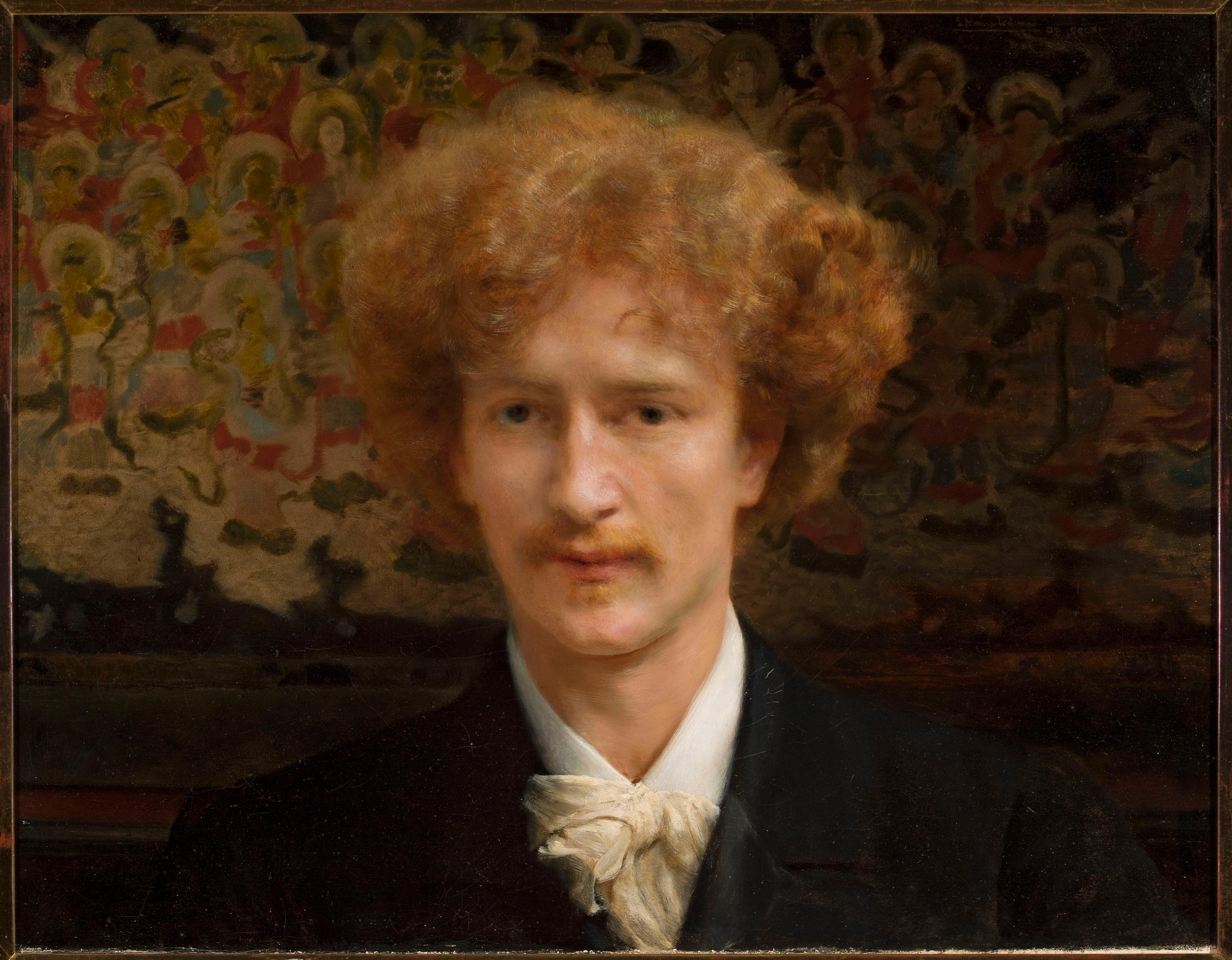
パデレフスキ
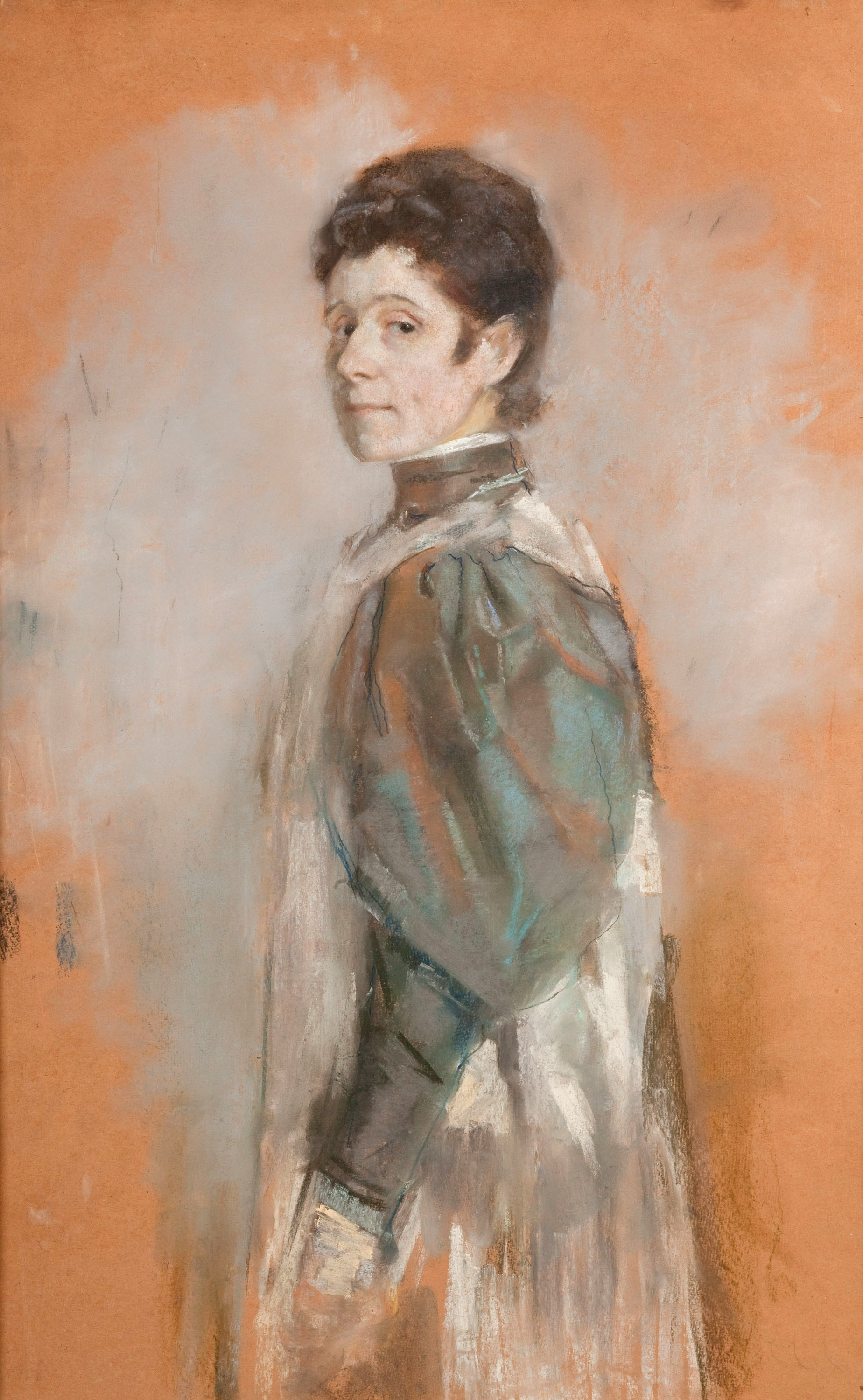
オルガ・ボズナンスカ
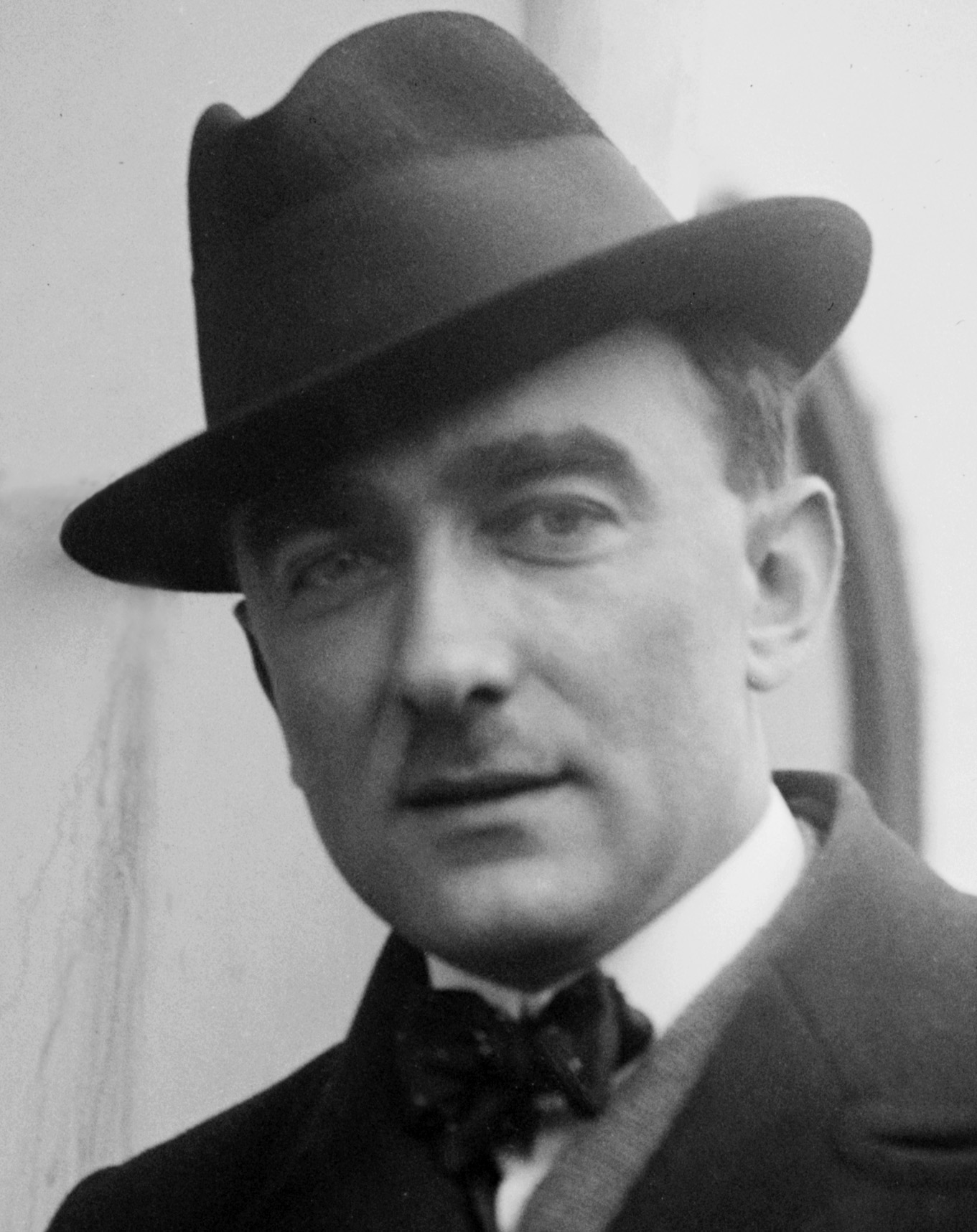
シマノフスキ
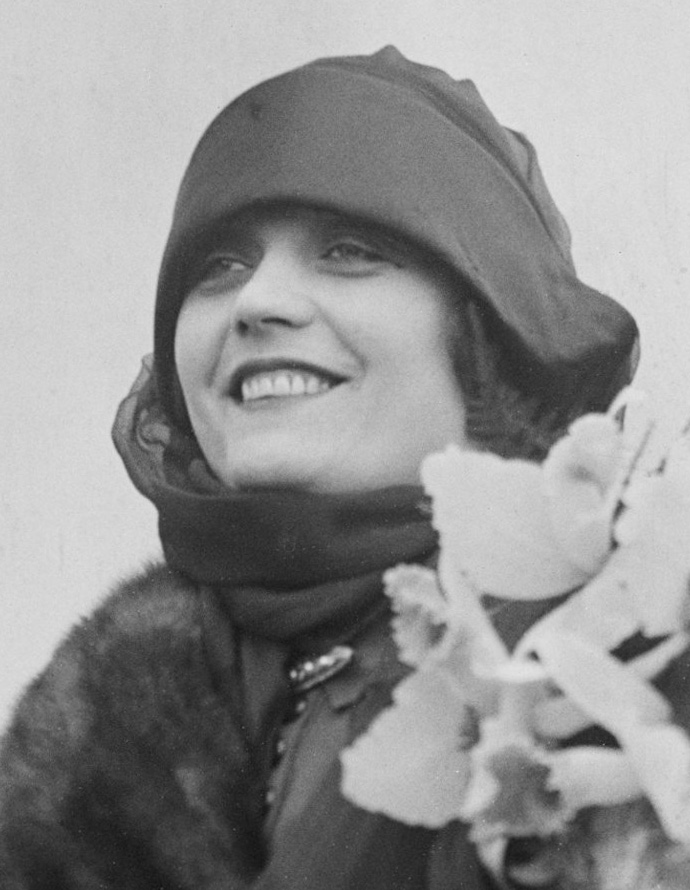
ポーラ・ネグリ
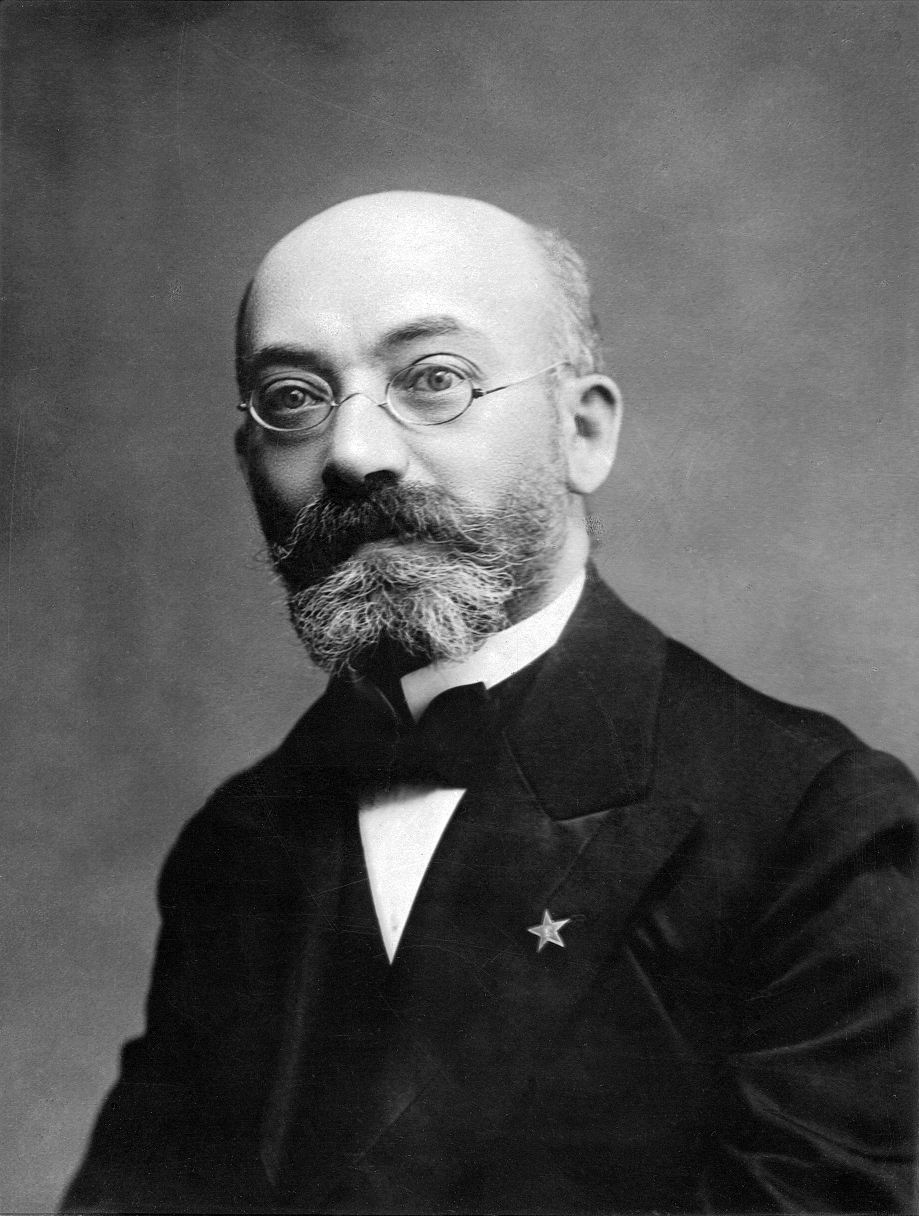
ザメンホフ
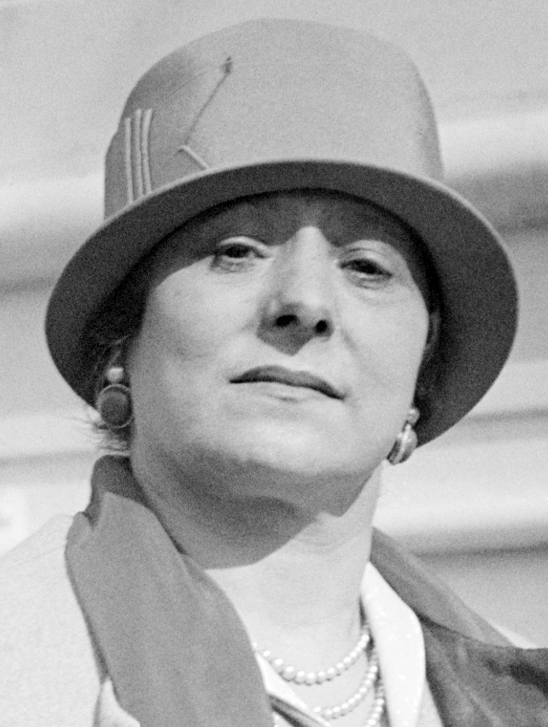
ヘレナ・ルビンスタイン
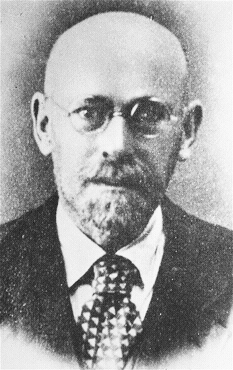
コルチャック先生
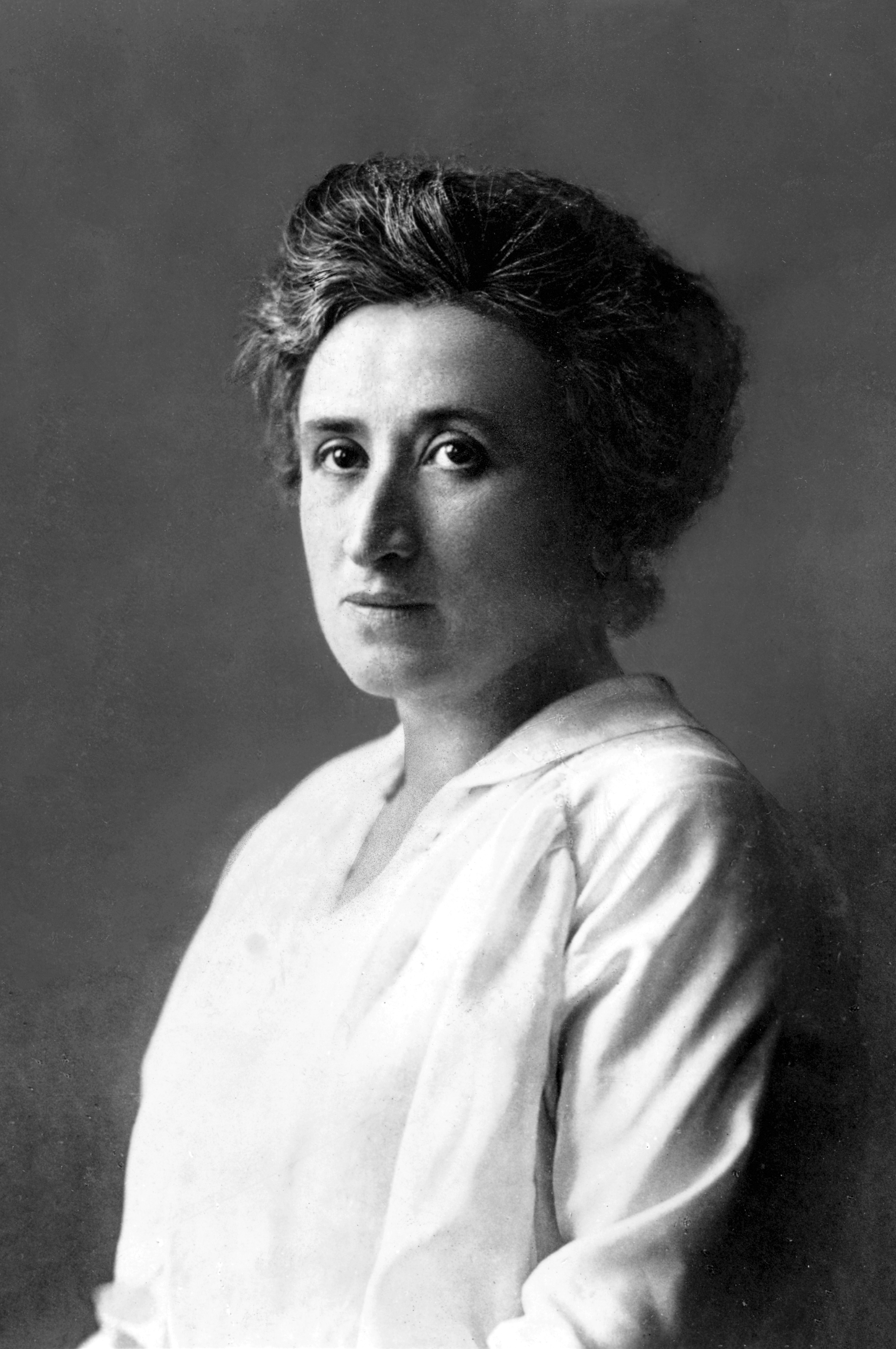
ローザ・ルクセンブルク
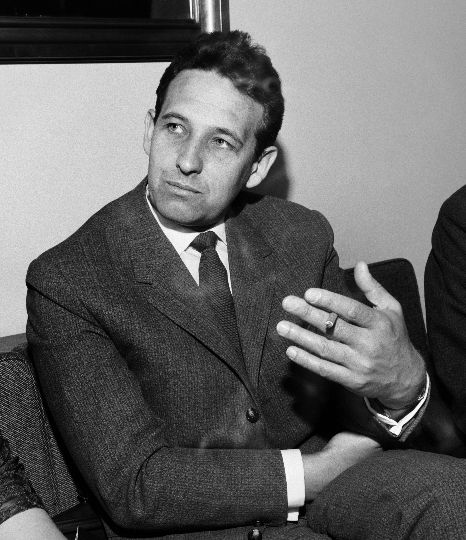
アンジェイ・ヴァイダ
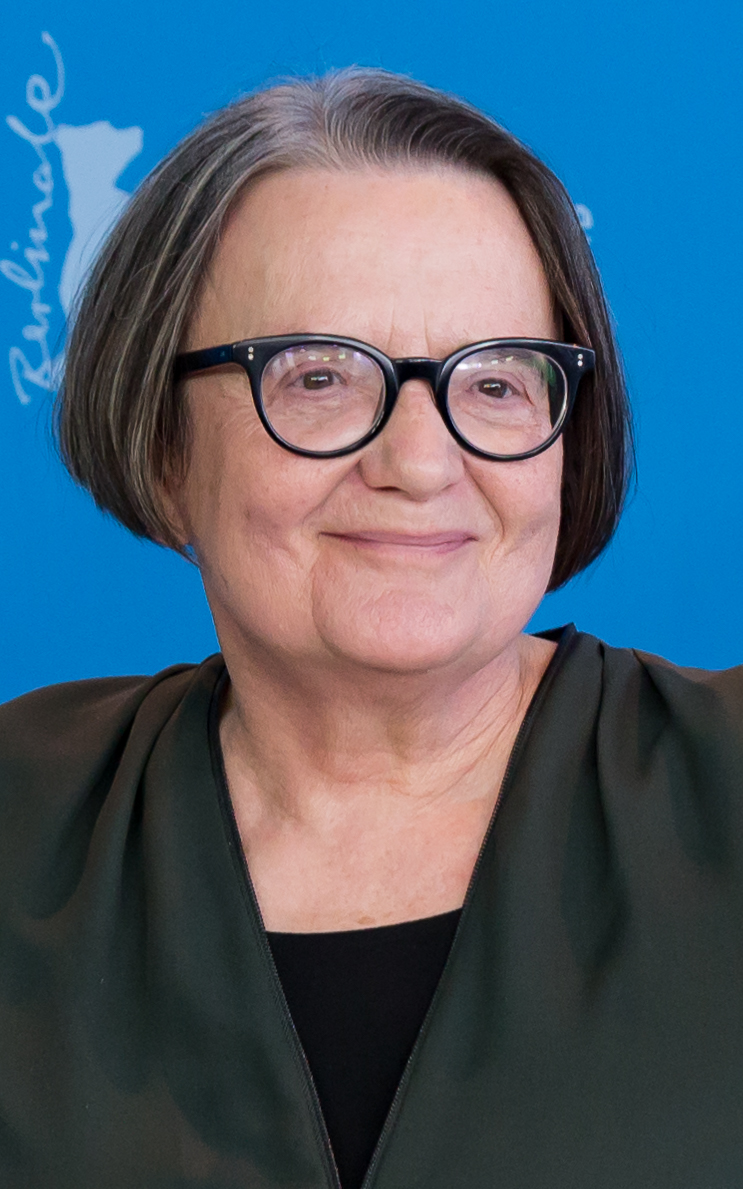
アニエスカ・ホランド
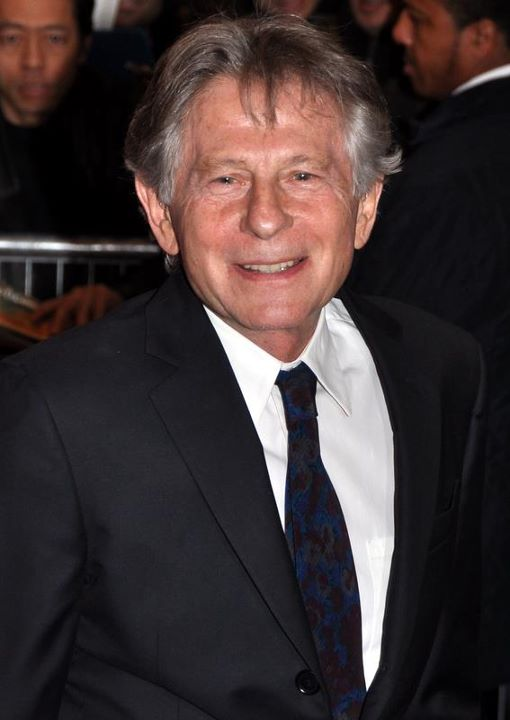
ロマン・ポランスキー
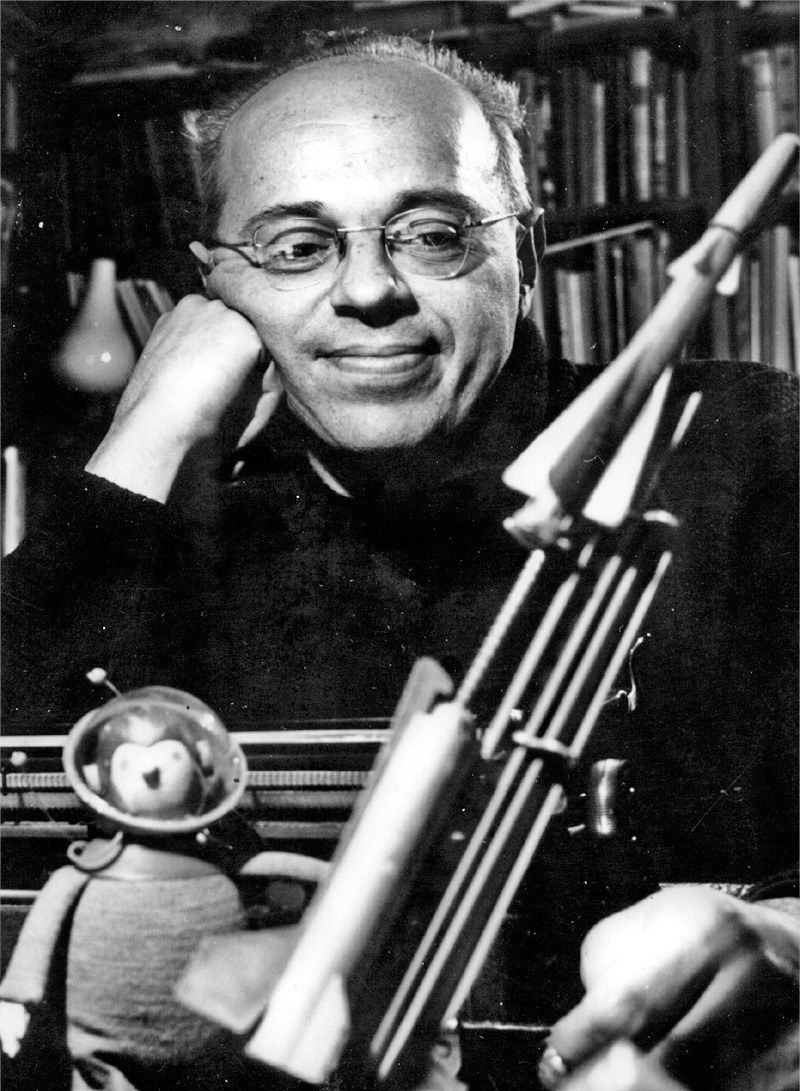
スタニスワフ・レム
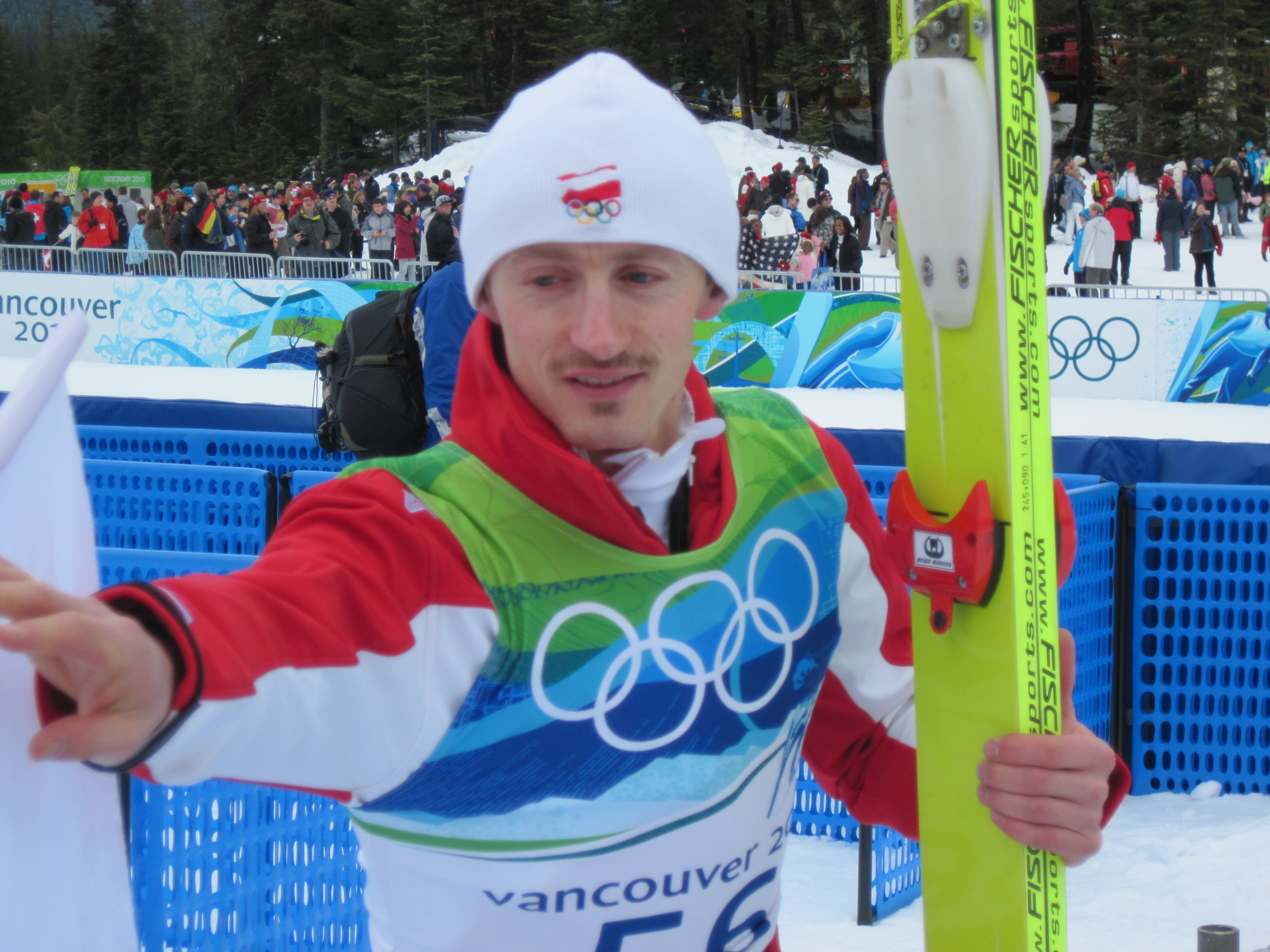
アダム・マリシュ
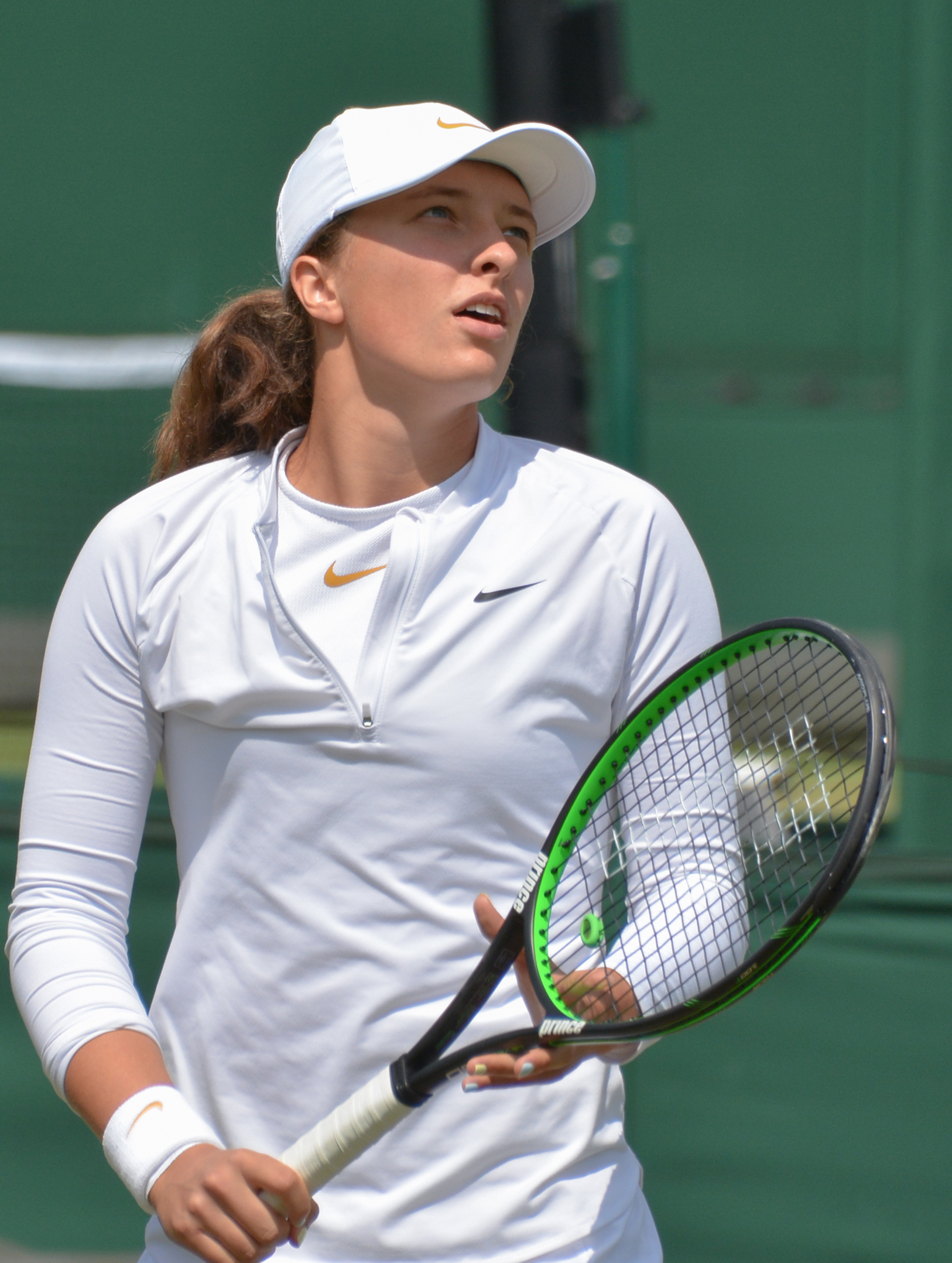
イガ・シフィオンテク
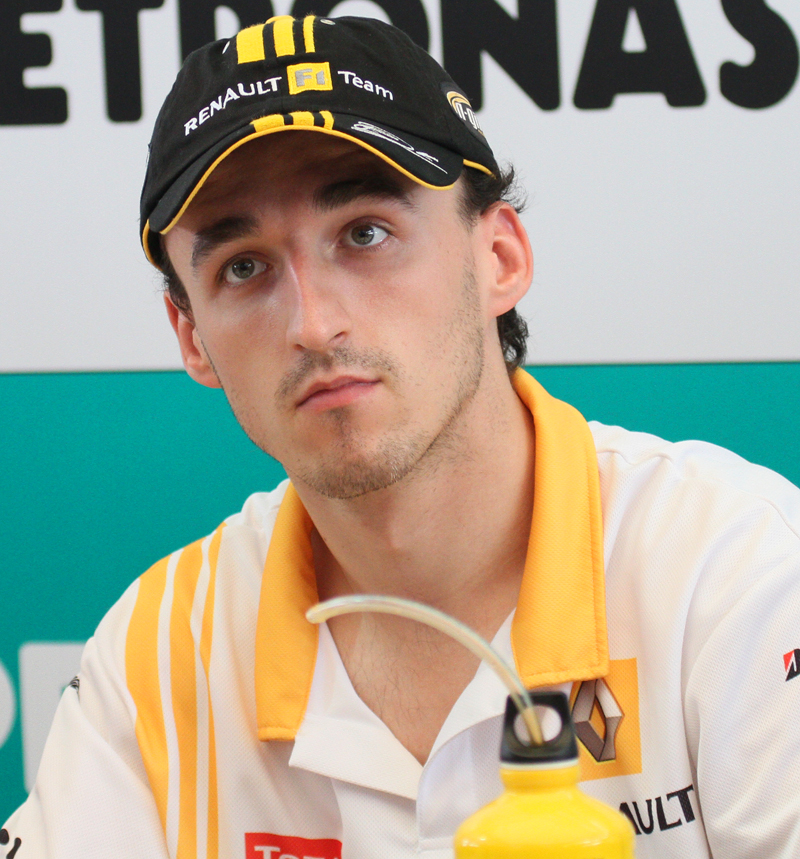
ロバート・クビサ
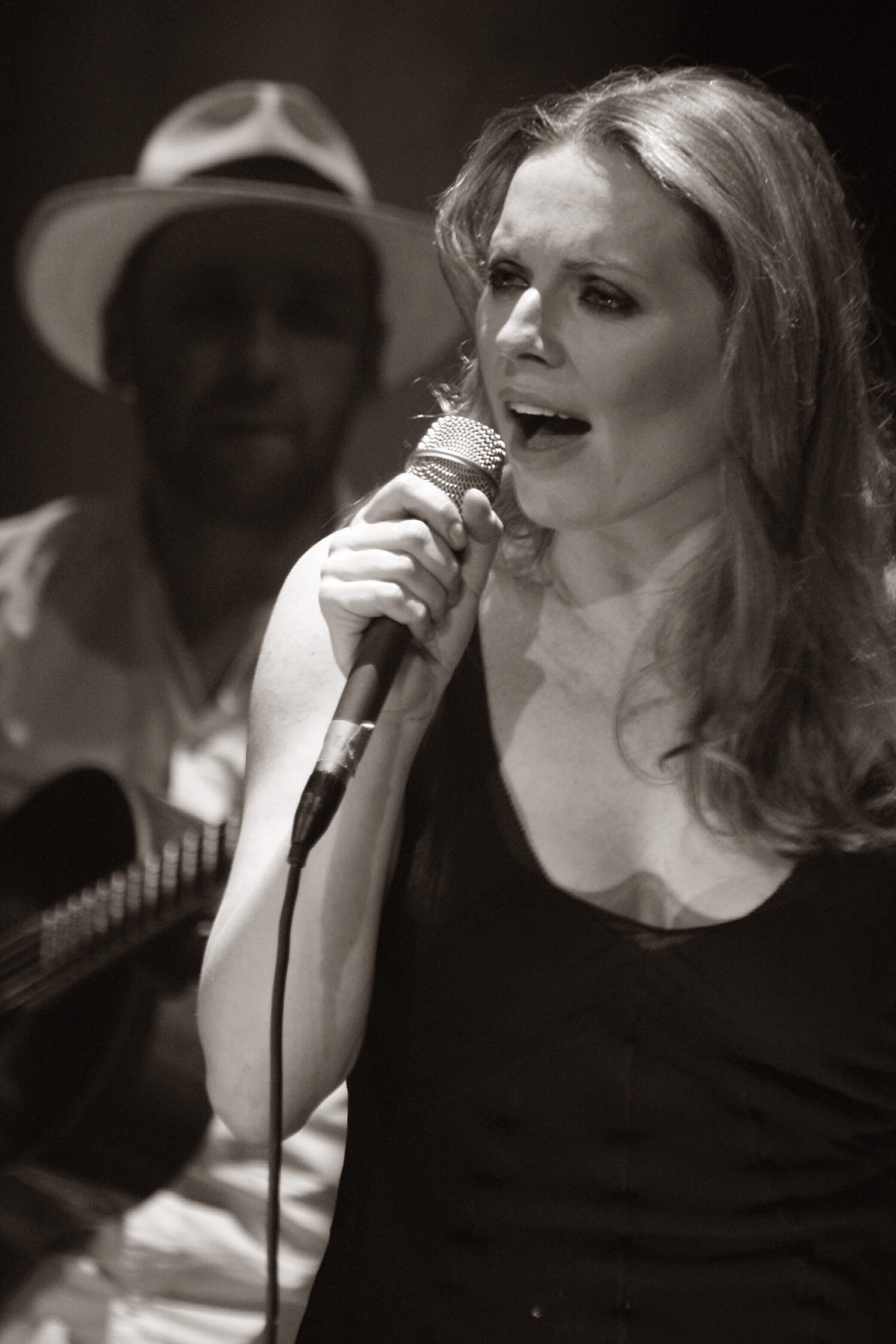
アナ＝マリア・ヨペック
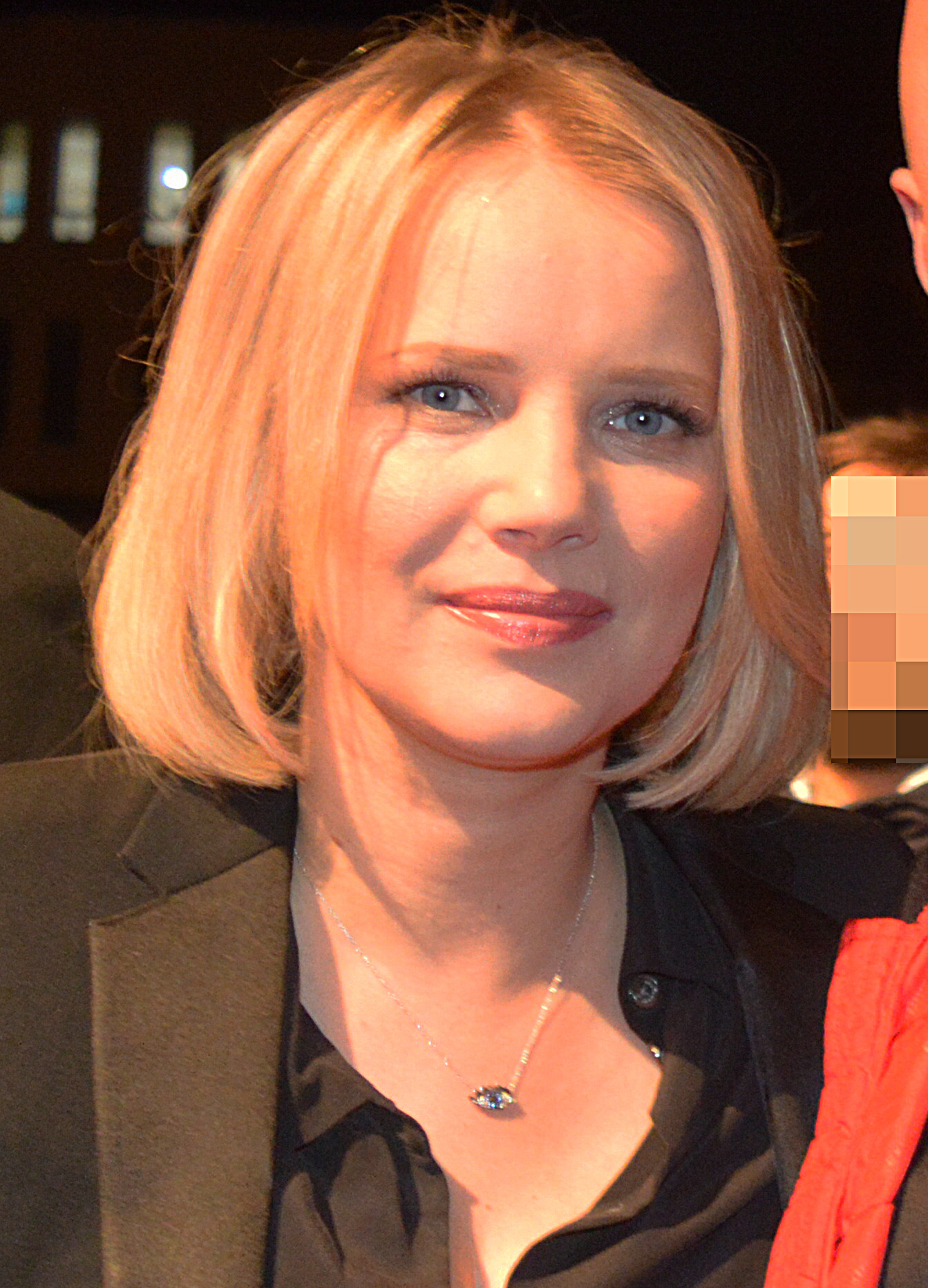
ヨアンナ・クーリク
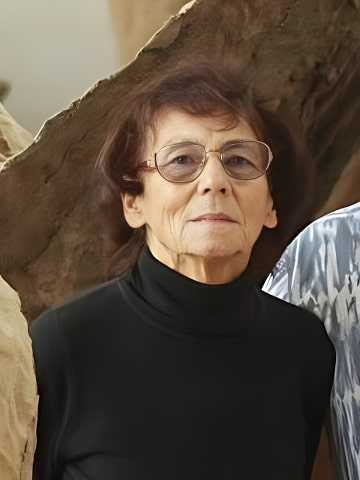
マグダレーナ・アバカノヴィッチ
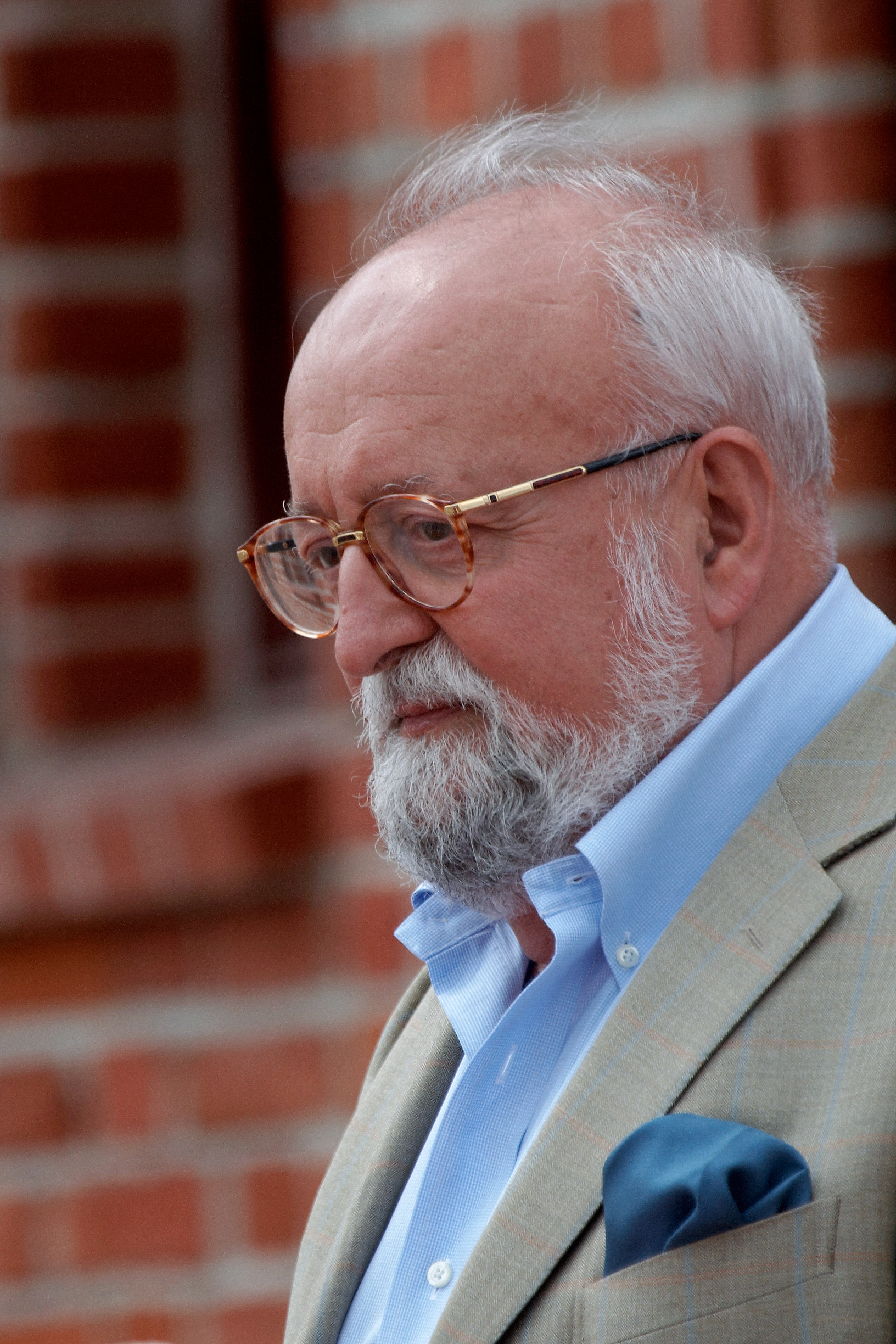
ペンデレツキ
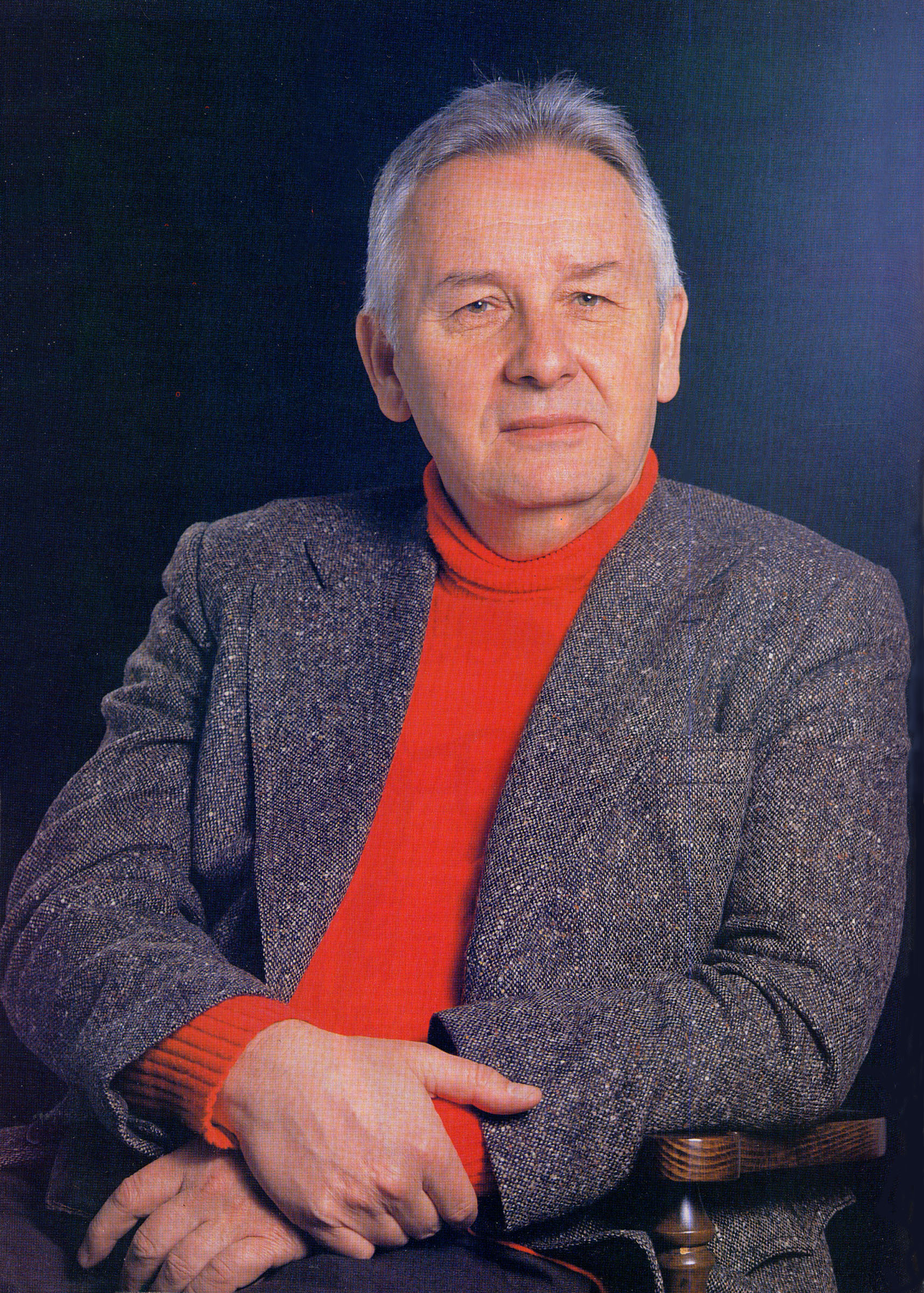
グレツキ
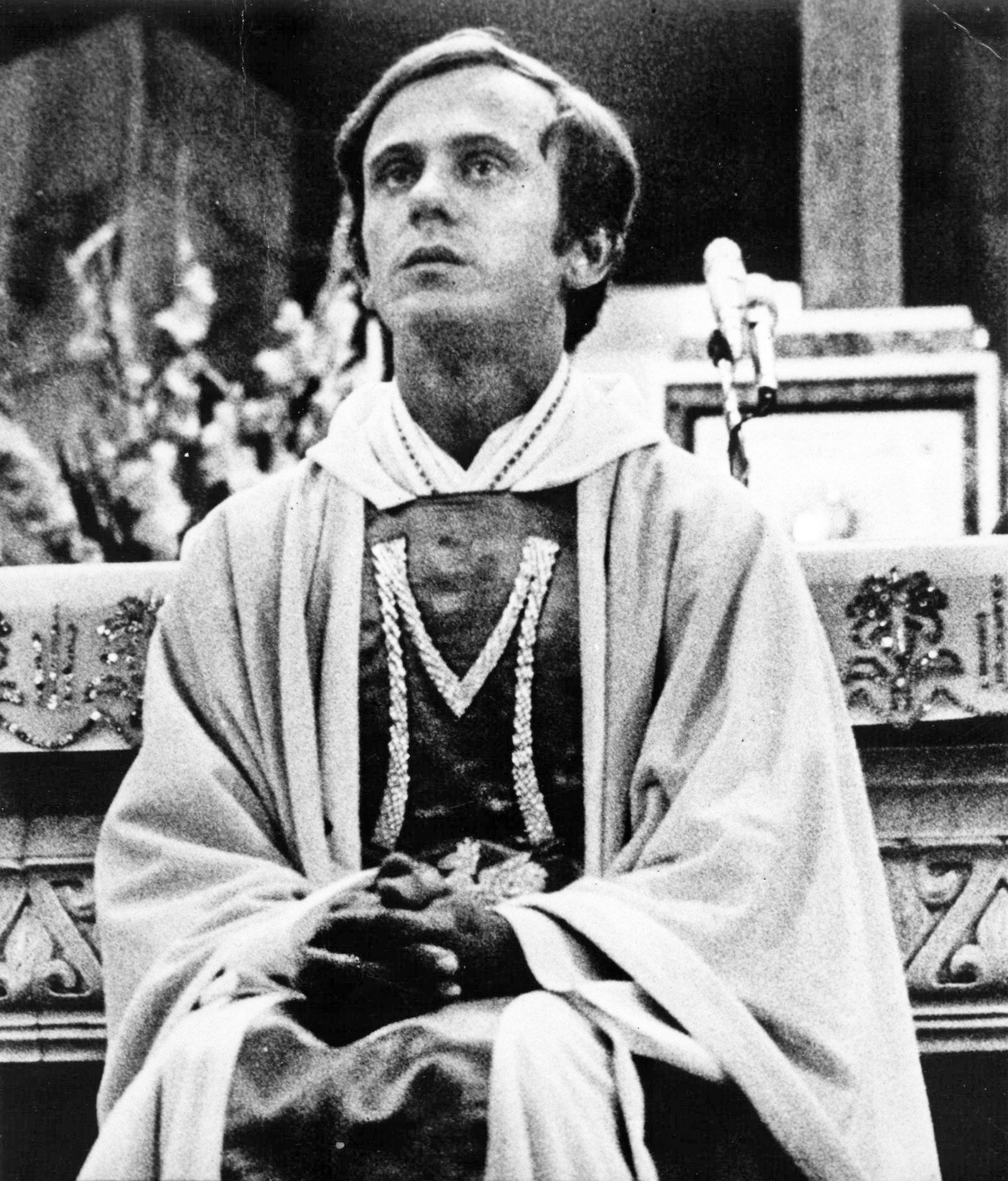
イエジ・ポピエウシュコ